# Historia de las artes decorativas

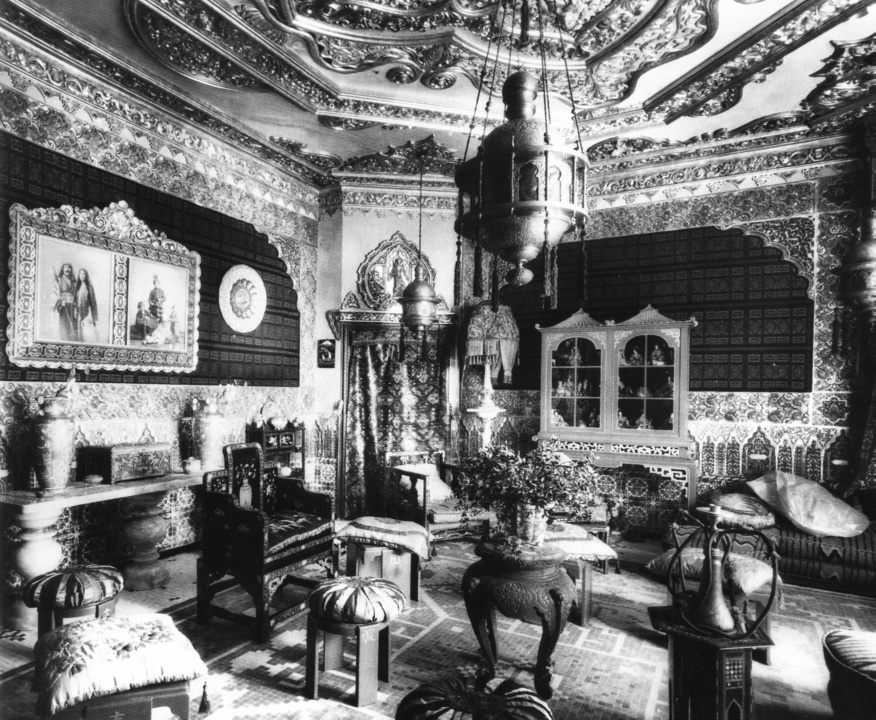
Interior de estilo modernista de la casa Vicens (Barcelona, 1883-1888), de Antoni Gaudí

La evolución histórica de las artes decorativas transcurre en paralelo a la historia del arte en general, especialmente la arquitectura, a la que ha estado ligada usualmente la decoración y el interiorismo. Se denomina artes decorativas a todas aquellas actividades relacionadas con el arte o la artesanía destinadas a producir objetos con una finalidad a la vez utilitaria y ornamental. Son por lo general obras realizadas con una elaboración industrial o artesanal, pero persiguiendo una cierta finalidad estética. El concepto es sinónimo de las llamadas artes aplicadas o artes industriales, también llamadas a veces artes menores en contraposición a las artes mayores o bellas artes. En cierto sentido, las artes decorativas es un término aplicado preferentemente a las artes industriales, así como a la pintura y la escultura, cuando su objetivo no es el de generar una obra única y diferenciada, sino que buscan una finalidad decorativa y ornamental, con una producción generalmente seriada.
Las artes decorativas incluyen procedimientos y técnicas como la cerámica, el mosaico, la ebanistería, la orfebrería, la glíptica, el esmalte, la taracea, la metalistería, el textil, la tapicería, la corioplastia o la vidriería. También a menudo engloba las artes gráficas (grabado) y la miniatura, así como algunas obras de arquitectura, pintura y escultura destinadas a la ornamentación y concebidas en serie, no como obras individuales.
Las artes decorativas han estado presentes en mayor o menor medida en todos los períodos de la historia del arte en general, bien por solitario o bien en conjunción con otras artes, especialmente la arquitectura. En muchos casos han marcado de forma determinante algún período histórico, como el arte bizantino, el islámico o el gótico, de tal forma que no sería posible valorarlo adecuadamente sin la presencia de este tipo de realizaciones. En otros casos, especialmente el de culturas nómadas, es el único tipo de realización artística llevado a cabo por estos pueblos, como es el caso de los escitas o de los pueblos germánicos que invadieron el Imperio romano. En muchas culturas las artes decorativas han tenido un estatus similar al resto de las artes, como es el caso de la cerámica griega o la laca china. Cabe también valorar la estrecha relación entre las artes decorativas y la cultura popular, que a menudo ha tenido en este medio su principal vía de expresión.

## Prehistoria

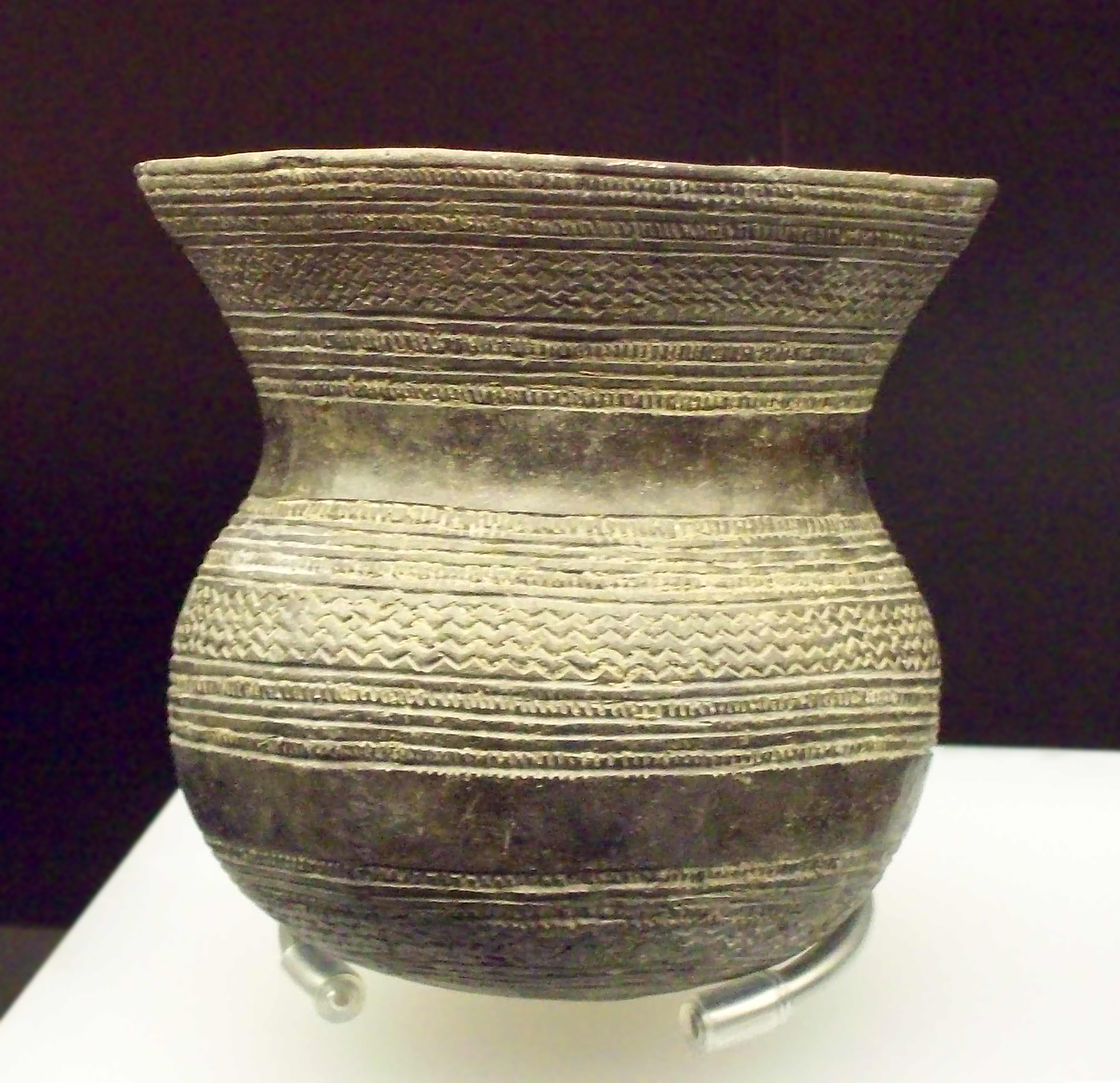
Vaso campaniforme de Ciempozuelos, de arcilla negra pulimentada con una capa de barro fino y decorada con motivos geométricos incisos rellenos de pasta blanca, Museo Arqueológico Nacional, Madrid

El arte prehistórico es el desarrollado por el ser humano primitivo desde la Edad de Piedra (Paleolítico superior, Mesolítico y Neolítico) hasta la Edad de los Metales, períodos donde surgieron las primeras manifestaciones que se pueden considerar como artísticas por parte del ser humano. En el paleolítico (25 000-8000 a. C.), el hombre se dedicaba a la caza y vivía en cuevas. Tras un período de transición (mesolítico, 8000-6000 a. C.), en el neolítico (6000-3000 a. C.) se volvió sedentario y se dedicó a la agricultura y la ganadería, con sociedades cada vez más complejas (estratificación social, religión). Comienza entonces la producción de piezas de artesanía, ya que las obras manufacturadas solían tener una incipiente decoración, si bien no había una conciencia plena de elaboración de productos artísticos. Por último, en la llamada Edad de los Metales (3000-1000 a. C.), surgieron las primeras civilizaciones protohistóricas.
Las primeras manifestaciones que se podrían considerar artes decorativas proceden del neolítico, período en el que aparecen las primeras decoraciones arquitectónicas y las primeras obras de cerámica, así como el arte textil. Entre las primeras pueden citarse como más relevantes el friso con decoración de espirales de Hal Tarxien (Malta) o el poste de piedra igualmente decorado con espirales del túmulo de New Grange (Irlanda). En el milenio IV a. C. apareció la llamada cerámica cardial, decorada con impresiones de conchas (cardium), realizadas en toda la superficie a modo de horror vacui. Ha sido encontrada en diversos puntos de Europa occidental y oriental.

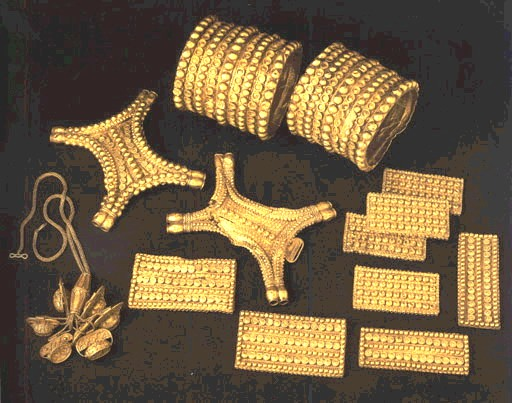
Réplica del conjunto del tesoro de El Carambolo (-), Museo Arqueológico de Sevilla

El neolítico dio paso a la Edad de los Metales, pues la utilización de elementos como el cobre, el bronce y el hierro supuso una gran transformación material para estas antiguas sociedades. La metalurgia del bronce apareció en Anatolia, desde donde pasó a Chipre y Creta y, posteriormente, el resto de Europa. La mayoría de sus realizaciones eran de arte mobiliar, preferentemente joyas y armas, decoradas con motivos geométricos abstractos. Surgió entonces la orfebrería, donde se trabajaba el oro y piedras preciosas como el jade o el ámbar, con realizaciones como el collar de jade de Poltalloch (Escocia), los vasos de oro de Rillaton (Royal Collection Trust) y de Ringlemere (British Museum), el collar de Gleninsheen (Irlanda) o la taza de oro de Borgbjerg (Dinamarca). En cerámica surgieron en el calcolítico los vasos campaniformes con motivos ornamentales inspirados en la cestería, originaria de España y con una difusión posterior por toda Europa.
En la Edad del Hierro destacaron las culturas de Hallstatt (Austria) y La Tène (Suiza). La primera se dio entre el siglo VIII a. C. y el siglo V a. C., caracterizada por la cerámica polícroma, con decoraciones geométricas y aplicaciones de adornos metálicos. La Tène se desarrolló entre el siglo V a. C. y el siglo I a. C., ligada a la cultura celta. Destacó por sus objetos en hierro (espadas, lanzas, escudos, fíbulas), con diversas fases de evolución (La Tène I, II y III). Al final de esta era recibió las influencias griega, etrusca y del arte de las estepas. Algunas realizaciones célebres son el casco de Coțofenești (Rumanía), el caldero de plata de Gundestrup (Dinamarca), las vasijas de bronce de Basse-Yutz (Metz), el espejo de bronce de Birdlip (Gloucestershire). En España cabe mencionar en el seno de la cultura tartéssica el tesoro de El Carambolo, compuesto por diversas piezas de oro y cerámica de depurada factura.

## Arte antiguo

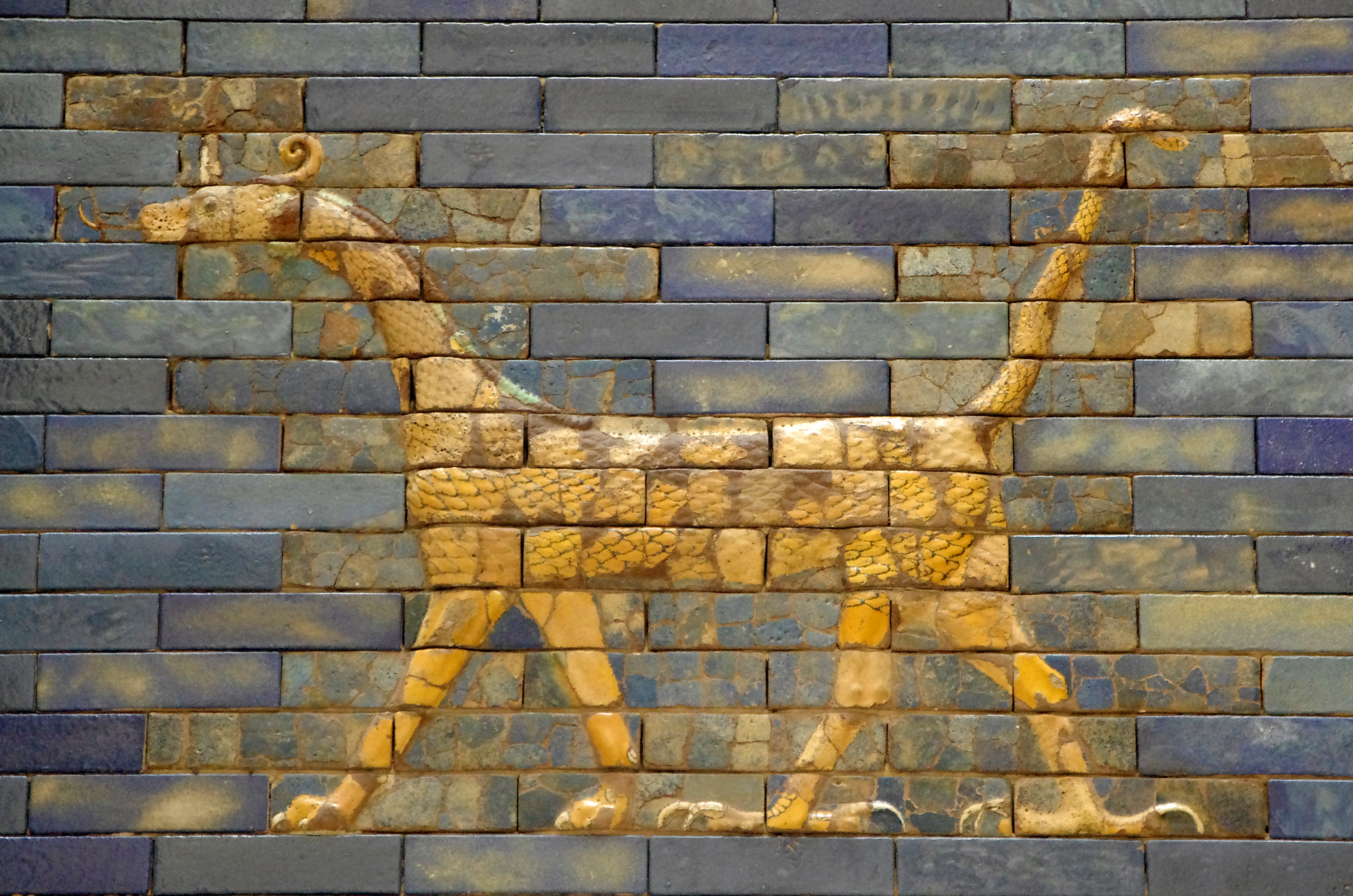
Cerámica esmaltada de la puerta de Istar, que representa un animal fantástico con cabeza de serpiente y patas de león y águila, Museo de Pérgamo, Berlín

Puede llamarse así a las creaciones artísticas de la primera etapa de la historia, iniciadas con la invención de la escritura, en las que destacan las grandes civilizaciones del Próximo Oriente: Egipto y Mesopotamia. También englobaría las primeras manifestaciones artísticas de la mayoría de pueblos y civilizaciones de todos los continentes. En esta época aparecieron las primeras grandes ciudades, principalmente en cuatro zonas delimitadas por grandes ríos: el Nilo, el Tigris y el Éufrates, el Indo y el río Amarillo.

### Mesopotamia
El arte mesopotámico se desarrolló en la zona comprendida entre los ríos Tigris y Éufrates (actuales Siria e Irak), donde desde el milenio IV a. C. se sucedieron diversas culturas como los sumerios, acadios, amorritas, asirios, caldeos, etc. En Mesopotamia la carencia de piedra llevó a la construcción con ladrillo y adobe, materiales pobres que requerían un revestimiento si se quería construir un edificio más o menos estético, lo que se lograba con apliques cerámicos. Aquí se inventaron las primeras herramientas de alfarería, como el torno y el horno de dos cámaras, cerca del 3400 a. C. Las obras de cerámica esmaltada decoraban las paredes de los palacios y las puertas de las ciudades, como la de Istar en Babilonia, con dibujos de leones y animales fantásticos. Un buen ejemplo es el templo de Eanna en Uruk, del que proceden las muestras más antiguas de decoración cerámica, a través de unas piezas de colores rojo, blanco y negro, dispuestas a modo de mosaico geométrico. Esta decoración evolucionará más adelante a motivos como rosetas o trenzados, como en los templos de Tell Halaf y El Obeid. En los zigurats sumerios, asirios y babilónicos era tradicional recubrir cada uno de sus pisos de un color distinto, al tiempo que evolucionaban las ornamentaciones hacia motivos cada vez más complejos, con representaciones mitológicas y escenas historiadas, como en el templo de Eanna en Uruk.
En la evolución de la cerámica decorativa se perciben por primera vez efectos estéticos y simbólicos que denotan una voluntad creadora alejada de la realización meramente estructural. El aspecto estético se percibe especialmente en el cromatismo, a través de la búsqueda de entonaciones no degradadas que contrastan entre sí. El aspecto simbólico se manifiesta en los efectos de luz y brillo conseguidos mediante la cerámica vidriada, que se asocian en templos y palacios con los grandes seres que dominan el mundo, sean divinos o de la realeza. Este rico cromatismo se aprecia asimismo en los mosaicos taraceados y en las obras de orfebrería, donde abundan el oro y las piedras preciosas, como el nácar y el lapislázuli. Los mejores exponentes son los tesoros encontrados en las tumbas reales de Ur, con obras como el llamado mosaico del Estandarte o las joyas de la reina Shubad, conservadas en el British Museum.
En esta región se desarrolló notablemente la glíptica, a través de sellos de forma cilíndrica grabados en mármol, caliza o concha, decorados con motivos geométricos, animales (reales o fantásticos), inscripciones cuneiformes o escenas históricas, religiosas o de la vida cotidiana, como un cilindro sumerio del 2800 a. C. grabado con un banquete nupcial. En las artes del metal destacan las puertas de Balawat, en la ciudad asiria de Imgur-Bel, realizadas en bronce entre el 860 y el 849 a. C., decoradas con escenas de las campañas militares de Salmanasar III.

### Egipto

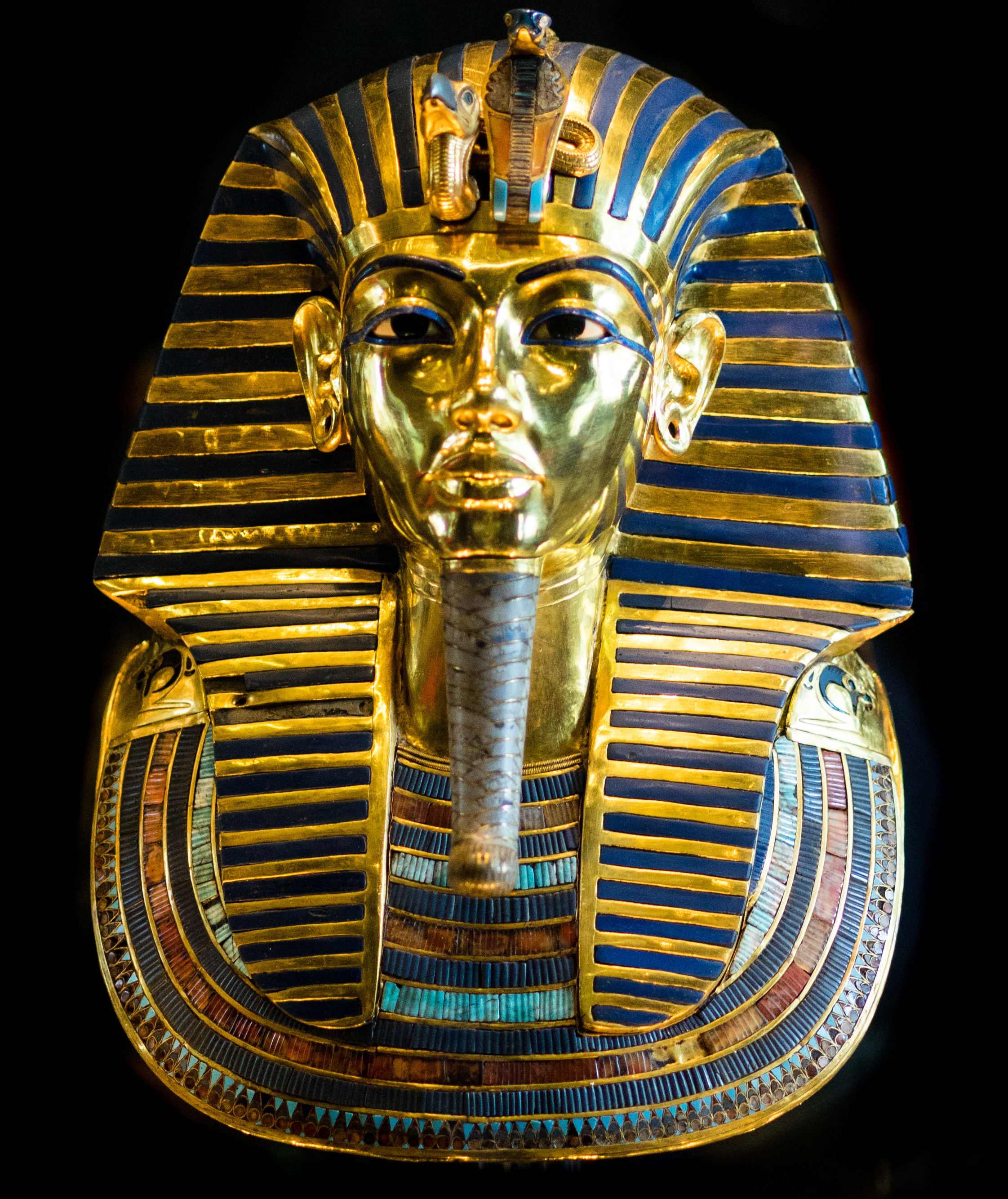
Máscara funeraria de Tutankamón (c. 1354-), Museo Egipcio de El Cairo

En Egipto surgió una de las primeras grandes civilizaciones, con obras de arte elaboradas y complejas que suponen ya una especialización profesional por parte del artista/artesano. Con un sistema político fuertemente centralizado y jerarquizado, su arte era intensamente religioso y simbólico. Iniciado alrededor del 3000 a. C., el arte egipcio perduró hasta la conquista de Alejandro Magno, si bien su influencia persistió en el arte copto y bizantino.

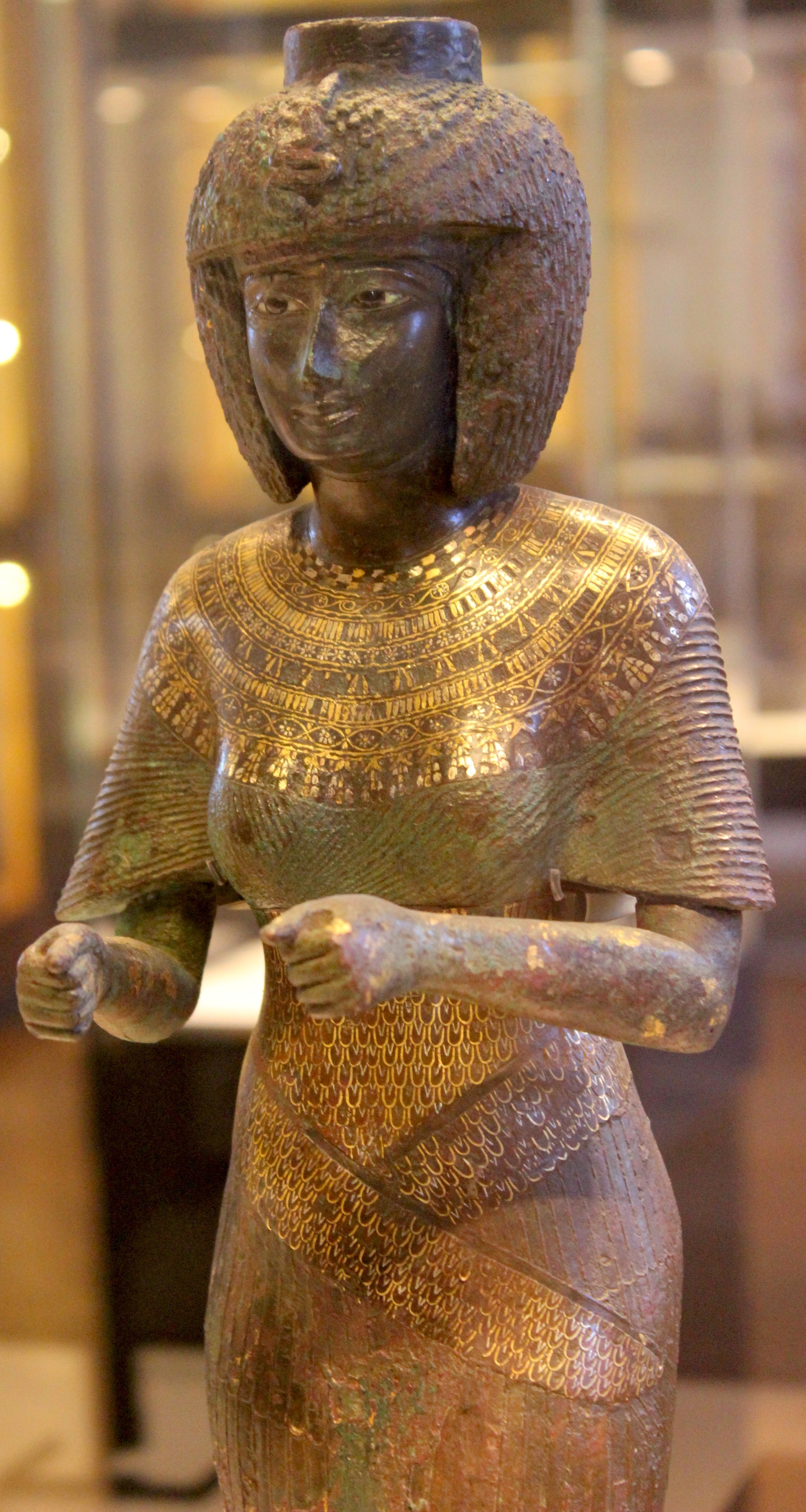
Estatua de bronce damasquinado de la reina Karomama Merimut I, Museo del Louvre, París

El arte egipcio se caracteriza por la unidad estilística mostrada uniformemente durante toda su historia, que se manifiesta en aspectos como el estatismo y la rigidez de sus figuras, la minuciosidad del detalle o el sentido plano de la escena y el color, con una policromía de colores sin degradaciones, con contornos marcados. Esto se percibe asimismo en la orfebrería con el tabicado y embutido de distintos materiales, o en el vidrio mediante la unión de bandas onduladas monocromas. Una de sus mayores manifestaciones dentro del marco arquitectónico fue la pintura y el relieve policromado, que decoraba tanto interiores como exteriores de edificios, como se percibe en el palacio de Tell el-Amarna (dinastía XVIII).
Los egipcios lograron grandes avances técnicos, especialmente en orfebrería, como en el batido del oro, el cincelado, el grabado a buril, el granulado y la incrustación. Algunas realizaciones sobresalientes son: los brazaletes de la esposa del rey Djer (dinastía I), los brazaletes de Hetepheres I (dinastía IV), el collar usej de Imthepy (dinastía VI), la cabeza de oro del dios Horus hallada en Hieracómpolis (dinastía VI), la diadema y el cinturón de la princesa Sit-Hator (dinastía XII), el pectoral de Sesostris II (dinastía XII) y las joyas encontradas en la tumba de Tutankamón (dinastía XVIII), entre las que destaca su máscara funeraria, de oro batido con incrustaciones de pasta de vidrio y lapislázuli, cuarzo y feldespato, así como el sarcófago, de 1110 kg de oro puro.
La ebanistería era de maderas importadas (ébano, cedro y ciprés), recubiertas a menudo de oro o marfil, como los muebles de las tumbas de Yuya y Tuyu (Museo Egipcio de El Cairo). En piedra destacan las paletas de esquisto con formas de animales (Paleta de los perros, Museo del Louvre), o los vasos de caliza, basalto o alabastro de diferentes formas (piriforme, cordiforme, esférica, cilíndrica, de barrilete). La cerámica se dio en dos vertientes: alfarería y loza fina; en la primera, realizada con torno desde el 3200 a. C., se encuentran múltiples formas y motivos decorativos, mientras que la loza es empleada como revestimiento arquitectónico —como se puede percibir en Saqqarah, Tell el-Amarna o Medinet Habu— y en la elaboración de diversos objetos (collares, canopes, vasos, vasijas, copas). La metalurgia egipcia se centró en el cobre y el bronce, ya que el hierro no se usó hasta época grecorromana. Los principales objetos realizados eran vasos, espejos, fuentes y jarras, así como estatuillas de bronce a la cera perdida, como la de la reina Karomama (dinastía XXII), damasquinada en oro. El tejido se centró en el lino, tanto en el vestido como en tapices y alfombras, como en el tapiz decorado con flores de la tumba de Tutmosis IV (Museo de El Cairo) o la alfombra de la tumba del arquitecto Ja (Museo Egipcio de Turín). Destacan los vestidos hallados en la tumba de Tutankamón, revestidos de cuentas de cerámica y plaquetas de oro. Los egipcios también trabajaron el cuero, como se denota en las sandalias de Tutankamón, de cuero verde con hojas de oro, y en la tienda fúnebre de la reina Isimjeb (dinastía XXI).

### Otras manifestaciones

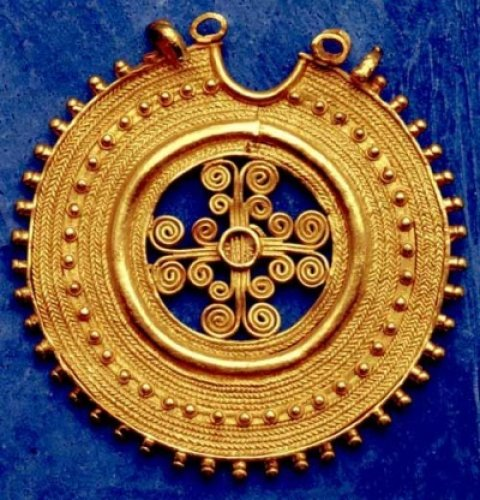
Arte ibérico: arracada de la Condomina, Museo Arqueológico de Villena

- Arte de las estepas: es el correspondiente a los pueblos nómadas que habitaban las llanuras euroasiáticas (cimerios, escitas, hunos, sármatas, etc.), principalmente entre el i y el i milenio a. C. Su arte era preponderantemente mobiliar, fácil de transportar, al ser un pueblo nómada. Ligado a la metalurgia, destacan los objetos en bronce, hierro y metales preciosos (armas, escudos, fíbulas, cinturones, joyas), así como obras en madera, hueso, cuero, telas y alfombras. En sus obras destacan los motivos animalísticos, posiblemente de origen totémico. El arte escita influenció al de los pueblos germánicos, vikingos y paleocristianos.[33]
- Arte hitita: el Imperio hitita se desarrolló en Anatolia, Armenia y Siria entre los siglos xvii y xii  a. C. Recibió influencia mesopotámica y, a su vez, influenció al arte persa, minoico y etrusco. Los hititas elaboraban una cerámica monocroma de aspecto brillante y pulimentado, además de productos más elaborados como vasos teriomorfos y recipientes policromados con decoración en relieve. De los restos hallados cabe destacar unas jarras de pico largo encontradas en Kültepe y Alişar Hüyük, así como un vaso con forma de león procedente de Kara Hüyük que el arqueólogo Georges Contenau definió como «el antepasado de los aguamaniles».[34] También destacaron en orfebrería, principalmente amuletos y colgantes de oro, y unos rytha teriomorfos en plata conservados en la colección N. Schimmel.[35]
- Arte fenicio: pueblo de tradición marinera, dedicados principalmente al comercio, navegaron por todo el Mediterráneo y el norte de África, y fundaron la ciudad de Cartago en la actual Tunicia. Transmitieron la influencia del arte oriental por todo el Mediterráneo. El arte fenicio se dio también en distintas zonas del Mediterráneo, especialmente Chipre, Cerdeña e Ibiza. Destacan especialmente en orfebrería, con notables hallazgos arqueológicos como la copa de oro de Ras Shamra (siglo XIV a. C.) o el pectoral de oro de Byblos (Museo del Louvre).[36]
- Arte ibérico: la cultura ibérica se desarrolló entre los siglos vi y i  a. C. en la península ibérica. Se conservan diversas piezas de orfebrería, algunas de ellas de influencia griega, como las del tesoro de Jávea (Museo Arqueológico Nacional, Madrid). En cerámica se distinguen tres escuelas: la andaluza, de influencia griega, con motivos ornamentales de líneas y círculos; la del sudeste, con escenas figuradas y temas de animales; y la del Ebro, con representaciones de pájaros y figuras humanas de gran esquematismo.[37]
- Arte persa: situado en Persia (actual Irán), se prolonga desde el siglo VI a. C. con la dinastía aqueménida hasta el Siglo VII d. C. con la dinastía sasánida. Muchas de sus realizaciones son herederas de las culturas mesopotámicas, lo que se denota en la arquitectura con el empleo de azulejos, mosaicos y relieves policromados. En Persia tuvieron especial relevancia las artes textiles, tanto en alfombras y cortinas como en tapices y bordados, que abundaban en la decoración interior. El textil persa influyó notablemente en el bizantino e islámico, e incluso en el chino y japonés.[38]

## Arte clásico

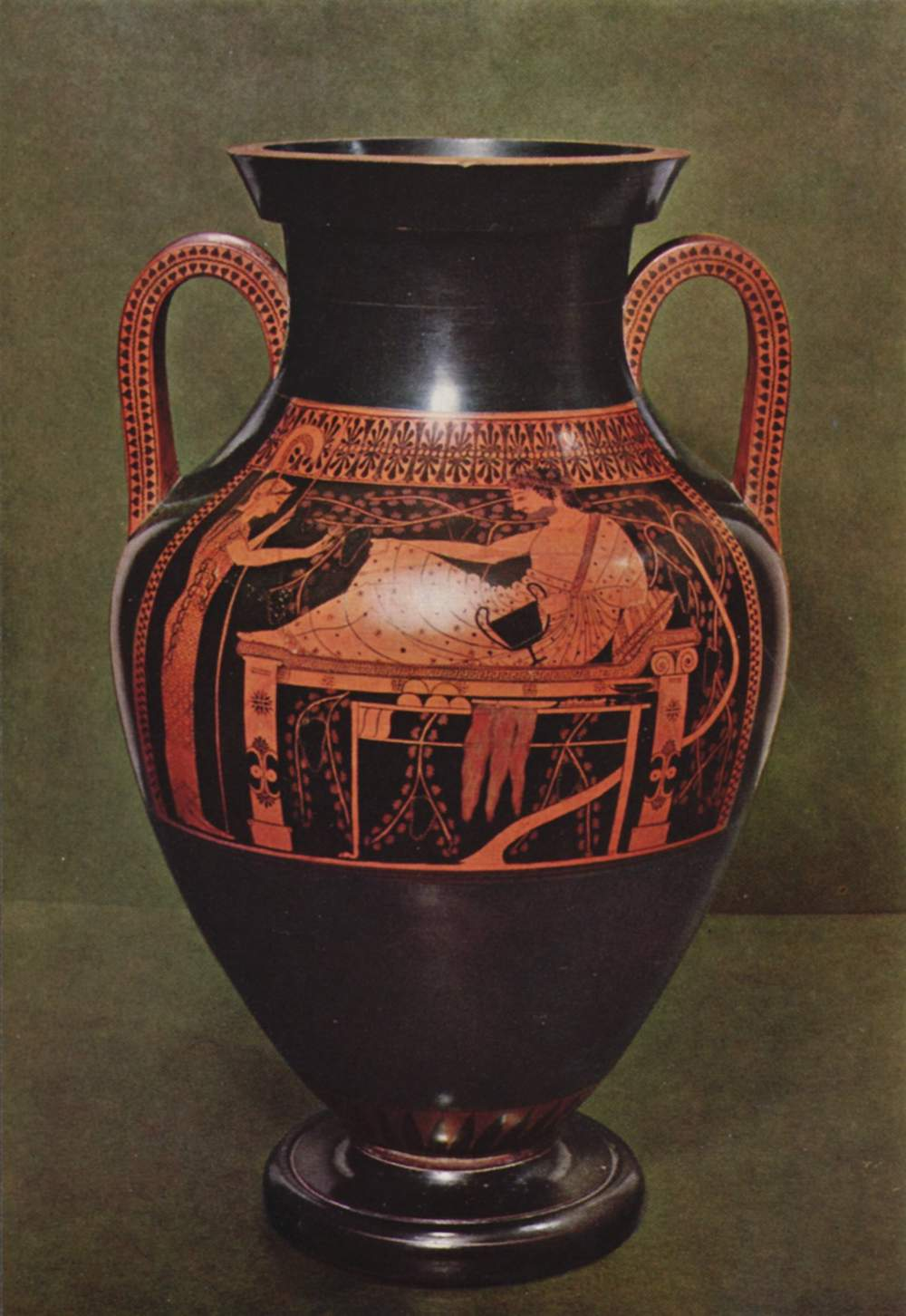
Heracles en reposo, ánfora del pintor de Andócides, c., Staatliche Antikensammlung de Múnich

Se denomina arte clásico al arte desarrollado en las antiguas Grecia y Roma, cuyos adelantos tanto científicos como materiales y de orden estético aportaron a la historia del arte un estilo basado en la naturaleza y en el ser humano, donde preponderaba la armonía y el equilibrio, la racionalidad de las formas y los volúmenes, y un sentido de imitación (mímesis) de la naturaleza que sentaron las bases del arte occidental, de tal forma que la recurrencia a las formas clásicas ha sido constante a lo largo de la historia en la civilización occidental.

### Grecia
En Grecia se desarrollaron las principales manifestaciones artísticas que han marcado la evolución del arte occidental. Tras unos inicios donde destacaron las culturas minoica y micénica, el arte griego se desarrolló en tres periodos: arcaico, clásico y helenístico. Las artes decorativas adquieren por primera vez una autonomía propia, desvinculada del marco arquitectónico que condicionaba las realizaciones egipcias o mesopotámicas.

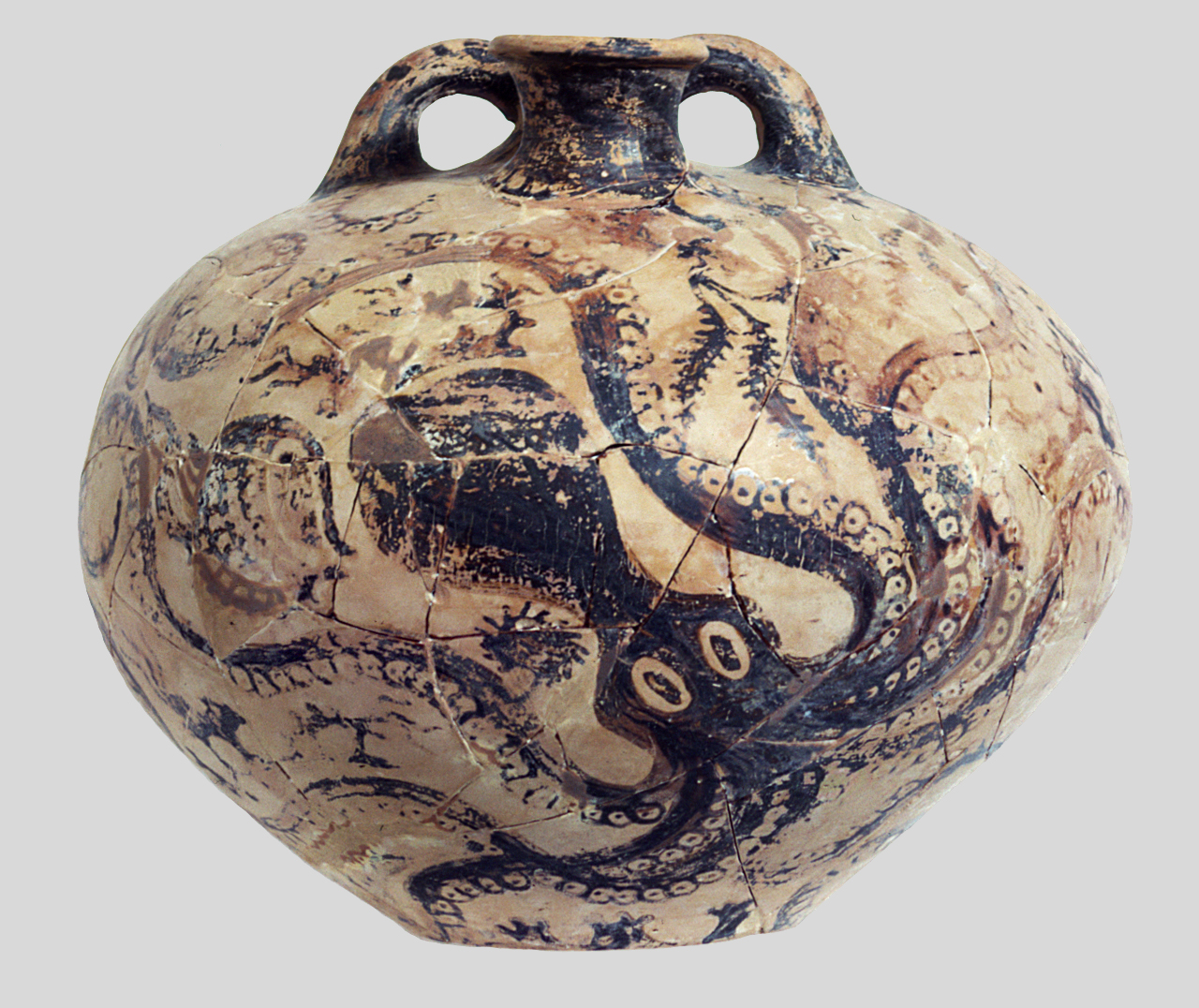
Cerámica minoica de Gournia (Creta,)

En el arte minoico fue importante la pintura decorativa de los edificios, con escenas figuradas de temáticas diversas —generalmente inspiradas en la naturaleza—, con una inicial influencia egipcia de la que se desmarca radicalmente en su sentido rítmico del movimiento (frescos de la Taurocatapsia o los Delfines del megarón de la reina de Cnosos). Cabe destacar también la cerámica, en dos etapas: la de Kamarés (siglos xix-xviii a. C.), de colores claros sobre fondo oscuro, con representaciones de motivos geométricos; y la «cerámica de los segundos palacios» (c. 1500 a. C.), más naturalista, de motivos vegetales y marinos.
En el arte micénico se produjeron obras de orfebrería de gran valor artístico, como los vasos y las máscaras funerarias de oro hallados en los círculos de tumbas de Micenas. En la cerámica aparece la figura humana, en escenas representadas en bandas horizontales.
Del arte griego propiamente dicho destaca la cerámica decorada con imágenes pictóricas, generalmente alusivas a la mitología griega, pero también a escenas históricas o incluso de la vida diaria, de la que hay dos variantes principales: de figuras negras sobre fondo rojo y de figuras rojas sobre fondo negro. La primera surgió en Corinto en el siglo VII a. C. y, como su nombre indica, las escenas se pintaban en negro sobre el color original de la arcilla, generalmente de un naranja rojizo. La segunda se atribuye a un pintor conocido como pintor de Andócides, alrededor del 530 a. C., y consiste en el método contrario, pintar el fondo de negro y dejar la escena representada del color de la arcilla. Menos usada fue la técnica de fondo blanco, aparecida en Atenas en el siglo VI a. C., en que a la arcilla se le aplicaba un engobe blanco que posteriormente se pintaba. Los griegos idearon numerosas tipologías de objetos cerámicos, cada uno para una función concreta, entre las que destacan: alabastrón, ánfora, cáliz, crátera, fuente, hydria, jarra, kalathos, kantharos, kylix, kyathos, lekythos, lutróforo, pátera, plato, psykter, pyxis, rython, skyphos, stamnos, etc. La cerámica fue una de las principales realizaciones materiales de la cultura griega y su copiosa producción hace que subsista en abundancia en la actualidad y esté presente en la mayoría de museos europeos, entre los que destacan las colecciones de Atenas y del Louvre. Su equiparación con el resto de las artes le otorgó un prestigio que se denota en la firma en muchas ocasiones de la obra por parte del pintor; algunos ejemplos son: Amasis, Dúrides, Exequias, Eufronio, Midias, Sófilos, Aristófanes, Nearco, Onésimo, Polignoto, etc.
Los griegos destacaron también en orfebrería, vidrio y mosaico, con innovaciones técnicas como el camafeo, aparecido en Alejandría en el siglo II a. C., o el vidrio soplado, que surgió en la misma ciudad en el siglo I a. C. En mobiliario se encuentran diversas tipologías como escabeles, sillas de respaldo inclinado sin brazos (klismós), camas de tablas colocadas sobre caballetes o cajas ambivalentes que servían como contenedor de objetos o como asiento. En metal se empleó preferentemente el bronce, con el que se elaboraban todo tipo de objetos, desde cascos y escudos hasta muebles, vasos, espejos y estatuillas; destaca la crátera de Vix (c. 525 a. C., Museo de Châtillon-sur-Seine), de hojas de bronce batidas con decoración de relieves a la cera perdida en el cuello.

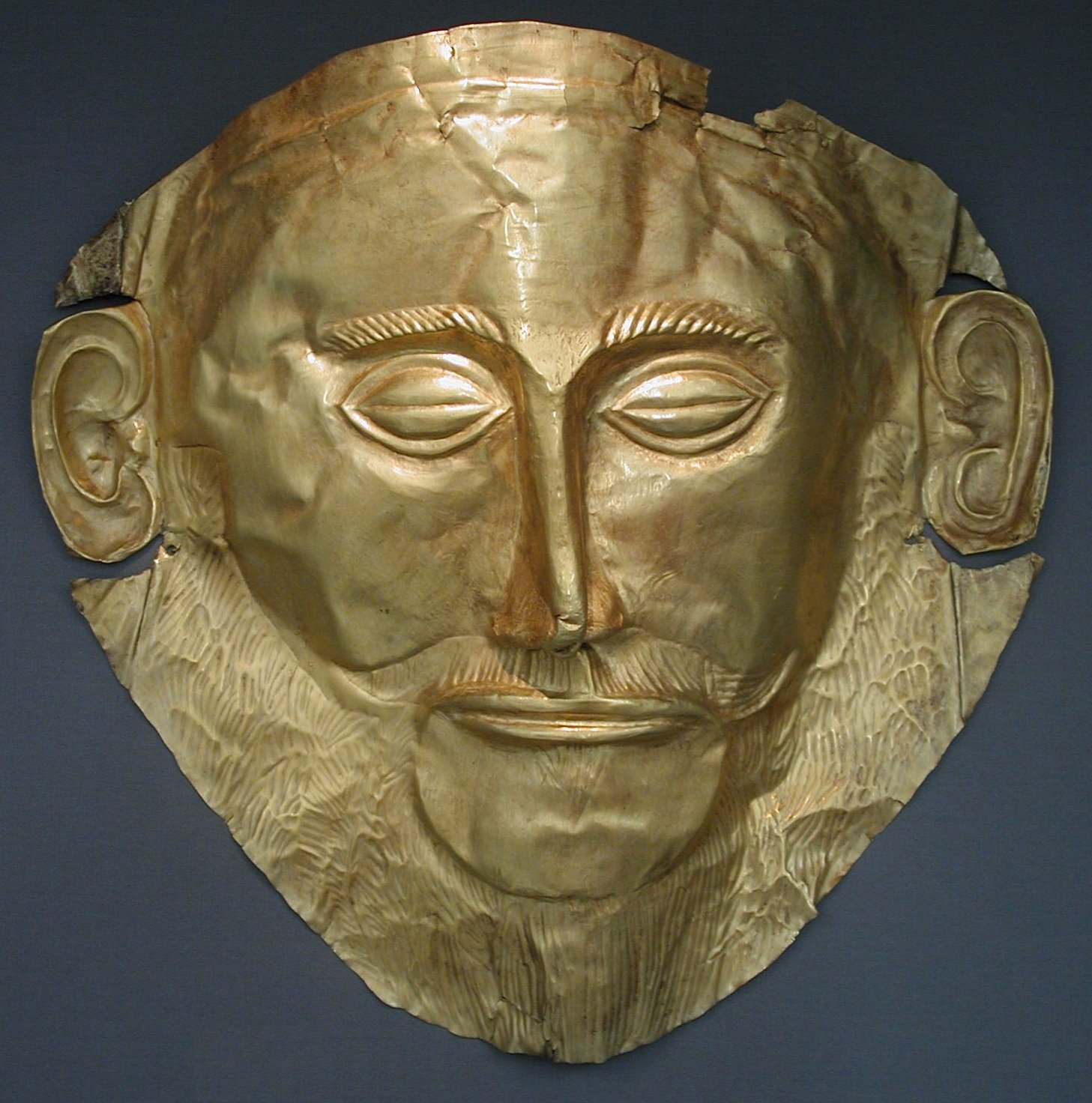
Máscara funeraria de Agamenón (siglo XVI a. C.), Museo Arqueológico Nacional de Atenas
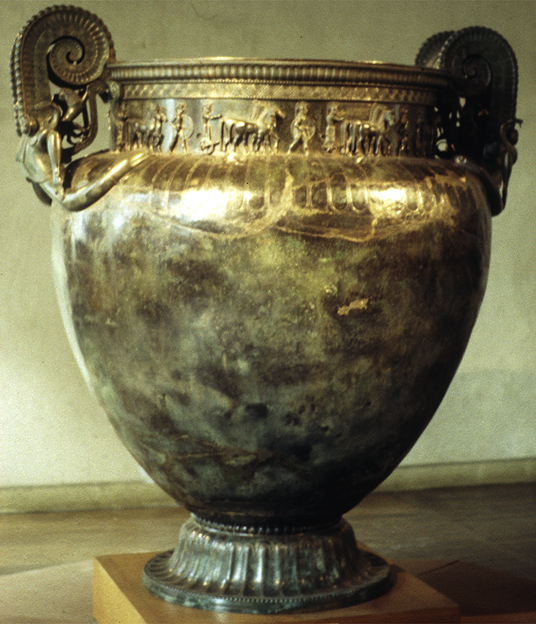
Crátera de Vix (c. 525 a. C.), Museo de Châtillon-sur-Seine
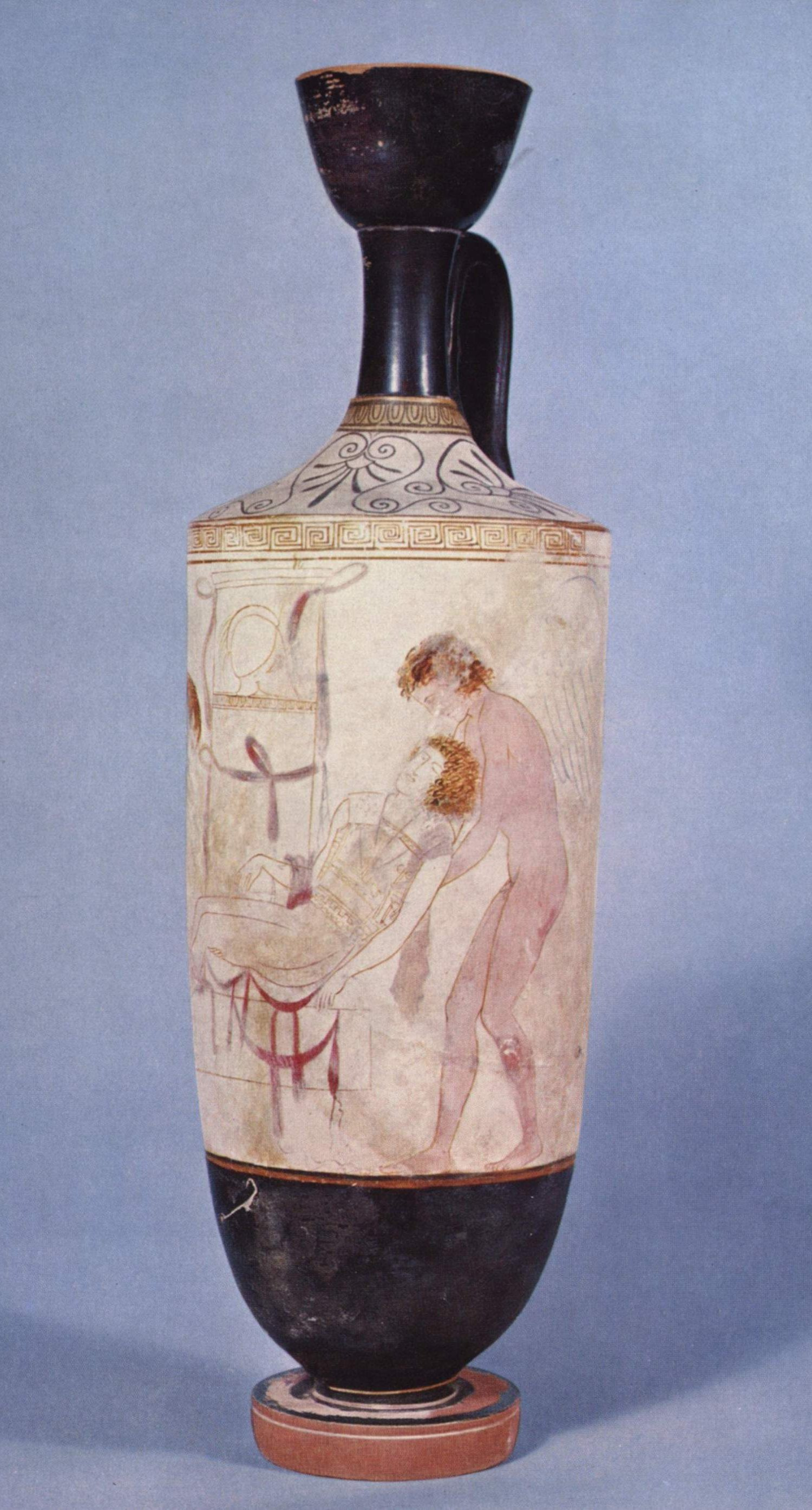
Hipnos y Tánatos, lekythos de fondo blanco (c. 440 a. C.), British Museum
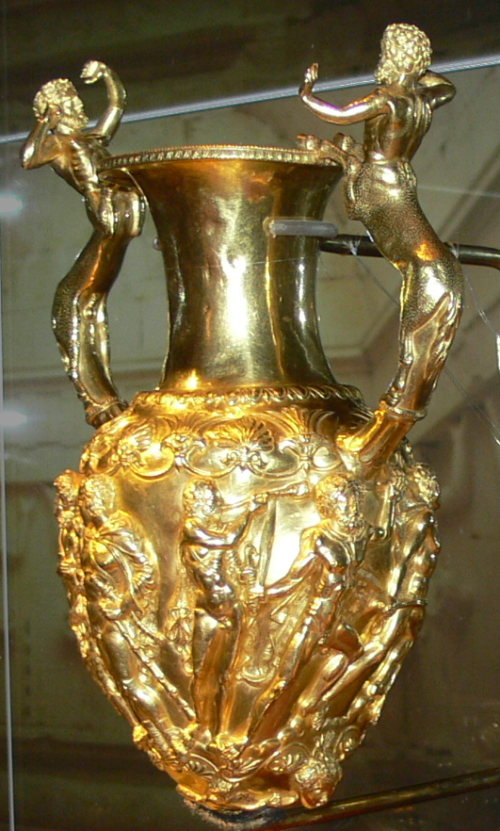
Ánfora de oro de Panagyurishte (siglo IV a. C.), Museo Nacional de Historia (Bulgaria)
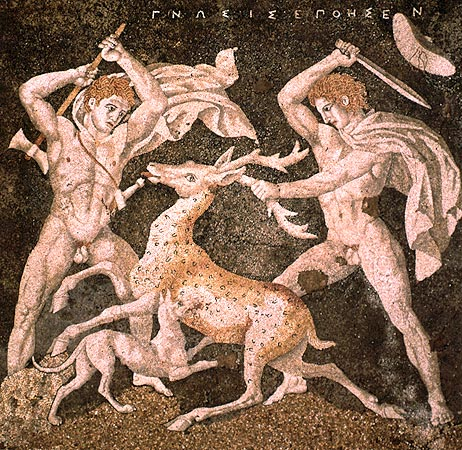
La caza del ciervo, mosaico de la casa del Rapto de Helena (Pella, Macedonia), siglo IV a. C.
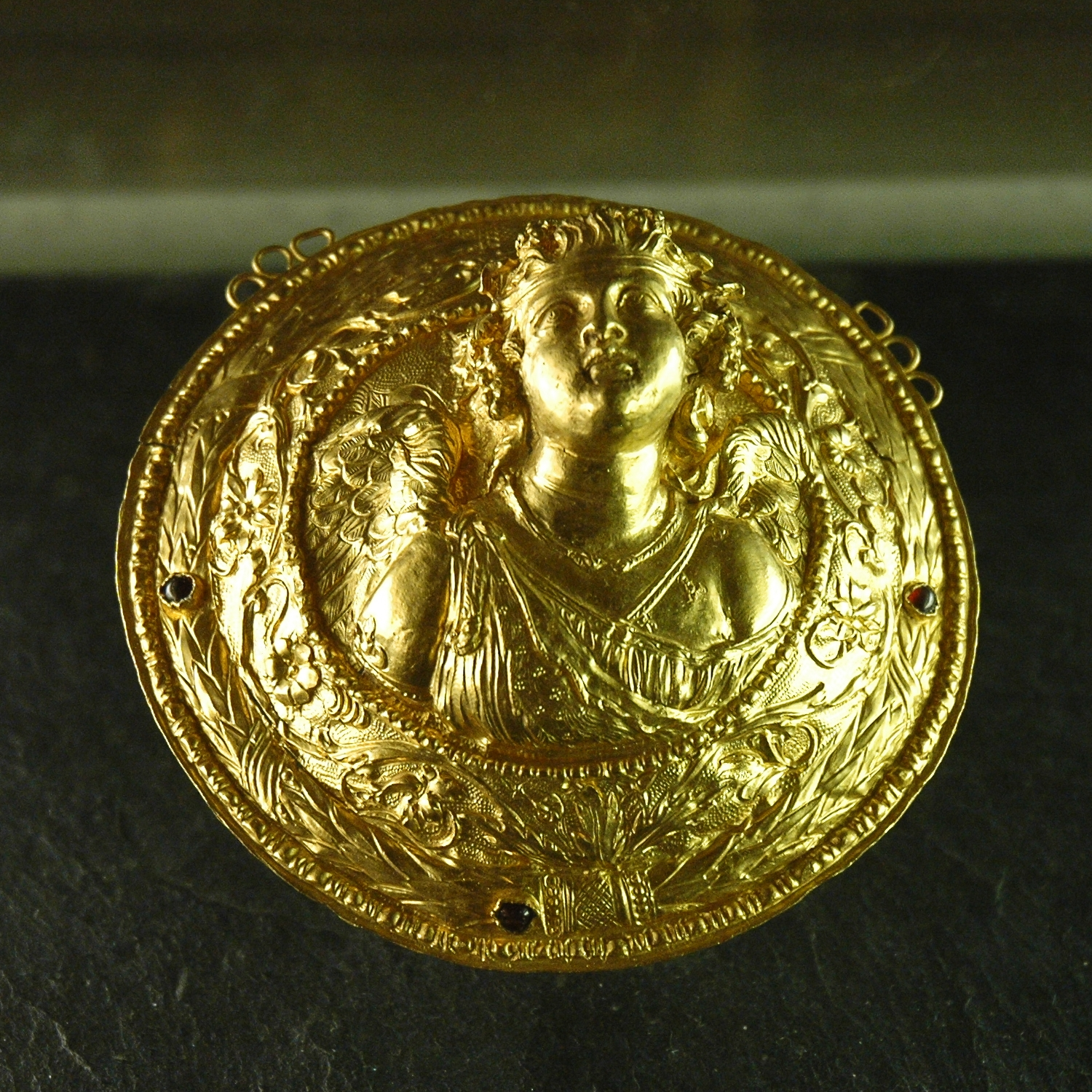
Medallón de Eros (250-200 a. C.), Museo del Louvre, París
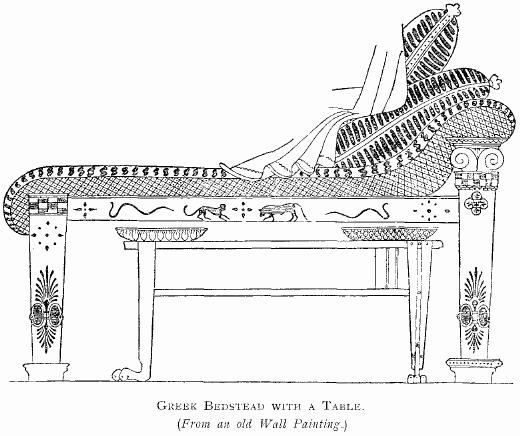
Kline y mesa de la Illustrated History of Furniture, from the Earliest to the Present Time, Frederick Litchfield (1893)

### Roma

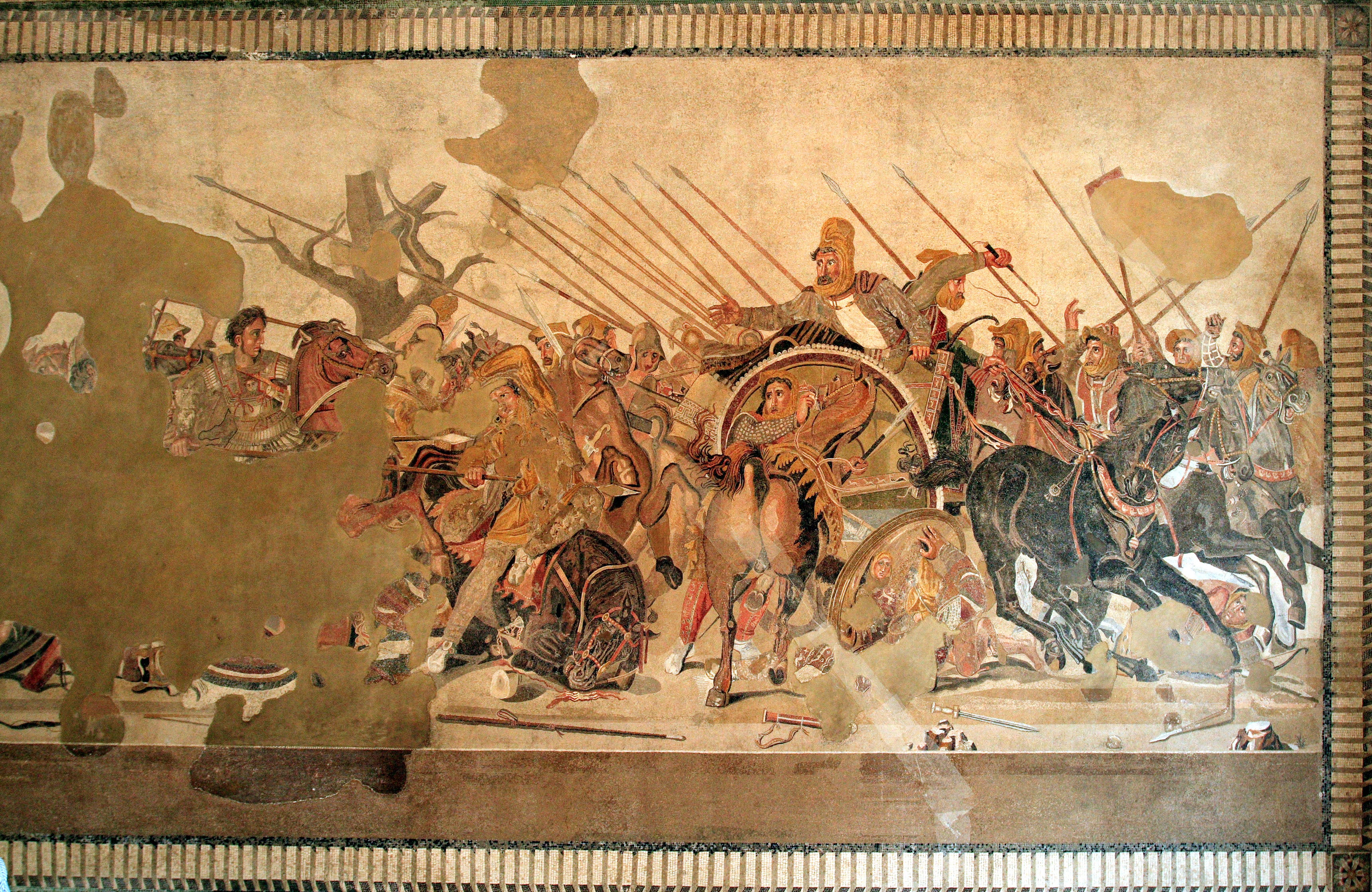
Mosaico de la Batalla de Isos (c.), Museo Arqueológico Nacional de Nápoles

Con un claro precedente en el arte etrusco, el arte romano recibió una gran influencia del arte griego. Gracias a la expansión del Imperio romano, el arte clásico grecorromano llegó a casi todos los rincones de Europa, norte de África y Próximo Oriente, y sentó la base evolutiva del futuro arte desarrollado en estas zonas.
Entre las artes decorativas romanas destaca el mosaico, elaborado generalmente en opus sectile, opus vermiculatum u opus tessellatum, entre los que destacan la Batalla de Isos en Nápoles, el Sacrificio de Ifigenia en Ampurias o Los músicos ambulantes de la villa de Cicerón en Pompeya, firmado por Dioscórides de Samos. También destacó la terra sigillata, un tipo de cerámica roja decorada con estampación o mediante relieves hechos a molde. Los romanos avanzaron notablemente en el arte lapidario, como sus vasos realizados en ágata, sardónice y pórfido, así como en la glíptica, tanto en piedras grabadas como en camafeos, con temas que van desde la mitología y el retrato hasta la animalística y las escenas de género; entre ellas cabe destacar el Gran Camafeo del tesoro de la Sainte-Chapelle, que representa la glorificación de Germánico.

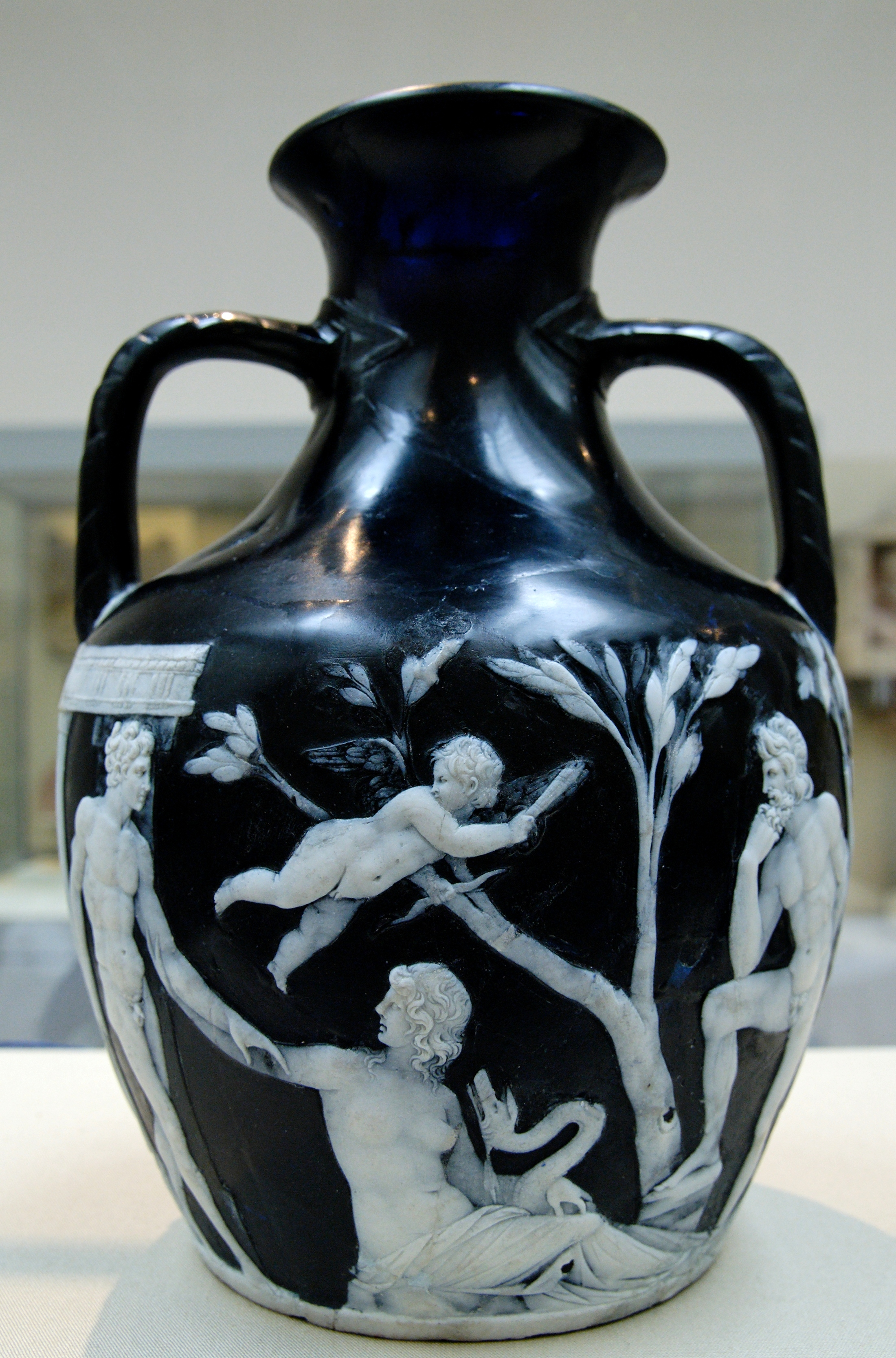
Vasija de Portland, British Museum

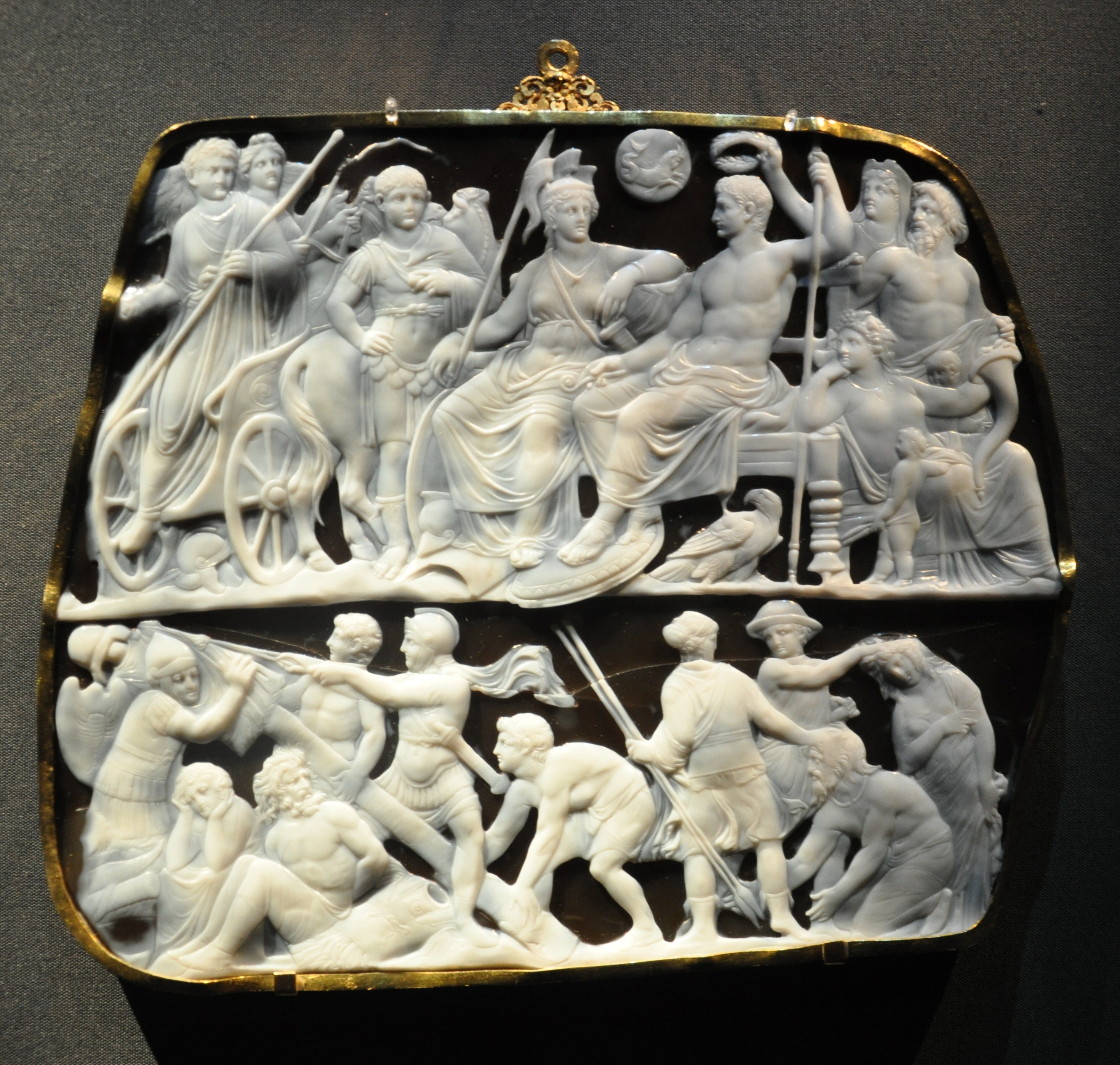
Gemma Augustea (c. 10-), camafeo de sardónice, Museo de Historia del Arte de Viena

En el seno de la arquitectura tuvo también gran importancia la pintura ornamental, como se evidenció tras el hallazgo de los restos de Pompeya. En las villas romanas la pintura asumió una nueva finalidad, la modificación de lo tectónico a través del carácter ilusionista de la pintura, tanto a través de escenas figurativas como mediante la imitación de otros materiales, como el mármol, recreado pictóricamente para tapar el uso edilicio de materiales pobres. También fue corriente el uso del estuco, una técnica en la que se consiguió un alto grado de refinamiento en el modelado de figuras y enmarques, como se percibe en la casa de Livia, en La Farnesina y en la bóveda del Coliseo.
En el vidrio se generalizó la técnica del soplado, con variantes como el soplado en moldes, y se obtuvo el vidrio transparente. La decoración se hacía con hilos de vidrio de diferentes colores. Uno de los mejores exponentes es el vaso Portland (siglo I), con dos capas de cristal, azul y blanco, imitando un camafeo. La orfebrería destacó por su suntuosidad, con gusto por los contrastes cromáticos, en piezas de gran valor y pericia técnica destinadas solo a las élites con gran poder adquisitivo. Un buen exponente es el busto de oro de Marco Aurelio hallado en Avenches (Suiza), del siglo II. El trabajo del metal tuvo su máxima expresión en los vasos de bronce, a veces con incrustaciones de oro o plata; un buen ejemplo es el vaso de Cornelia Chelidoni procedente de Pompeya, en forma de sístula con asas de plata y trípode de monstruos alados (Museo de Nápoles).
En mobiliario destaca el triclinium —de origen etrusco—, lecho donde los romanos se recostaban a comer. En época imperial se dieron muebles con decoración helenística de gran lujo, con patas de mármol en forma de leones, grifos, esfinges y otros animales, a menudo con adornos de bronce. Los muebles más usados eran: sillas de respaldo inclinado (cathedra), escabeles de sección redonda con patas de tijera (sella) y armarios con estantes interiores cerrados por dos batientes. En el textil destacó el uso de la seda, importada de China, que a menudo se decoraba con dibujos de hilos de oro (aurum phrygium).

## Arte medieval

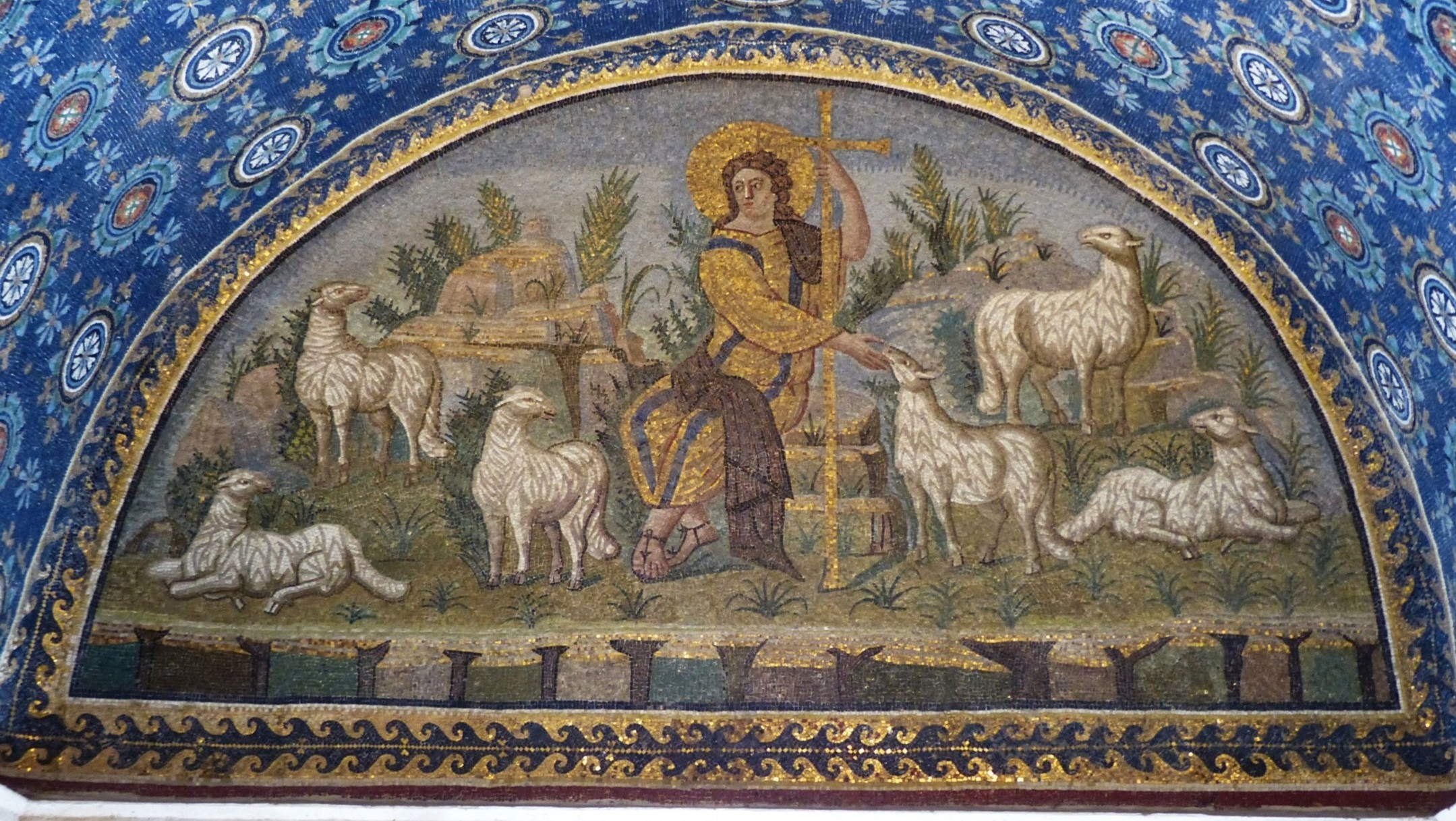
Mosaico de la Pastoral celeste (primera mitad del), Mausoleo de Gala Placidia, Rávena

La caída del Imperio romano de Occidente marcó el inicio en Europa de la Edad Media, etapa de cierta decadencia política y social, pues la fragmentación del imperio en pequeños estados y la dominación social de la nueva aristocracia militar supuso la feudalización de todos los territorios anteriormente administrados por la burocracia imperial. Las nuevas culturas dominantes —de origen germánico— reinterpretaron el arte clásico, mientras que la nueva religión, el cristianismo, impregnó la mayor parte de la producción artística medieval.

### Arte paleocristiano

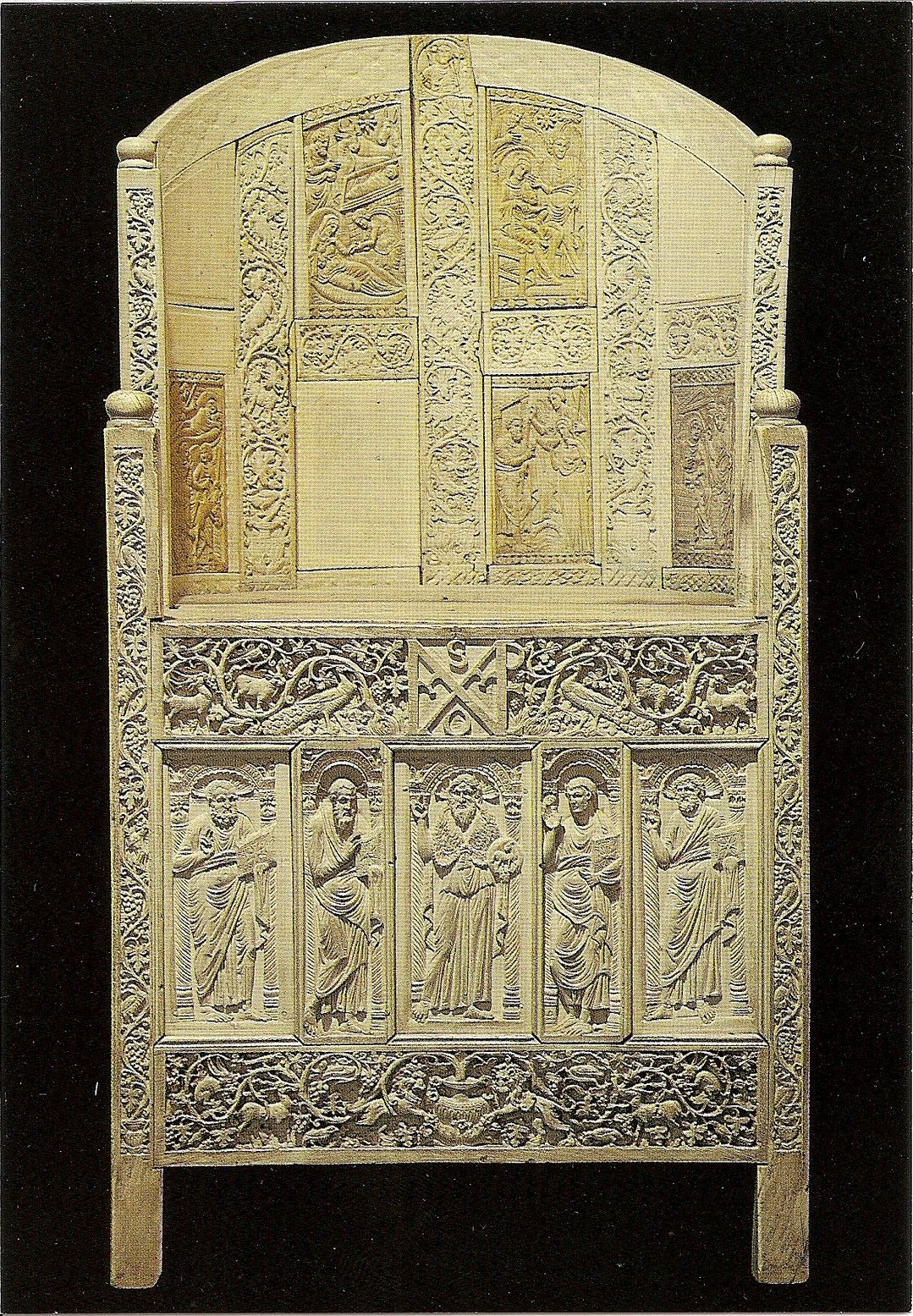
Cátedra de Maximiano (c. 547), Museo Arzobispal de Rávena

Es el arte de los primeros tiempos del cristianismo, surgido en el seno del Imperio romano, primero en la clandestinidad y posteriormente de forma oficial, tras la adopción del cristianismo por el emperador Constantino I el año 313. Se desarrolló notablemente el mosaico, generalmente con temas bíblicos y de los santos. Unos primeros ejemplos destacables se dan en las basílicas de Santa Pudenciana y Santa María la Mayor en Roma, tras los que destacan por su excelencia los de Rávena, que influirán en el arte bizantino: en el siglo V destaca el mosaico de la Pastoral celeste en el Mausoleo de Gala Placidia, así como las escenas evangélicas y las procesiones de santos de San Apolinar el Nuevo.
Destacó igualmente la miniatura, de la que se distinguen dos escuelas: la helenístico-alejandrina, de formas clásicas y cuidada ambientación (Rollo de Josué, Biblioteca Vaticana); y la siria, que otorga gran importancia a la figura humana, generalmente sobre fondos purpúreos (Evangeliario de Rábula, Florencia).
Del resto de artes aplicadas destacó la eboraria, cuya iconografía, de origen helenístico-alejandrino, influyó en el arte carolingio; uno de los mejores ejemplos es la cátedra de Maximiano en Rávena, así como la lipsanoteca (caja de reliquias) de Brescia. Otro exponente destacable son las ampollas con que los peregrinos traían agua del río Jordán, conservadas en la catedral de Monza, con temas evangélicos de iconografía siria. El vidrio se dio especialmente en los vasos, copas y cálices a menudo destinados a la liturgia, a veces con fondo de oro y grabados con escenas religiosas. El bronce fue empleado principalmente en lámparas, como la de Florencia con forma de barco que simboliza la Iglesia, del siglo IV. El tejido se desarrolló especialmente en el arte copto, con telas de lana y trama de lino en punto gobelino.

### Arte bizantino

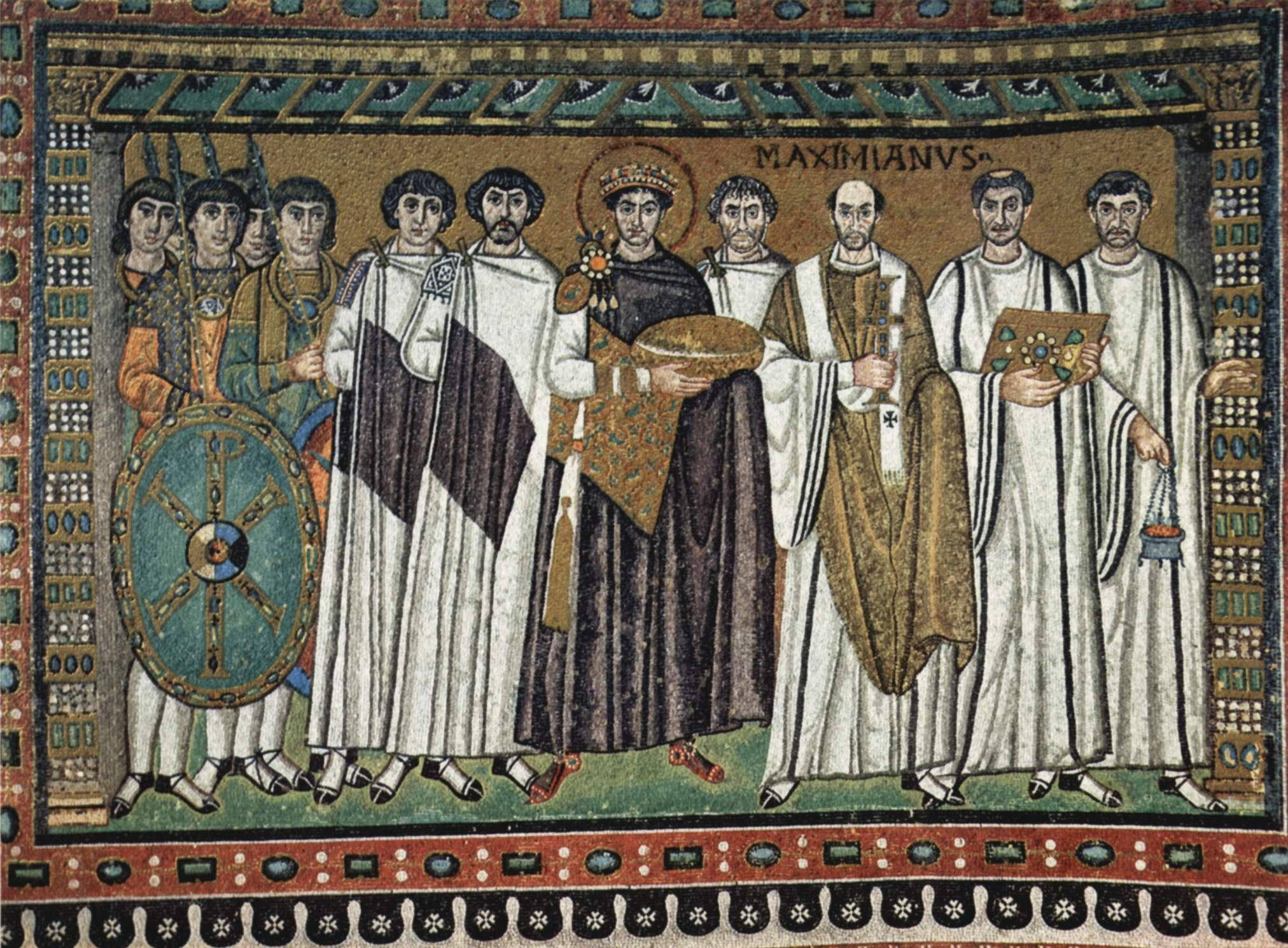
Justiniano y su séquito, mosaico de San Vital de Rávena

Pese a la caída del Imperio romano de Occidente, en Oriente perduró —conocido como Imperio bizantino— hasta la conquista de Constantinopla en 1453 por los turcos otomanos. Heredero del arte helenístico, el arte bizantino recogió las principales tradiciones artísticas orientales, de las que fue puerta de entrada en Europa, donde el arte bizantino influyó en el arte prerrománico y románico.
El arte bizantino heredó del paleocristiano sus dos tradiciones musivarias, la helenística y la siria; esta última, caracterizada por la concepción plana de las escenas y la idealización de las figuras, es la que acabaría imponiéndose. Destacan los mosaicos de San Demetrio de Salónica, los de Santa Sofía de Constantinopla (Cristo Pantocrátor del mosaico de la Déesis, escena de El emperador León VI prosternado ante Cristo) y los de San Vital de Rávena, especialmente la escena de Cristo entrega la corona del triunfo a san Vital y las representaciones de Justiniano y Teodora con sus séquitos. Los mosaicos de la Italia bizantina ejercieron una notable influencia en el arte medieval europeo, especialmente los de la escuela veneciana (San Marcos de Venecia, Torcello) y los de la siciliana (Cefalù, Monreale, capilla palatina de Palermo).
Del resto de artes aplicadas sobresalieron las textiles, de inspiración sasánida, caracterizadas por las escenas enmarcadas en círculos; y la orfebrería, en la que destaca el empleo del oro en abundancia y del esmalte tabicado o alveolado, con realizaciones como la Pala de oro de San Marcos de Venecia o el tesoro del Monte Athos. El mobiliario era más lujoso que en Occidente, con incrustaciones de oro, plata y nácar, y revestimientos con paños y cojines.

### Arte germánico

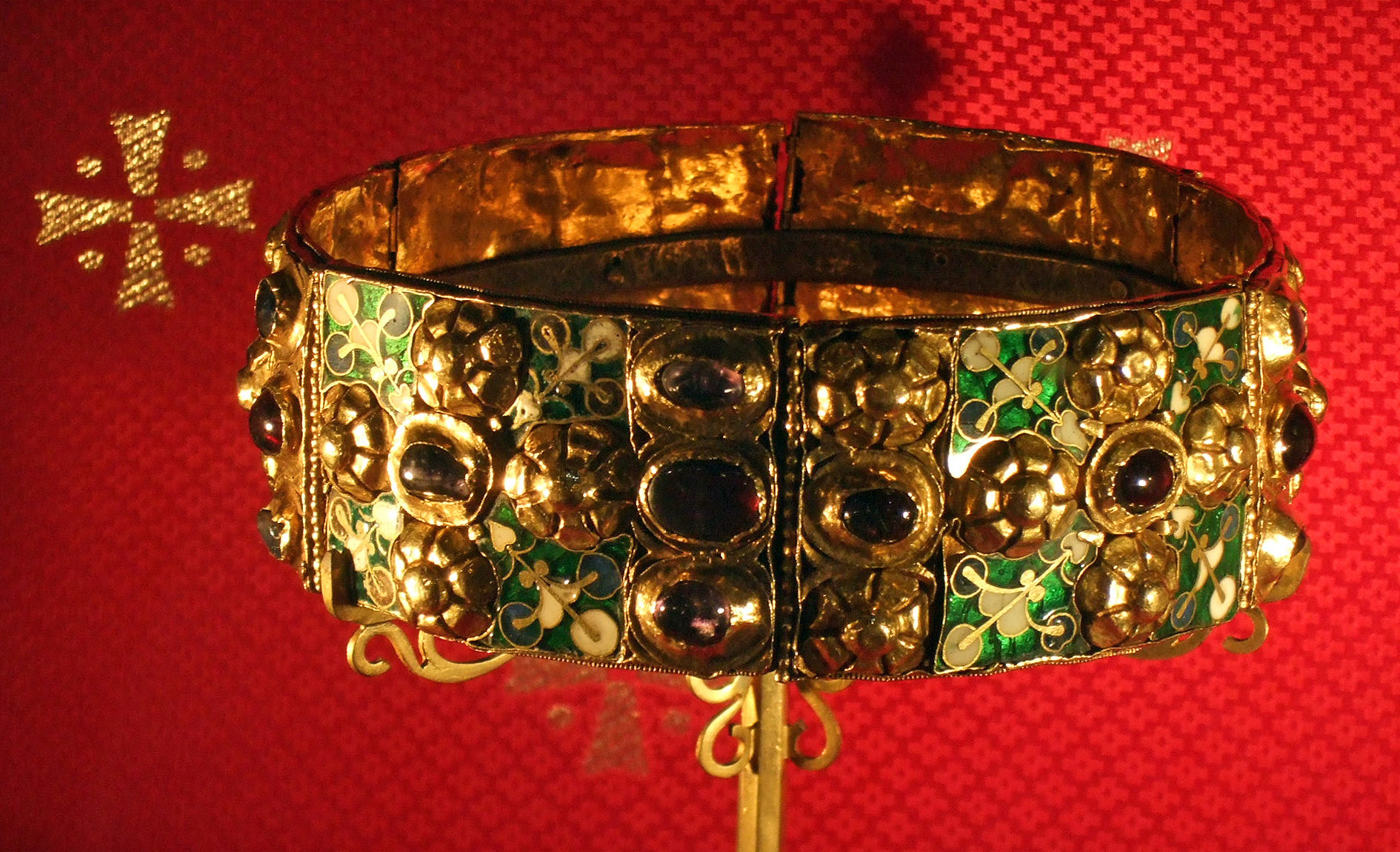
Corona de Hierro de la reina Teodolinda (c. 590-600, catedral de Monza), realizada según la tradición con el hierro de uno de los clavos de la crucifixión de Cristo

Los pueblos germánicos se asentaron en el antiguo Imperio romano de Occidente tras su caída en el año 476, fecha en que se crearon numerosos reinos regidos por diversas tribus, como los ostrogodos en Italia, los visigodos en España o los francos en Francia, cada uno con su propia cultura y diversidad de estilos artísticos. Las principales realizaciones de estos pueblos eran de arte mobiliar, generalmente de carácter suntuoso (fíbulas, armas, espuelas, broches de cinturón) y con motivos ornamentales alejados del naturalismo, por lo general formas geométricas y de entrelazo. Entre las obras realizadas por estos pueblos en el terreno de las artes aplicadas destacan las piezas de orfebrería, en las que abunda la técnica del esmalte en frío, unos trozos de pasta fría que se introducían en celdillas; otras técnicas eran la decoración por entalladura y cuña, la taracea alveolar, el burilado y cincelado, la filigrana y el damasquinado. Merecen destacarse en este terreno el tesoro de Childerico (Biblioteca Nacional de París) y el tesoro de la reina Teodolinda (catedral de Monza).

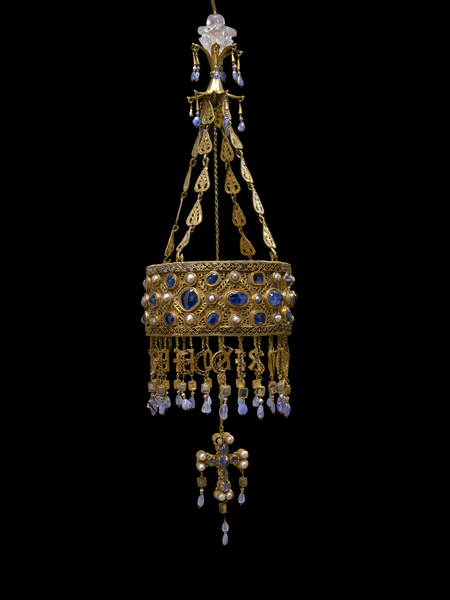
Corona de Recesvinto del tesoro de Guarrazar, Museo Arqueológico Nacional, Madrid

En la península ibérica, el arte visigodo destacó en orfebrería, sobre todo en fíbulas, coronas y cruces, como los hallados en los tesoros de Guarrazar (Museo Arqueológico Nacional) y Torredonjimeno (Museos Arqueológicos de Madrid, Barcelona y Córdoba), de influencia bizantina.

### Arte prerrománico

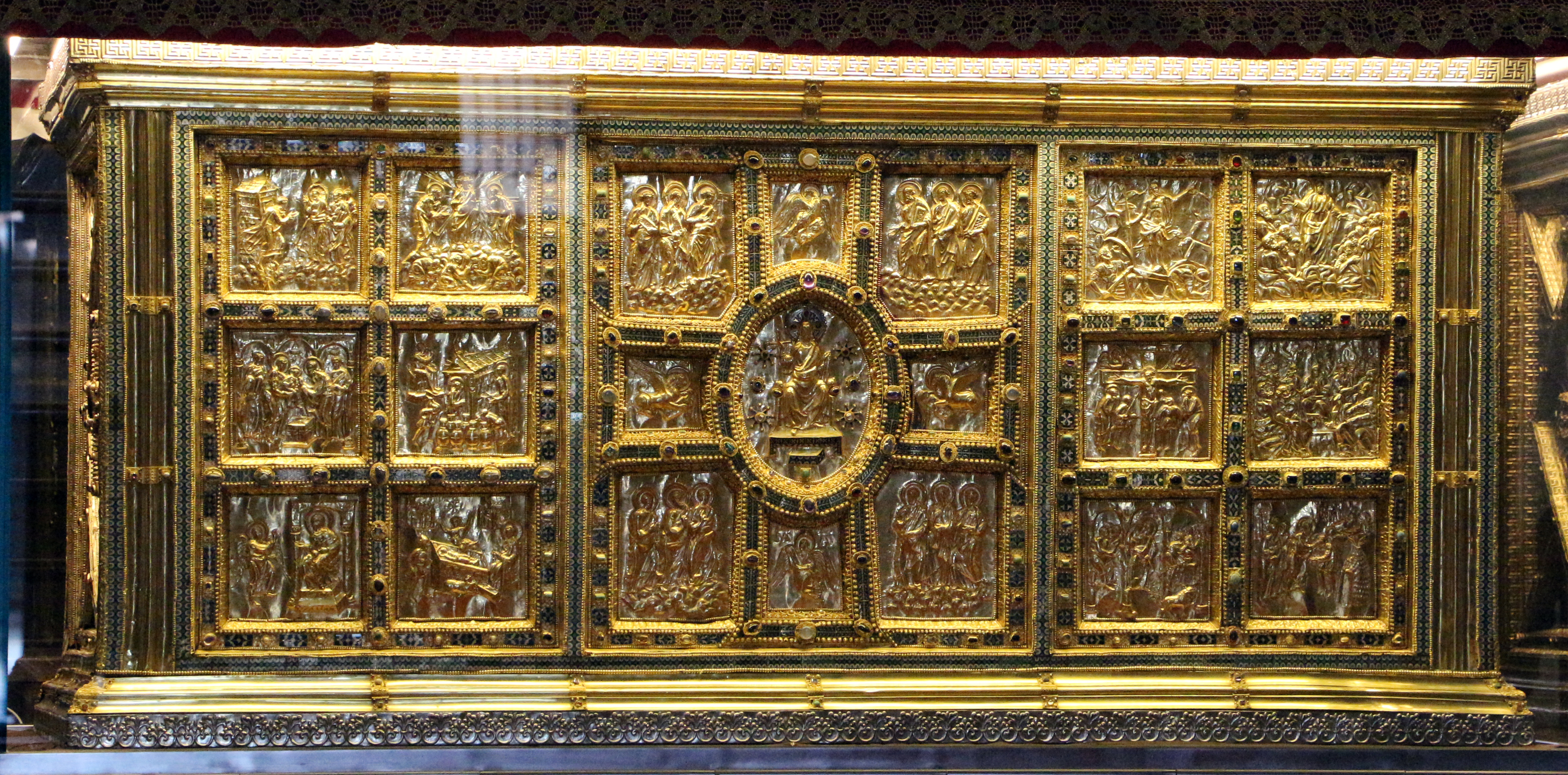
Altar de San Ambrosio de Milán (c. 850), de Vuolvinus

Se denomina así a los múltiples estilos desarrollados en Europa desde la coronación de Carlomagno (año 800) hasta alrededor del año 1000, donde la aparición del románico supondrá la divulgación de un mismo estilo unitario a lo largo de todo el continente europeo. Esta acepción es simplemente una forma de englobar una serie de estilos independientes y con pocos o ningún factor común, con el único aglutinante de ser predecesores de la internacionalización del románico.
- Arte carolingio: es el desarrollado en el Sacro Imperio Romano-Germánico desde la coronación de Carlomagno el año 800. Se desarrolló notablemente la miniatura, en la que se distinguen varias escuelas: la palatina, ligada a los scriptoria del emperador, de figuras majestuosas y solemnes y abundante empleo de oro y plata (Evangeliario de la Coronación, Viena; Evangeliario de Godescalco, Biblioteca Nacional de París); la de Tours, vinculada al miniaturista Alcuino, de influencia irlandesa; la de Reims, de fuerte carácter expresivo que apunta ya al románico (Salterio de Utrecht, Biblioteca de la Universidad de Utrecht; Evangeliario de Ebo, Biblioteca de Épernay); y la de Saint-Denis, que recoge todos los avances de la miniatura carolingia.[77] También destacó la orfebrería, con diversas técnicas, desde el esmalte en frío hasta la filigrana y el nielado, con cierta influencia bizantina (cáliz de Tassilo, Kremsmünster; altar de San Ambrosio de Milán, obra de Vuolvinus; tapa del Evangeliario de Lindau, The Morgan Library & Museum; relicario de Sainte-Foy de Conques).[78]
- Arte otoniano: se denomina así al desarrollado en el Sacro Imperio Romano-Germánico durante el reinado de la dinastía otoniana (siglos x-xi). La miniatura fue heredera de la carolingia, especialmente de la escuela de Reims, de nuevo con influencia bizantina. Destacan los scriptoria de Corvey, Echternach, Tréveris, Hildesheim, Salzburgo y, especialmente, Reichenau, donde trabajó el miniaturista Liutardo (Evangeliario de Otón III, Biblioteca de Múnich) y donde se realizó el Codex Egberti (Biblioteca de Tréveris). En orfebrería continuó la tradición del esmalte, con obras como el altar de Basilea (Museo de Cluny), la cruz de la abadesa Matilde (Essen) y la corona de Conrado II (Viena). También cabe mencionar el manto de Enrique II (Bamberg), recamado en oro y seda y decorado con motivos religiosos y del zodiaco.[79]

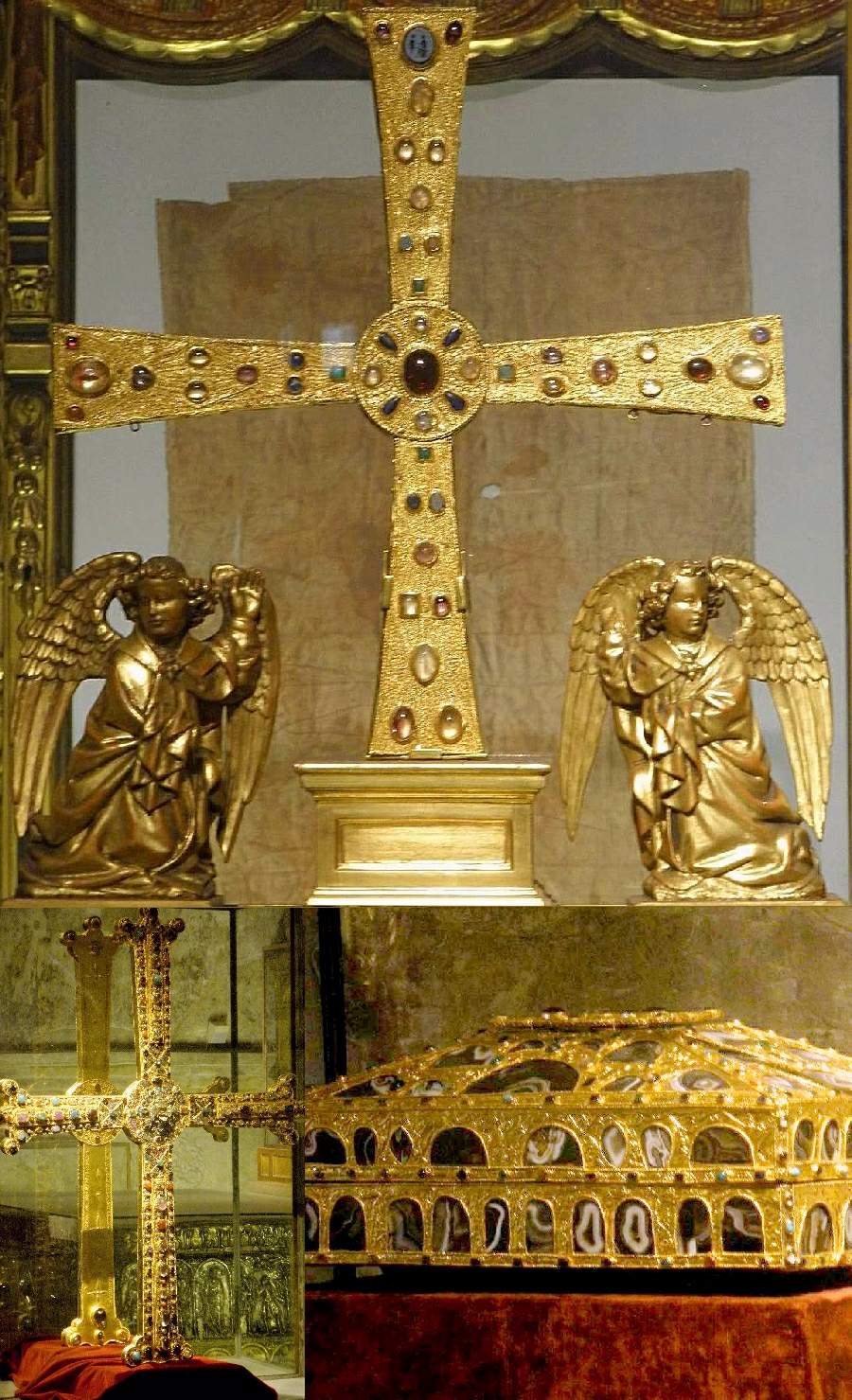
La cruz de los Ángeles (arriba), la cruz de la Victoria y la caja de las Ágatas, Cámara Santa de Oviedo

- Arte celta: desarrollado en las islas británicas, se desarrolló una escuela de miniatura de influencia carolingia, con un principal centro de producción en Winchester (Pontifical de San Aethelwold, British Museum). En orfebrería merecen destacarse la llamada joya del rey Alfredo (Ashmolean Museum, Oxford) y el estuche de la campana de san Patricio (Museo de Dublín).[80]
- Arte vikingo: los pueblos de Escandinavia elaboraron principalmente arte mobiliar, por lo general armas, fíbulas y cinturones, de los que destacan las fíbulas con largas agujas y las espadas con botón terminal y anillos en la empuñadura, decorados en damasquinado, tabicado y filigrana.[81]
- Arte asturiano: con la invasión musulmana de la península ibérica (711-726) los cristianos se vieron reducidos a la región de Asturias. El arte asturiano se dio en el siglo IX, en tres etapas: prerramirense, ramirense y posramirense, en función del reinado de Ramiro I (842-850). Sobresale igualmente la orfebrería, donde se denota la influencia carolingia. Algunos exponentes son: la cruz de los Ángeles (Cámara Santa de la Catedral de San Salvador de Oviedo), donada en 808 por Alfonso II el Casto a la catedral ovetense, con labores de filigrana, camafeos y piedras engastadas; la cruz de la Victoria (Cámara Santa de la Catedral de Oviedo), donada por Alfonso III el Magno en 908, con piedras preciosas y placas de esmalte, símbolo representativo del Principado de Asturias al figurar tanto en su bandera como en su escudo; la caja de las Ágatas (Cámara Santa de la Catedral de Oviedo), donada en 910 por el infante Fruela de Asturias, de planchas de oro recortadas en arquerías y láminas de ágata y ónice; y la arqueta de San Genadio (Museo de la Catedral de Astorga), de plata dorada en repujado e incrustaciones de vidrio.[82]
- Arte mozárabe: se denomina mozárabes a los cristianos que vivían bajo la dominación islámica y que, al pasar de nuevo a territorio reconquistado por los cristianos, practicaban un tipo de arte de gran influencia islámica. Se desarrolló sobre todo en el siglo X, principalmente al norte del Duero, en el alto Ebro, sur de Galicia, Cantabria y Pirineos. Cabe destacar en miniatura los beatos, ilustraciones del Comentario al Apocalipsis del Beato de Liébana, con ilustraciones expresivas y de carácter eminentemente fantástico. Su iniciador fue el miniaturista Magio (Beato Morgan, The Morgan Library & Museum, Nueva York), al que siguieron Emeterio (Beato de Tábara, Archivo Histórico Nacional) y la iluminadora Ende (Beato de Gerona, catedral de Gerona, en colaboración con Emeterio). Otras obras de artes aplicadas son: la cajita del obispo Ariano (catedral de Oviedo), la cruz de Santiago de Peñalba (Museo Arqueológico de León), la campana del abad Sansón (Museo de Córdoba), el ara de plata de San Pedro de Roda (Selva de Mar) y el cáliz de Santo Domingo de Silos.[83]

### Arte románico

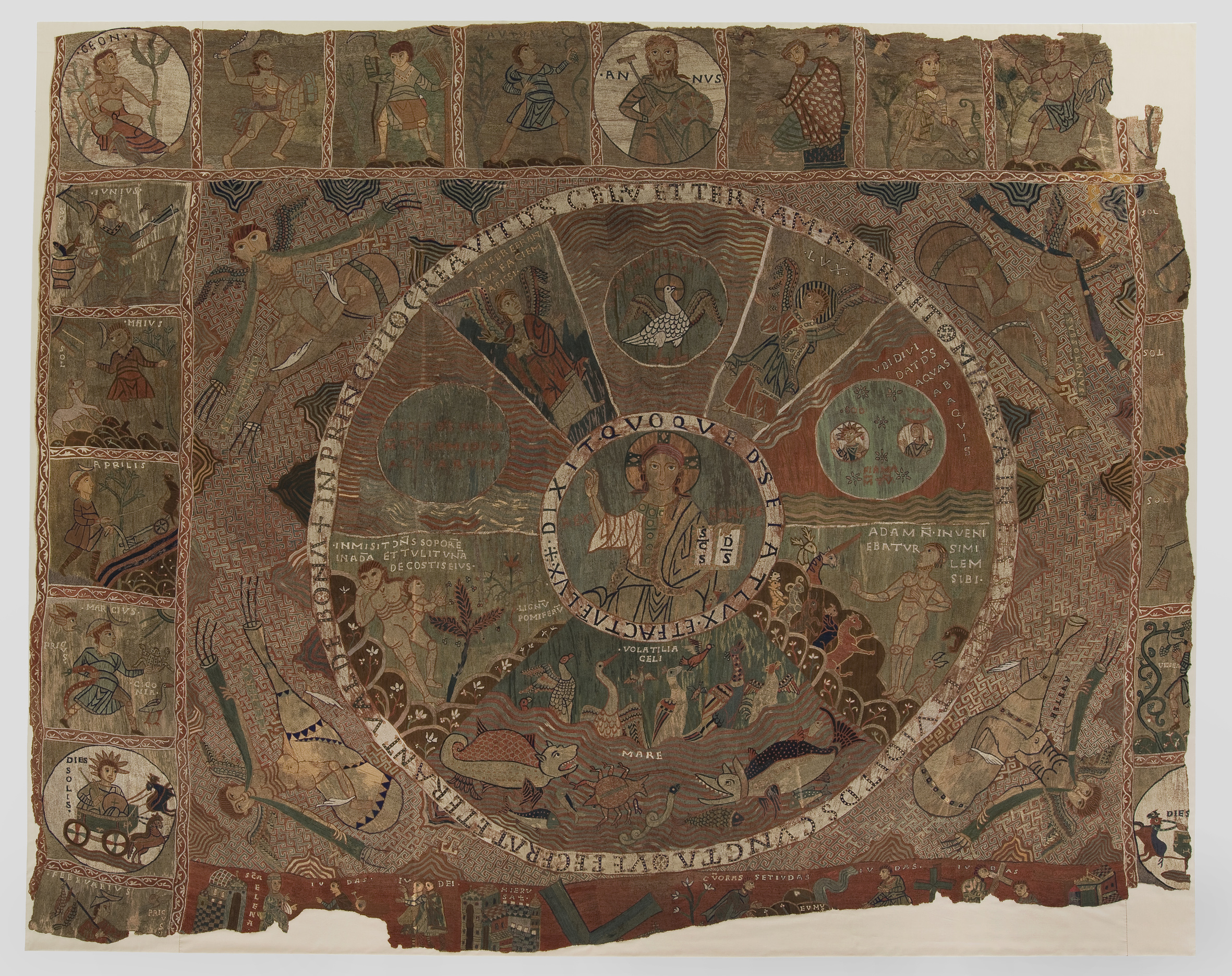
Tapiz de la Creación, Museo Catedralicio de la Catedral de Gerona

El arte románico representa el primer estilo de carácter internacional de la cultura europea occidental, con una identidad plenamente consolidada tras el paso del latín a las lenguas vernáculas. De carácter eminentemente religioso, casi todo el arte románico estaba dirigido a la exaltación y divulgación del cristianismo. Surgido a mediados del siglo XI, se desarrolló fundamentalmente durante el siglo XII, a finales del cual empezó a coexistir con el incipiente gótico. En el románico culminaron los diversos estilos producidos por el prerrománico, a la vez que se denota la influencia oriental del arte bizantino.
En la miniatura predominaron dos escuelas: la italiana, de influencia bizantina, realizada sobre todo en rollos de pergamino; y la inglesa, caracterizada por sus elaboradas iniciales y por sus imágenes expresionistas, donde descuella la escuela de Winchester. En España se percibe aún la influencia mozárabe, aunque se van introduciendo los cánones europeos, en obras como la Biblia de San Pedro de Roda (Biblioteca Nacional de París), la Biblia de Ripoll (Biblioteca Vaticana), el Libro de los feudos (Archivo Histórico de la Ciudad de Barcelona) y el Libro de los testamentos (catedral de Oviedo).
Dentro del marco arquitectónico tuvo una gran relevancia la escultura ornamental, especialmente la de los tímpanos de fachadas de iglesias y la de los capiteles de columnas, decorados con motivos geométricos, vegetales, animales o monstruos, o bien con escenas religiosas, con una fuerte influencia oriental. El mosaico continuó utilizándose especialmente en pavimentos, como el de la Ascensión de Alejandro de la catedral de Orvieto (1163-1166) o los signos del zodíaco de la basílica de San Miniato al Monte (Florencia, 1207).
En esta época sobresalió la orfebrería, con empleo abundante de oro y piedras preciosas, como en el Relicario de los Tres Reyes Magos (catedral de Colonia), obra de Nicolás de Verdún, y el Cáliz de doña Urraca (San Isidoro de León). También destacó el esmalte, con un importante centro productor en Limoges, donde se desarrolló la técnica del campeado, con ejemplos como la lauda funeraria de Godofredo Plantagenet (Museo de Tessé, Le Mans) o los frontales de Santo Domingo de Silos (Museo Provincial de Burgos), de la catedral de Orense y de San Miguel in Excelsis (Huarte-Araquil). También tuvieron relevancia las labores textiles, especialmente los bordados, como el Tapiz de Bayeux (siglo XI), con escenas de la conquista de Inglaterra por los normandos, o el Tapiz de la Creación de la catedral de Gerona (siglo XI), con escenas del Génesis.
La vidriería se desarrolló como cerramiento de vanos entre finales del  e inicios del xii, cuando fue objeto igualmente de soporte para la plasmación de programas iconográficos relacionados con el cristianismo. Uno de los primeros exponentes es la Cabeza de Cristo de la iglesia de San Pedro y San Pablo de Wissembourg (Musée de l'Œuvre Notre-Dame, Estrasburgo), a la que siguieron los vitrales de las catedrales de Le Mans, Poitiers, Angers, Bourges, Chartres, etc.
En metalistería predominó el uso del bronce, como en las puertas de la iglesia de San Miguel de Hildesheim, decoradas con escenas del Génesis y de la vida de Cristo, o de la catedral de Verona, obra de Vigilelmus. Este material también se dio en lámparas, cruces, candelabros, cálices, aguamaniles y pilas bautismales, como la de la iglesia de San Bartolomé de Lieja, obra de Renier de Huy. El hierro se dio principalmente en las rejas para coros, como los de la iglesia abacial de Sainte-Foy de Conques, la colegiata de San Isidoro de León o de las catedrales de Angers, Durham, Winchester, Jaca y Palencia.
En ebanistería predominó la simplicidad y la severidad, como correspondía a la religión preponderante, el cristianismo, que propugnaba la pobreza y la austeridad. En los monasterios nació el escritorio, mesa con puertecillas y estantes, con atriles y repisas para libros. Proliferaron los arcones, que servían para guardar ropa y, a la vez, como asiento. Las camas ganaron en altura y se aislaron del suelo, a menudo decoradas con baldaquinos con cortinas. Las mesas (mensae) eran largas y apoyadas en trípodes. Las sillas eran plegables con patas curvadas (faldistorium).

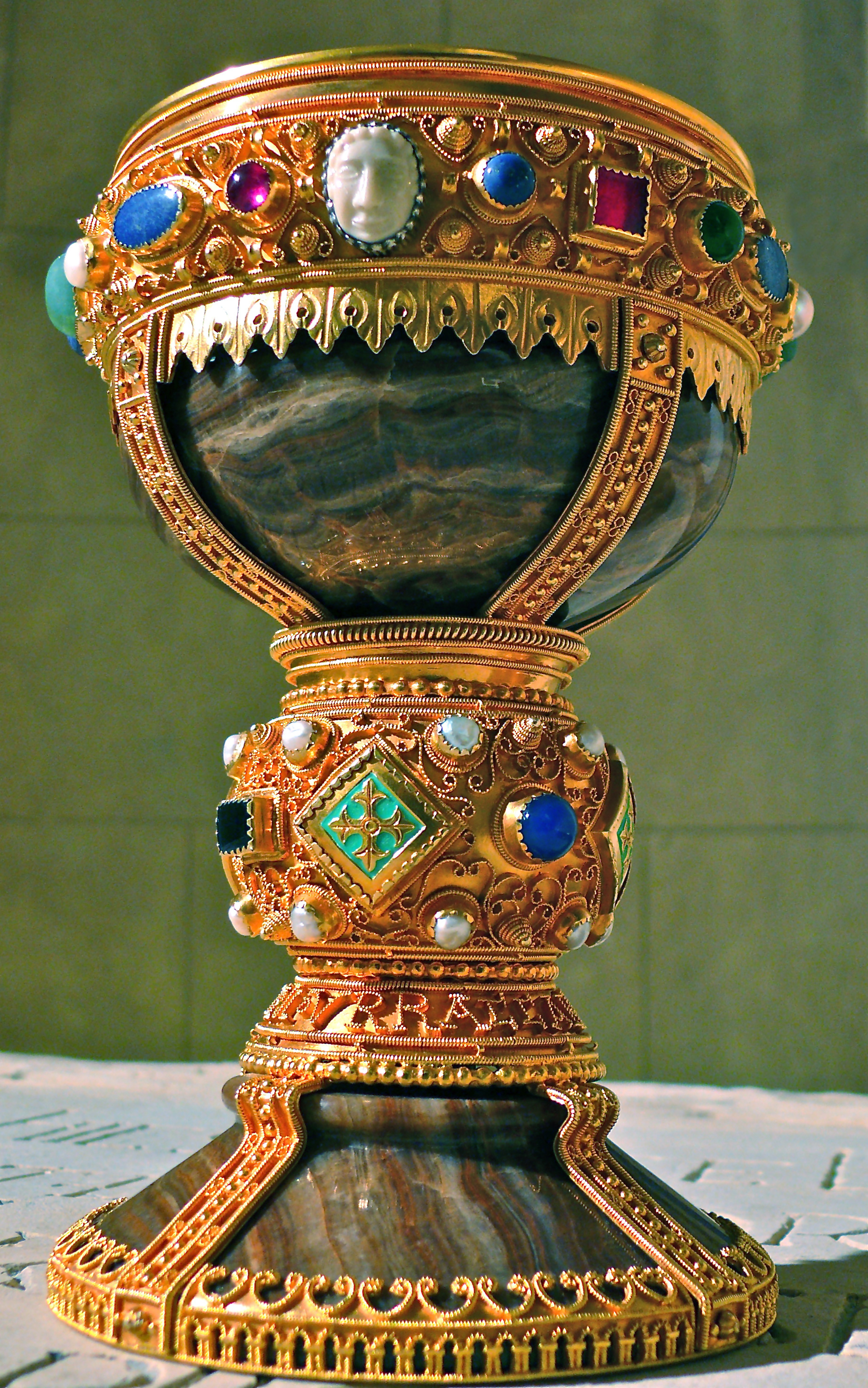
Cáliz de doña Urraca (siglo XI), Colegiata de San Isidoro de León
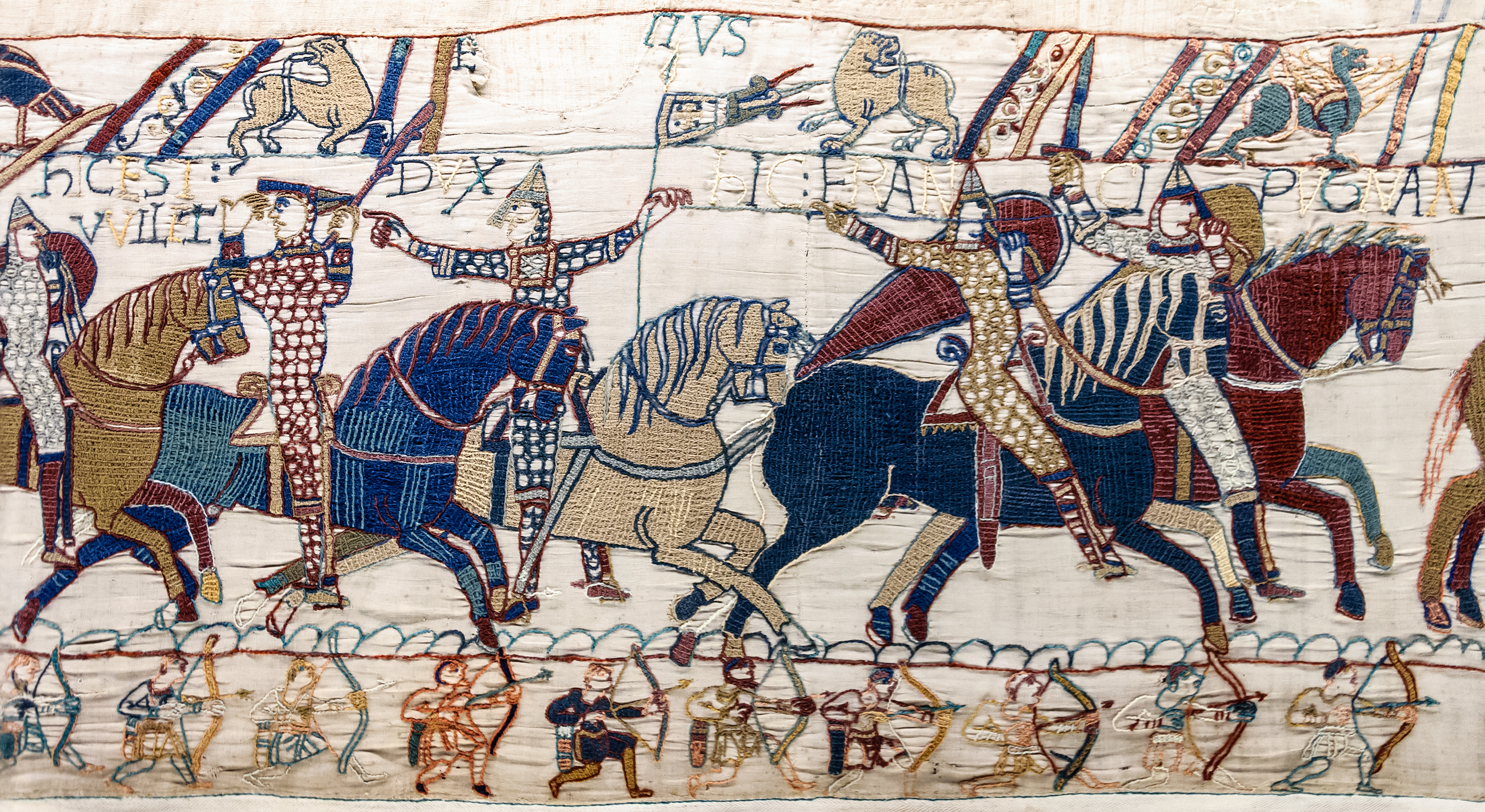
La Batalla de Hastings (c. 1066-1082), escena del tapiz de Bayeux, Museo del Tapiz de Bayeux, Bayeux
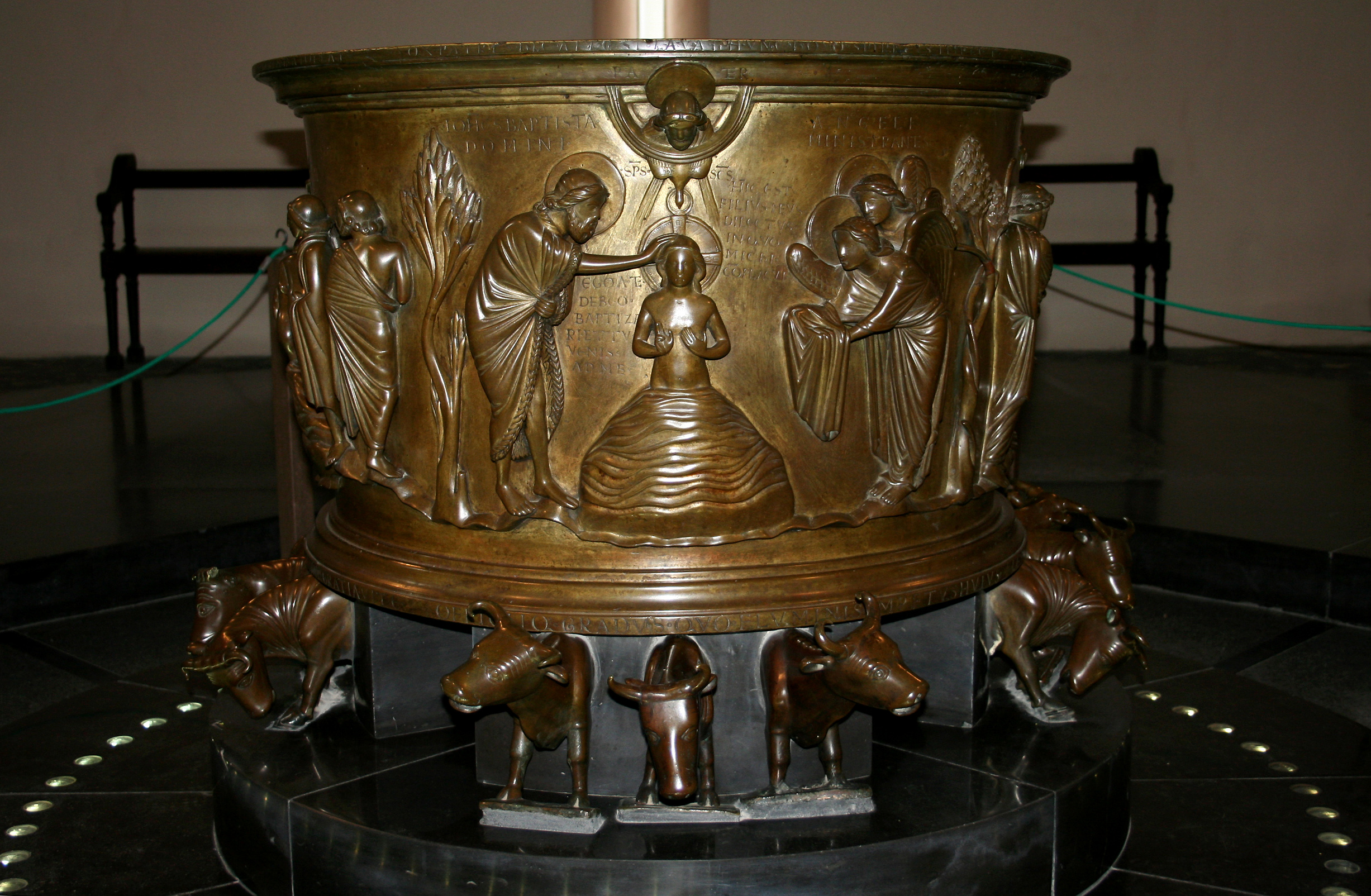
Pila bautismal de la iglesia de San Bartolomé de Lieja (1107-1108), obra de Renier de Huy
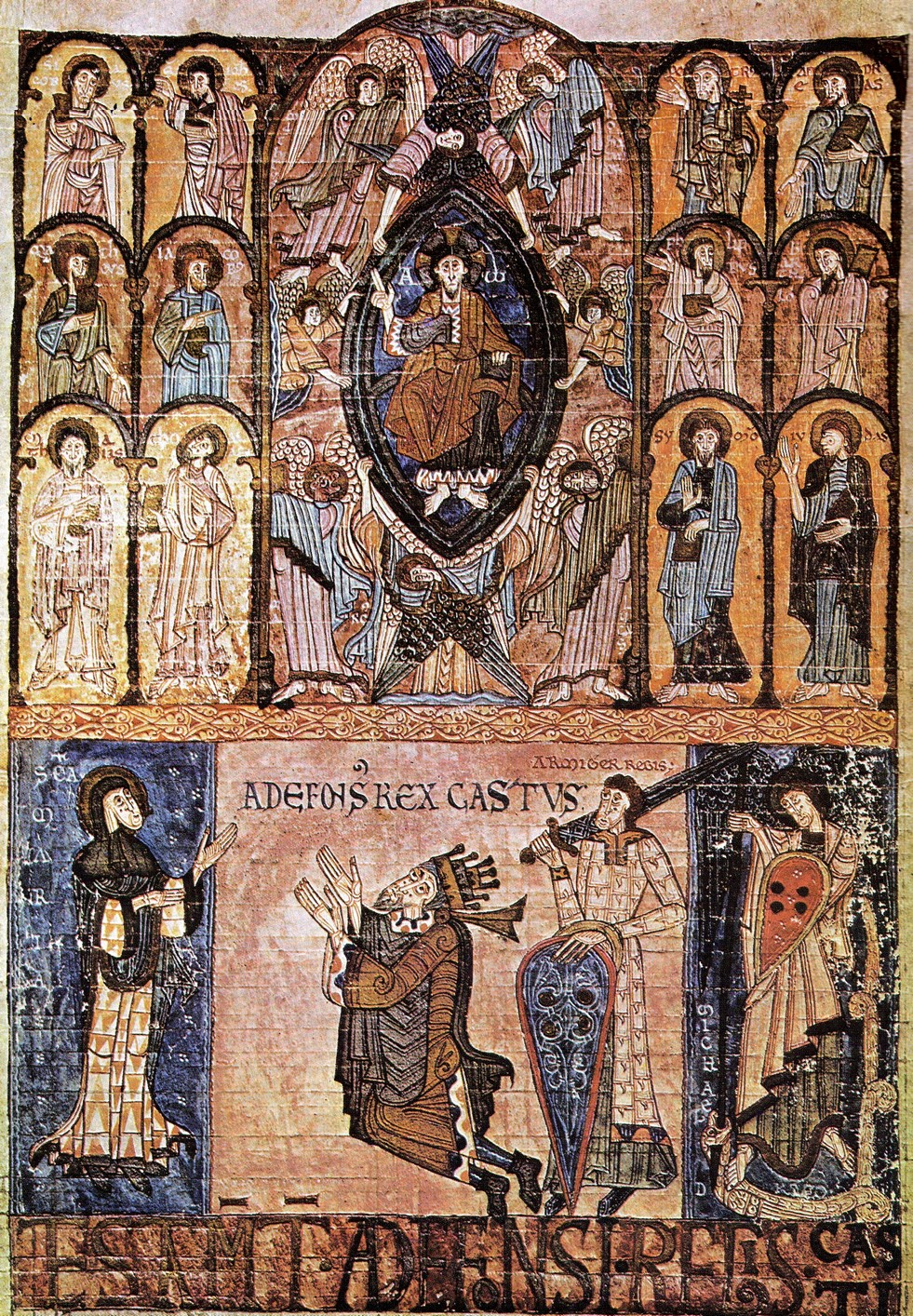
Libro de los testamentos (c. 1118), catedral de Oviedo
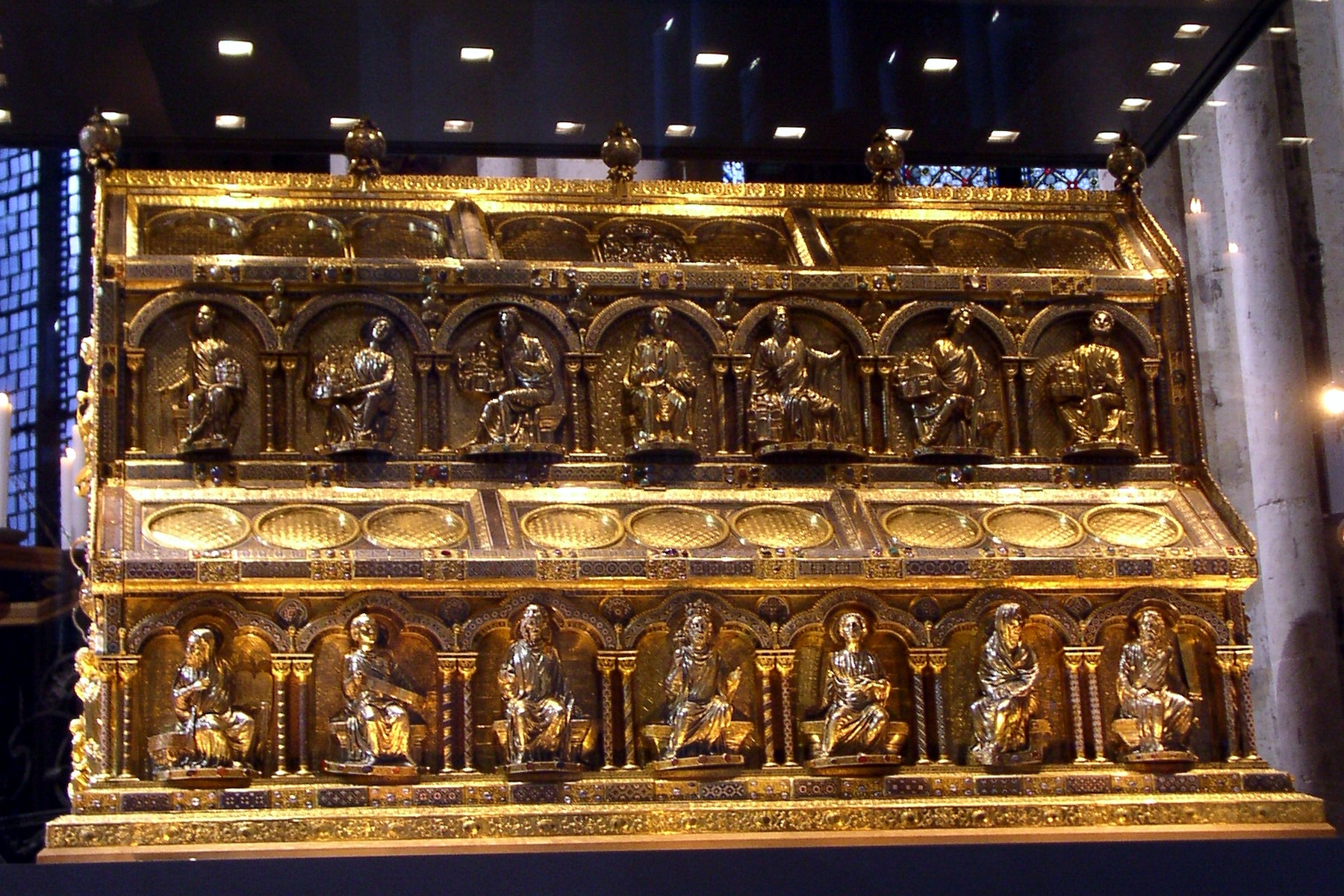
Relicario de los Tres Reyes Magos (c. 1180-1181), obra de Nicolás de Verdún, catedral de Colonia
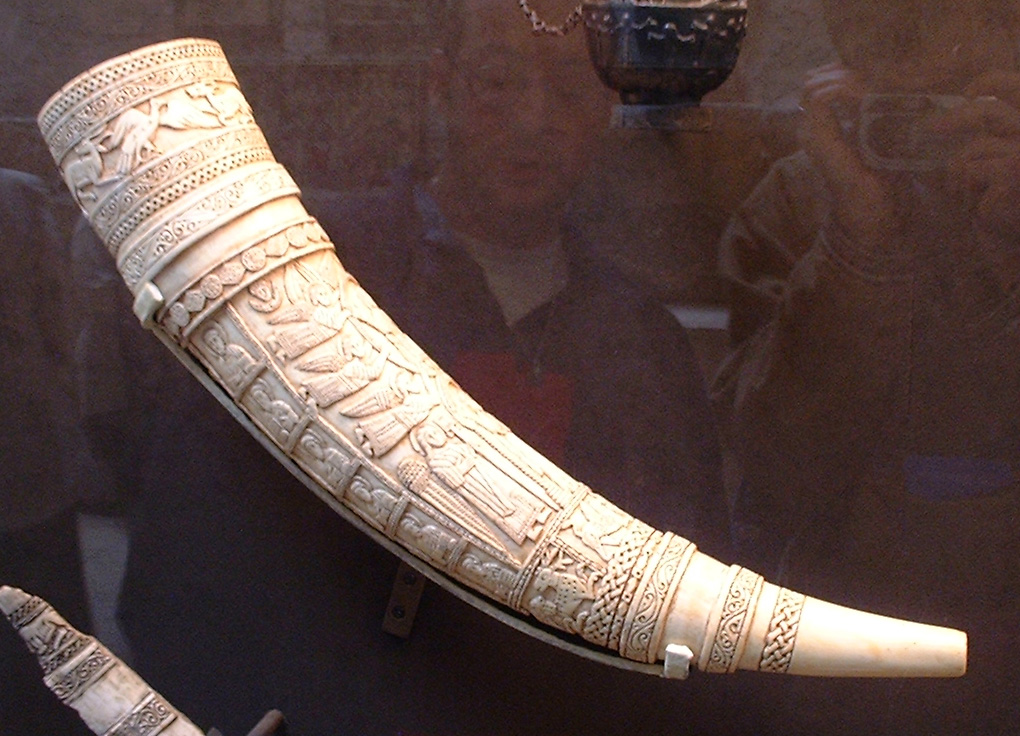
Olifante de Saint-Arnoul de Metz, tallado en marfil del siglo XII del sur de Italia

### Arte gótico

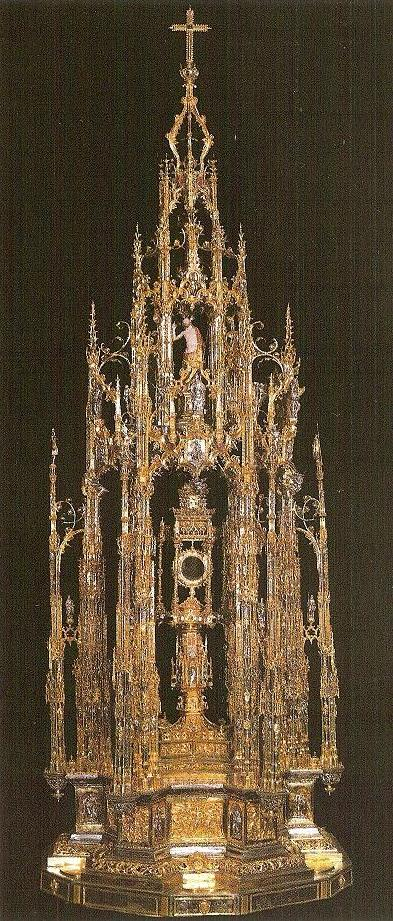
Custodia de la catedral de Toledo (1517-1524), de Enrique de Arfe

El arte gótico se desarrolló entre los siglos xii y xvi, época de gran desarrollo económico y cultural. El fin de la época feudal supuso el afianzamiento de los estados centralizados, con mayor predominio de las ciudades sobre el campo, al tiempo que un sector cada vez mayor de la sociedad tenía acceso a la cultura, que dejó de ser patrimonio exclusivo de la Iglesia. El auge de las universidades comportó un aumento de los estudios científicos, filosóficos y literarios, y sentó las bases de la cultura moderna. Las artes decorativas tuvieron gran relevancia durante el gótico, favorecidas por las nuevas clases urbanas de mercaderes y artesanos.
La miniatura gótica se desarrolló especialmente en Francia, con miniaturas caracterizadas por encuadramientos de corte arquitectónico, influidas por las vidrieras de las catedrales, con un rico cromatismo, empleo abundante del oro y orlas de tipo vegetal (Salterio de la reina Blanca de Castilla, Biblioteca del Arsenal, París). Se pusieron de moda los libros de horas, decorados con gran suntuosidad, como en las obras de Jean Pucelle o los hermanos Limbourg, con escenas de gran realismo y minuciosidad que apuntan ya a la pintura renacentista.
Una de las principales especialidades del gótico fue la vidriera, que a su función iluminadora unió un aspecto simbólico de trascendencia divina. La arquitectura gótica tuvo una gran evolución desde el siglo XII: ganó altura gracias a nuevos diseños y a la introducción de nuevos elementos arquitectónicos como el arco ojival y la bóveda de crucería, junto al uso de contrafuertes y arbotantes para sustentar el peso del edificio, lo que permitió la apertura de amplios ventanales que colmaron de luz el interior, que ganó en transparencia y luminosidad. Esta luz física cobró igualmente una trascendencia metafísica, dado el carácter simbólico de los templos cristianos: para los teólogos, la iglesia era la ciudad de Dios, la Nueva Jerusalén. Los amplios ventanales cubiertos de cristales de colores permitían matizar la luz que entraba por ellos, creando fantásticos juegos de luces y colores, fluctuantes en las distintas horas del día, que se reflejaban de forma armónica en el interior de los edificios. Se realizaban sobre cristales engarzados en madera, yeso, oro o plomo, los cuales se iban encajando con láminas de plomo. Desde 1340 ya no se hicieron cristales de colores, sino que se coloreaba sobre cristal blanco. Algunos exponentes fueron los vitrales de las catedrales de Chartres, Reims, Amiens o la Sainte-Chapelle de París, obra de Pierre de Montereau.

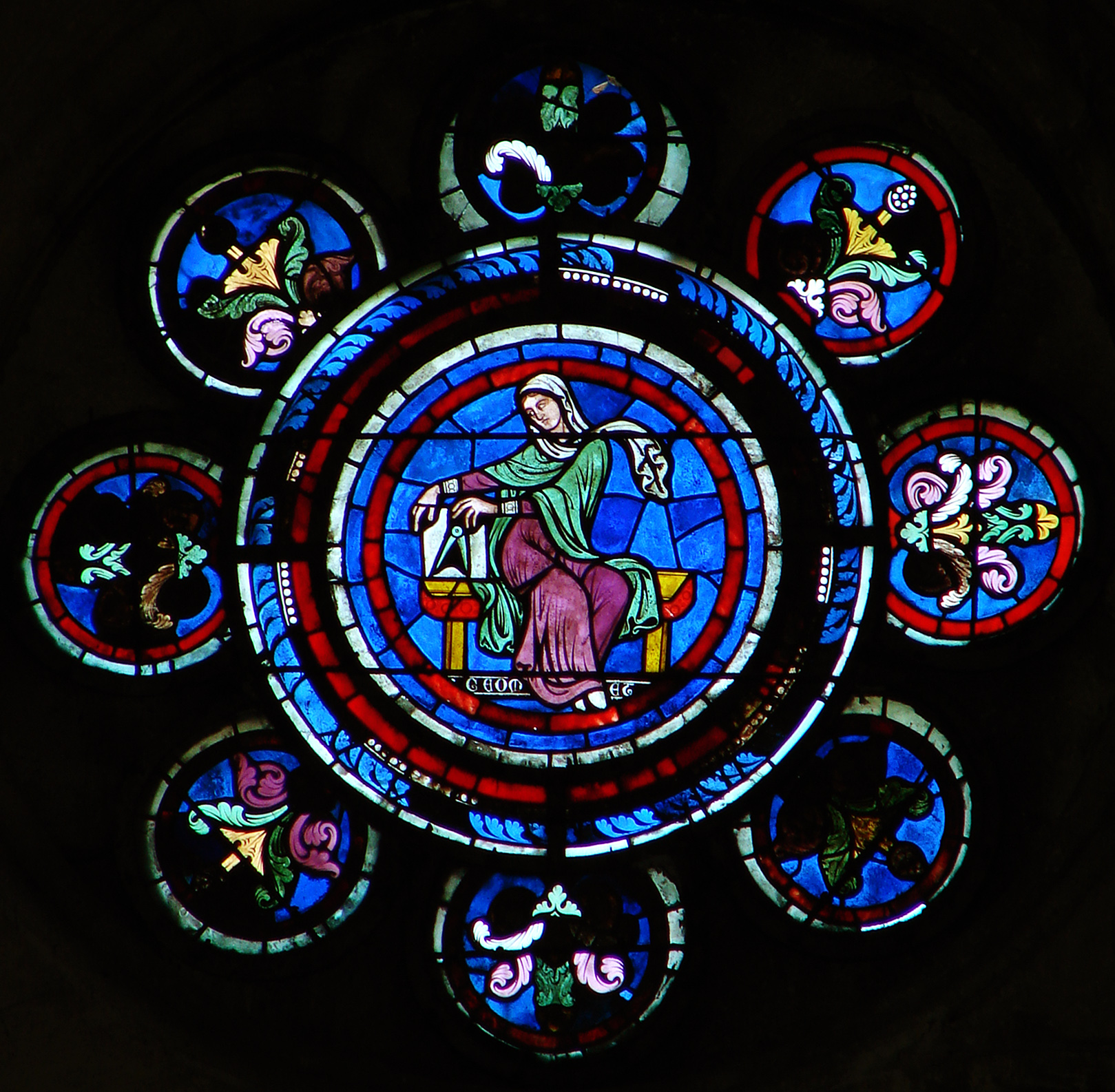
La geometría (1200-1210), vitral del rosetón del transepto norte de la Catedral de Laon

En la orfebrería destacaron especialmente las custodias y los relicarios, donde sobresale el nombre de Enrique de Arfe (custodia de la catedral de Córdoba, 1518; custodia procesional de la catedral de Toledo, 1517-1524). También continuaron con éxito las obras en esmalte —en particular las procedentes de Limoges—, con una variedad de esmalte traslúcido sobre plata u oro surgida en el siglo XV (Tablas alfonsíes de la catedral de Sevilla, Ajedrez de Carlomagno de Roncesvalles, retablo de la catedral de Gerona). La cerámica destacó en Faenza y Manises, y el vidrio en Venecia y Cataluña.
La metalistería se dio especialmente en servicios de mesa, como platos, bandejas y aguamaniles, en los que destacó el taller de Dinant (Bélgica). También cabe citar como obra destacada las puertas de bronce del baptisterio de Florencia, de Andrea Pisano. Se desarrolló notablemente la rejería, sobre todo en España, con dos escuelas: la catalana, de un solo cuerpo con remates de motivos florales; y la castellana, de varios cuerpos con frisos y remates de placas recortadas, como en las obras del toledano Juan Francés.

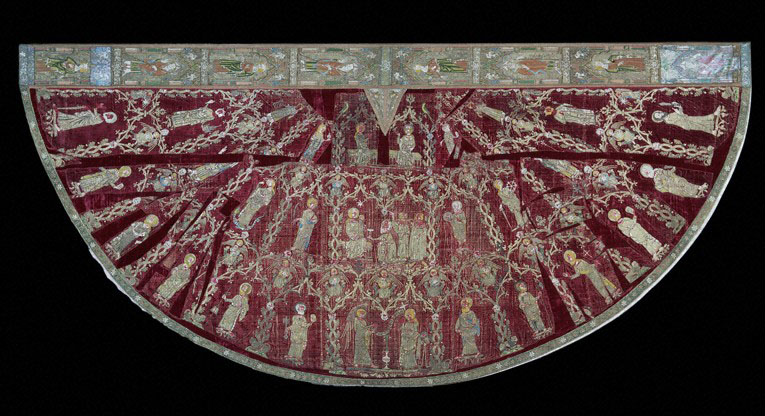
Capa pluvial Butler-Bowden (c. 1330-1350), bordado de opus anglicanum, Victoria & Albert Museum, Londres

A finales del siglo XII surgió en las regiones italianas del Lacio y Campania el llamado mosaico cosmatesco, un tipo de taracea realizado con mármoles de colores, pastas vítreas, pórfidos rojos, serpentinas verdes y teselas doradas. Algunas de las mejores obras en este campo fueron los claustros de San Lorenzo Extramuros, San Juan de Letrán, Santa María in Aracoeli y Santa María in Cosmedin, en Roma.
También se desarrolló notablemente el tapiz, con dos principales talleres en París y Arrás. Una de las mejores producciones es el Tapiz del Apocalipsis (castillo de Angers), elaborado entre 1375 y 1379 por Nicolas Bataille a partir de un cartón de Jean Bondol. Desde finales del siglo XV descollaron los talleres flamencos, como los de Bruselas, Tournai, Brujas, Valenciennes, Lille y Gante, confeccionados con mayor riqueza cromática y gran variedad de temáticas. El bordado alcanzó cotas de gran calidad en Inglaterra, donde surgió una técnica llamada opus anglicanum, así como en Florencia, cuya técnica es conocida como opus florentinum.
En la ebanistería gótica se puso de moda una decoración inspirada en la arquitectura de las catedrales, con ojivas, rosetas y ventanillas polilobuladas. Cabe destacar igualmente la riqueza decorativa desarrollada en las sillerías de los coros de catedrales y monasterios. El mueble más usado fue el arcón, que servía tanto de armario como de banco o mesa, confeccionados generalmente en roble y armados con herrajes.
De este período proceden los primeros grabados en Europa, realizados con xilografía: el primero conservado es el San Cristóbal del Museo Germánico de Núremberg, de 1423. En la década de 1430 apareció la calcografía. El grabado contribuyó a la popularización y abaratamiento del arte, y permitió al artista un nuevo medio de expresión.

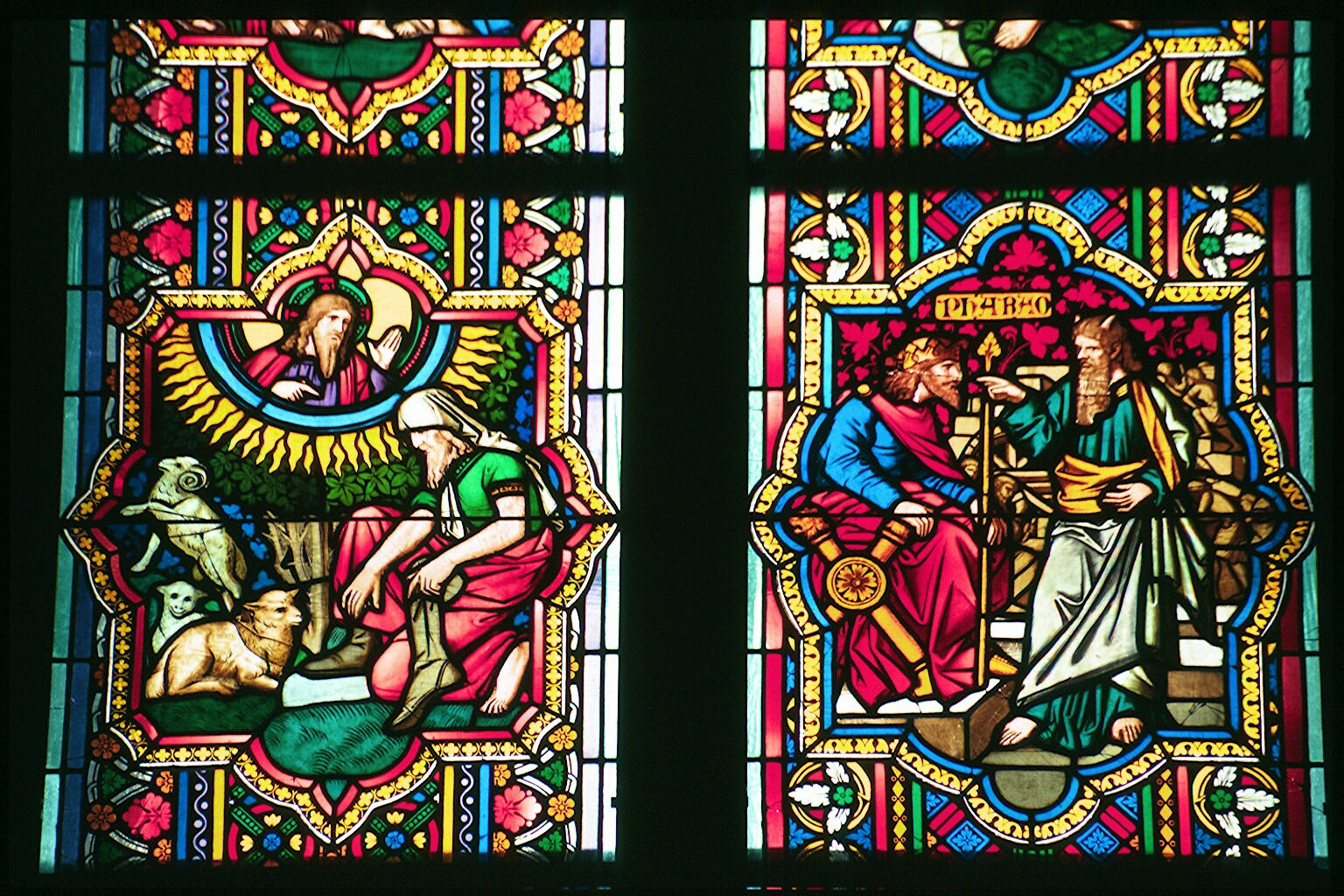
Moisés en el monte Sinaí y Moisés ante el faraón (siglo XIII), catedral de Colonia
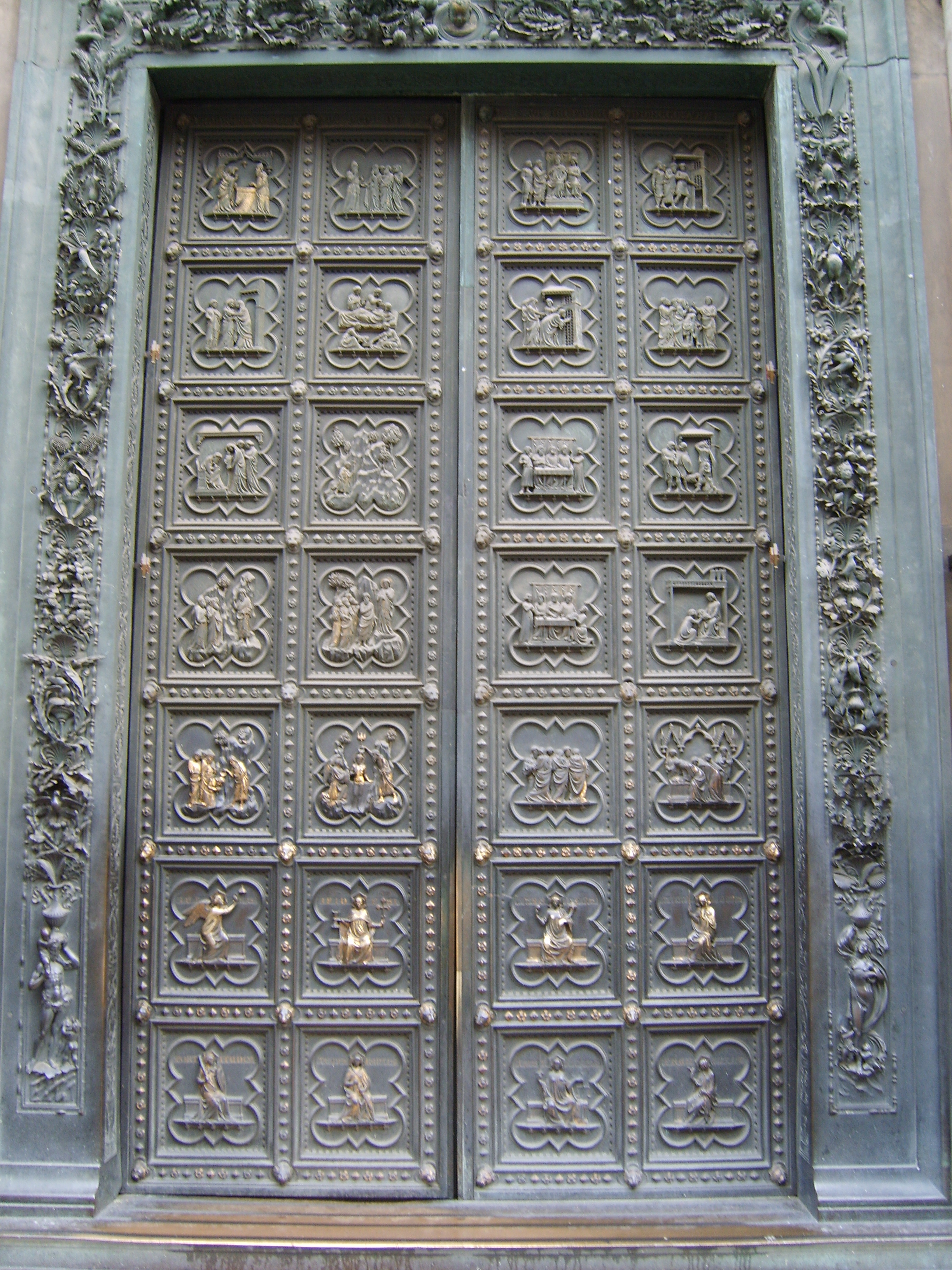
Puertas de bronce del baptisterio de Florencia (1329), de Andrea Pisano
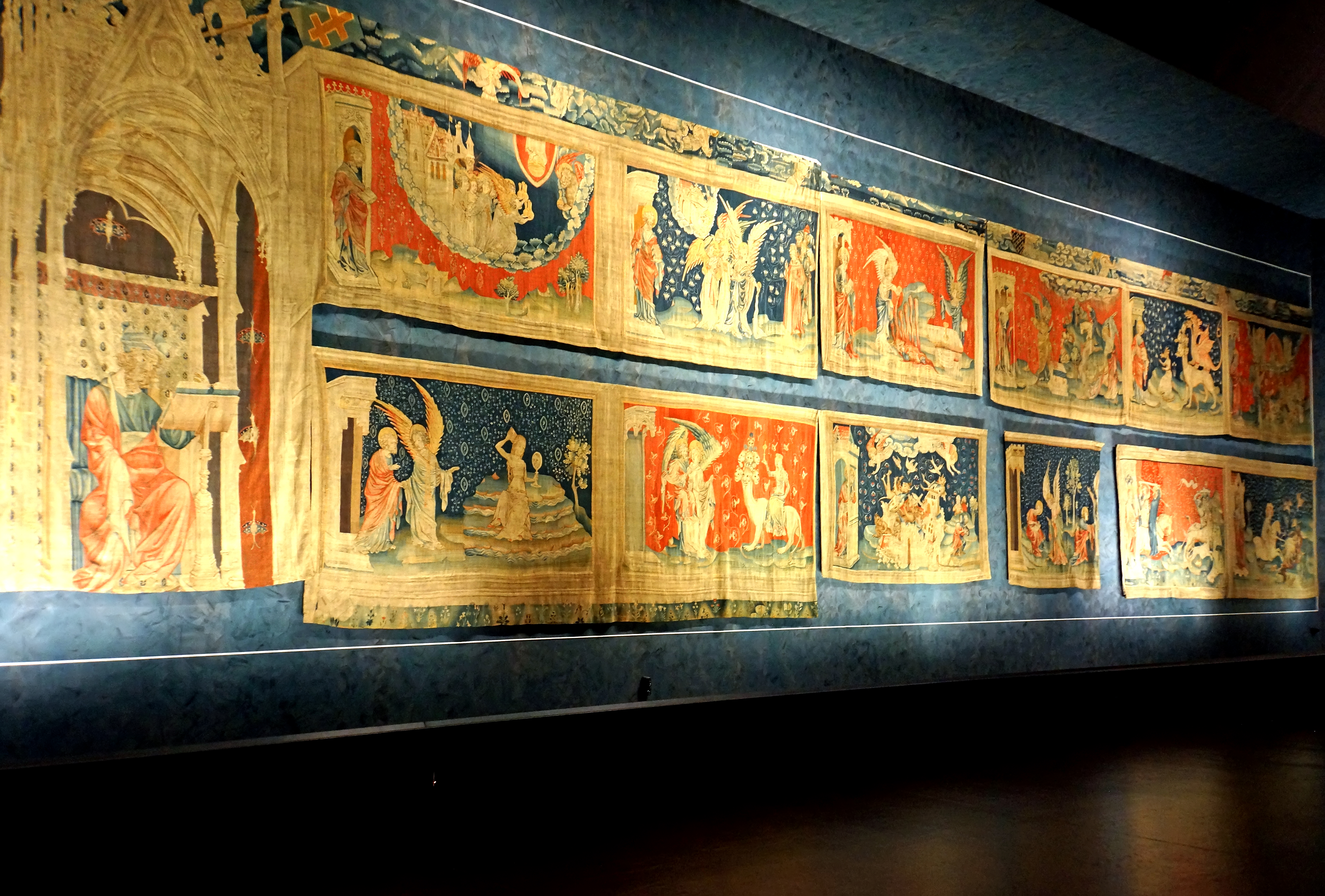
Tapiz del Apocalipsis (1375-1379), de Nicolas Bataille, castillo de Angers
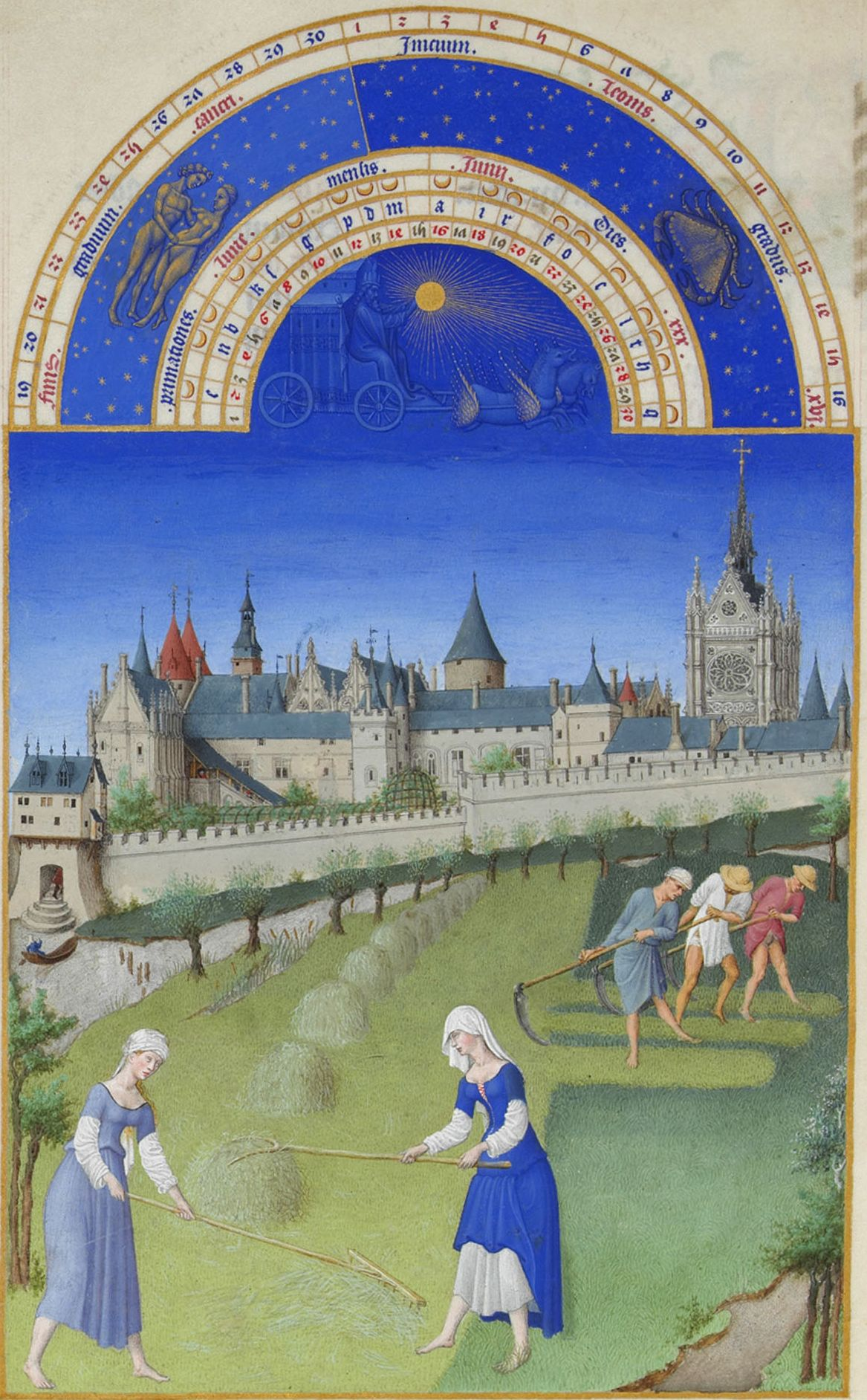
Las muy ricas horas del duque de Berry: Junio (1412-16), de los hermanos Limbourg
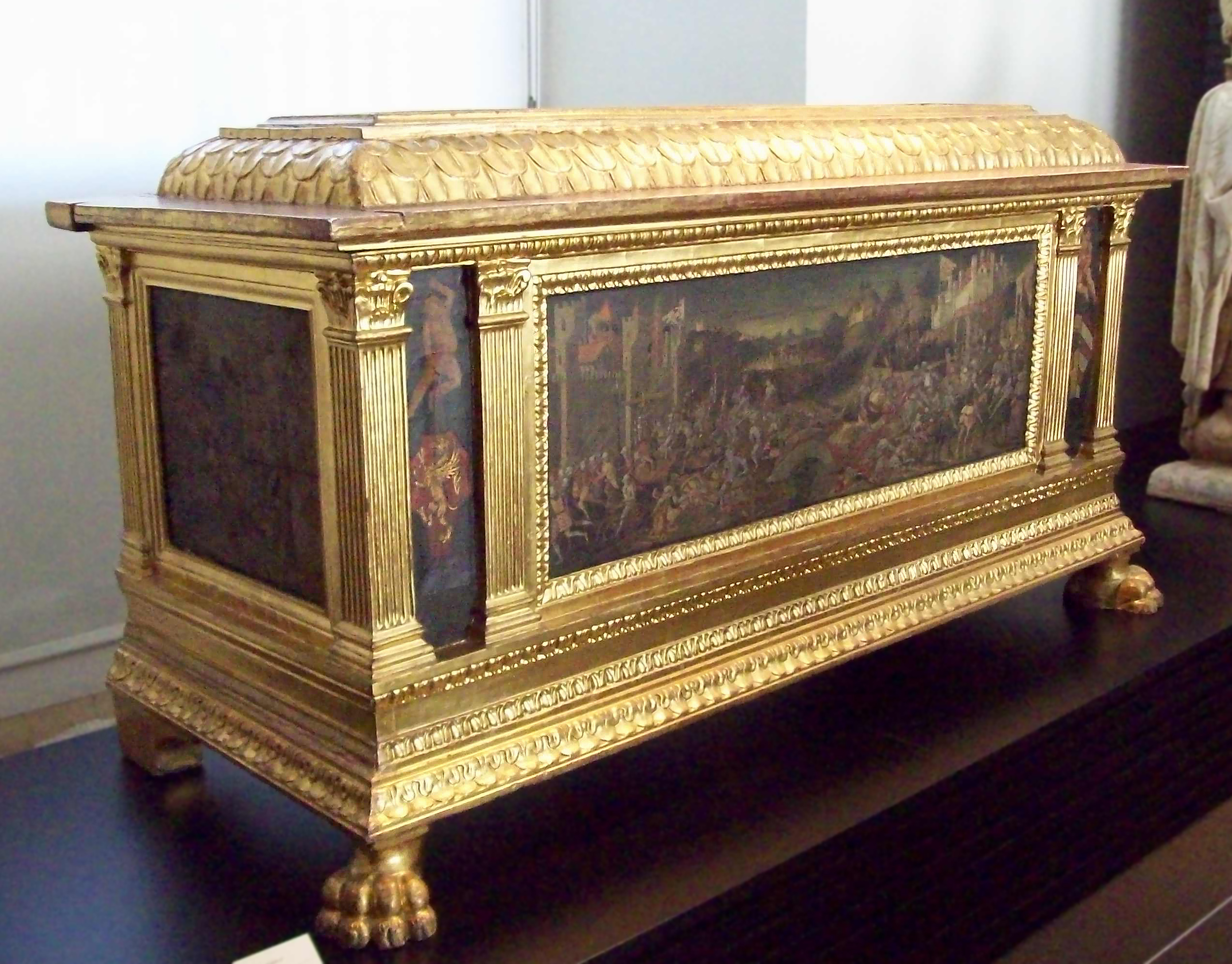
Arcón nupcial florentino con la Batalla de Anghiari (segunda mitad del siglo XV), Museo Arqueológico Nacional, Madrid
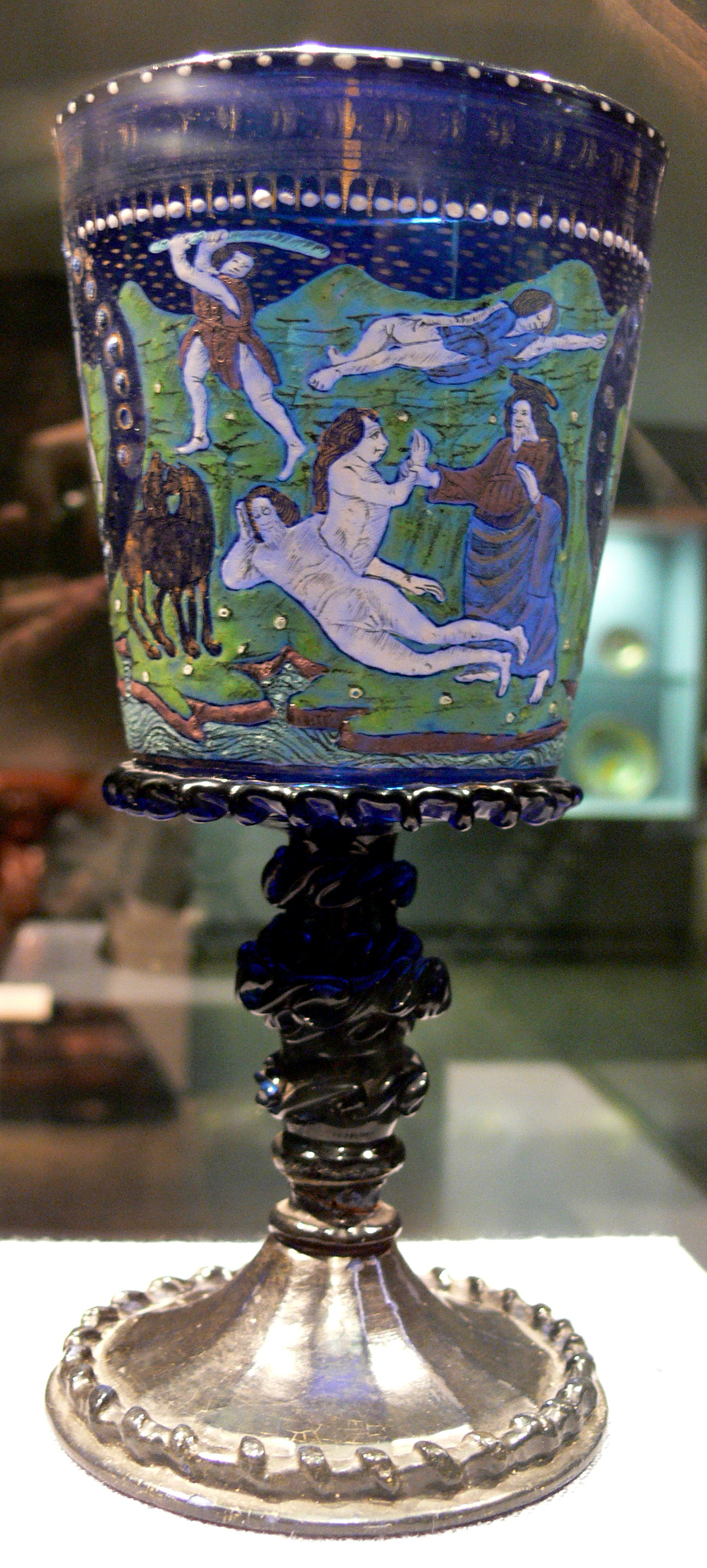
Trofeo de vidrio veneciano (c. 1450-1500), Kunstgewerbemuseum, Berlín
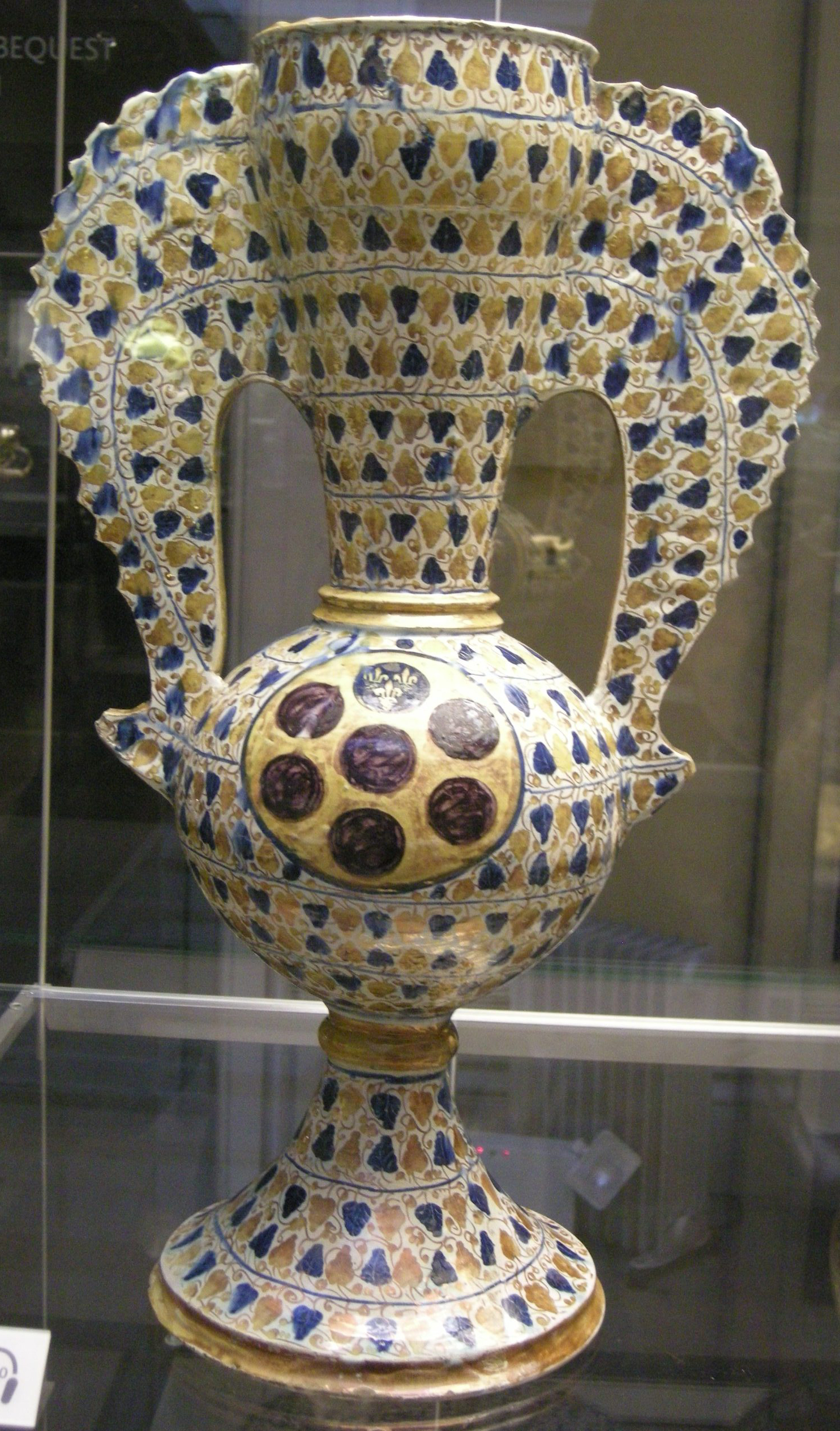
Jarrón de mayólica de Manises (c. 1465-92), British Museum

## Arte de la Edad Moderna

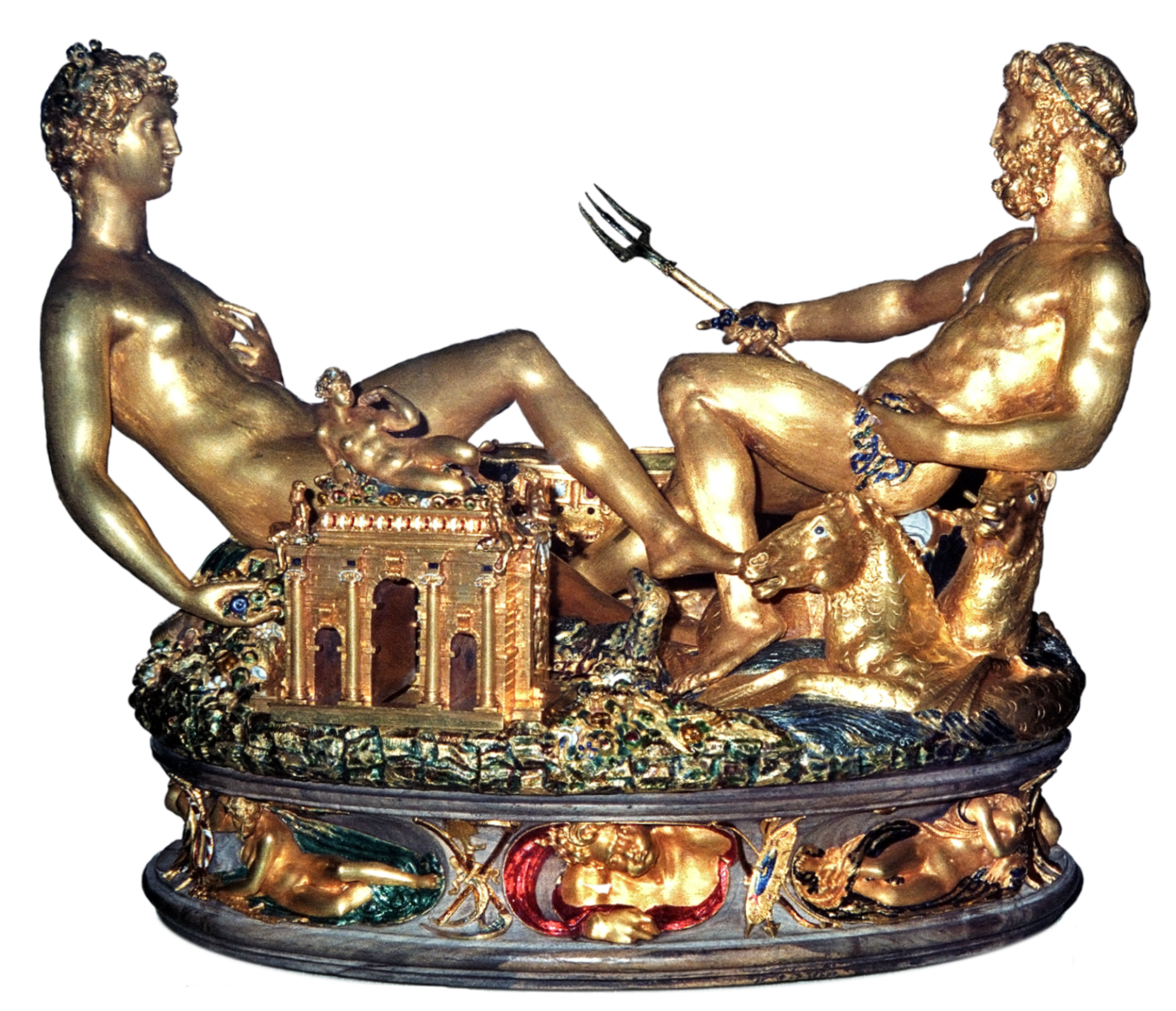
Salero de Francisco I de Francia (1539-1543), de Benvenuto Cellini, Kunsthistorisches Museum, Viena

El arte de la Edad Moderna —no confundir con arte moderno, que se suele emplear como sinónimo de arte contemporáneo— se desarrolló entre los siglos xv y xviii. La Edad Moderna supuso cambios radicales a nivel político, económico, social y cultural: la consolidación de los estados centralizados supuso la instauración del absolutismo; los nuevos descubrimientos geográficos —especialmente el continente americano— abrieron una época de expansión territorial y comercial, y supusieron el inicio del colonialismo; la invención de la imprenta conllevó una mayor difusión de la cultura, que se abrió a todo tipo de público; la religión perdió la preponderancia que tenía en la época medieval, a lo que coadyuvó el surgimiento del protestantismo; a la vez, el humanismo surgió como nueva tendencia cultural, dando paso a una concepción más científica del hombre y del universo.

### Renacimiento
El Renacimiento fue un estilo surgido en Italia en el siglo XV (Quattrocento), que se expandió por el resto de Europa desde finales de ese siglo e inicios del siglo XVI (Cinquecento). Los artistas se inspiraron en el arte clásico grecorromano, por lo que se habló de «renacimiento» artístico tras el oscurantismo medieval. Estilo inspirado en la naturaleza, surgieron nuevos modelos de representación, como el uso de la perspectiva. Sin renunciar a la temática religiosa, cobró mayor relevancia la representación del ser humano y su entorno.

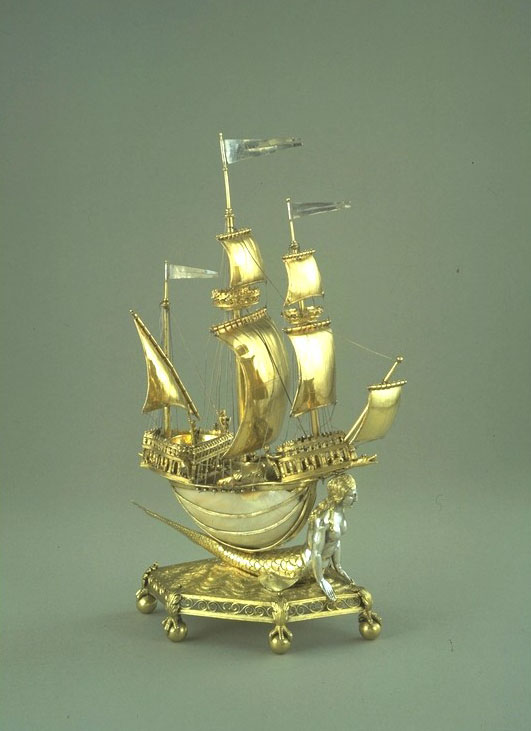
La nef Burghley (1527-1528), de Pierre Le Flamand, nautilus con montura de plata semidorada, Victoria & Albert Museum, Londres

En esta época el artista empezó a tener conciencia de sí mismo como creador y a firmar sus obras, fenómeno presente igualmente en las artes decorativas. Surgieron diversas escuelas y talleres artesanales que darían nombre a sus realizaciones, como en cerámica los talleres de Faenza, Gubbio, Urbino, Delft, Saint-Porchaire, Talavera o Manises. Por otro lado, surgió una nueva conciencia de estudio, investigación y difusión de los oficios artísticos; así, por ejemplo, el orfebre Juan de Arfe publicó los tratados Quilatador de oro y plata (1572) y De varia conmesuración para esculptura y architectura (1587). Jacques Androuet du Cerceau publicó en 1566 su Livre des grotesques, donde exponía diseños para todo tipo de oficios artísticos. Igualmente, Hans Vredeman de Vries publicó varias colecciones de grabados con diseños de decoración arquitectónica y mobiliario. De igual manera, comenzó el estudio histórico de las artes decorativas, como en Relación del descubrimiento y conquista de Nueva España de Bernal Díaz del Castillo (1568), donde relata los trabajos de orfebrería realizados por los aztecas. Cabe también destacar que muchos artífices de «artes mayores» realizaron obras de las consideradas decorativas: muchos pintores hacen dibujos para grabados, como Durero, Tiziano o Gentile Bellini; Benvenuto Cellini o Hans Holbein hacen diseños de orfebrería; Rafael confecciona cartones para tapices.

La dama y el unicornio, tapiz flamenco de finales del, Museo Nacional de la Edad Media de París

Las artes decorativas tuvieron un gran auge debido al gusto por el lujo de las nuevas clases adineradas. La arquitectura tuvo un marcado componente ornamental, por lo que se desarrollaron ampliamente la pintura y escultura aplicadas a la construcción. En los edificios renacentistas abundaban las guirnaldas, los grutescos, los florones, los candelieri, los putti, los bucráneos, las cartelas, los clípeos, los motivos heráldicos y mitológicos, y otros elementos ornamentales. También se desarrolló ampliamente la pintura en paredes y techos, a menudo con efectos de perspectiva y trompe-l'œil. En España, la arquitectura plateresca —cuyo nombre deriva de la platería— puso una especial atención en los elementos decorativos, principalmente candelabros, grutescos, festones y columnas abalaustradas. Un buen exponente son los relieves de mármol del trascoro de la catedral de Barcelona, de Bartolomé Ordóñez.
El estuco tuvo un nuevo renacer desde la época romana, especialmente en el taller de Rafael, donde fue magistralmente utilizado por uno de sus discípulos, Giovanni da Udine. Posteriormente fue también utilizado asiduamente en la escuela de Fontainebleau, especialmente por Primaticcio. En Florencia surgió en el siglo XVI el llamado «mosaico florentino», un tipo de embutido de piedras duras colocadas sobre una placa mediante masilla o cola, con una pulimentación final que le otorgaba un brillo como de espejo; las piedras más utilizadas eran el cuarzo, la calcedonia, el granito, el pórfido, el jaspe y el ágata. Esta técnica estuvo de moda hasta el siglo XIX.
La tapicería destacó en Flandes, con obras basadas en bocetos desarrollados por pintores como Quentin Metsys o Bernard van Orley. En la técnica de mille-fleur (milflores) se realizó a finales del siglo XV el ciclo de La dama y el unicornio. Entre 1515 y 1519 se realizó para el papa León X la serie de tapices de Los Hechos de los Apóstoles, según cartones de Rafael. En España destacó el bordado popular, con varios centros de producción, los principales en la provincia de Toledo.
El vidrio continuó con cotas de gran calidad en Venecia (Murano), decorado a veces con hilos de oro o con filamentos de vidrios de colores. En España destacó en Andalucía y Cataluña. La cerámica se elaboró en Italia con barnices vidriados, consiguiendo tonos brillantes de gran efecto y rico cromatismo, como la cerámica decorada alla madreperla de Deruta, la de reflejos rojos de Gubbio, la veneciana de color azul semejante a la porcelana o la de Urbino, de color sobre fondo blanco con motivos frecuentemente rafaelescos. En Francia, Bernard Palissy creó una cerámica con relieves de motivos vegetales y animales. En España, el italiano Francisco Niculoso introdujo la cerámica vidriada pintada (retablo del oratorio del Alcázar de Sevilla), de la que surgirá un importante taller en Talavera de la Reina. En Manises continuó la tradición de cerámica de reflejos dorados al estilo morisco, y destacó también la loza catalana.

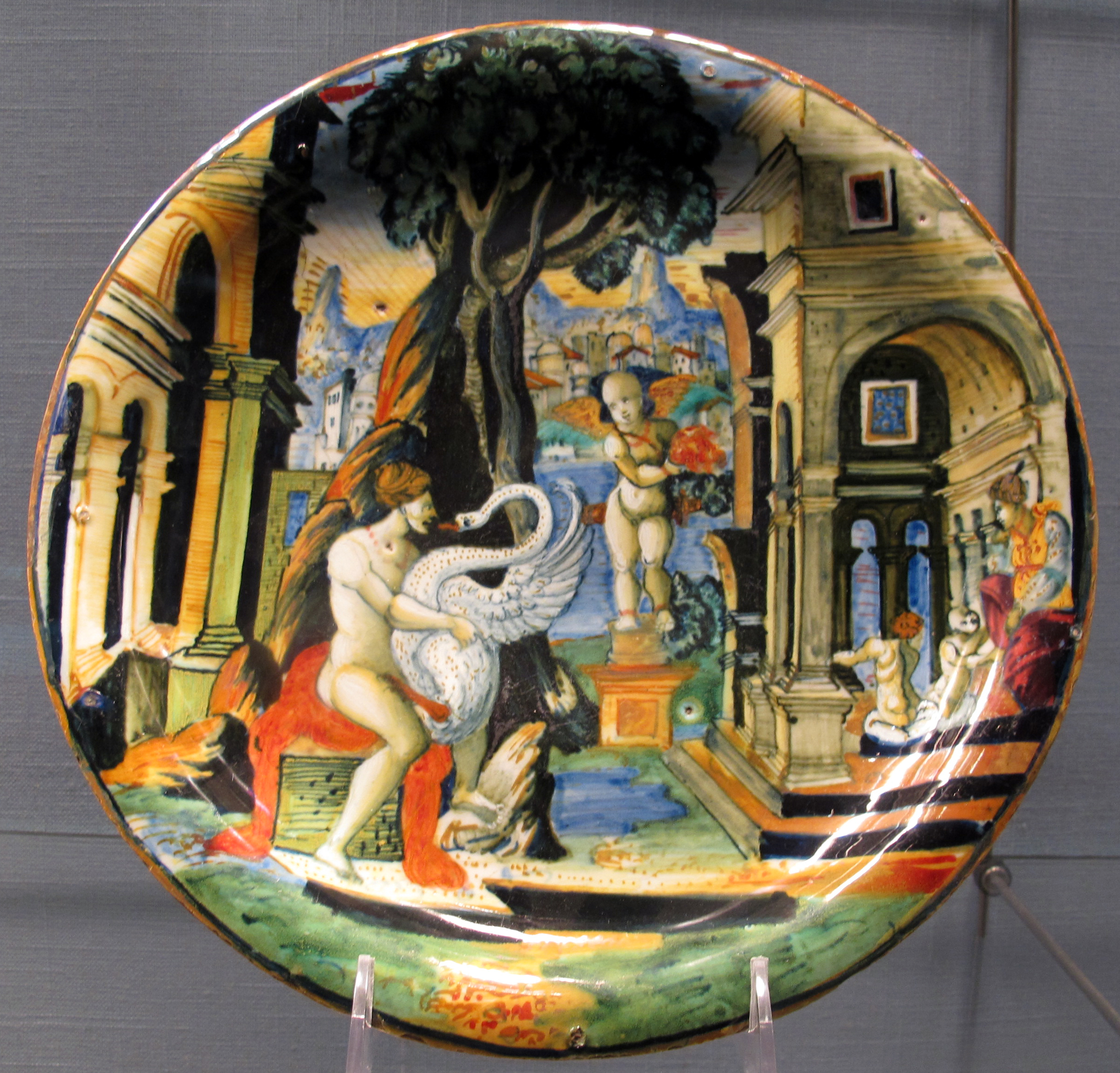
Júpiter y Leda (c. 1530-1540), de Guido Fontana, mayólica del género istoriato, Metropolitan Museum of Art, Nueva York

La orfebrería fue cultivada por escultores como Lorenzo Ghiberti, Andrea del Verrocchio o Benvenuto Cellini, con piezas de gran virtuosismo y elevada calidad, como el salero de Francisco I de Francia de Cellini, de traza escultórica. El esmalte pervivió en Limoges con la familia Penicaud, autores de plaquetas esmaltadas que eran auténticos cuadros. En España, la familia Arfe (Antonio, hijo de Enrique, y su hijo Juan) continuaron la confección de custodias, ahora en estilo plateresco (custodias de Santiago de Compostela y Medina de Rioseco, de Antonio, y de Ávila, Sevilla y Valladolid, de Juan).

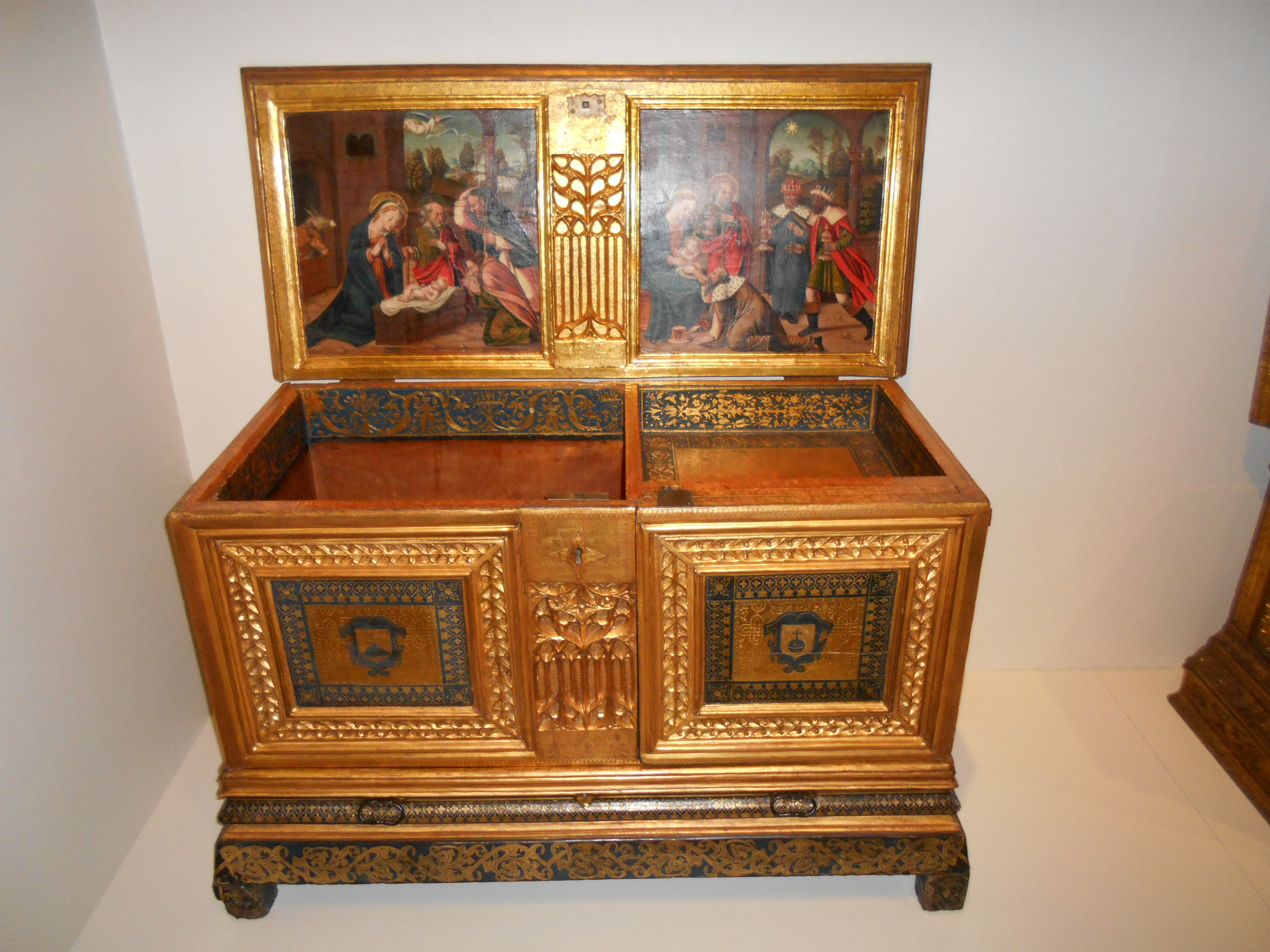
Arcón con escenas del Nacimiento y la Epifanía (c. 1525-1550), Museo del Diseño de Barcelona

En metalistería continuó el trabajo en bronce especialmente en puertas decoradas con relieves escultóricos, como las segundas y terceras puertas del baptisterio de Florencia, obra de Lorenzo Ghiberti, o las puertas de los pies de la catedral de Pisa, de Giambologna. La rejería continuó en España con motivos platerescos, como en la obra de fray Francisco de Salamanca (reja del presbiterio de la catedral de Sevilla) y Cristóbal de Andino (reja de la capilla del Condestable de la catedral de Burgos); o puristas, como la reja del presbiterio de la catedral de Toledo, de Francisco de Villalpando.
La ebanistería incorporó materiales preciosos como el marfil y la madreperla, apliques en hueso, pinturas al temple con motivos heráldicos o alegóricos, o relieves con panes dorados y plateados. Buen ejemplo de ello eran los studioli, las estancias que los grandes magnates renacentistas de vocación humanista dedicaban al estudio y al coleccionismo, como el del duque Federico de Urbino, con paredes revestidas de grandes estanterías con trabajos de taracea, realizado hacia 1450 por Baccio Pontelli según un boceto de Botticelli. Cabe remarcar que en esta época se introdujo el uso de bocetos para el diseño del mueble, claro ejemplo del carácter a la vez intelectual y artístico de este trabajo. Destacaron especialmente los diseños de Francesco Salviati. Continuaron las mismas tipologías que en el periodo medieval (camas, mesas, arcones, armarios), pero con una composición basada en paneles y molduras, y una decoración de estilo clásico. En el Cinquecento predominó el entallado, con mesas y sillas en forma de X, como la sella curulis romana.
Se desarrollaron notablemente las artes gráficas, especialmente gracias a la invención de la imprenta. Aparecieron o se perfeccionaron la mayoría de las técnicas de grabado: calcografía (aguafuerte, aguatinta, grabado al buril, grabado a media tinta o grabado a punta seca), linograbado, xilografía, etc. En Italia se desarrolló el grabado en metal, practicado especialmente por los orfebres florentinos durante los siglos xv y xvi, mientras que en el Cinquecento se perfeccionó el aguafuerte gracias a la obra del Parmigianino. En Alemania destacó la obra de Durero, especialista en la técnica del buril, aunque también realizó xilografías. En Francia, el grabado fue practicado por la escuela de Fontainebleau, en la que destacó Jean Duvet, famoso por su serie del Apocalipsis (1561). En Flandes surgieron notables grabadores en la ciudad de Amberes, como los hermanos Wierix, autores de estampas de excelente técnica y detallismo, aunque basadas en composiciones ajenas; o Hieronymus Cock, que reprodujo numerosas obras de Brueghel.

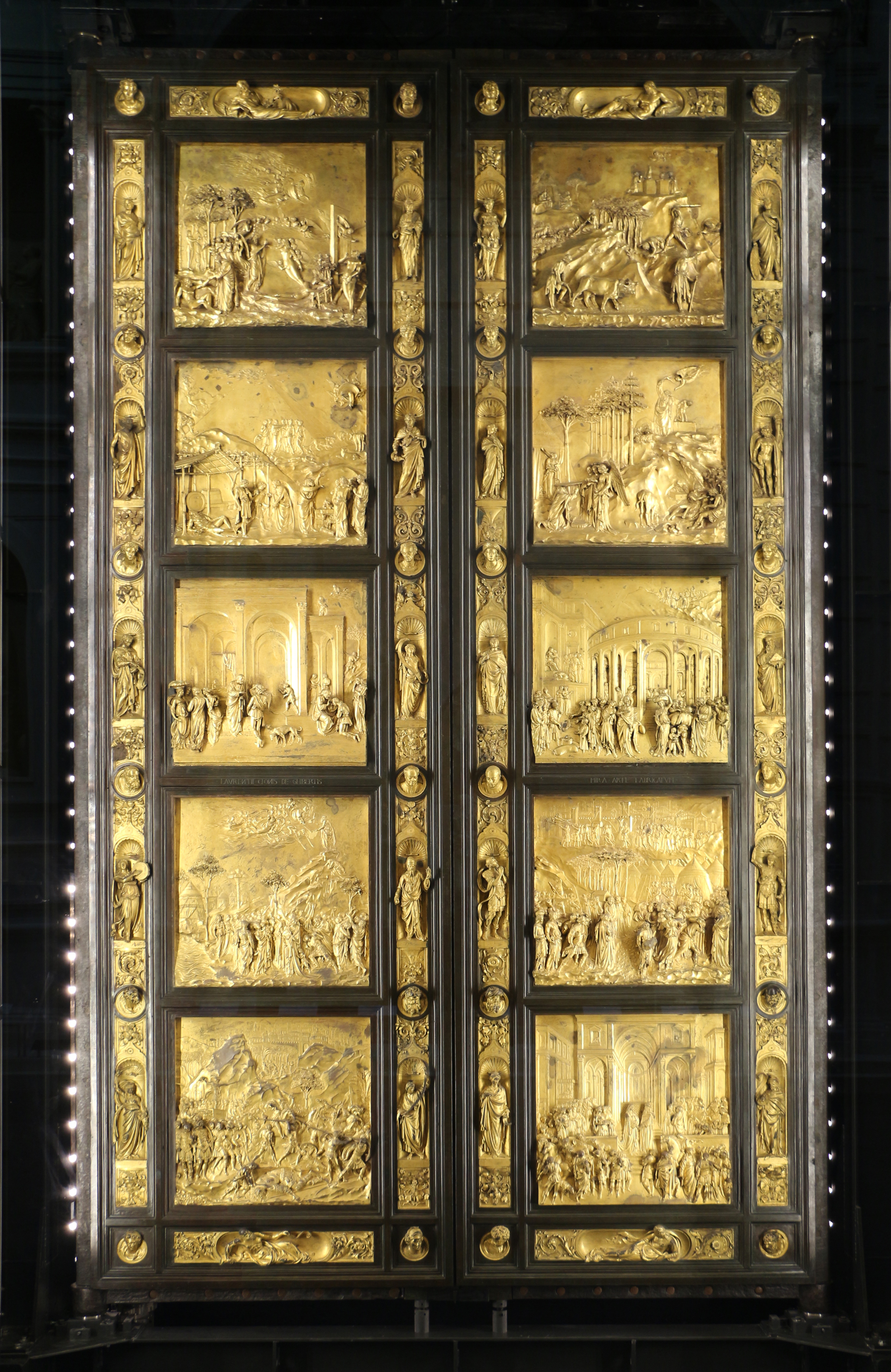
Puerta del Paraíso del baptisterio de Florencia (1425-1452), de Lorenzo Ghiberti
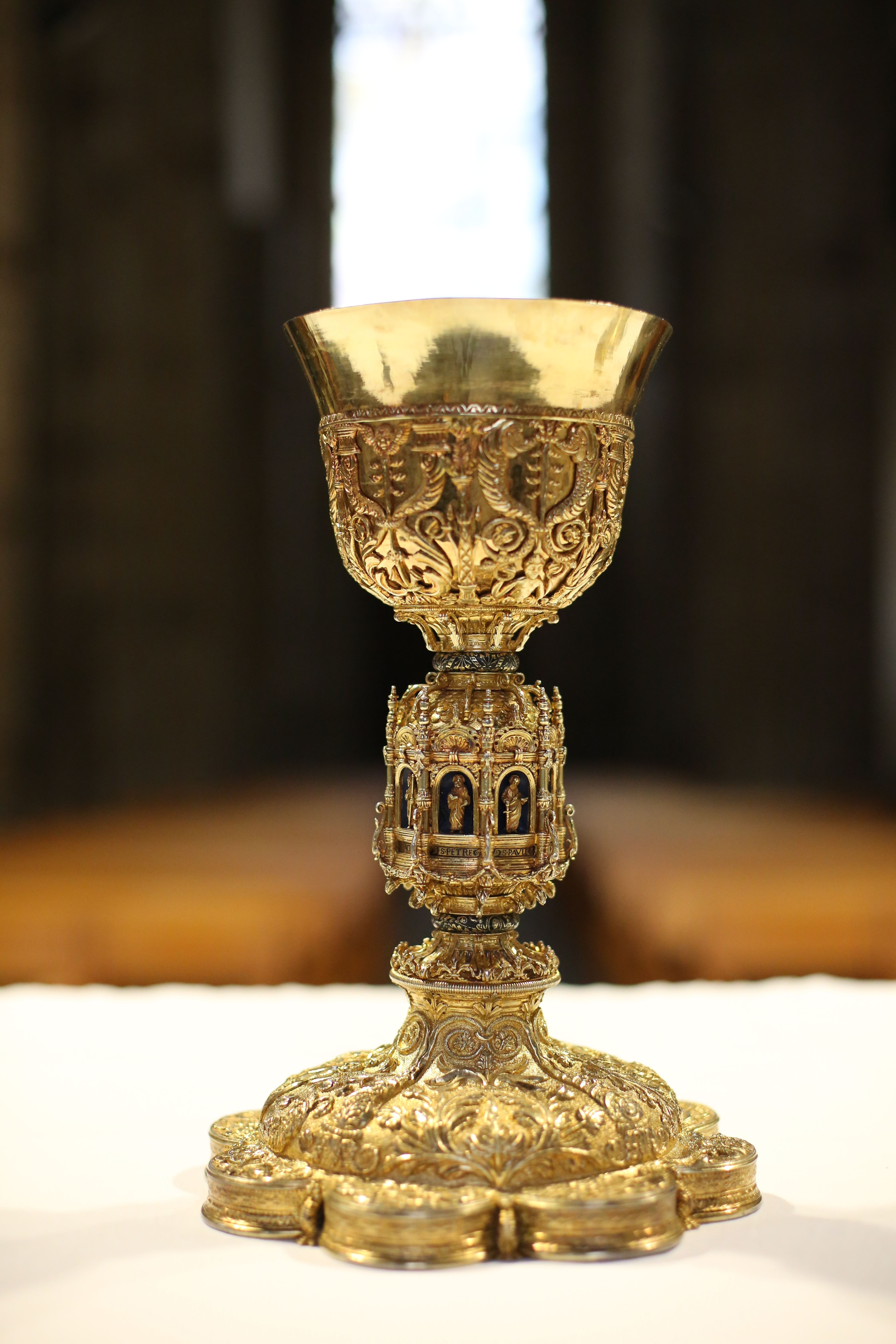
Cáliz de plata sobredorada de Saint-Jean-du-Doigt (siglo XVI)
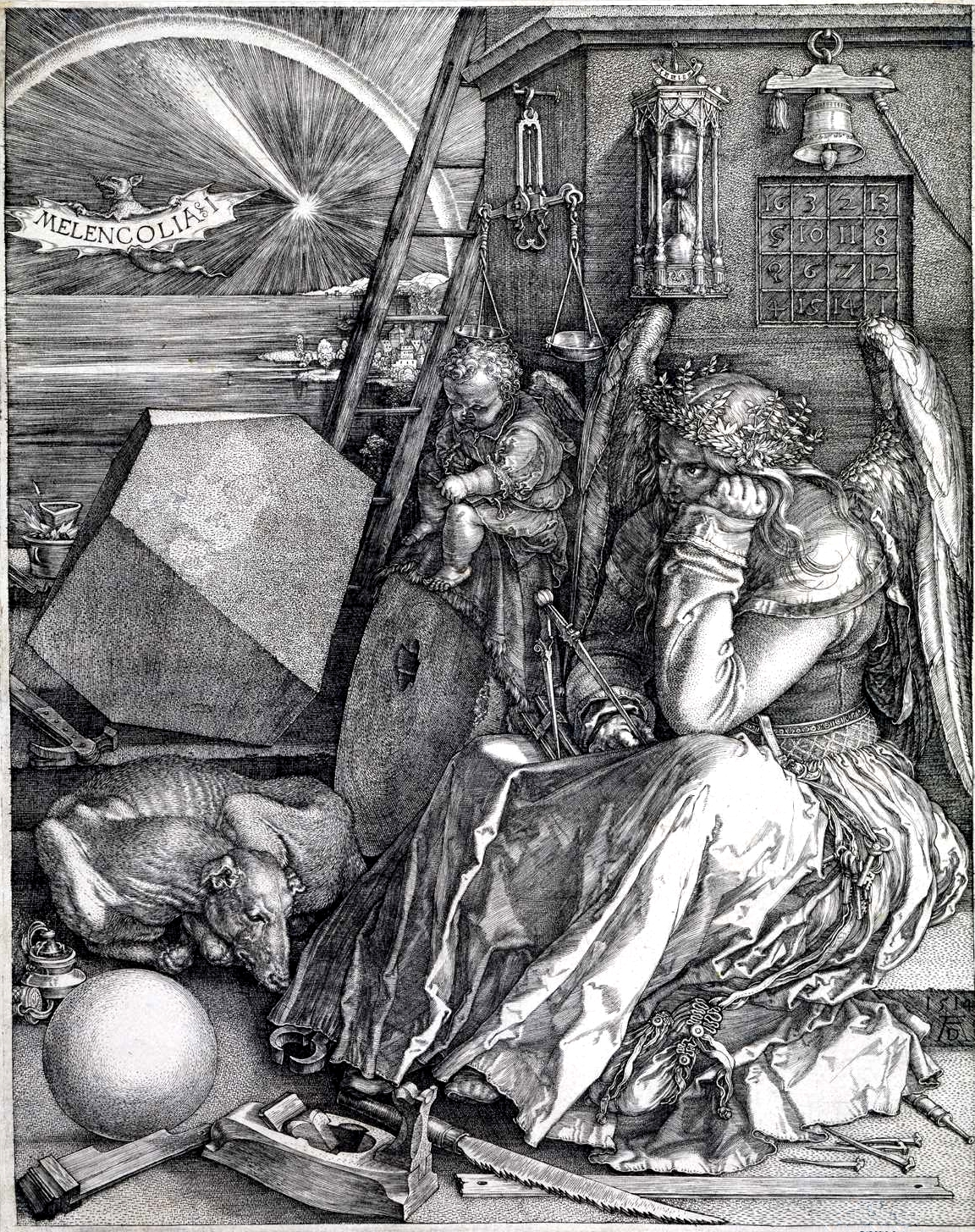
Melancolía I (1514), grabado de Alberto Durero, Galería Nacional de Arte de Karlsruhe
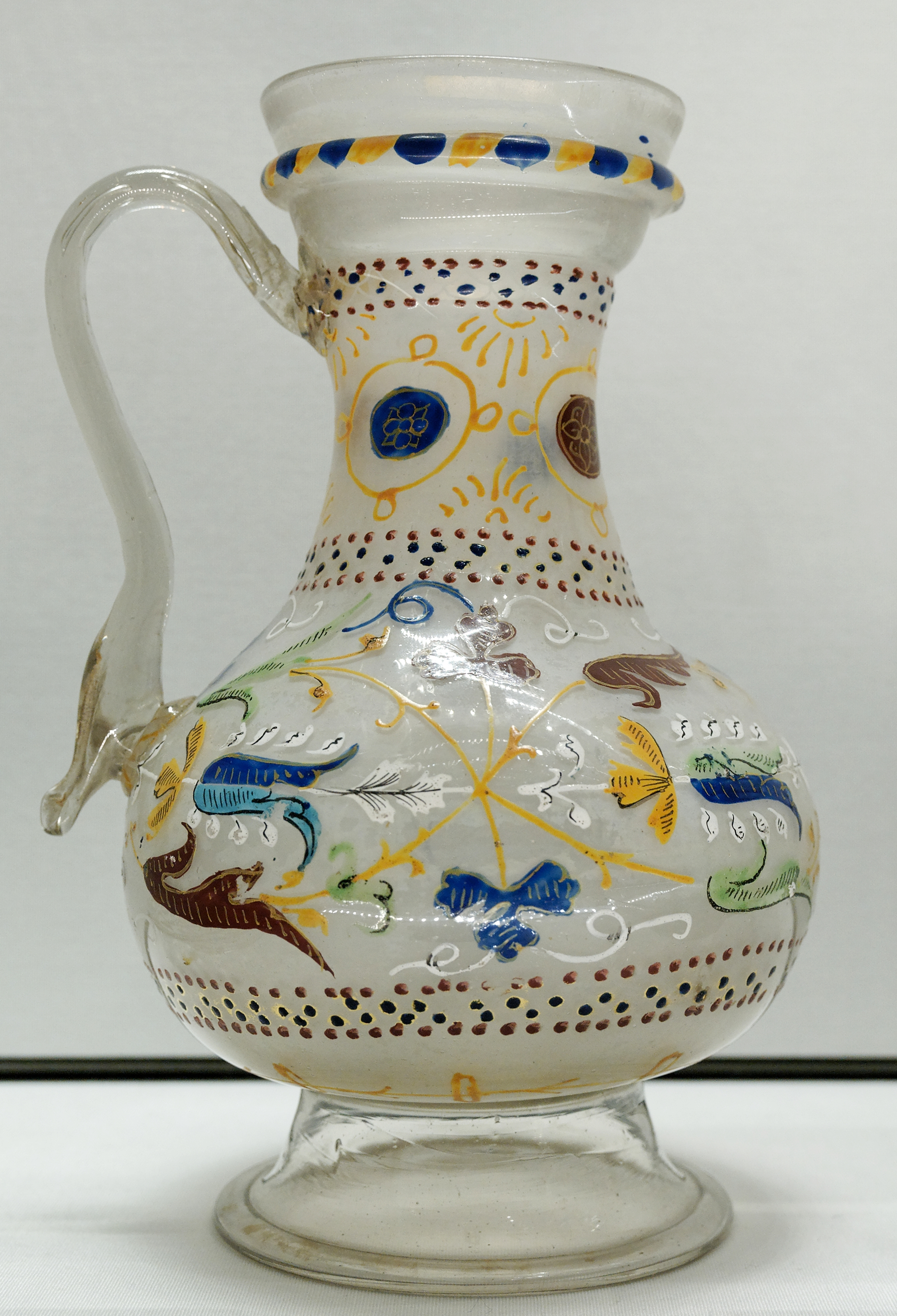
Jarra de vidrio veneciano (1520), dorado y esmalte sobre vidrio soplado, Museo del Louvre, París
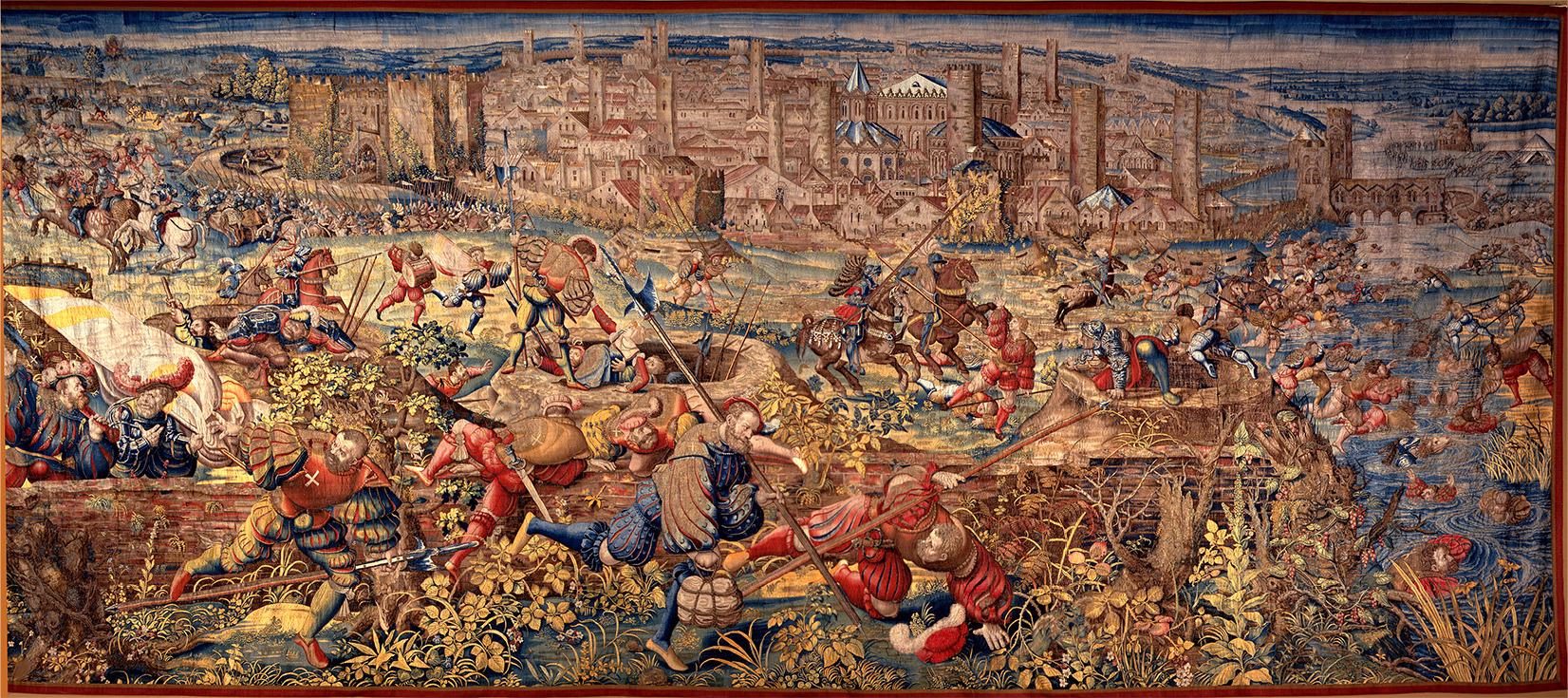
Tapiz de La batalla de Pavía (1528-1531), de Bernard van Orley, Museo de Capodimonte, Nápoles
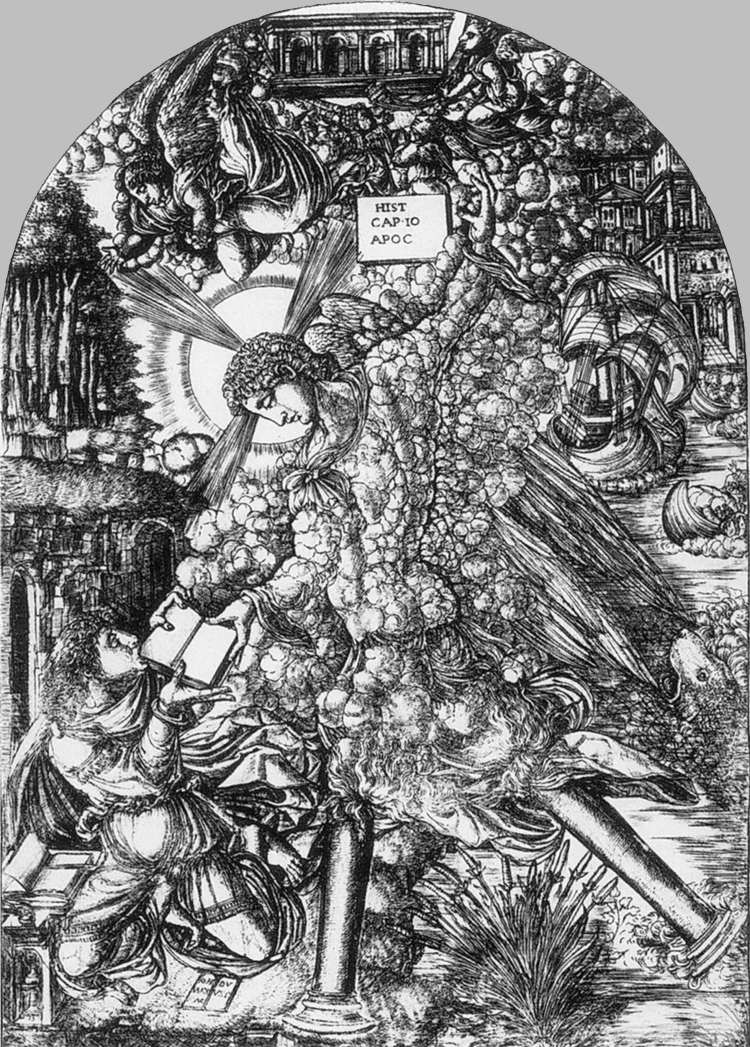
Ilustración del Apocalipsis (1561), de Jean Duvet
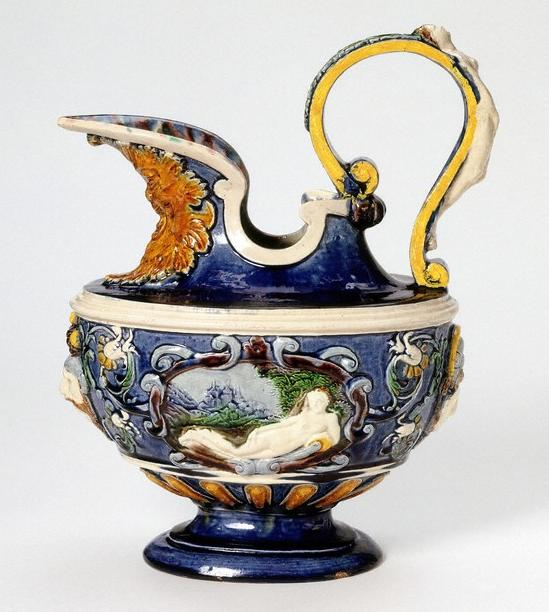
Jarra de loza vidriada de plomo con decoración aplicada (1580-1600), de Bernard Palissy, Victoria & Albert Museum, Londres
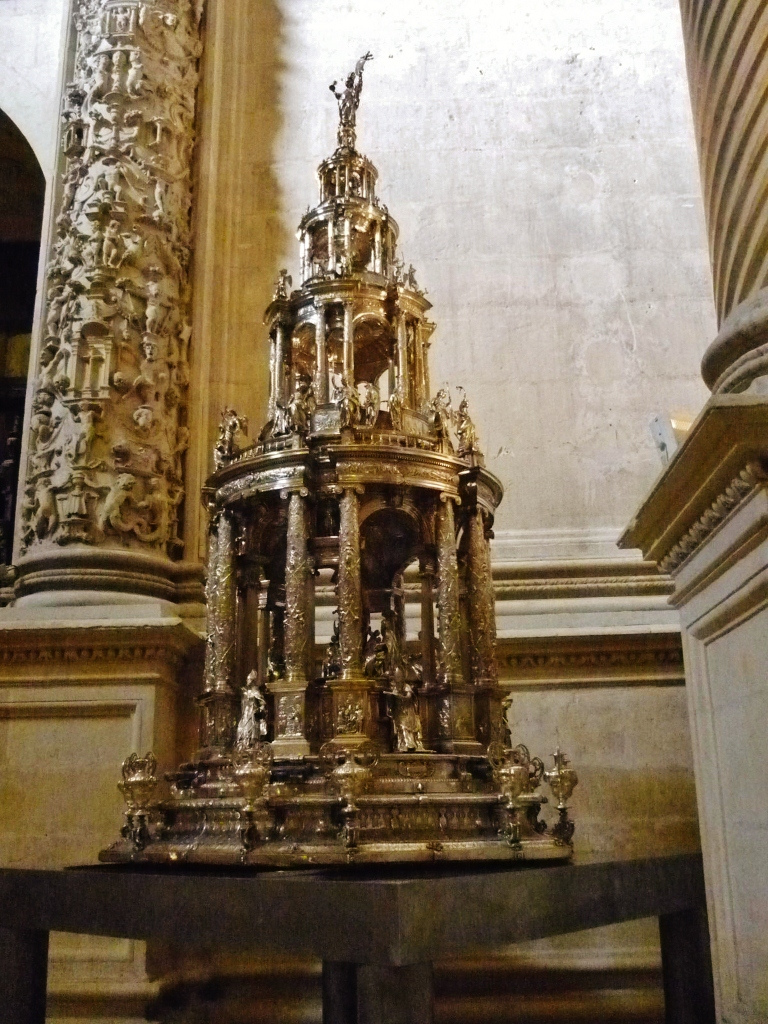
Custodia de la catedral de Sevilla (1587), de Juan de Arfe

### Barroco

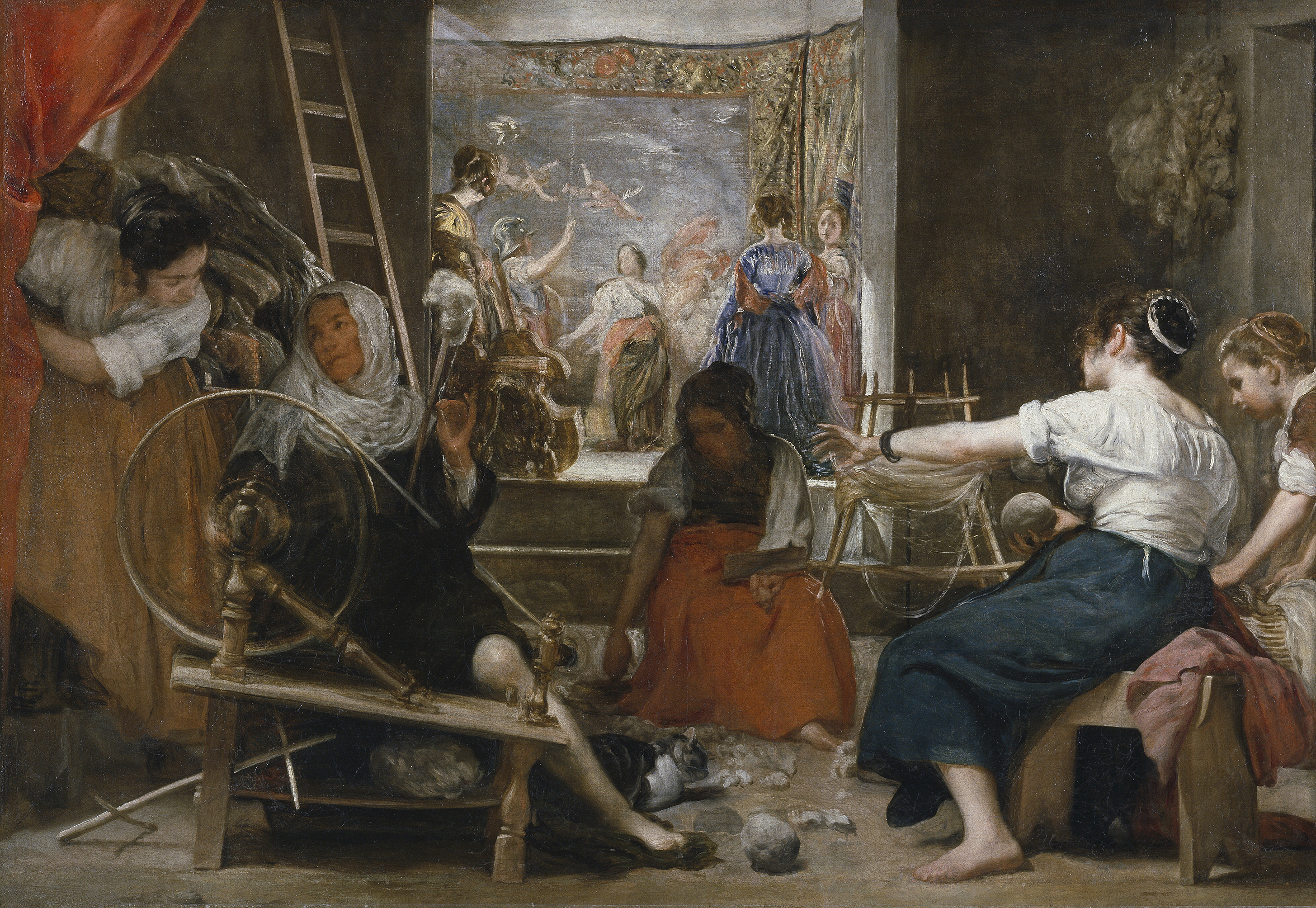
La fábula de Aracne (Las hilanderas) (c. 1657), de Diego Velázquez, Museo del Prado, Madrid. La escena representa el trabajo de unas bordadoras de la fábrica de tapices de Santa Isabel de Madrid

El Barroco se desarrolló entre el siglo XVII y principios del xviii. Fue una época de grandes disputas en el terreno político y religioso, en la que surgió una división entre los países católicos contrarreformistas, donde se afianzó el estado absolutista, y los países protestantes, de signo más parlamentario. El arte se volvió más refinado y ornamentado, con pervivencia de un cierto racionalismo clasicista, pero con formas más dinámicas y efectistas, con gusto por lo sorprendente y anecdótico, por las ilusiones ópticas y los golpes de efecto.
Tal como se inició en el período anterior, el artista fue cobrando una mayor relevancia como creador, y se fue forjando la figura del artista polifacético que intervenía en todos los aspectos de una obra. Así, muchos arquitectos se ocuparon de la decoración interior de sus edificios, faceta realizada incluso por pintores como Velázquez o Charles Le Brun, que dirigieron la decoración de los palacios reales en sus respectivos países. En la época del absolutismo y de la normativización de las artes a través de las academias, se produjo el fenómeno de la intervención real en las manufacturas de muchas especialidades decorativas: en Francia se crearon la Manufactura Real de Muebles de la Corona, la Manufactura Real de Tapices de los Gobelinos y la Manufactura Nacional de Porcelana de Sèvres; en España, la Real Fábrica de Cristales de La Granja, la de porcelana del Buen Retiro, la de tapices de Santa Bárbara y el Real Laboratorio de Mosaicos y Piedras Duras del Buen Retiro; en Dos Sicilias, la Real Fábrica de Porcelanas de Capodimonte, la Real Fábrica de Tapices de Nápoles, la Real Fábrica de Mayólicas de Caserta y el Real Laboratorio de Piedras Duras de Nápoles; y, en Rusia, la Fábrica Imperial de Porcelana de San Petersburgo.
En general, las artes decorativas barrocas destacan por su recargamiento, suntuosidad y carácter pomposo, con predominio de la línea curva frente a la recta, gusto por los contrastes lumínicos y los efectos ilusionistas, un cierto carácter escenográfico y de apariencia, minuciosidad del detalle, uso de materiales diversos y mixtificación de técnicas, y un gusto por lo exótico que se pone de manifiesto en la importación de productos del Lejano Oriente y, posteriormente, en su imitación (chinoiseries y japonesairies). En algunos países surgieron variedades estilísticas concretas, como los estilos Luis XIV y Regencia en Francia o los estilos jacobino, Restauración, Guillermo y María y Reina Ana en Inglaterra.

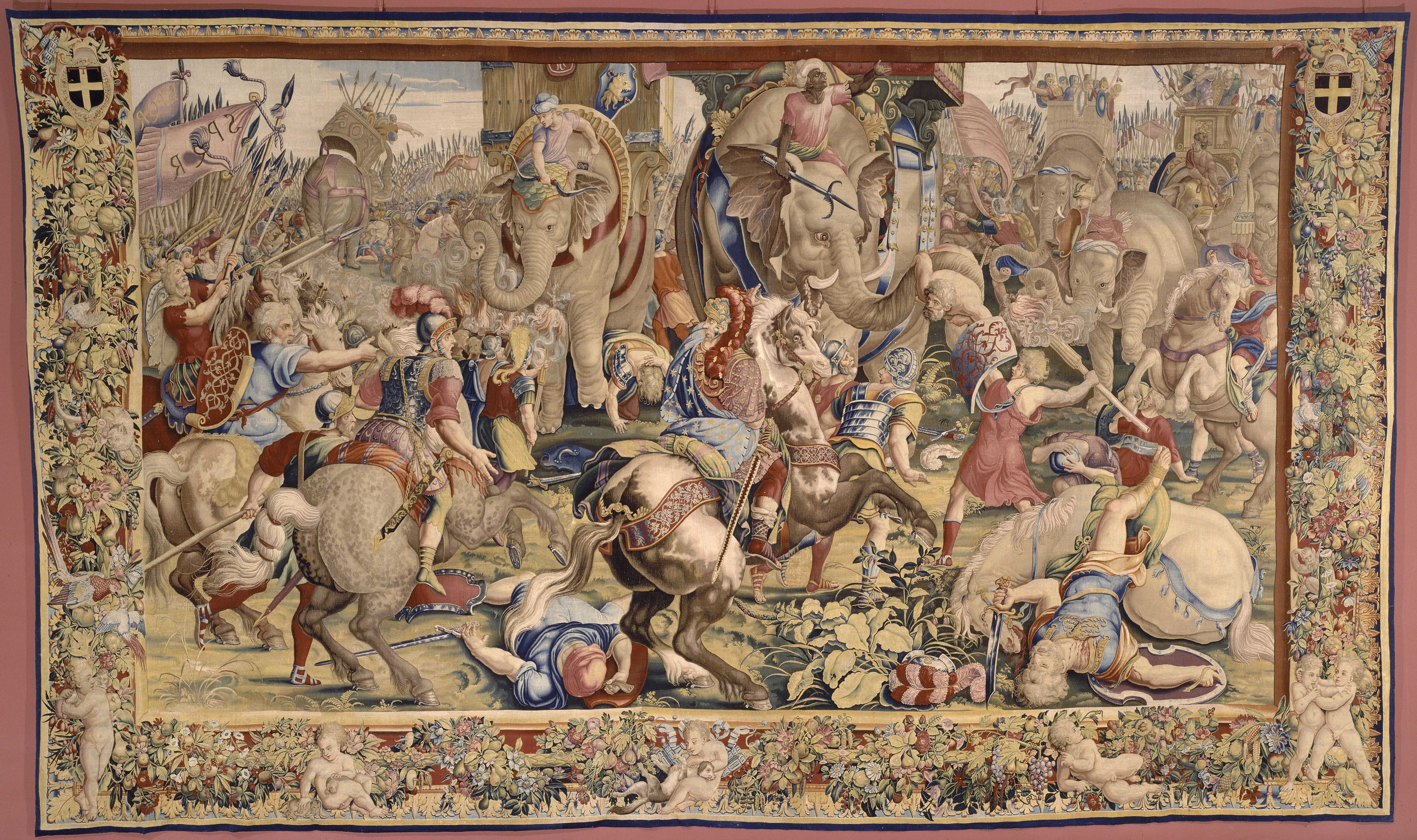
La batalla de Zama (1688-1690), tapiz gobelino diseñado por Giulio Romano, Museo del Louvre, París

Las artes decorativas tuvieron una gran expansión en el siglo XVII, debido principalmente al carácter decorativo y ornamental del arte barroco, y al concepto de «obra de arte total» que se aplicaba a las grandes realizaciones arquitectónicas, donde la decoración de interiores tenía un papel protagonista, como medio de plasmar la magnificencia de la monarquía o el esplendor de la Iglesia contrarreformista. En Francia, el lujoso proyecto del palacio de Versalles conllevó la creación de la Manufacture Royale des Gobelins —dirigida por el pintor del rey, Charles Le Brun—, donde se manufacturaban todo tipo de objetos de decoración, principalmente mobiliario, tapicería y orfebrería. La confección de tapices tuvo un significativo incremento en su producción y se encaminó a la imitación de la pintura, con la colaboración en numerosos casos de pintores de renombre que elaboraban cartones para tapices, como Simon Vouet, el propio Le Brun o Rubens en Flandes —país que también fue un gran centro productor de tapicería, que exportaba a todo el continente, como los magníficos tapices de Triunfos del Santo Sacramento, confeccionados para las Descalzas Reales de Madrid—.
La orfebrería también alcanzó niveles de elevada producción, especialmente en plata y piedras preciosas. En Italia surgió una nueva técnica para revestir telas y objetos como altares o tableros de mesa con piedras semipreciosas como el ónice, el ágata, la cornalina o el lapislázuli. En Francia, como el resto de manufacturas fue objeto de protección real y fue tal la profusión de objetos de plata que en 1672 se promulgó una ley que limitaba la producción de objetos de este metal. La cerámica y el vidrio continuaron generalmente con las mismas técnicas de elaboración que en el período renacentista: destacaron la cerámica blanca y azul de Delft (Holanda) y el vidrio pulido y tallado de Bohemia. El vidriero de Murano Nicola Mazzolà fue artífice de un tipo de vidrio que imitaba la porcelana china. También continuó la elaboración de vidrieras para iglesias, como las de la iglesia parisina de Saint-Eustache (1631), diseñadas por Philippe de Champaigne. En metalistería destacaron los trabajos de forja franceses, especialmente rejas y barandillas, decoradas con motivos como zarcillos, roleos, guirnaldas y flores de lis, como en los palacios de Versalles, Saint-Cloud y Chantilly. En bronce destacan el baldaquino de San Pedro y la cátedra de San Pedro, ambos de Gian Lorenzo Bernini. También se emplearon en decoración escultórica el estaño y el plomo.

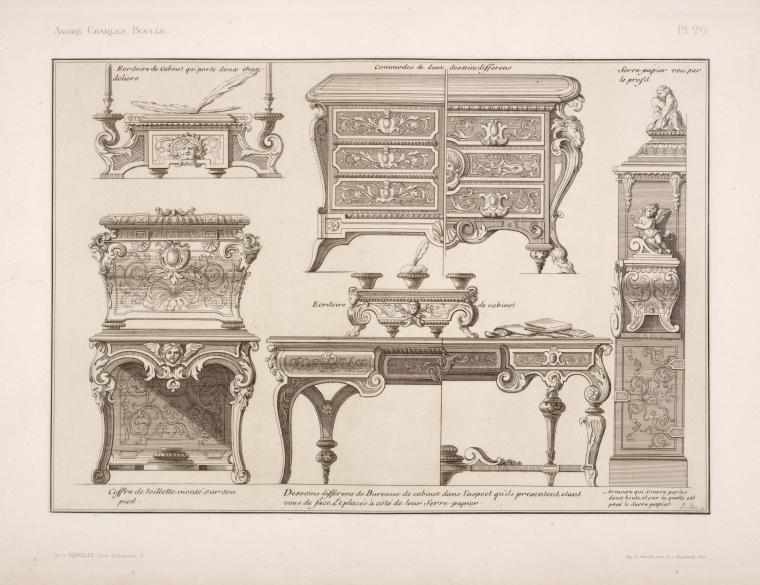
Diseños de mobiliario de André-Charles Boulle

En esta época destacó especialmente la ebanistería, que se caracterizó por las superficies onduladas (cóncavas y convexas), con volutas y diversos motivos como cartelas y conchas. En Italia destacaron: el armario toscano de dos cuerpos, con decoración de taracea de piedras duras; el escritorio ligur de dos cuerpos, con figuras talladas y superpuestas (bambochos); y el sillón entallado veneciano (tronetto). En España surgió el bargueño, cofre rectangular con asas, con numerosos cajones y compartimentos, así como el sillón llamado frailero (o misional en Hispanoamérica). A finales del siglo XVII se desarrolló en los Países Bajos la técnica del revestimiento, finas planchas de madera empelechada que forman una taracea decorativa, llamada marquetería. Esta técnica se difundió gracias al aumento del comercio transoceánico, que permitió la llegada de maderas exóticas, como el amaranto, la caoba, el sicomoro, etc. La edad de oro de la ebanistería se produjo en la Francia de los Luises, donde se alcanzaron altos niveles de calidad y refinamiento, sobre todo gracias a la obra de André-Charles Boulle, creador de una nueva técnica de aplicación de metales (cobre, estaño) sobre materiales orgánicos (carey, madreperla, marfil) o viceversa. Entre las obras de Boulle destacan las dos cómodas del Trianón, en Versalles, y el reloj de péndulo con el Carro de Apolo en Fontainebleau. Además de Boulle, cabe citar como ebanistas de renombre a Charles Cressent, Antoine Gaudreaux, Pierre Migeon y Jean-François Oeben.
Las artes gráficas tuvieron una gran difusión durante el Barroco, continuando el auge que este sector tuvo durante el Renacimiento. La rápida profusión de grabados a todo lo largo de Europa propició la expansión de los estilos artísticos originados en los centros de mayor innovación y producción de la época: Italia, Francia, Flandes y Países Bajos, decisivos, por ejemplo, en la evolución de la pintura española. Las técnicas más empleadas fueron el aguafuerte y el grabado a punta seca. En el siglo XVII los principales centros de producción de grabados estaban en Roma, París y Amberes. En Italia fue practicado por Guido Reni, con un dibujo claro y firme de corte clasicista; y Claude Lorrain, autor de aguafuertes de gran calidad. En Francia destacaron: Abraham Bosse, autor de unos 1500 grabados, generalmente escenas de género; Jacques Bellange, autor de representaciones religiosas, influido por Parmigianino; y Jacques Callot, formado en Florencia y especializado en figuras de mendigos y escenas de la novela picaresca y la commedia dell'arte (su serie de Grandes miserias de la guerra influyó en Goya). En Flandes, Rubens fundó una escuela de burilistas para divulgar más eficazmente su obra, entre los que destacó Lucas Vorsterman I; también Anton van Dyck cultivó el aguafuerte. En España el grabado fue practicado principalmente por José de Ribera, Francisco Ribalta y Francisco Herrera el Viejo. Uno de los artistas que más empleó la técnica del grabado fue Rembrandt, que alcanzó cotas de gran maestría no solo en el dibujo, sino también en la creación de contrastes entre luces y sombras.

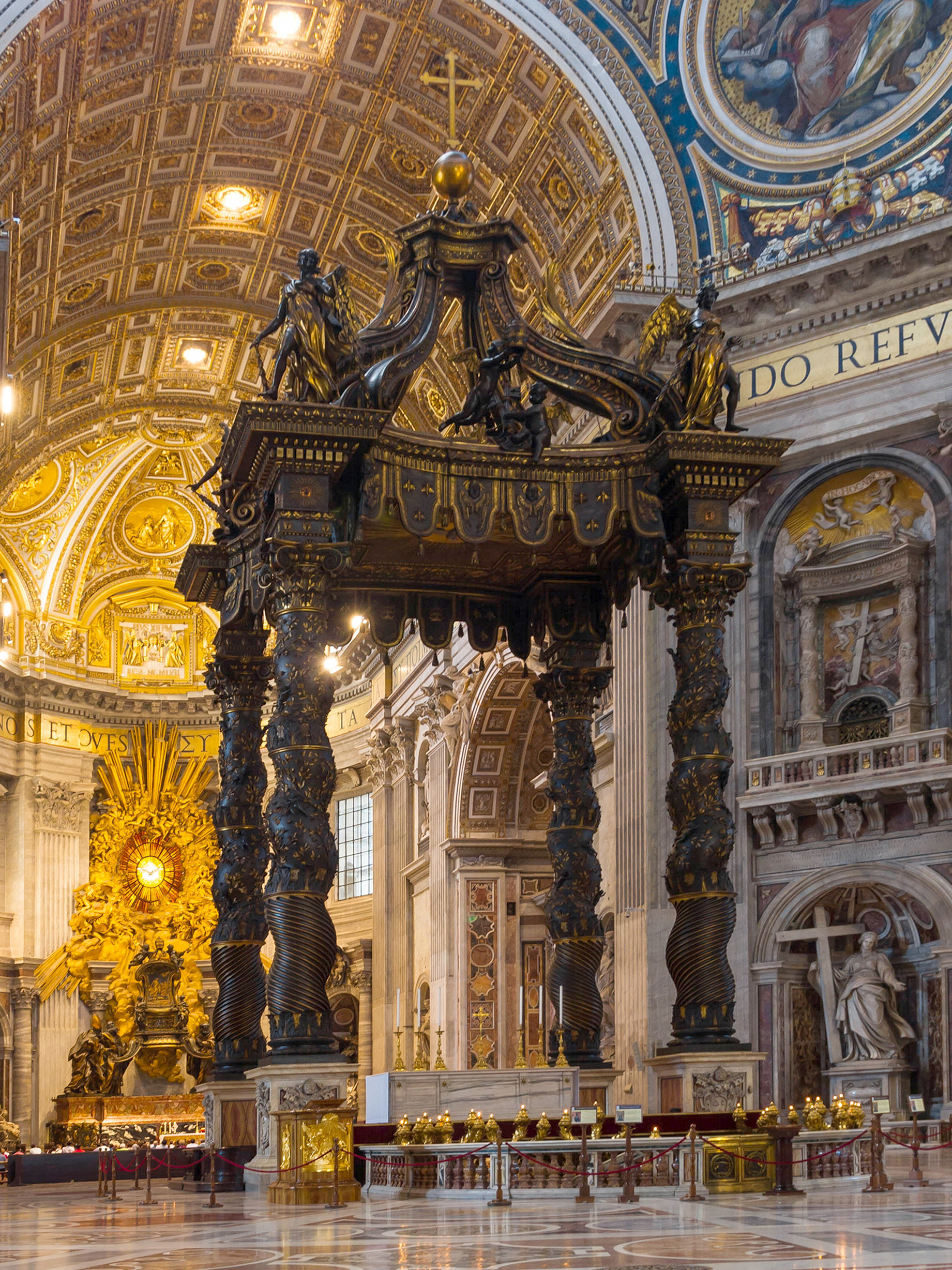
Baldaquino de San Pedro (1623-1634), de Gian Lorenzo Bernini, Basílica de San Pedro, Ciudad del Vaticano
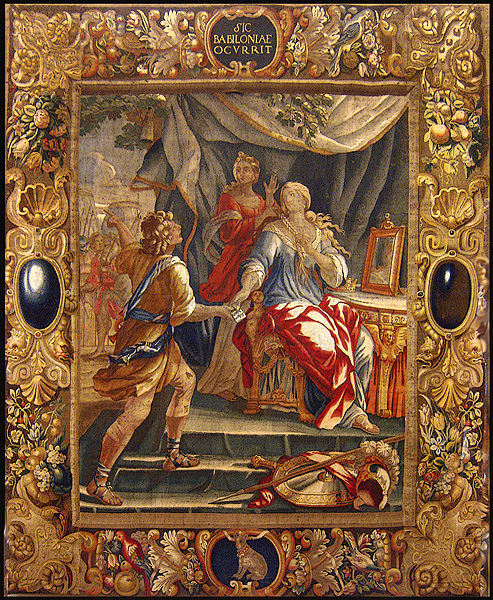
Historia de Semíramis (1627-1638), tapiz flamenco de Abraham van Diepenbeeck, Museos Capitolinos, Roma
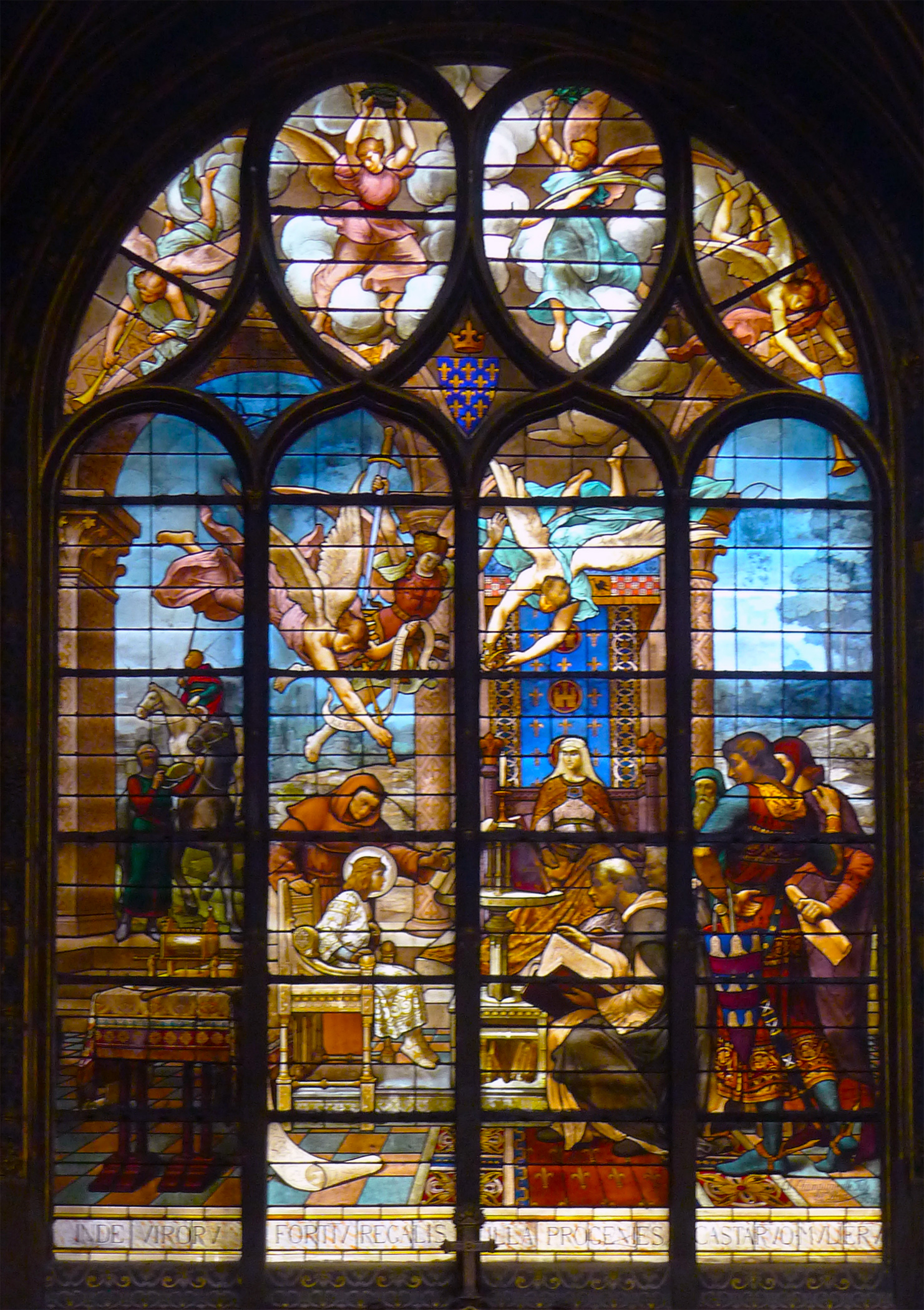
La educación de Luis IX  (1631), vitral de la iglesia de Saint-Eustache, París
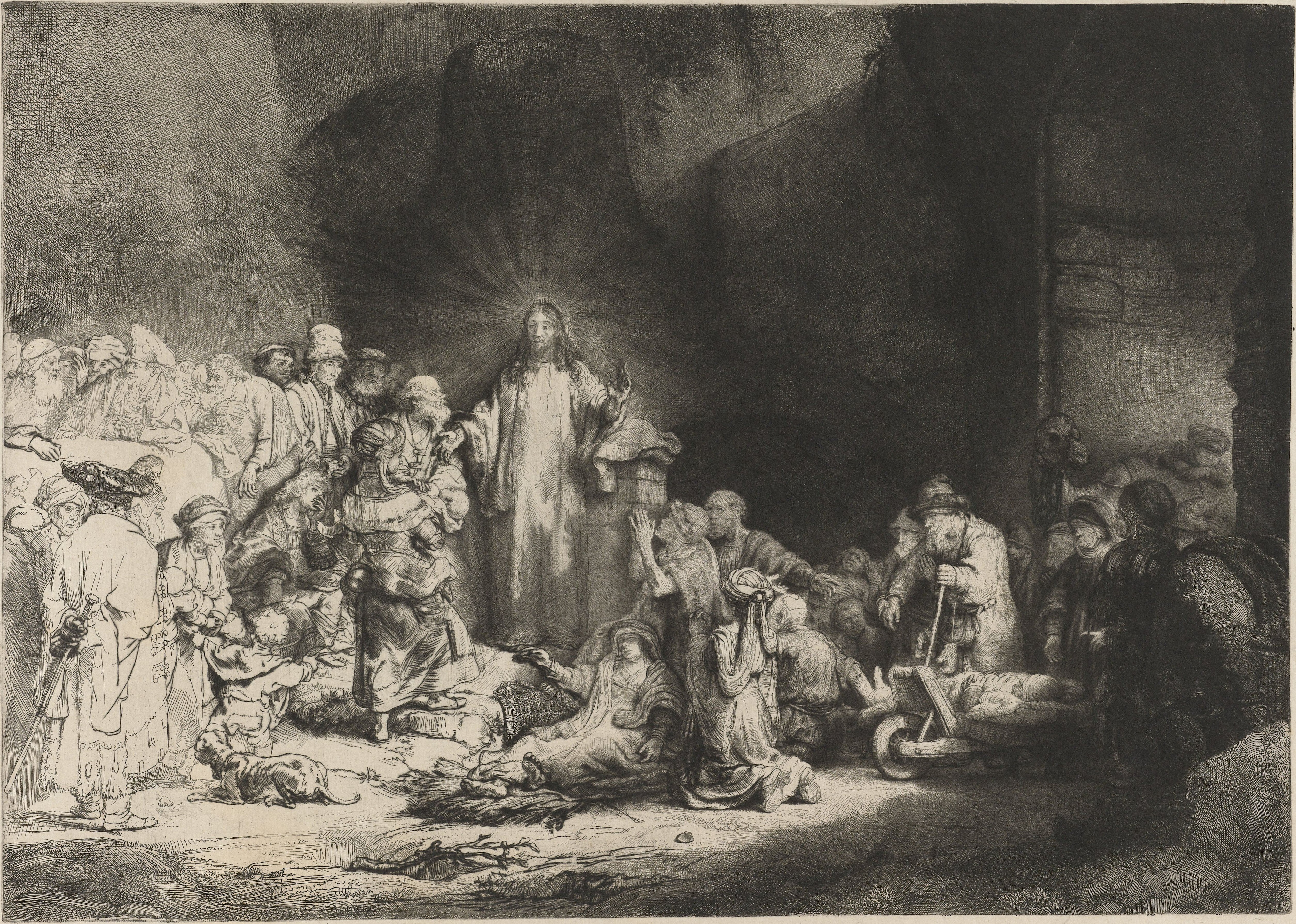
Cristo curando a un enfermo (1648-1650), aguafuerte de Rembrandt, Rijksmuseum, Ámsterdam
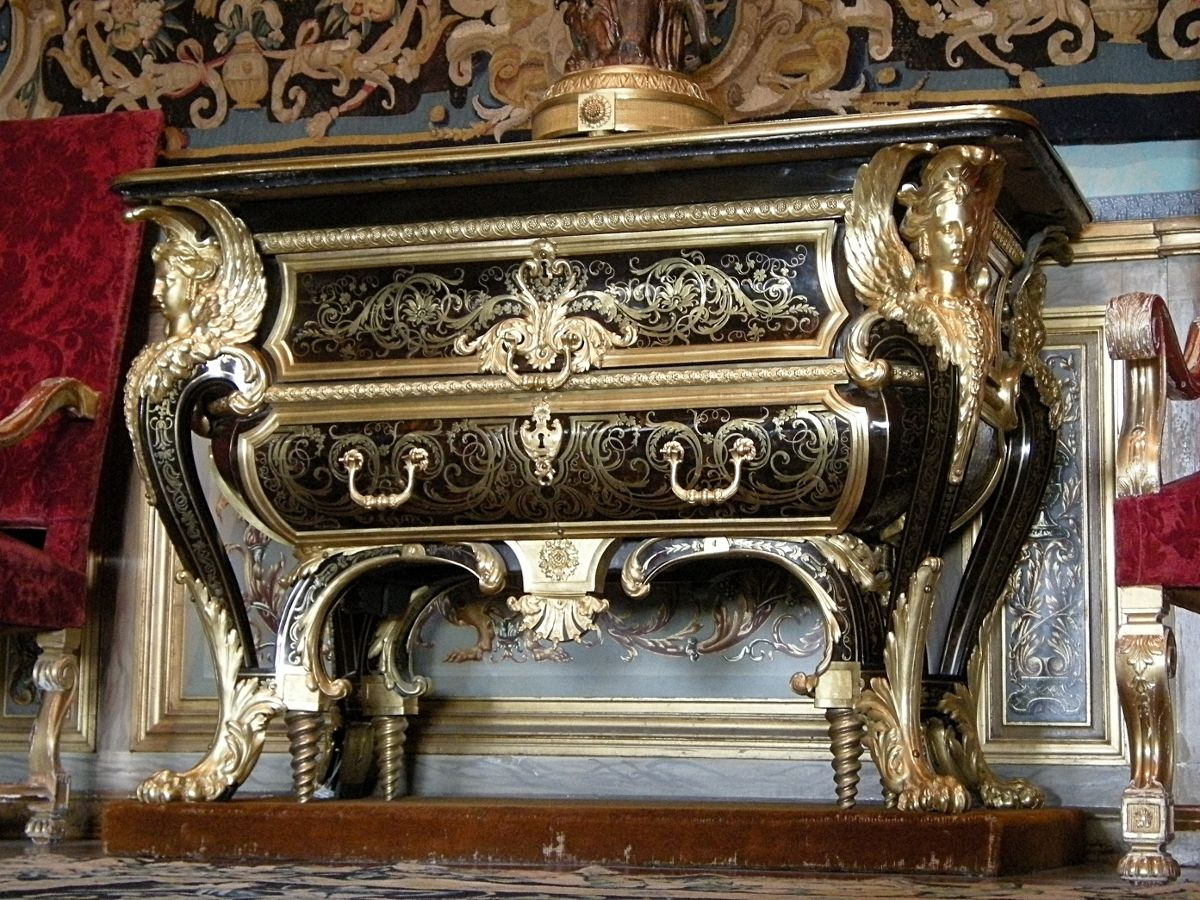
Cómoda Mazarino, de André-Charles Boulle, palacio de Vaux-le-Vicomte
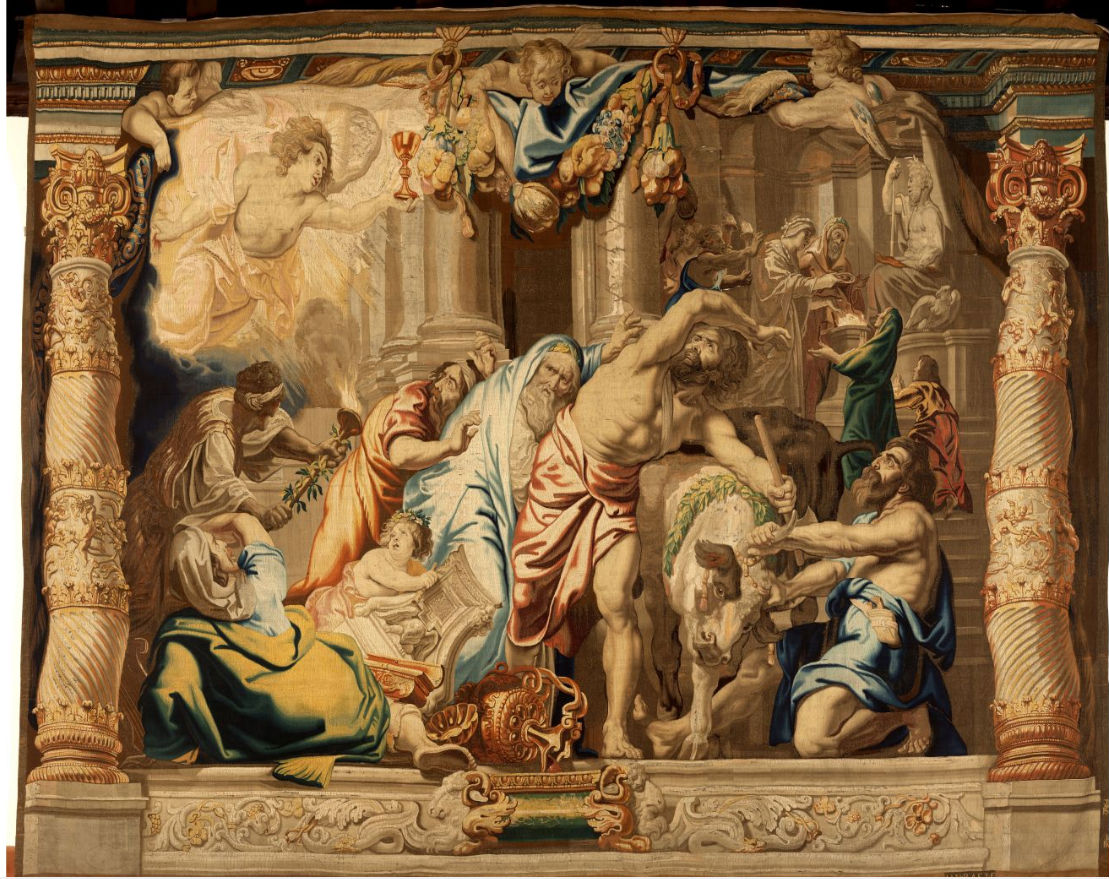
Victoria de la Eucaristía sobre el Paganismo, tapiz sobre un cartón de Rubens, monasterio de las Descalzas Reales (Madrid)
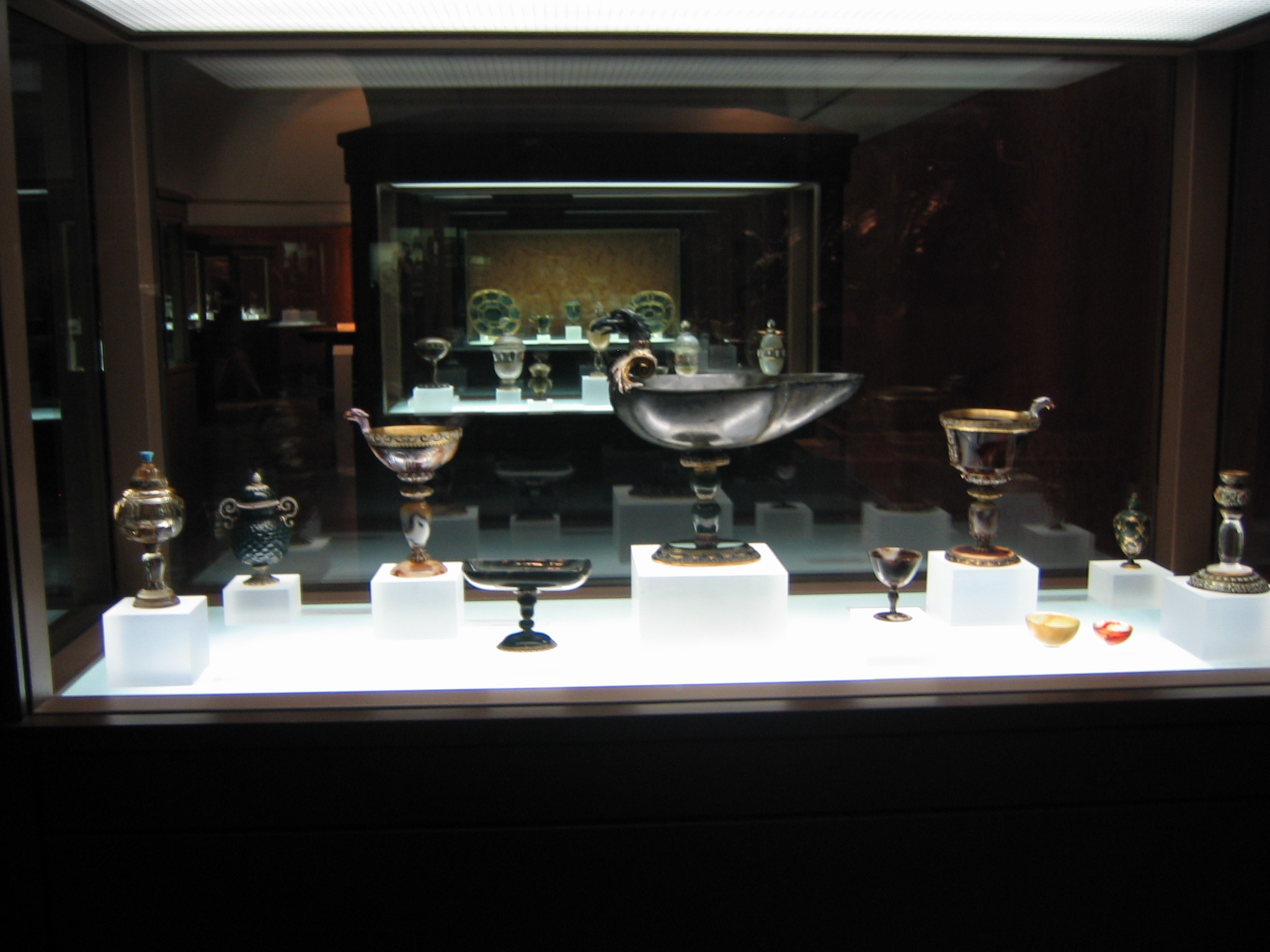
Vista de varias de las vitrinas en las que se expone el Tesoro del Delfín, Museo del Prado, Madrid
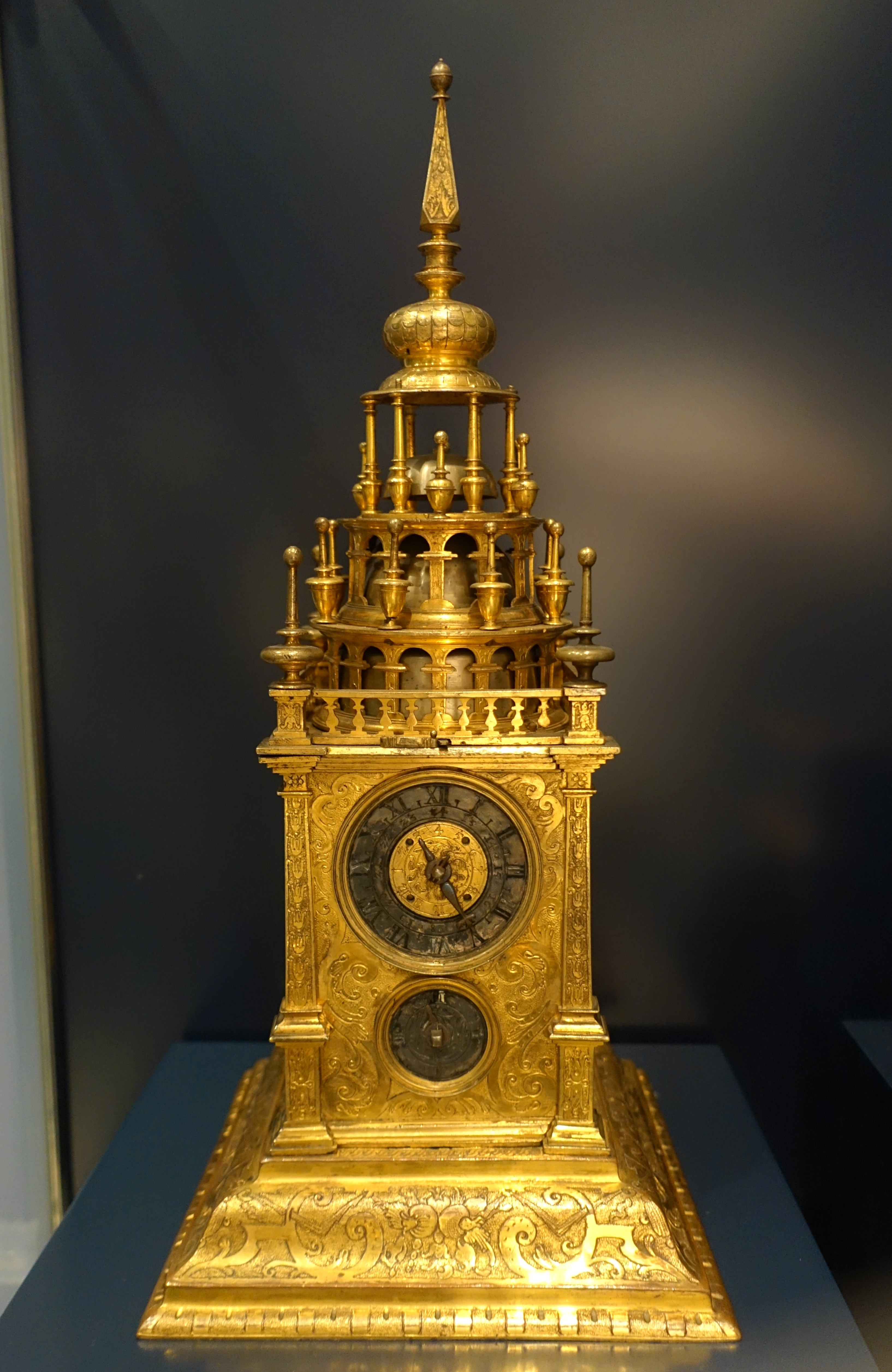
Reloj alemán de bronce y latón dorado, Museo Nacional de Artes Decorativas, Madrid

### Rococó

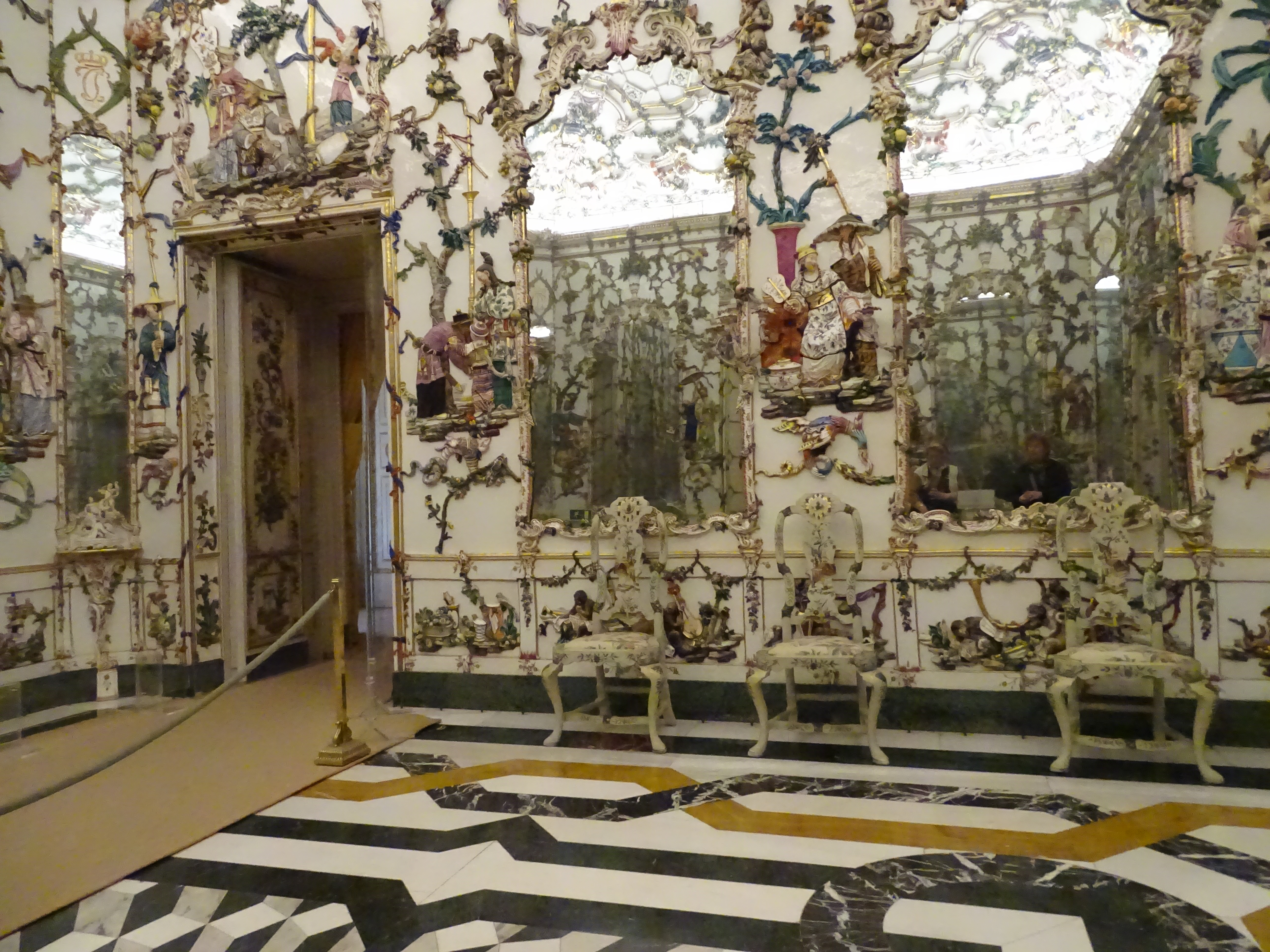
Gabinete de Porcelana del Palacio Real de Aranjuez, de Giuseppe Gricci (1765)

El rococó se desarrolló en el siglo XVIII —en convivencia a principios de siglo con el Barroco y, a finales, con el neoclasicismo—, y supuso la pervivencia de las principales manifestaciones artísticas del Barroco, con un sentido más enfatizado de la decoración y el gusto ornamental, que son llevados a un paroxismo de riqueza, sofisticación y elegancia. El progresivo auge social de la burguesía y los adelantos científicos, así como el ambiente cultural de la Ilustración, conllevaron el abandono de los temas religiosos a favor de nuevas temáticas y actitudes más mundanas, en las que destacaban el lujo y la ostentación como nuevos factores de prestigio social. Algunos historiadores del arte como Fiske Kimball establecen la génesis del rococó en diversos decoradores franceses, como Claude Audran III, Pierre Lepautre y Gilles-Marie Oppenordt. Estilísticamente, en Francia se dieron los estilos Luis XV y Luis XVI. En 1766 se fundó en Francia la École Nationale Supérieure des Arts Décoratifs, el primer centro de formación en artes decorativas de renombre.
Las artes decorativas tuvieron especial relevancia, ya que, como se ha señalado, el rococó fue un arte de aire burgués dedicado a la ostentación y el lujo. Uno de los recursos principales de ornamentación fue la rocalla, unos motivos que imitaban rocas, caracolas u otros elementos naturales, usados profusamente en arquitectura y jardinería. Su carácter móvil y asimétrico hizo que se adaptasen a todas las formas de arte, por lo que se encuentran en casi todas las obras rococó. Se desarrolló notablemente el interiorismo, con especial énfasis en el mobiliario, los espejos, las sedas, los tapices y los objetos de porcelana. Esta última tuvo una gran difusión, sobre todo la de Meissen y la de Sèvres, con delicados motivos ornamentales, preferentemente de estilo oriental. Otros centros de producción de relevancia fueron los de Viena, Berlín, Nymphenburg, Chelsea, Capodimonte y, en Madrid, la Real Fábrica del Buen Retiro. En porcelana se fabricaron también pequeñas tallas escultóricas con motivos galantes, pastorales o de la Commedia dell'arte. En España continuó la producción de cerámica en Talavera, Alcora y Manises, donde se puso de moda un tipo de zócalo de azulejos con escenas de caza o paisajes.

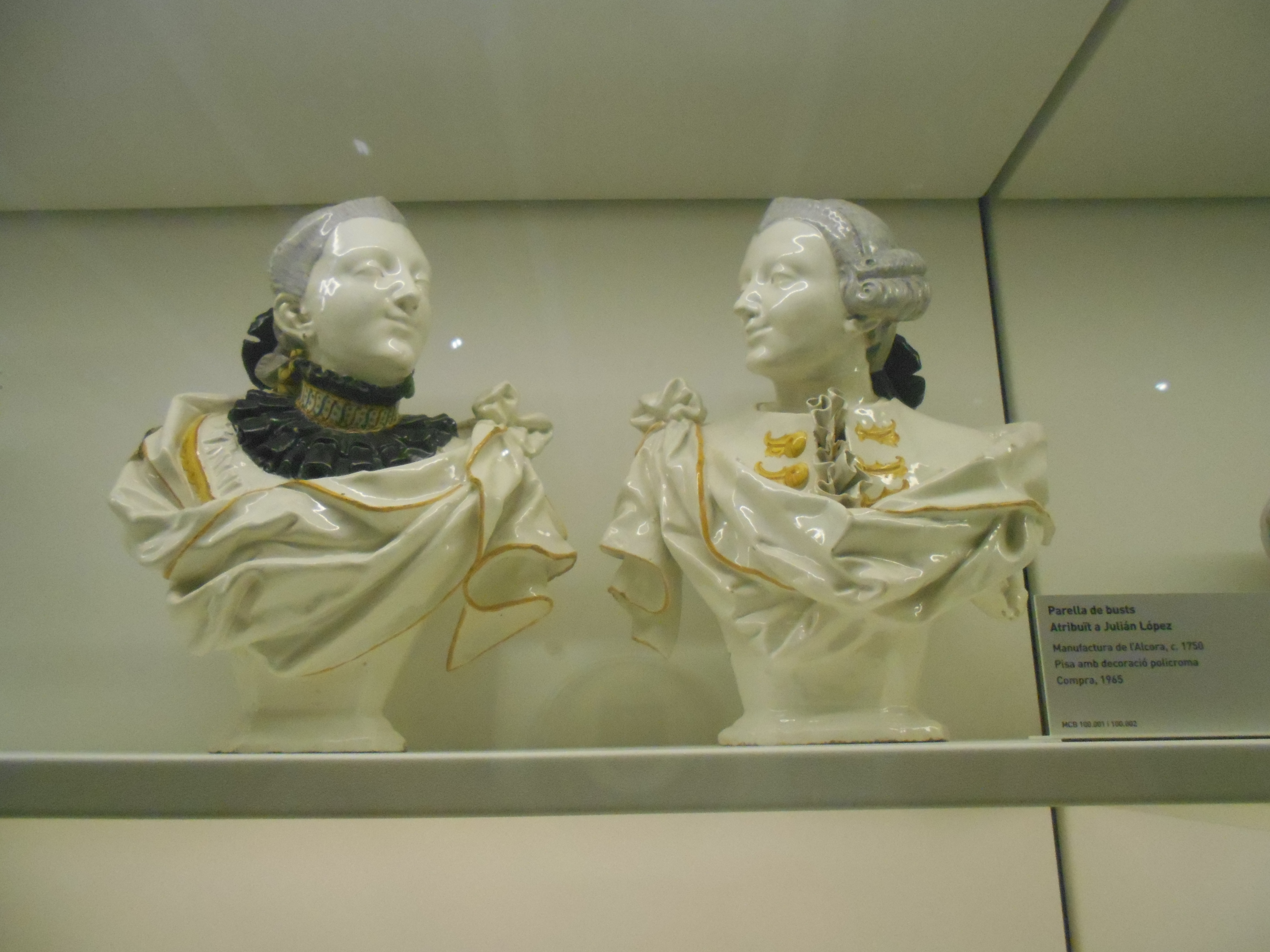
Pareja de bustos de porcelana de Alcora (c. 1750), de Julián López, Museo del Diseño de Barcelona

El vidrio tuvo igualmente un gran auge, con Venecia todavía al frente de la producción, así como Bohemia, donde se consiguió un vidrio transparente e incoloro que sustituyó al cristal de roca usado desde el Renacimiento. En España se creó la Real Fábrica de Cristales de La Granja (1734), especializada en espejos, lámparas y piezas de vajilla. El tapiz tuvo un gran centro de producción en Lyon, donde se pusieron de moda los motivos orientales y exóticos (chinescos, indianos, turquescos). En España adquirieron notoriedad los tapices de la Real Fábrica de Tapices de Santa Bárbara (creada en 1720), algunos de ellos diseñados por Goya.
La orfebrería tuvo igualmente un centro difusor en Francia, donde se encuentra la obra de Juste-Aurèle Meissonnier, que destaca por la profusión de la línea curva; se conservan pocas obras suyas, pero su labor es conocida gracias a los grabados realizados de sus diseños. Otros orfebres de relevancia fueron: Thomas Germain, su hijo François-Thomas Germain y François Joubert. En metalistería destacan las rejas de hierro para la plaza Stanislas de Nancy, obra de Jean Lamour (1750-1758).
En ebanistería, el estilo Luis XV francés fue una etapa de transición entre Barroco y rococó, de carácter más íntimo y reservado, con proliferación de saloncitos y tocadores con mobiliario de líneas suaves y tamaño más reducido, decorados con bronce y palisandro, con motivos ornamentales de conchas, palmetas y hojas de acanto, y marqueterías de formas geométricas de color claro sobre fondo oscuro; uno de sus mejores exponentes fue Jean-Henri Riesener. En el Reino Unido destacó la obra de Thomas Chippendale, quien dio origen al llamado «estilo Chippendale» (segunda mitad del siglo XVIII), caracterizado por el eclecticismo, con mezcla de elementos góticos, rococó, palladianos y chinescos. Era un mobiliario en maderas exóticas como la caoba, adornadas con incrustaciones de otras maderas o con guarniciones de bronce dorado, con motivos decorativos de diversa procedencia, desde las ojivas y rosetones góticos hasta las máscaras y conchas rococó, pasando por motivos chinescos como pagodas y aves. Las sillas y sillones estaban revestidos de terciopelo o brocados en seda, mientras que las camas eran con dosel y cabeceros esculpidos.
En esta época apareció la litografía, nueva modalidad de grabado sobre piedra caliza, inventada por Aloys Senefelder en 1796. Fue usada por pintores como Goya, Gainsborough o Géricault. Continuó la calcografía, a la que se dedicó incluso el regente Felipe de Orléans, quien ilustró en 1718 el libro Dafnis y Cloe. Muchos de los libros de la época eran ilustrados por grabadores partiendo de diseños de pintores, como las obras de Molière, ilustradas con dibujos de François Boucher y grabados de Laurent Cars.

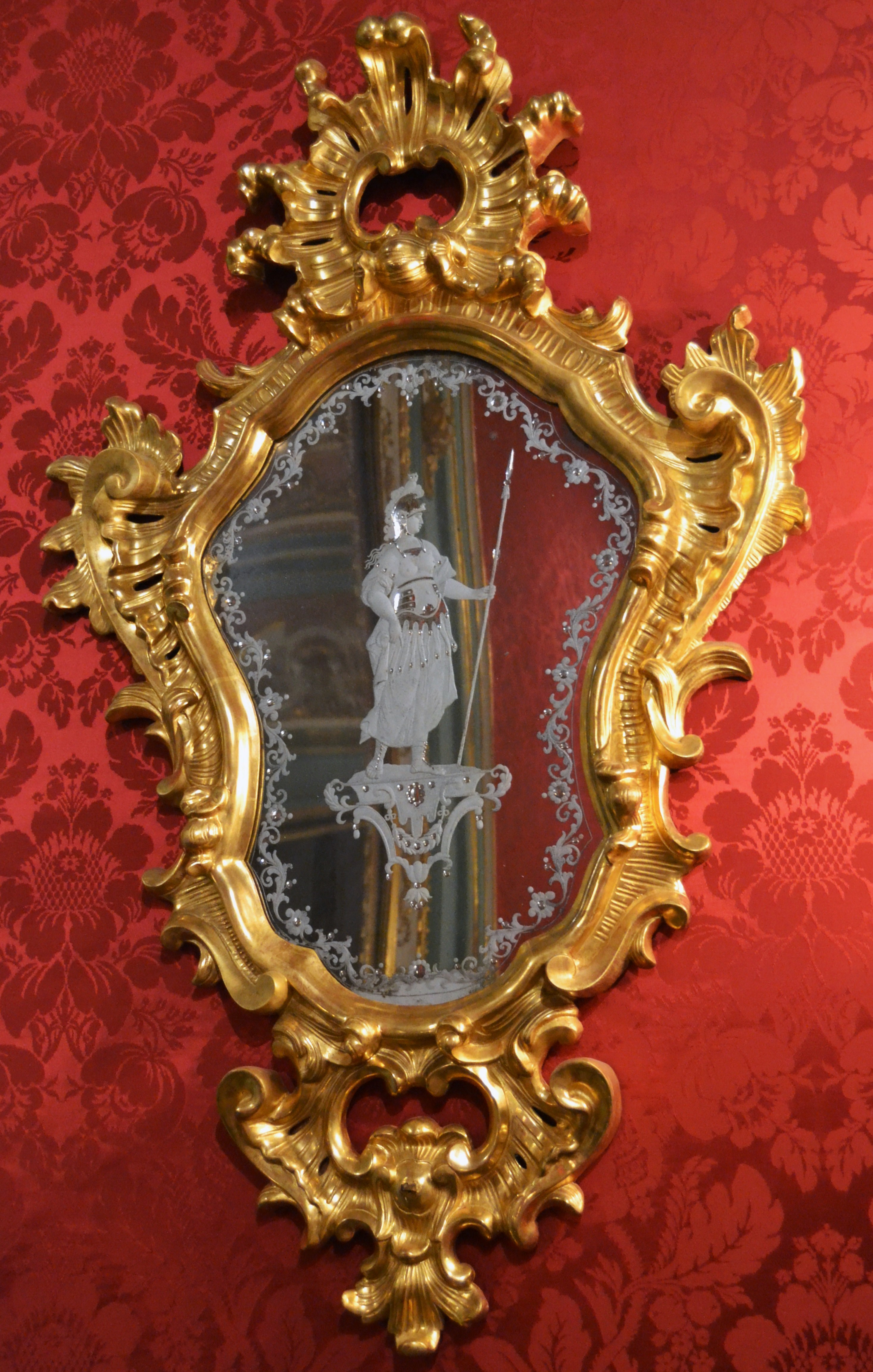
Cornucopia con espejo decorado, Real Fábrica de Cristales de La Granja
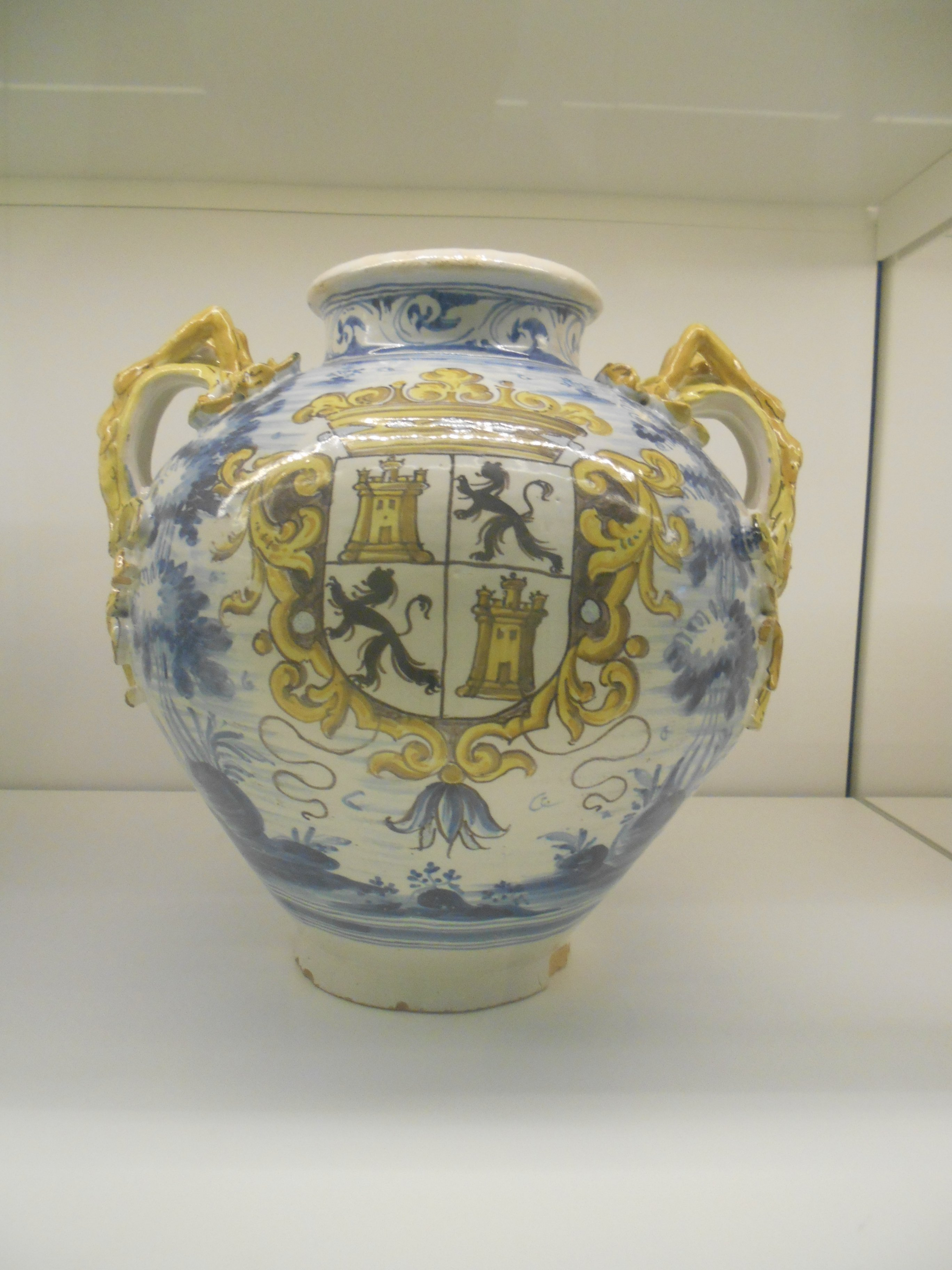
Jarra de cerámica de Talavera, Museo del Diseño de Barcelona
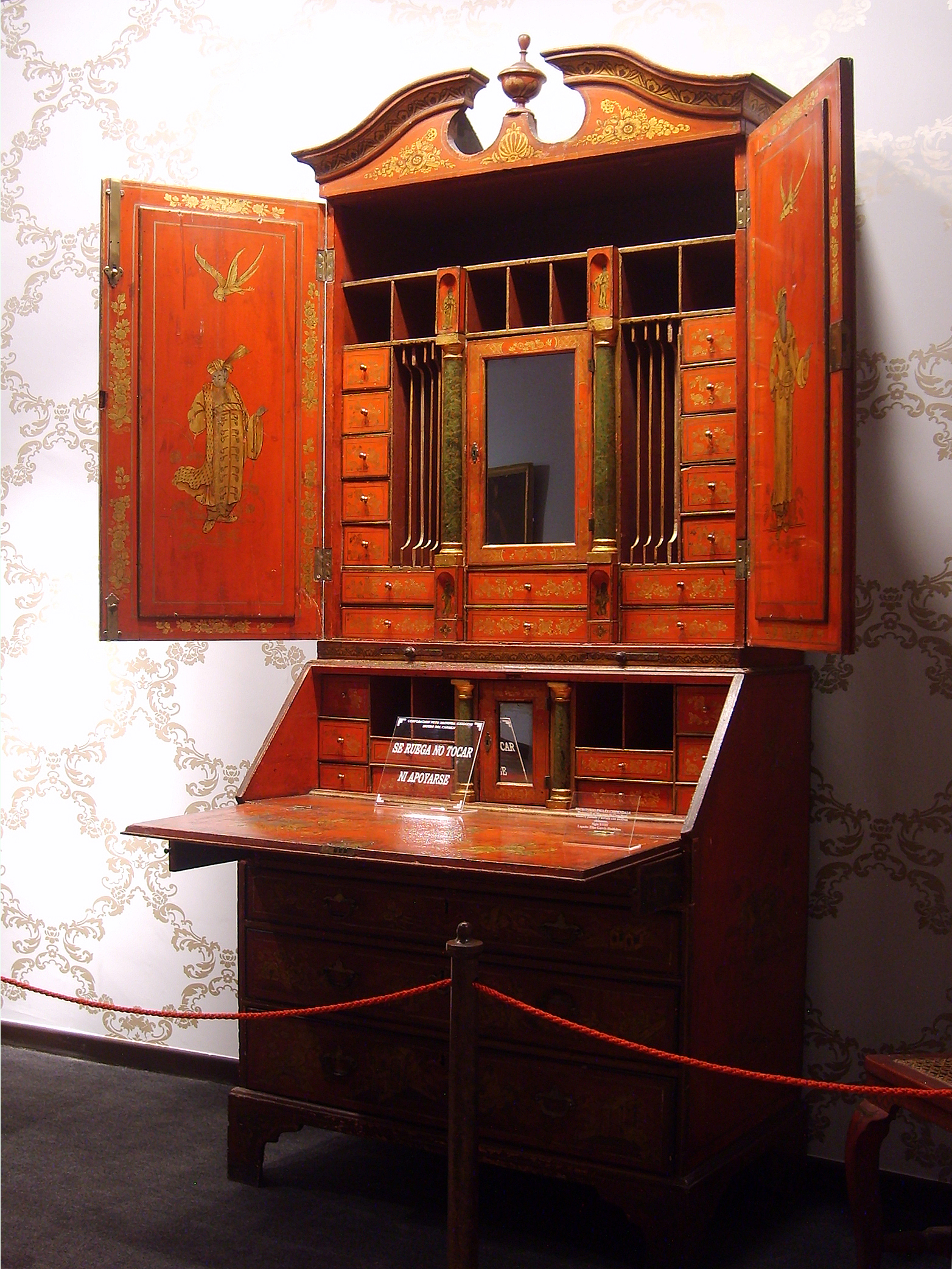
Escritorio Chippendale de madera pintada y dorada con motivos chinescos
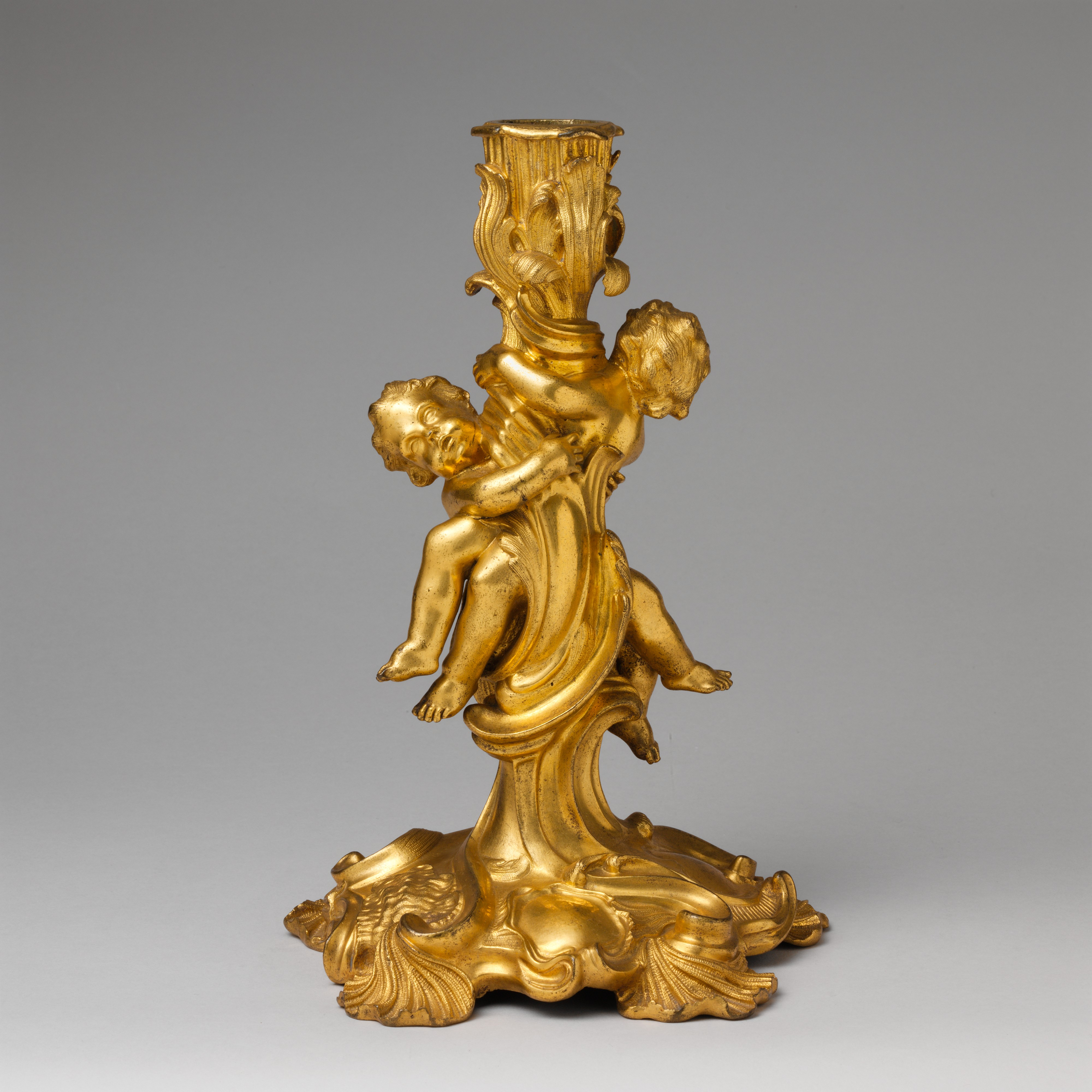
Candelabro de Juste-Aurèle Meissonnier (1745), Metropolitan Museum, Nueva York
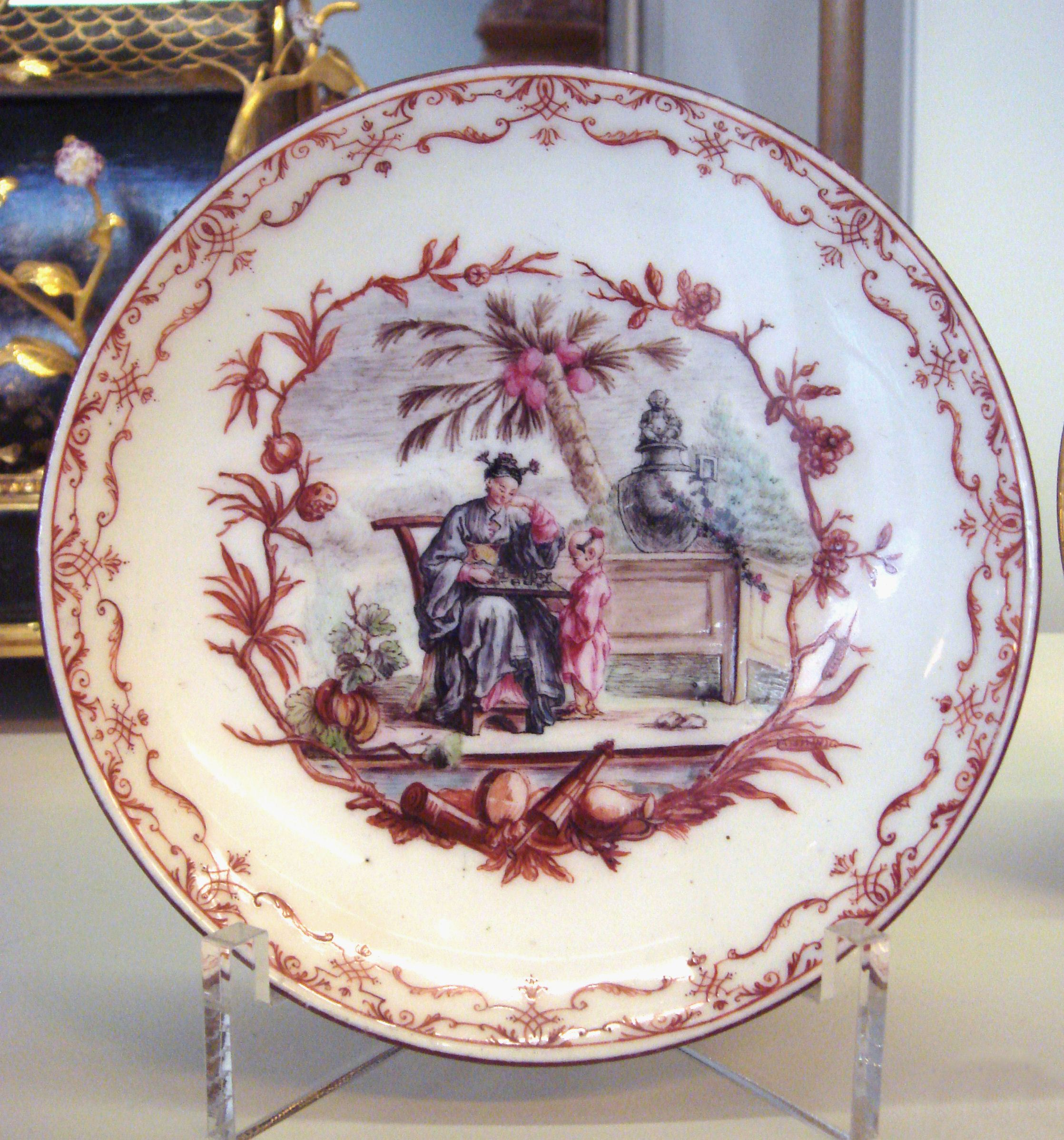
Plato de porcelana de Vincennes (1749-1753), Museo de las Artes Decorativas de París
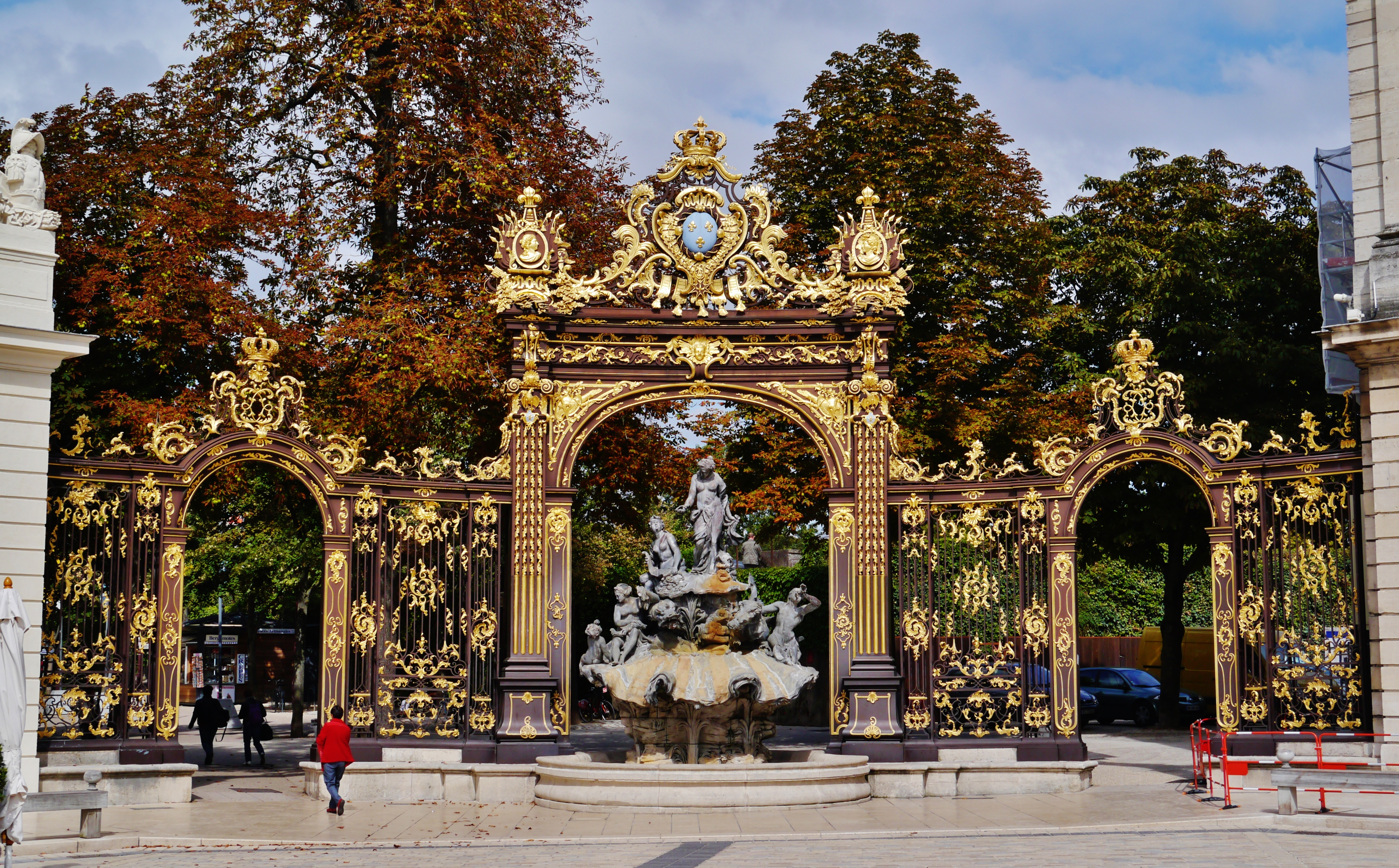
Fuente de Anfítrite con rejería de Jean Lamour (1750-1758), plaza Stanislas, Nancy
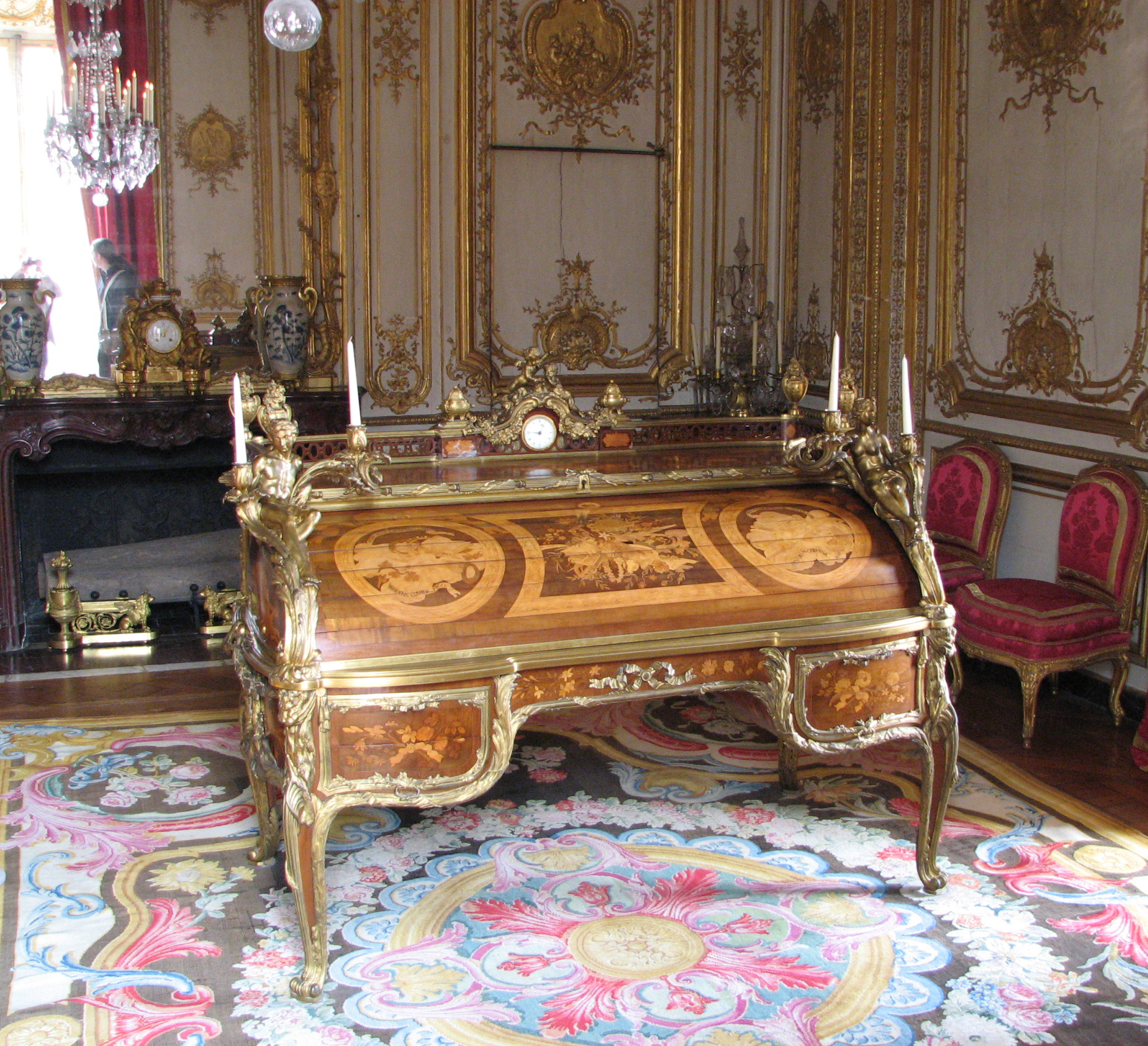
Bureau du Roi, escritorio de Luis XV de Francia (1760), de Jean-François Oeben y Jean-Henri Riesener
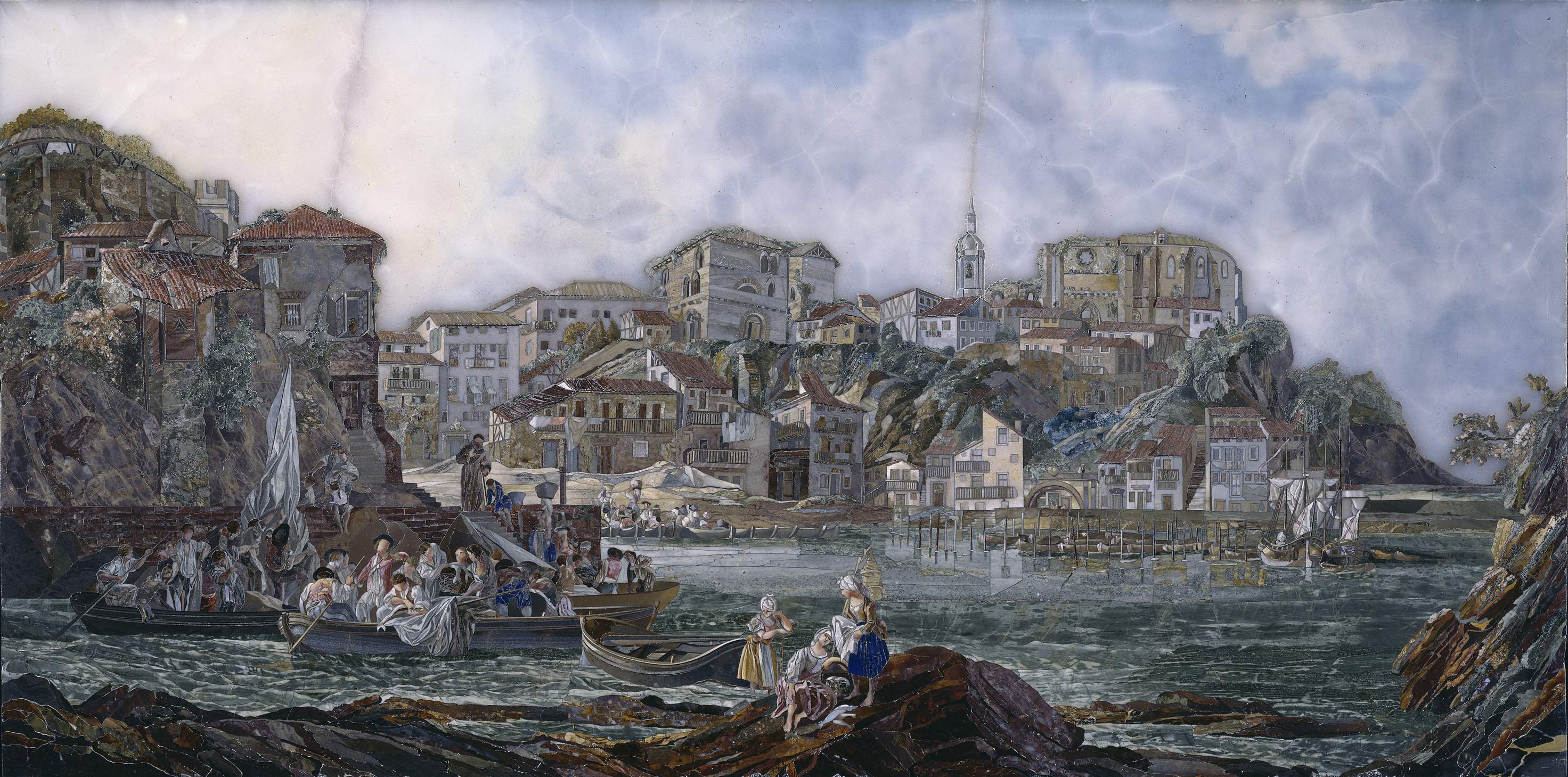
Vista de Bermeo (c. 1783), según una pintura de Luis Paret, Real Laboratorio de Mosaicos y Piedras Duras del Buen Retiro

### Neoclasicismo

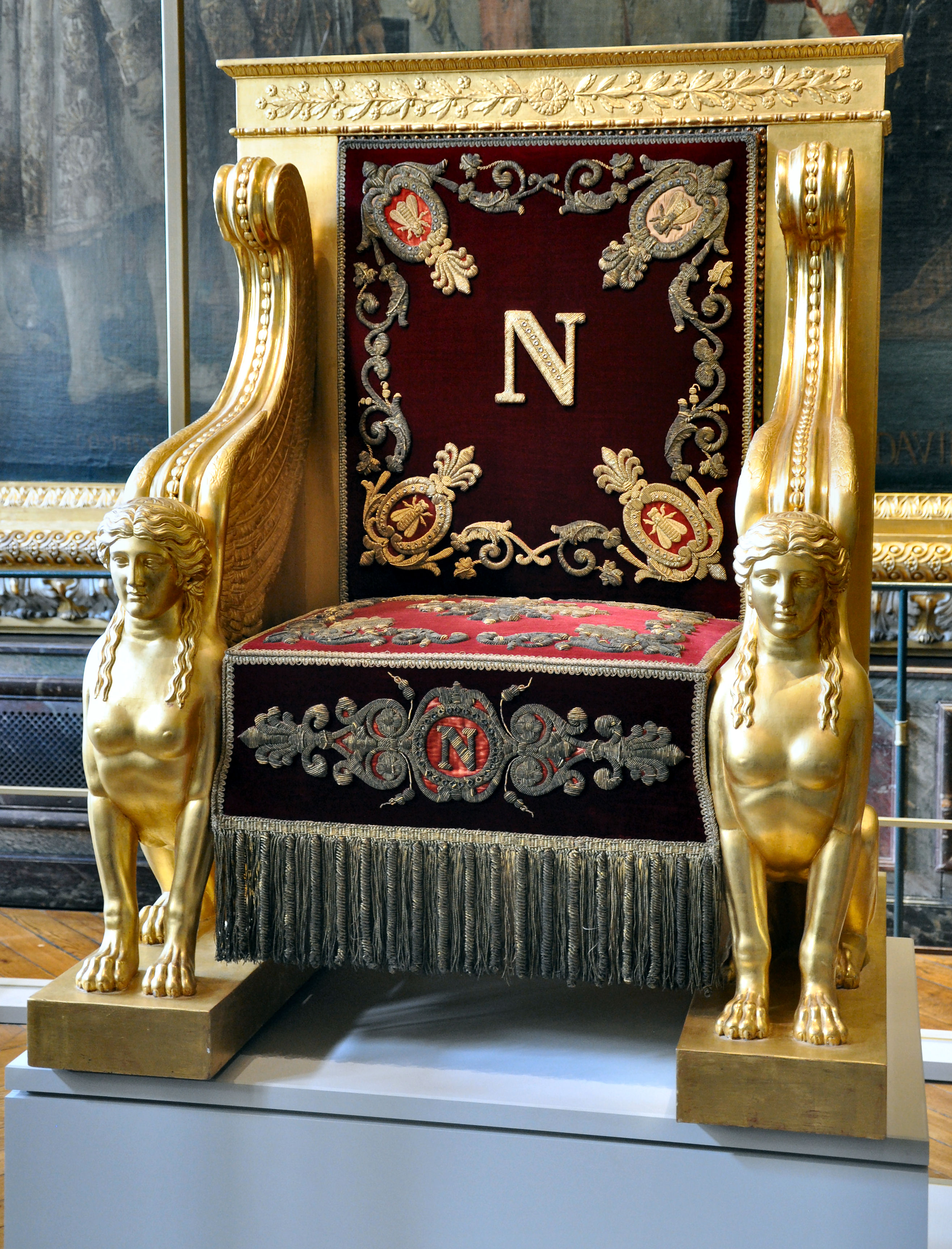
Trono de Napoleón en el Senado francés (1804, François-Honoré-Georges Jacob-Desmalter), exponente del estilo Imperio

El auge de la burguesía tras la Revolución francesa favoreció el resurgimiento de las formas clásicas, más puras y austeras, en contraposición a los excesos ornamentales del Barroco y rococó, identificados con la aristocracia. A este ambiente de valoración del legado clásico grecorromano influyó el hallazgo arqueológico de Pompeya y Herculano, junto a la difusión de un ideario de perfección de las formas clásicas efectuado por Johann Joachim Winckelmann, quien postuló que en la antigua Grecia se dio la belleza perfecta, lo que generó un mito sobre la perfección de la belleza clásica que aún condiciona la percepción del arte hoy día. En Francia se dieron los estilos Directorio e Imperio, mientras que en el Reino Unido se desarrolló el estilo georgiano —llamado así por los reinados de Jorge I, Jorge II y Jorge III—, seguido por el estilo Regencia. Su equivalente en Estados Unidos fue el estilo federal. Las artes decorativas vuelven a los temas clásicos (laurel, guirnaldas, esfinges) y al colorido austero, muchas veces monocromo, con volúmenes compactos y formas sencillas.
En el marco arquitectónico, la escultura y pintura ornamentales estaban regidas por la sobriedad y la sencillez clásicas. El propio Napoleón manifestó en una ocasión a sus artistas: «simplificad la ornamentación, es para el Emperador». En 1785, Jean-Baptiste Réveillon fundó una manufactura de papeles pintados que tuvo mucho éxito y que permitió una decoración parecida a la pictórica accesible para todos los bolsillos.

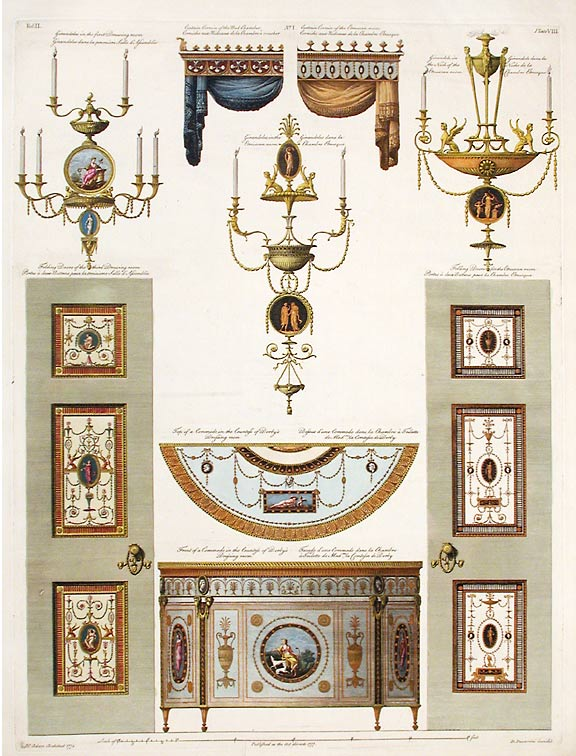
Detalles de Derby House en Grosvenor Square, un ejemplo de los diseños realizados por los hermanos Robert y James Adam

En cerámica destaca la obra de Josiah Wedgwood, que creó un tipo de loza de color crema que tuvo gran éxito internacional —realizó una vajilla de 452 piezas para la emperatriz Catalina II de Rusia—; también imitó motivos de la tradición grecorromana, como la vasija de Portland, de la que hizo varias copias. Continuó también la porcelana de Sèvres, esta vez imitando temas antiguos. En vidrio, la francesa Vidriería Real de San Luis elaboró piezas de cristal potasa a imitación de la cristalería bohemia (façon de Bohême), mientras que en la propia Bohemia continuó con éxito su producción de cristalería de gran calidad, con un estilo más sobrio que en la época rococó. También prosperó el vidrio veneciano, especialmente con unas opalinas blancas que imitaban la porcelana.
La orfebrería evolucionó como el resto de las artes a formas más austeras y temáticas de inspiración clásica. Destacó la obra de Robert Auguste, su hijo Henri Auguste y Martin-Guillaume Biennais, quien fue proveedor oficial de Napoleón. En 1742, Thomas Bolsover inventó el chapado de cobre recubierto de plata, lo que puso la platería al alcance de las clases menos pudientes. En las artes del metal cabe destacar la reja del Palacio de Justicia de París (1783-1785) y la reja del coro de Notre-Dame de París (1809), mientras que en el cobre destaca la obra de Pierre Gouthière y Pierre-Philippe Thomire, fundidores-doradores.
La ebanistería retornó a formas más clásicas, representada principalmente en el Reino Unido por Robert Adam, George Hepplewhite y Thomas Sheraton. El primero diseñó interiores inspirados en la tradición grecorromana, con cierto aire arqueológico, como en Syon House (Middlesex, 1762) y Home House (Portman Square, Londres, 1777). Hepplewhite tiene un estilo más ligero y elegante, y Sheraton sigue el estilo Luis XVI con formas más áridas y moderadas. En Francia, con el llamado estilo Directorio (1795-1805) se volvió a un tipo de mueble más sobrio, con preponderancia de lo constructivo sobre lo decorativo y el uso de los colores puros de la madera frente a los tonos pastel del rococó. El estilo Imperio se desarrolló en la Francia napoleónica, de donde pasó al resto de Europa, sustituyendo la sobriedad por la ostentación y el lujo, con un estilo suntuoso, con preferencia por temas exóticos y orientales, preferentemente egipcios (égyptiennerie), debido a la campaña napoleónica en Egipto (1798-1801).
En el tapiz, diseñado cada vez más a imitación de la pintura, se puso de moda el retrato, así como las escenas de historia, preferentemente la antigua. También estuvieron de moda las telas estampadas, a imitación de las de India y Persia. En el grabado descolló la obra de Jean-Michel Moreau, quien ilustró las obras de Rousseau de 1774 a 1783, con dibujos tomados del natural que muestran la sociedad de su época con un estilo elegante y veraz. También cabe destacar la colección de grabados de la Descripción de Egipto (1809-1828), realizada por diversos autores que acompañaron a Napoleón en su expedición.

## Arte contemporáneo

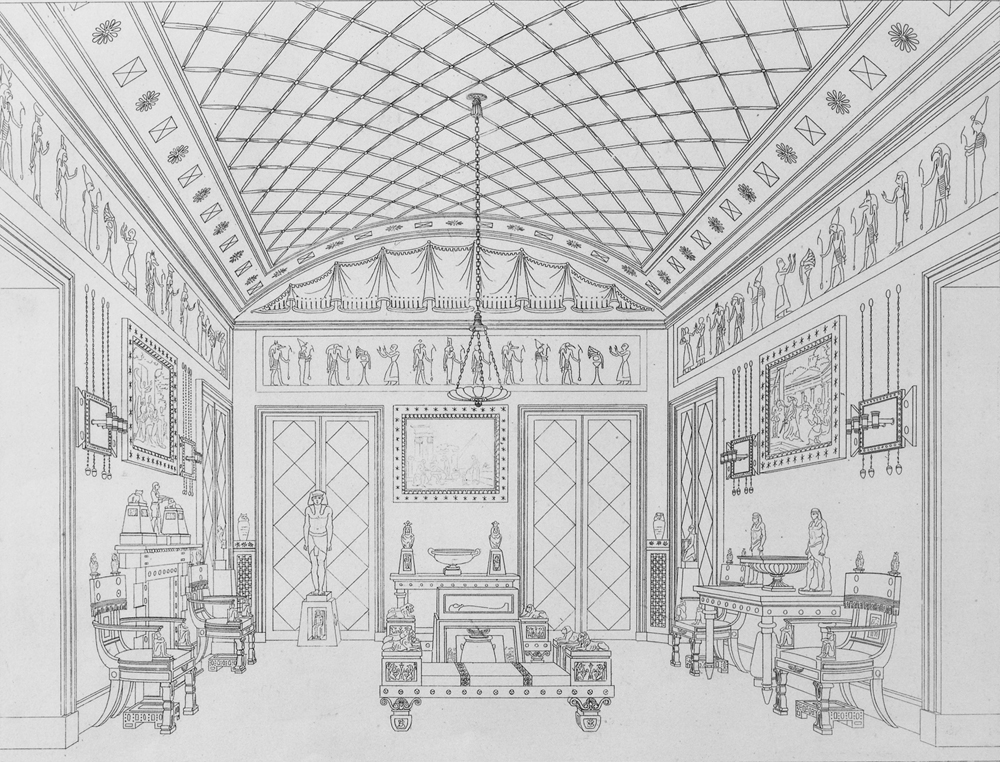
Habitación egipcia, del libro Household Furniture & Interior Decoration, de Thomas Hope, Londres (1807). En esta obra Hope acuñó el término «decoración de interiores», dando inicio al interiorismo

Entre finales del siglo XVIII y principios del xix se sentaron las bases de la sociedad contemporánea, marcada en el terreno político por el fin del absolutismo y la instauración de gobiernos democráticos —impulso iniciado con la Revolución francesa— y, en lo económico, por la Revolución Industrial y el afianzamiento del capitalismo, que tendría respuesta en el marxismo y la lucha de clases. En el terreno del arte, comienza una dinámica evolutiva de estilos que se suceden cronológicamente cada vez con mayor celeridad, que culminará en el siglo XX con una atomización de estilos y corrientes que conviven y se contraponen, se influyen y se enfrentan.
En esta época se inicia en el terreno de las artes decorativas el diseño moderno. La nueva era industrial había puesto al alcance de la población multitud de objetos que antes eran manufacturados, construidos en serie sin un especial interés en su ornamentación. En reacción a ello, movimientos como el Arts & Crafts y el modernismo revalorizaron de nuevo el objeto como obra singular e iniciaron una nueva forma de elaboración de los mismos basada en un diseño previo, lo que les confería, pese a su posterior fabricación industrial en muchos casos, un nuevo valor de origen intelectual. Uno de los factores que propiciaron la rápida difusión del diseño fue el gran aumento de los medios de comunicación de masas, junto a la celebración de eventos especiales como las exposiciones universales. Estos factores, unidos al incremento de un número cada vez mayor de público capaz de adquirir obras de arte y artesanía, propició un ambiente cada vez más dinámico e interrelacionado que comportó un aspecto de popularización del gusto, propiciando las corrientes de moda que tanta importancia tendrían en el siglo XX.

### SigloXIX

#### Romanticismo

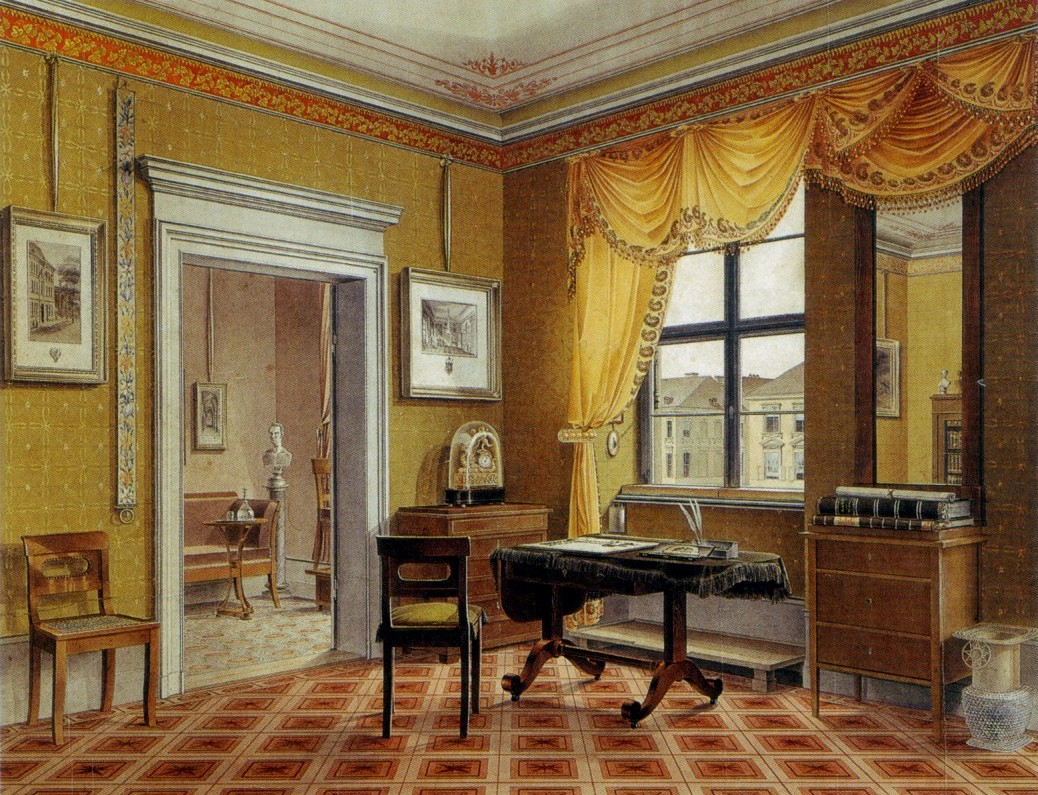
Salón estilo Biedermeier (c. 1825), de Leopold Zielcke, Berlín

El romanticismo fue un movimiento de profunda renovación en todos los campos artísticos, con una especial valoración de la cultura popular, lo exótico y el retorno a formas artísticas menospreciadas del pasado, especialmente las medievales. En Francia coincidió con el estilo Restauración y el Luis Felipe, en el Reino Unido con el primer victoriano, en Alemania el Biedermeier y en España con el fernandino y primer isabelino.

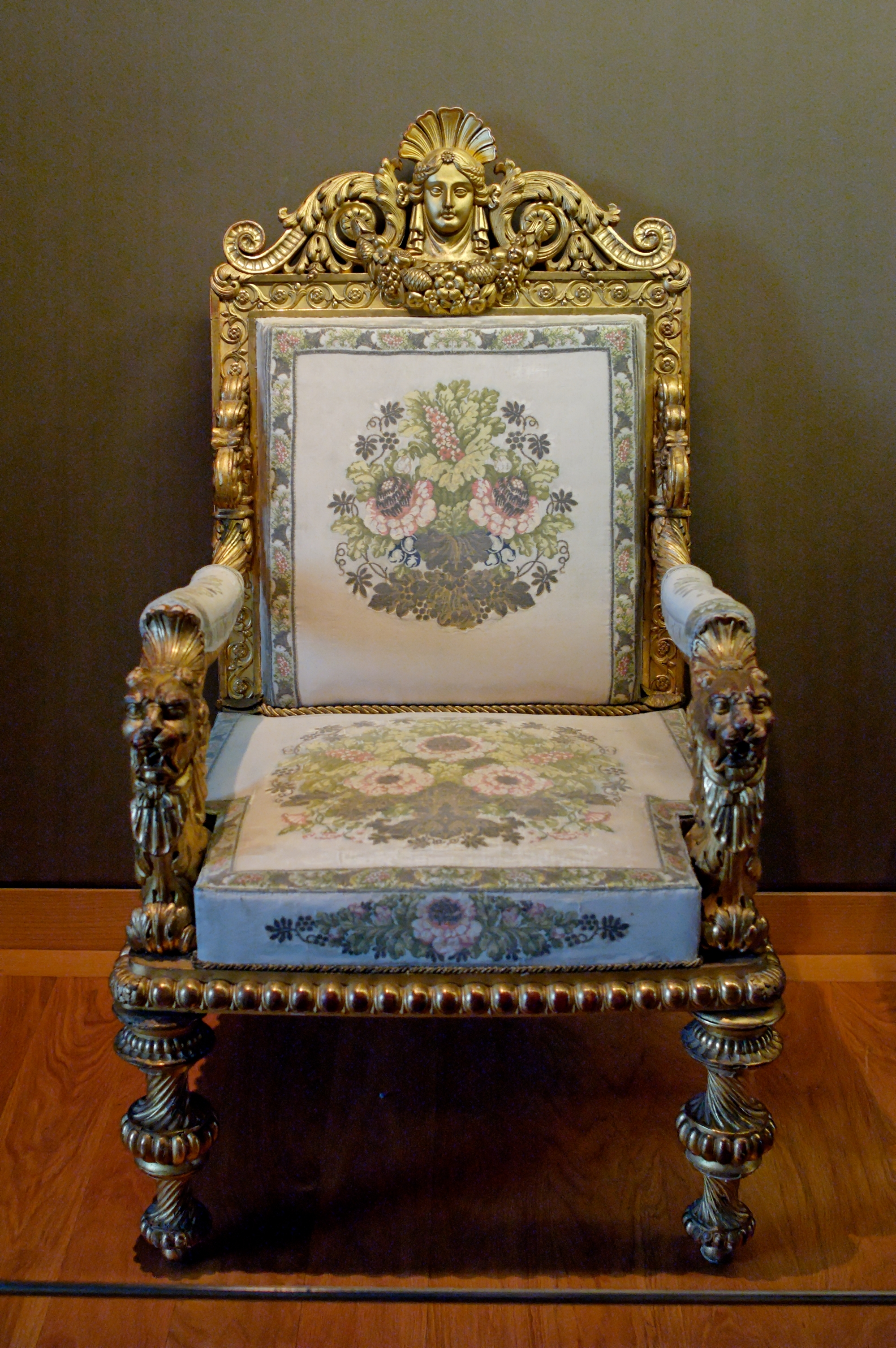
Sillón de haya dorada estilo Restauración (c. 1830), Museo del Louvre, París

En Francia, el estilo Restauración (1815-1830) sucedió al estilo Imperio, con el que mantuvo una cierta línea de continuidad, como se denota en la labor de muchos de sus artífices que pasaron de uno al otro, como Pierre-François-Léonard Fontaine, François-Honoré-Georges Jacob-Desmalter, Jean-Baptiste-Claude Odiot y Félix Rémond. Su principal rasgo estilístico continuó siendo el clasicismo, aunque de líneas más pesadas y toscas, como se denota en el mobiliario de Louis-Édouard Lemarchand. Los principales motivos ornamentales fueron cisnes, liras, flores y roleos de acanto, de colores vivos y chillones. En mobiliario se dio la variedad conocida como estilo Duquesa de Berry, de maderas claras con incrustación de arabescos de maderas oscuras. Le sucedió el estilo Luis Felipe (1830-1848), que heredó sus premisas, pero con un aire más pesado y ostentoso, más declaradamente burgués. El mobiliario era de inspiración gótica y renacentista, y sus mejores exponentes siguieron siendo Jacob-Desmalter y Lemarchand. En platería destacaron Jacques-Henri Fauconnier y François-Désiré Froment-Meurice.
Se denomina estilo victoriano al arte realizado durante el reinado de Victoria I (1837-1901), aunque estilísticamente fue evolucionando del romanticismo al neogótico y Arts & Crafts. Durante este primer momento se mantuvieron en buena medida las premisas del estilo Regencia, aunque con tendencia a una ornamentación más compleja y recargada, con gusto por el brillo (de vidrio o latón) y, en mobiliario, predilección por la curva y las superficies mullidas.
En Alemania y Austria surgió el estilo Biedermeier (1820-1840), inspirado en estilos anteriores como el gótico, el Renacimiento, el rococó, el pompeyano y el Luis XVI. En mobiliario presentó un diseño más práctico y cómodo, de líneas sencillas y hogareñas, con predilección por las maderas claras como la del cerezo y ornamentos sobrios como palmetas y columnillas. Sus principales exponentes fueron Josef Danhauser, Johann Nepomuk Geyer y Michael Thonet. Se dio también en alfombras, porcelanas, vidrios y otros objetos.
En España los estilos fernandino e isabelino coincidieron con los reinados de Fernando VII e Isabel II. Se dieron sobre todo en mobiliario. El primero recibió la influencia del Restauración francés y el Regencia inglés, aunque más pesado y con mayor énfasis por la practicidad, y gusto por las formas rectangulares. El segundo se inspiró en el Biedermeier, con gusto por el lujo y la ostentación, aunque sin renunciar al confort y la funcionalidad. En una segunda fase se inspiró más en el victoriano inglés y el Segundo Imperio francés.

#### Historicismo

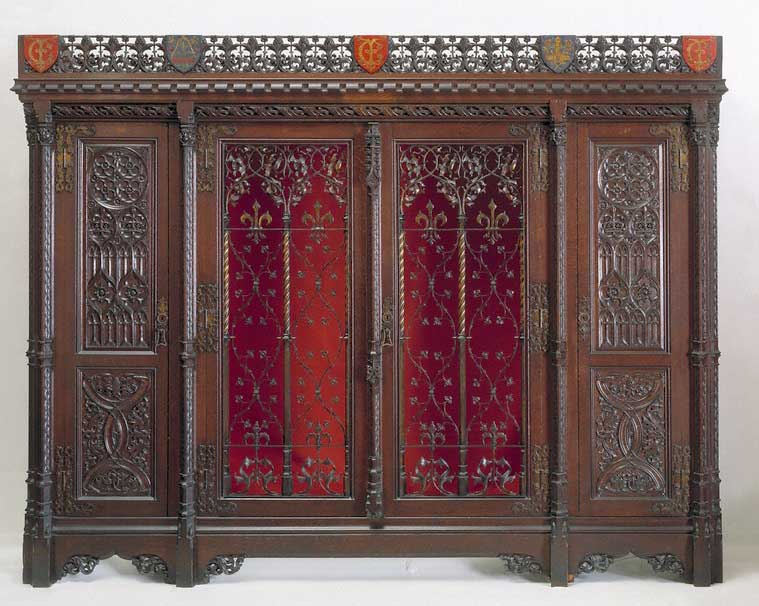
Armario de roble tallado con escudos pintados y paneles y manijas de latón, diseñado por Augustus Welby Northmore Pugin (1850)

La arquitectura historicista se basó en el eclecticismo y en el revival de estilos anteriores reinterpretados según conceptos modernos, lo que produjo movimientos como el neorrománico, el neogótico, el neobarroco, etc. La inspiración en estos estilos del pasado llevó a una mayor preocupación por la exactitud histórica, por imitar a la máxima perfección todos los detalles del estilo replicado. Para ello se acudió con asiduidad tanto a referencias bibliográficas como a exponentes museísticos de esos estilos. En 1857 se fundó el Victoria & Albert Museum de Londres con el objetivo de establecer los parámetros fundamentales para definir las premisas fundamentales del diseño contemporáneo.

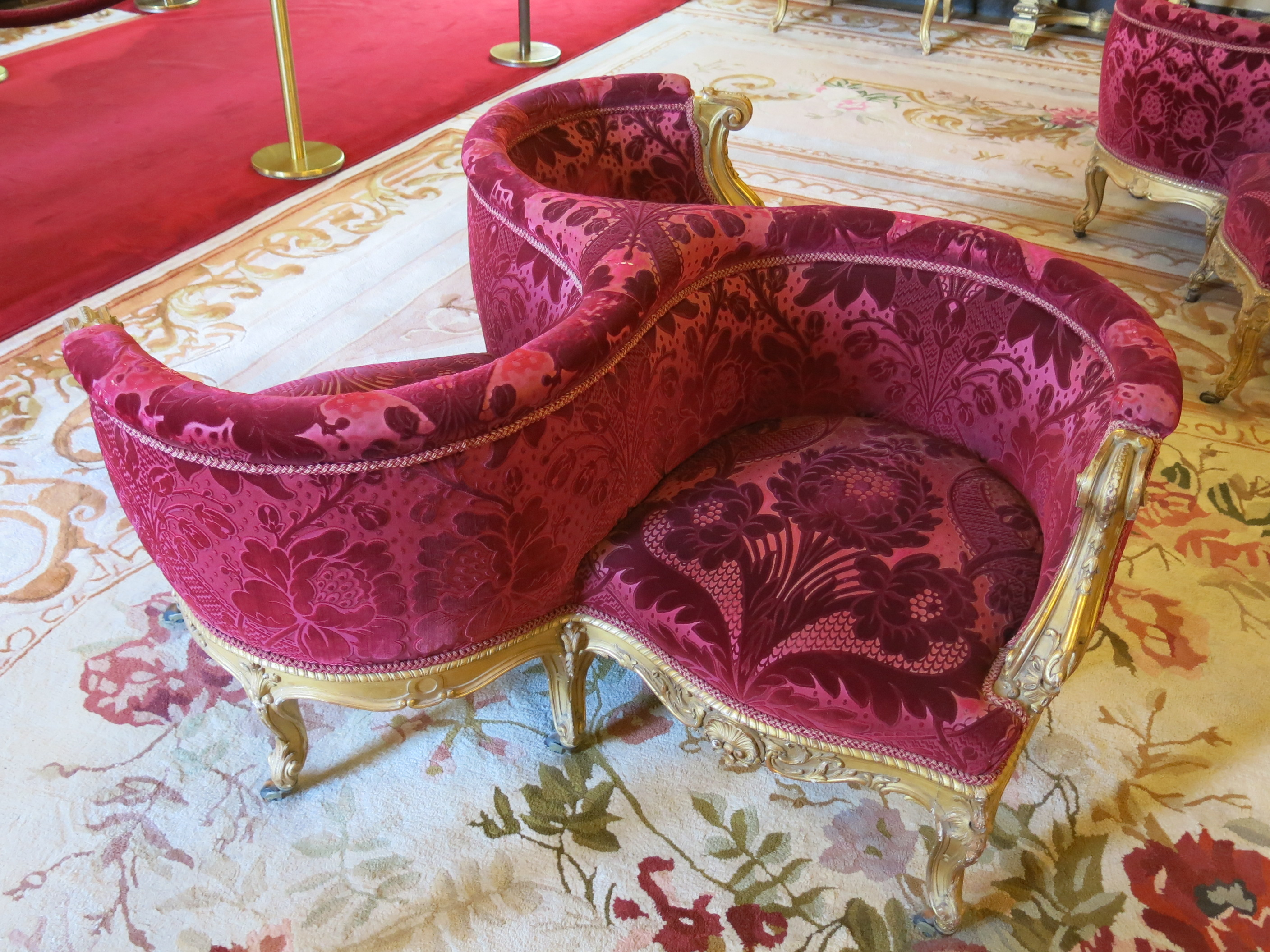
Indiscret estilo Segundo Imperio, Museo del Louvre, París

Una de las mayores fuentes de inspiración fue el pasado medieval, como se denota en la decoración del castillo de Neuschwanstein, promovido por el rey Luis II de Baviera. El neogótico surgió en Reino Unido ya a mediados del siglo XVIII, pero se desarrolló especialmente en el xix, con variedades locales como el estilo Troubadour y Segundo Imperio en Francia y el isabelino en España. Se dio especialmente en el mobiliario, pero también en otros detalles ornamentales aplicados a la arquitectura. El mobiliario era de formas macizas y severas, con una ornamentación a base de arcos y formas polilobuladas, con profusión de pináculos y elementos verticales. El neogótico influyó en el modernismo de finales de siglo, especialmente en Cataluña.
Uno de los mayores teóricos de este movimiento fue Eugène Emmanuel Viollet-le-Duc, mientras que como diseñador destacó el arquitecto Augustus Welby Northmore Pugin, quien diseñó muebles, joyas y platería basados estrictamente en precedentes medievales. También cabe mencionar la obra de los ebanistas Ferdinand Barbedienne, Louis-Auguste-Alfred Beurdeley y Luigi Frullini, los orfebres François-Désiré Froment-Meurice, Charles Christofle, Antoine Vechte y Carl Wagner, y los vidrieros Antonio Salviati y Georges Bontemps.
En Reino Unido hubo a mediados de siglo un revival del estilo Reina Ana, que consistió en la elaboración de reproducciones —especialmente mobiliario y platería— de aquel período, como se denota en las sillas y mesas de patas cabriolé. Uno de sus máximos exponentes fue Edward William Godwin, arquitecto y diseñador vinculado al movimiento esteticista, muy influido por el arte japonés, hasta el punto que diseñó un tipo de mobiliario llamado «anglo-japonés».

#### Arts & Crafts

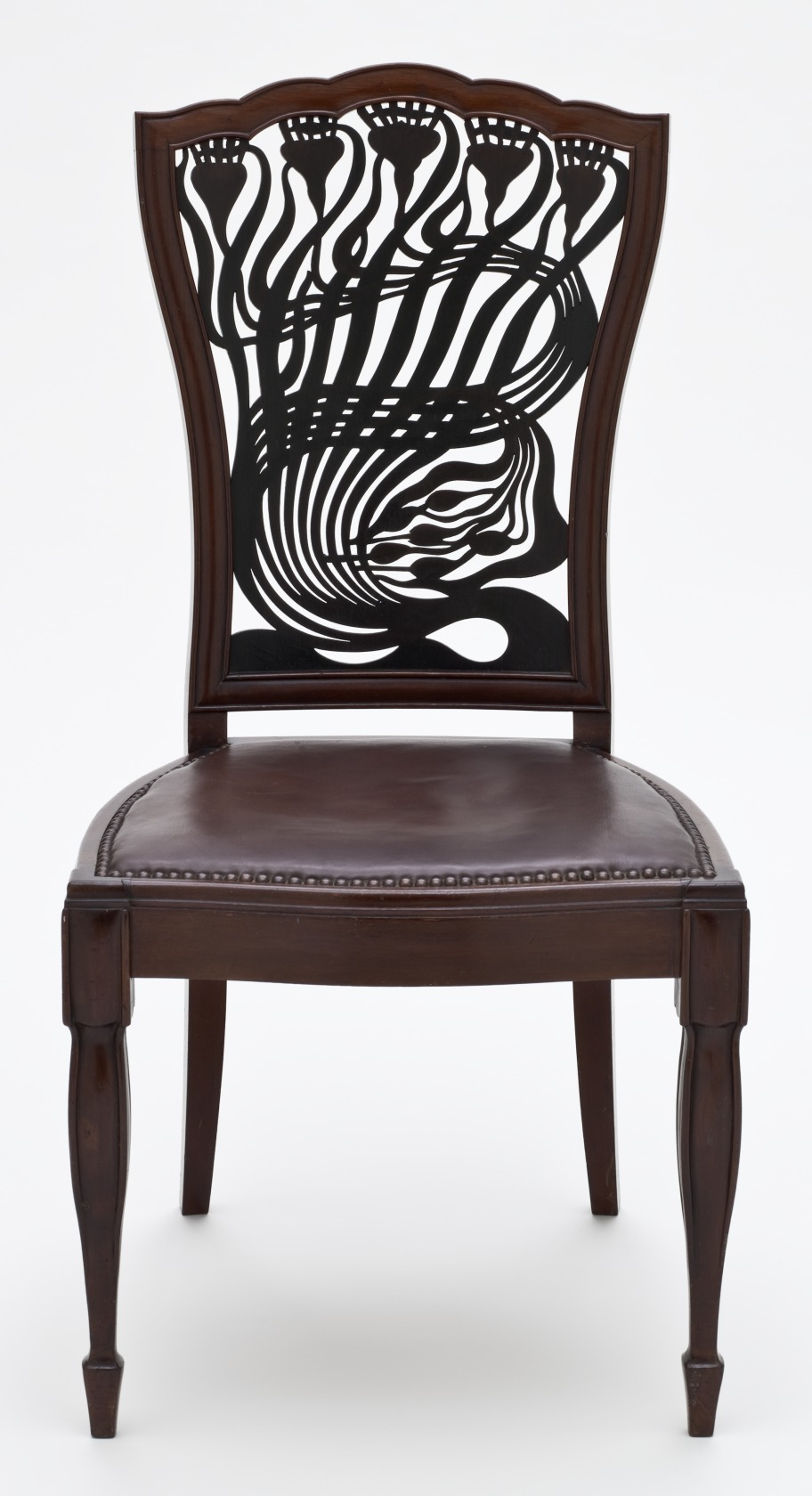
Silla de Arthur Heygate Mackmurdo (1883), Museo de Arte del Condado de Los Ángeles

En el último tercio del siglo XIX tuvo especial relevancia el movimiento británico Arts & Crafts (Artes y Oficios), promovido por John Ruskin y William Morris. Esta corriente defendía una revalorización del trabajo artesanal y propugnaba el retorno a las formas tradicionales de fabricación, estipulando que el arte debe ser tan útil como bello. En 1857, Morris amuebló su propia casa (Red House, Bexley Heath, Kent), en un estilo austero, primitivista, remarcando el carácter práctico y sencillo de las obras. Tras los planteamientos de Ruskin y Morris, Charles Robert Ashbee fue el principal organizador del movimiento. En 1888 fundó la Guild and School of Handicraft en Toynbee Hall (Londres), donde diseñó mobiliario, platería y metalistería en un estilo cercano al modernismo. Otro propagandista del movimiento fue el pintor Walter Crane, quien escribió que «la raíz y base auténtica de todo arte está en la artesanía» y que había que «convertir a nuestros artistas en artesanos y a nuestros artesanos en artistas».
En la órbita de Morris trabajó Arthur Heygate Mackmurdo, fundador del taller Century Guild de decoración de interiores, donde elaboró muebles que destacaron por las líneas y ángulos rectos, como su famosa silla de 1881. En Estados Unidos, este movimiento —llamado allí American Craftsman— estuvo representado por Gustav Stickley, diseñador de un tipo de mobiliario sencillo y funcional, sin adornos, que empezó a construir en serie, con vistas a una mayor comercialización de sus productos.
En general, estos artistas abandonaron el neogótico por un estilo más sencillo, ligero y elegante, inspirado en parte en el estilo Reina Ana. En la década de 1890 se recibió la influencia modernista, pero poco después Philip Webb retornó a un estilo más rústico y austero. Hacia 1900 el movimiento se fue diluyendo, principalmente por la contradicción generada por el hecho de que su producción artesanal encarecía el producto y solo podían vender a clientela selecta, lo que chocaba con su ideario cercano al socialismo utópico, mientras que para llegar a las masas habrían tenido que recurrir a la fabricación seriada, lo que contravenía su defensa de la artesanía manual.

#### Modernismo

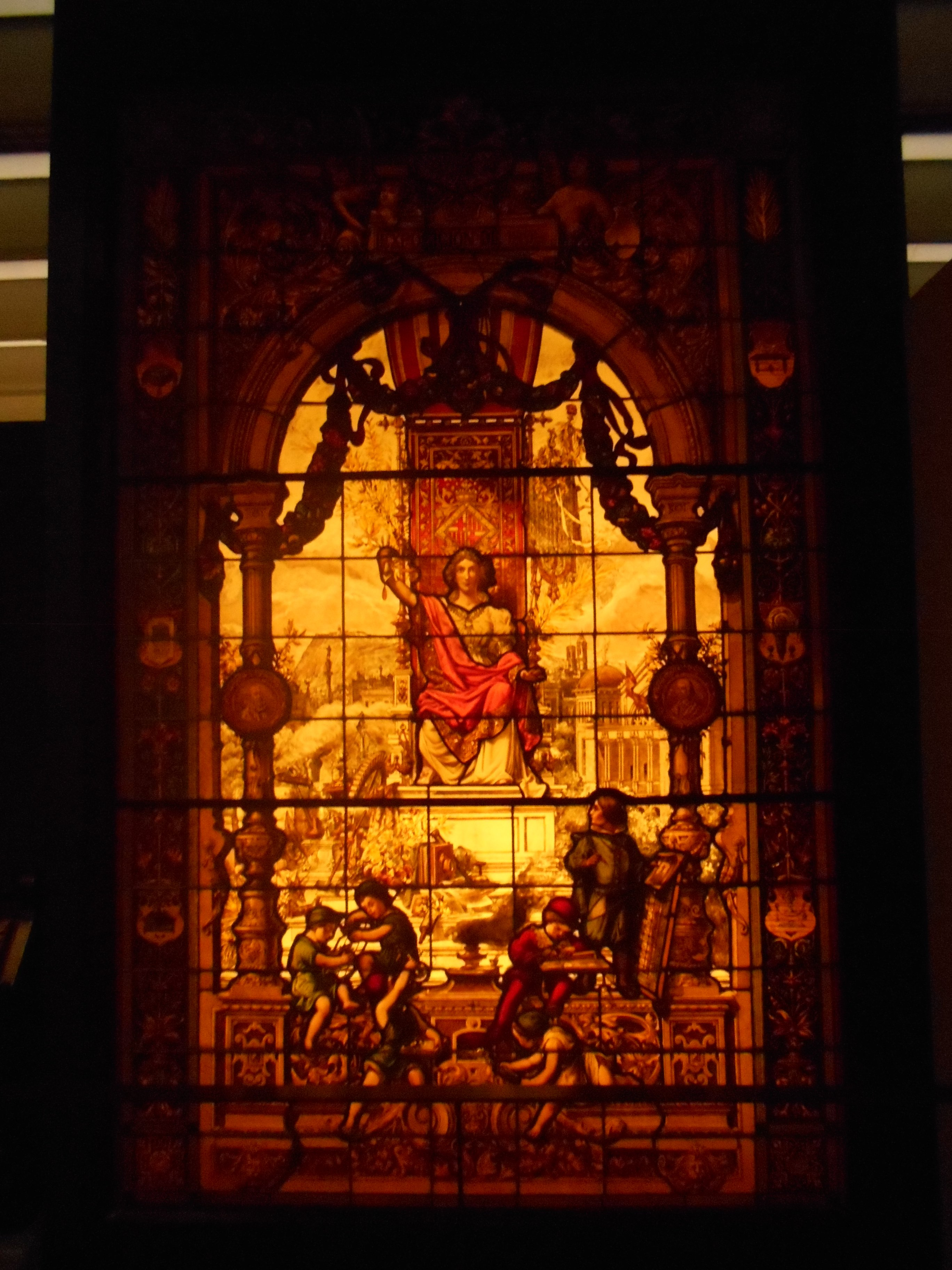
Alegoría de la III Exposición de Bellas Artes e Industrias Artísticas de Barcelona (1890-1903), de Antoni Rigalt, vidrio emplomado con pintura de grisalla y esmalte, Museo del Diseño de Barcelona

El modernismo fue un movimiento arquitectónico que surgió hacia 1880 en varios países, en función del cual recibió distintos nombres: Art Nouveau en Francia, Modern Style en Reino Unido, Jugendstil en Alemania, Sezession en Austria, Liberty en Italia y modernismo en España, país en el que destacó el modernismo catalán. Perduró hasta el inicio de la Primera Guerra Mundial. Este estilo, por su carácter ornamental, supuso una gran revitalización de las artes decorativas, con una nueva concepción más enfocada en el acto creador y en la equiparación con el resto de artes plásticas, hasta el punto de que sus artífices plantearon por primera vez la «unidad de las artes». El diseño modernista planteaba en general la revalorización de las propiedades intrínsecas de cada material, con unas formas de tipo organicista inspiradas en la naturaleza. Se solían utilizar motivos ornamentales como flores, hojas, zarcillos tentaculares, curvas sinuosas y figuras humanas —preferentemente mujeres— de aspecto delicuescente. Se valoraba la asimetría, la originalidad y el trabajo artesanal, concepto este último heredado del Arts & Crafts. Aunque teóricamente se oponía al historicismo, se inspiraron en numerosos estilos del pasado, especialmente el arte medieval, el celta, el oriental y el rococó. Por otro lado, algunos diseños de Hector Guimard apuntaban al arte abstracto, mientras que Henry Van de Velde, iniciado en el modernismo, supone la transición entre el modernismo y el diseño industrial.
Un claro exponente de arquitecto preocupado por el interiorismo fue Antoni Gaudí, que diseñó muchos de los muebles para sus obras, tanto civiles como religiosas (casas Vicens, Calvet, Batlló y Milà, del palacio Güell y de la torre Bellesguard, mobiliario litúrgico de la Sagrada Familia). También realizó diseños de forja, como su famoso dragón de los pabellones Güell, mientras que innovó en el terreno del mosaico con su técnica del trencadís, un tipo de aplacados de cerámica hecha con piezas de desecho que disponía en combinaciones originales y fantasiosas, como su banco ondulante del parque Güell.

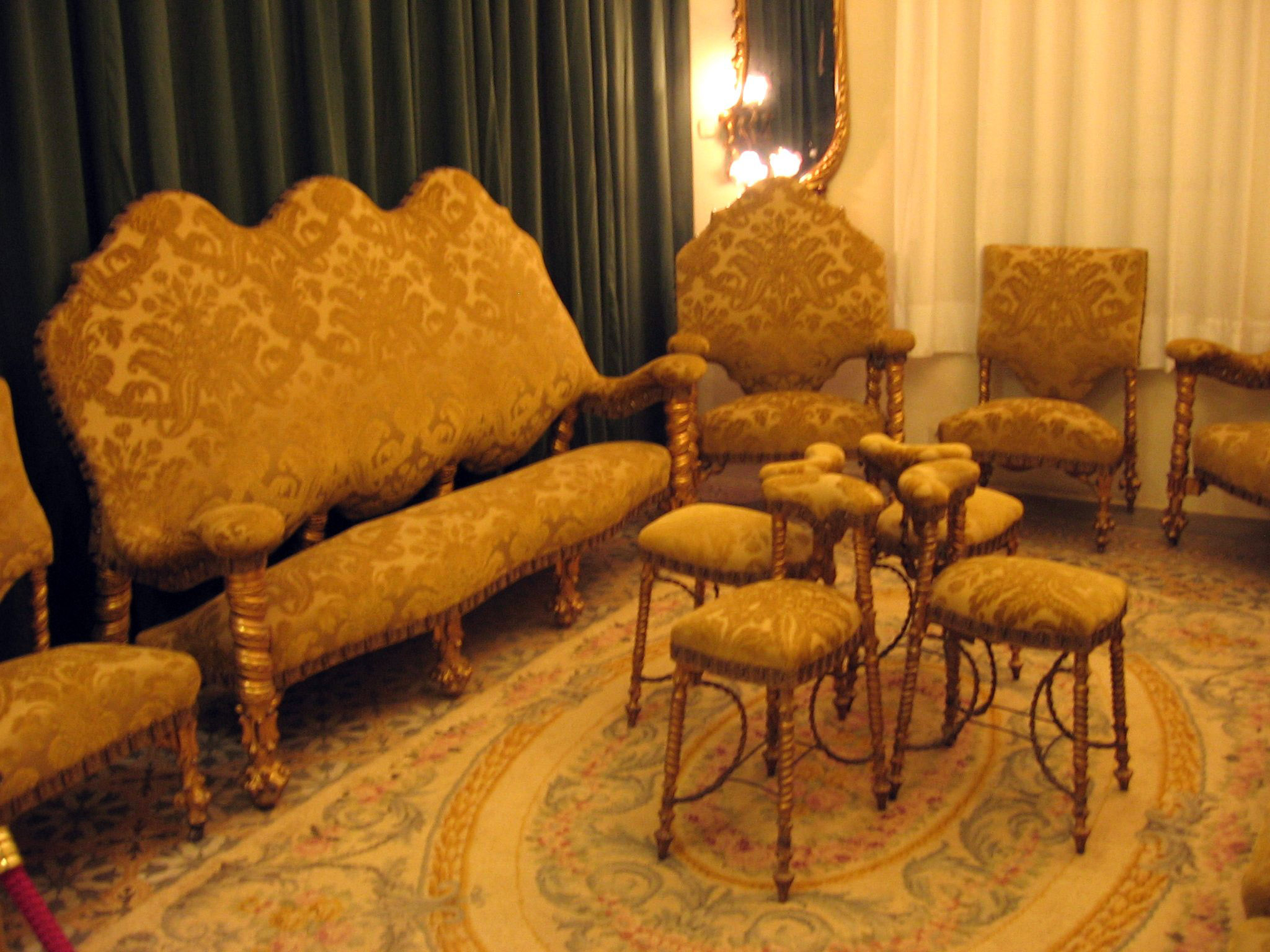
Muebles del salón principal de la casa Calvet (1898-1900), de Antoni Gaudí, Casa-Museo Gaudí

Otro arquitecto que diseñó mobiliario para sus proyectos constructivos fue Victor Horta, del que son características las lámparas con forma de flor de tallo largo con corolas de pétalos de vidrio o metal, que influyeron poderosamente en otros creadores modernistas. Hector Guimard fue otro arquitecto referente del modernismo, hasta el punto que algunos contemporáneos denominaron a este movimiento style Guimard. Diseñó muebles, mamparas metálicas y paneles de lincrusta (un revestimiento de paredes de linóleos). Fue el creador de la reja para las estaciones de metro de París, que se convirtió en uno de los iconos visuales del art nouveau. También influyó en este estilo el escocés Charles Rennie Mackintosh, fundador de la llamada escuela de Glasgow, quien en sus construcciones diseñaba desde el mobiliario hasta la cubertería, con un estilo de fuerte influencia celta. Otros miembros destacados de la escuela de Glasgow fueron Margaret MacDonald, Frances MacDonald y Herbert McNair. Josef Hoffmann, uno de los fundadores de la Secesión vienesa, apostó por un estilo más severo y funcional, que apuntaba ya al diseño industrial; diseñó muebles, vidrio, joyas y metalistería. Otro de los fundadores de la Secesión fue Joseph Maria Olbrich, autor de muebles, lámparas, platería y metalistería de líneas fluidas y formas irregulares y redondeadas de tendencia abstracta.

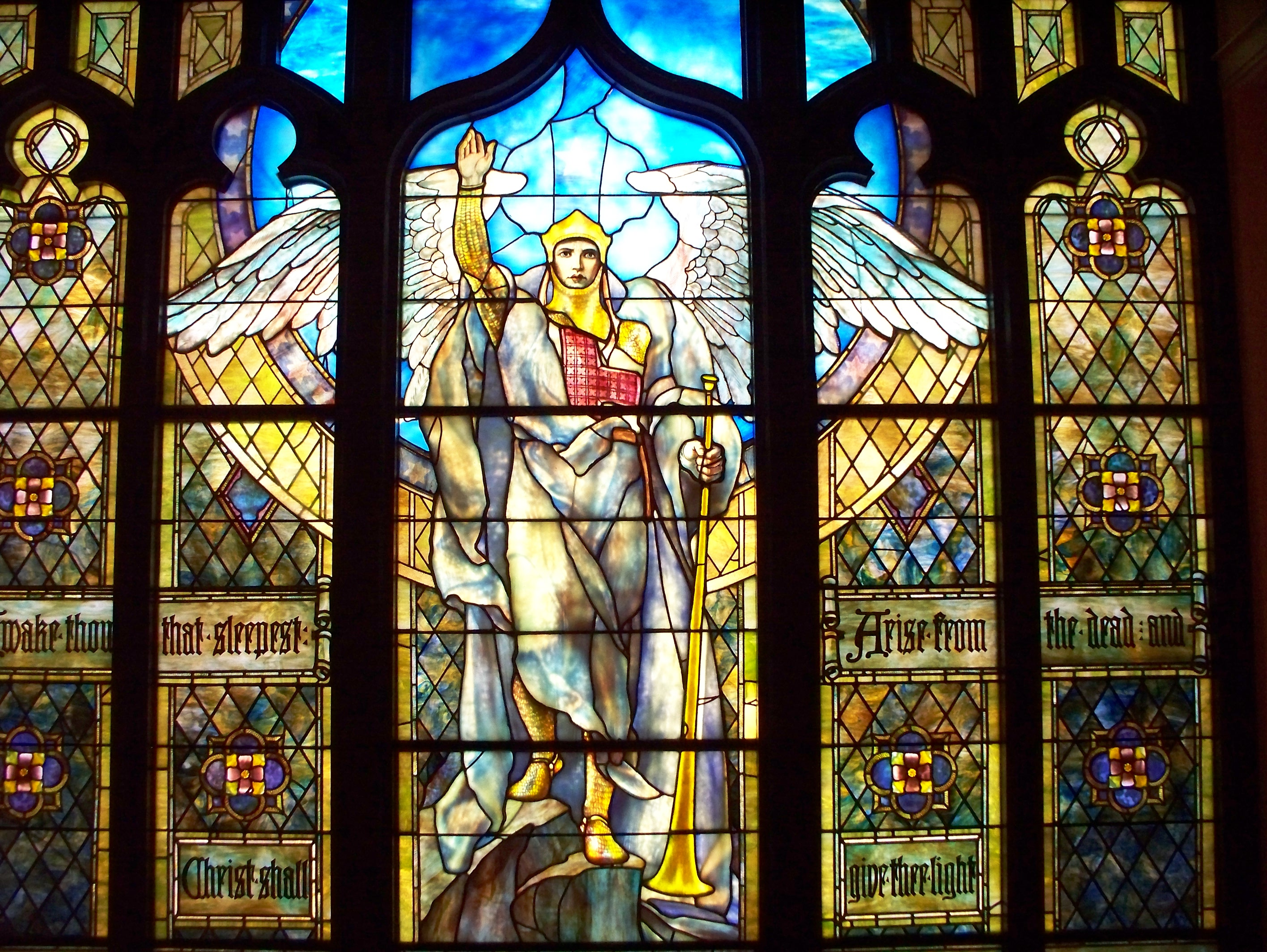
El ángel de la Resurrección (1904), vidriera de Louis Comfort Tiffany, First Presbyterian Church, Indianápolis

Otros referentes procedieron de la pintura y la ilustración, como Alfons Mucha, quien diseñó vestuario, joyas, muebles y papeles pintados de estilo naturalista, exuberante y estilizado; Koloman Moser, uno de los fundadores con Josef Hoffmann de los talleres Wiener Werkstätte, fue ilustrador de libros y diseñador de joyas, muebles, vidrio, cerámica, platería y tejidos de estilo clasicista; y Émile-Victor Prouvé, escultor y diseñador de muebles, joyas y vidrio.
En vidrio, Émile Gallé realizó piezas con incrustaciones de hojas de oro o plata, placas de mica y fibras de asbesto, inspiradas en la naturaleza. Elaboró obras individuales y en serie, especialmente servicios de mesa y tulipas para lámparas eléctricas. Louis Comfort Tiffany recibió la influencia de Gallé, desde la que innovó técnica y estilísticamente, como en su Favrile Glass, una técnica de vidrio soplado y posteriormente irisado por exposición a humos de metal fundido. Realizó vidrieras, opalinas y vasos ligeros policromos. René Lalique elaboró obras más sencillas, lejos de las formas sinuosas de moda hasta entonces, generalmente con una producción seriada; se centró sobre todo en vasos, vajillas, lámparas, candelabros y, especialmente, frascos de perfume, cuyo éxito obligó a los perfumistas desde entonces a presentar sus productos en recipientes de diseño artístico.
En orfebrería destacó Peter Carl Fabergé, creador de piezas de gran fantasía entre las cuales destacan sus «huevos de Pascua», que confeccionaba para la familia real rusa. René Lalique, también orfebre además de vidriero, elaboró piezas de formas ondulantes inspiradas en la naturaleza —uno de sus motivos más empleados fue el pavo real—, especialmente peines y broches de cinturón de oro, plata, piedras preciosas y semipreciosas, con decoración de esmalte. Georg Jensen destacó en platería, con un estilo de líneas sencillas y sólidas, con perfiles netos y gran sentido del equilibrio, y con una característica superficie recocida en un baño de ácido sulfúrico. En España, destacó la obra de Lluís Masriera.
El mobiliario destacó por su diseño armonioso y proporcionado, con predominio de las formas ondulantes. Algunos de sus mejores exponentes fueron: Arthur Liberty —quien dio nombre al modernismo italiano—, Henry Van de Velde, Gustave Serrurier-Bovy, Émile Gallé, Eugène Vallin, Louis Majorelle, Carlo Bugatti y Gaspar Homar. En cerámica destacó Auguste Delaherche, autor de porcelana y jarrones de gres decorados con barnices, así como Lluís Bru y Paco Durrio. En tapicería, Hermann Obrist diseñó bordados de formas vegetales que tuvieron gran éxito, especialmente el conocido como El látigo.

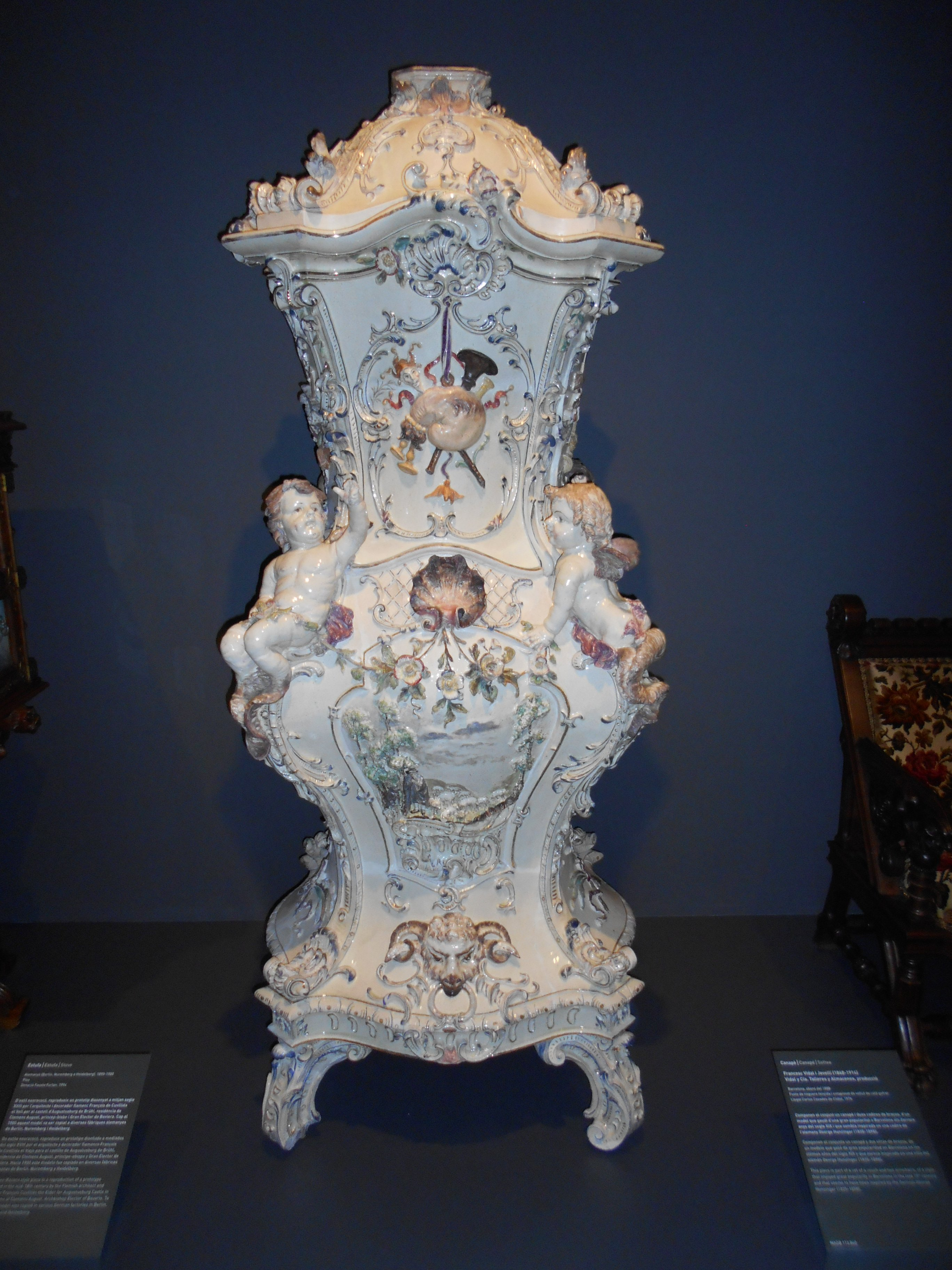
Estufa ornamental alemana (1890-1900), Museo del Diseño de Barcelona
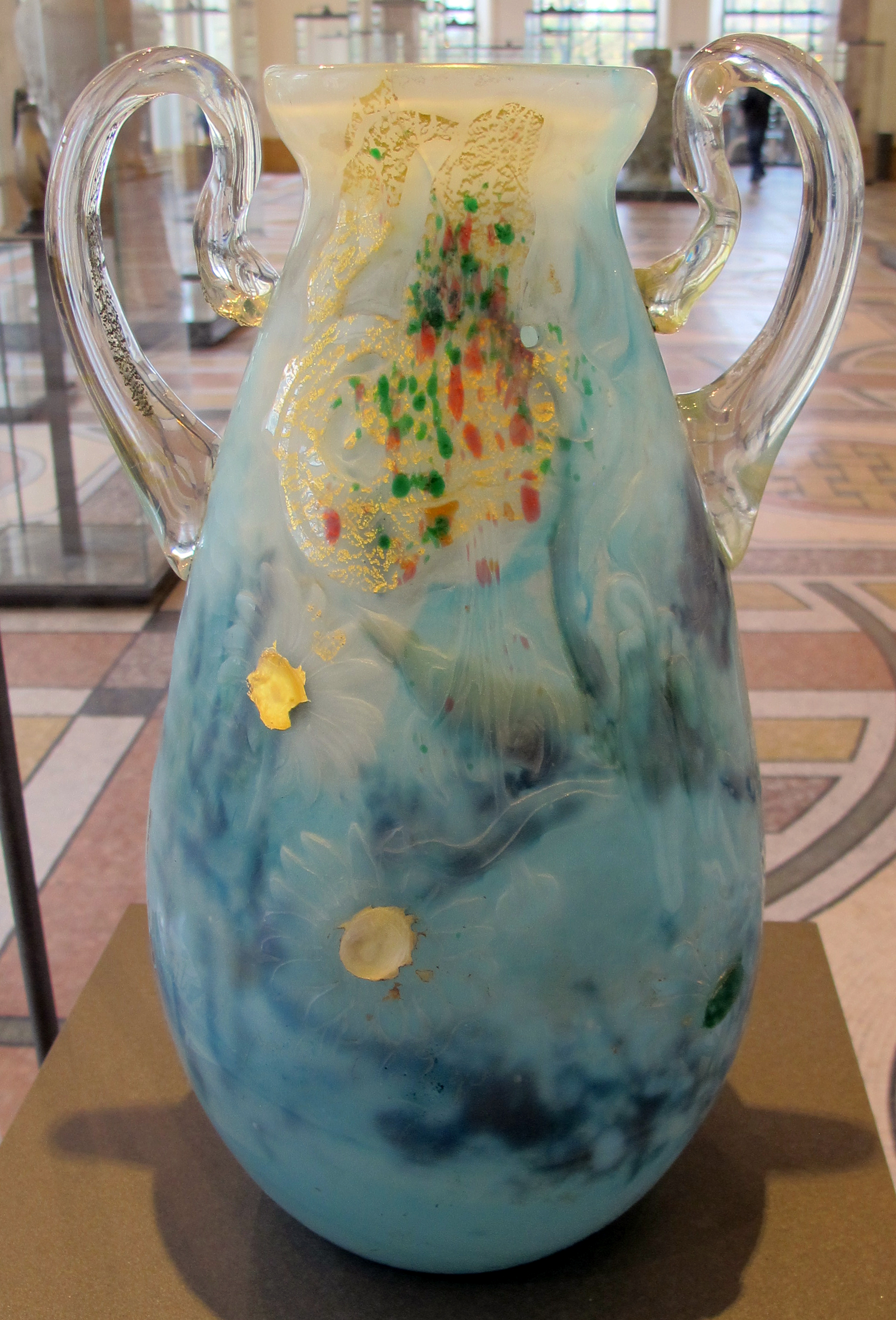
Vaso con lirios y margaritas (1896), de Émile Gallé, Petit Palais, París
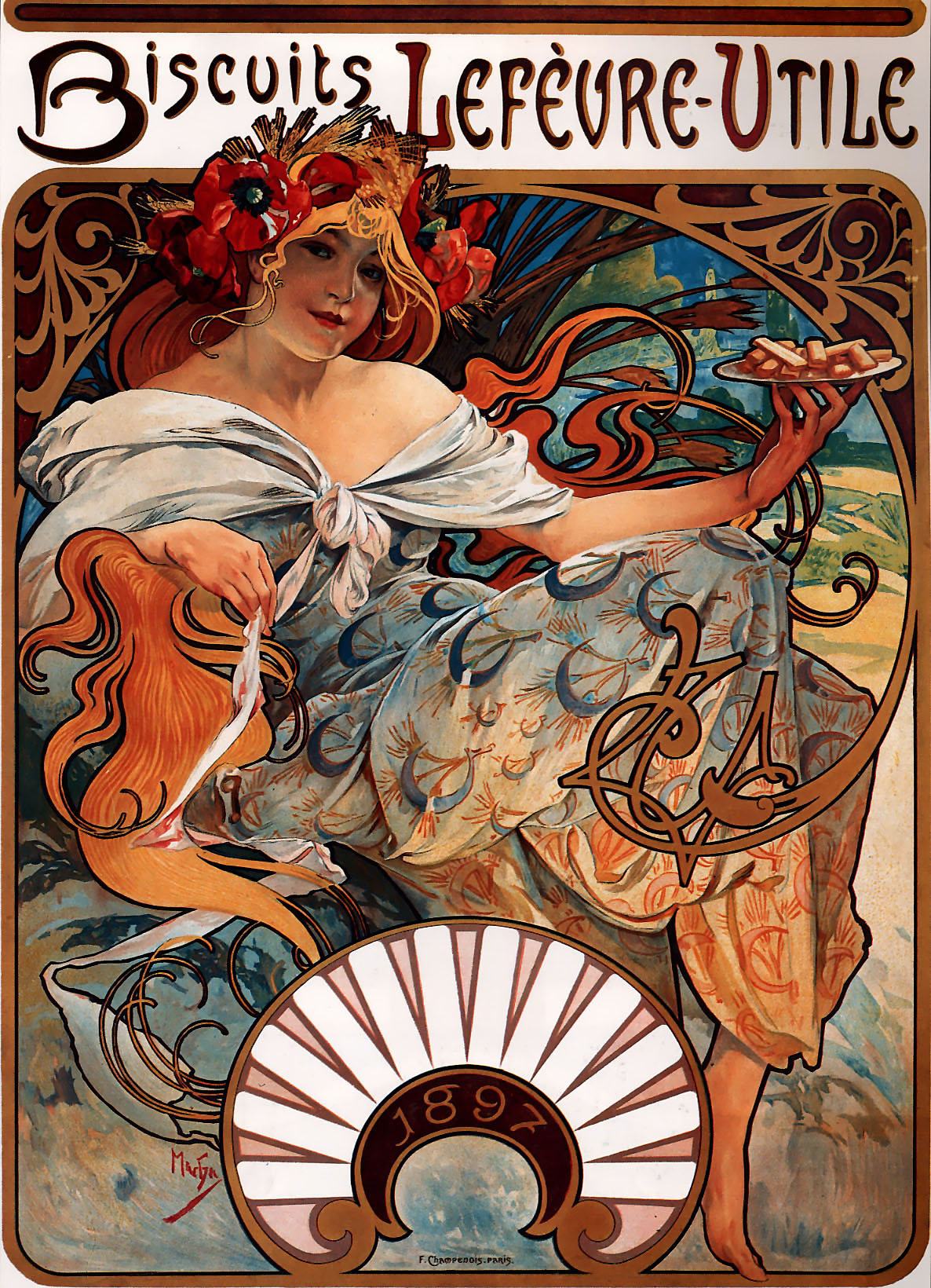
Biscuits Lefèvre-Utile (1896), litografía de Alfons Mucha
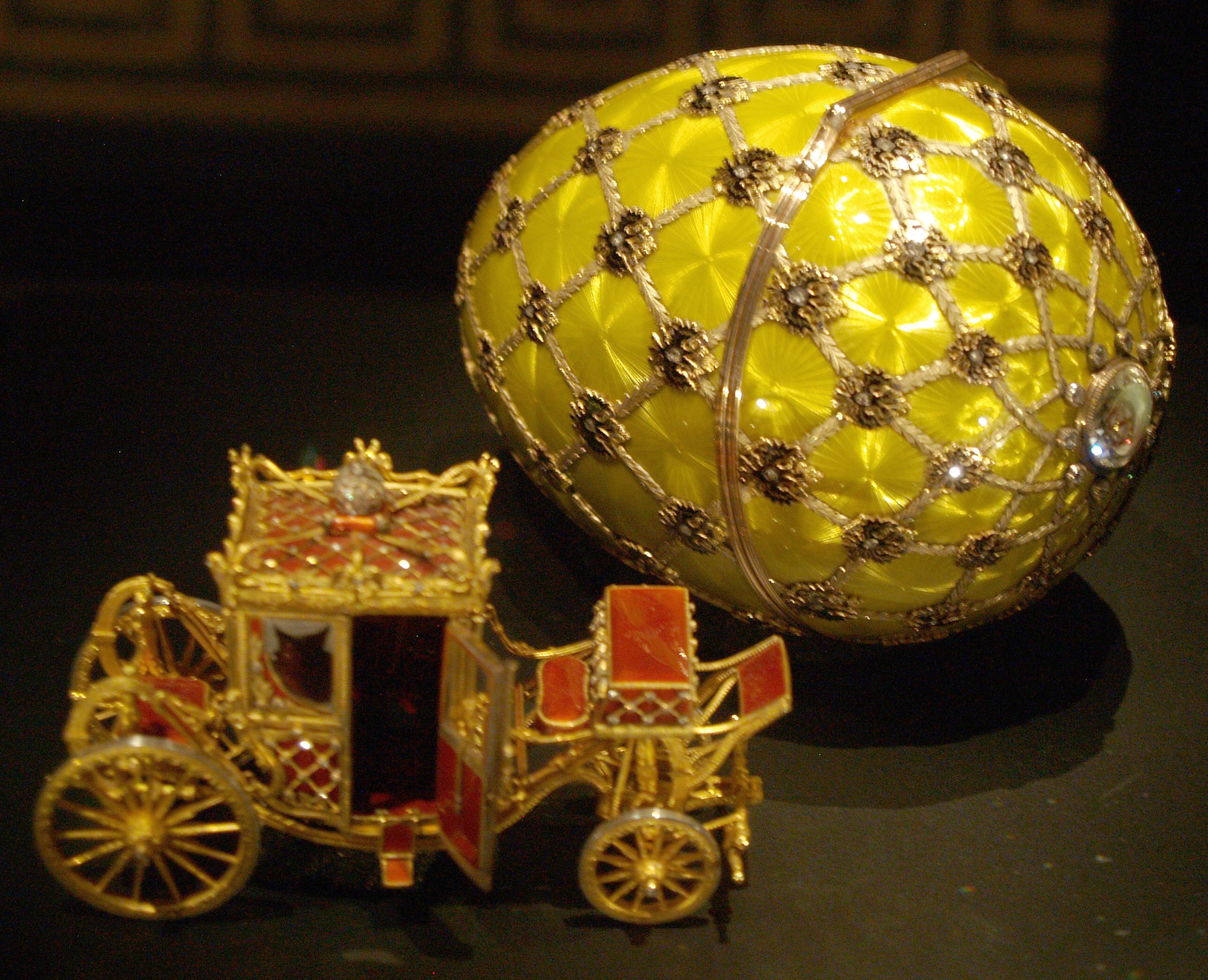
Huevo de la Coronación imperial (1897), de Peter Carl Fabergé, Museo Fabergé, San Petersburgo
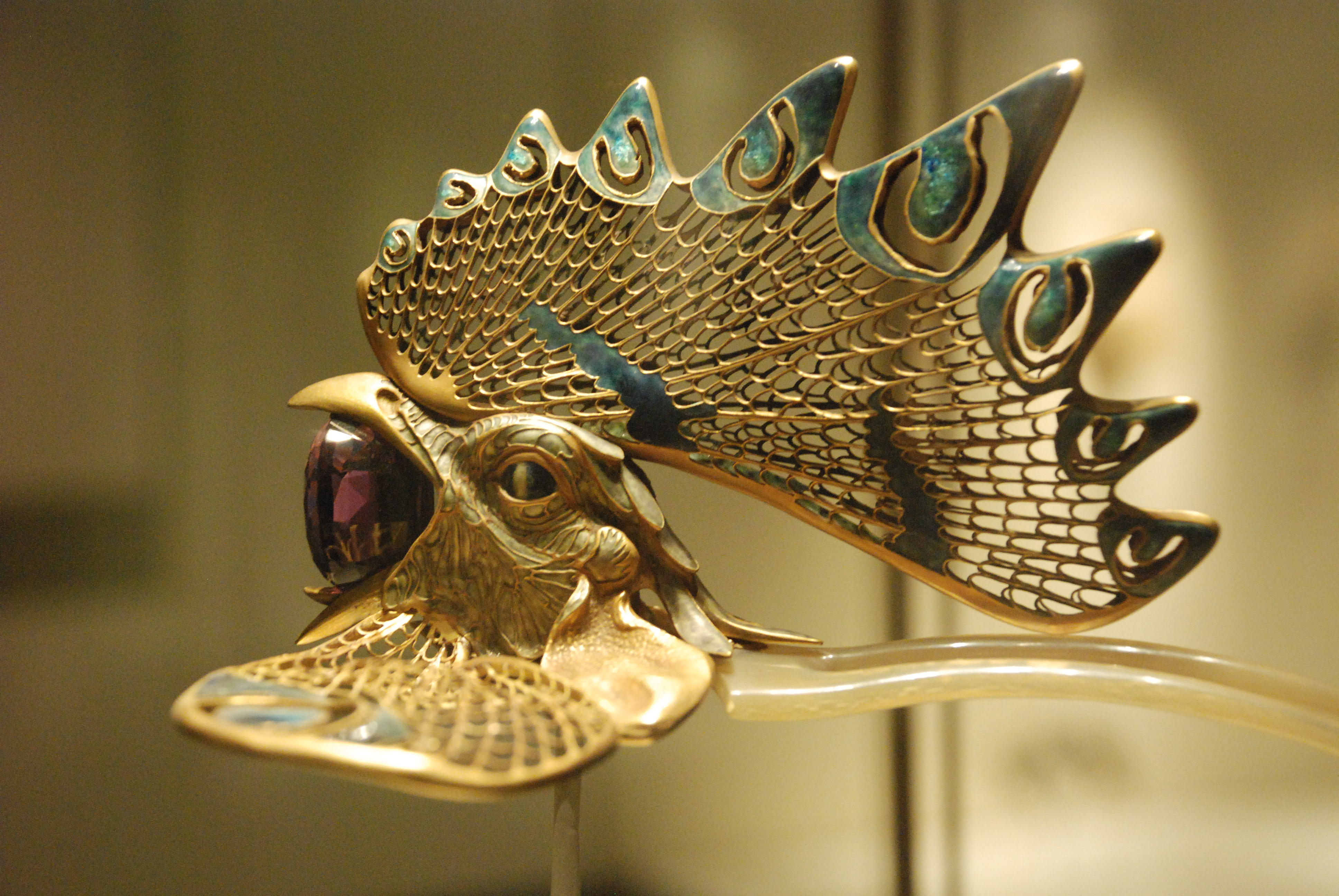
Tiara con forma de gallo (1897-1898), de René Lalique, Fundación Calouste Gulbenkian, Lisboa
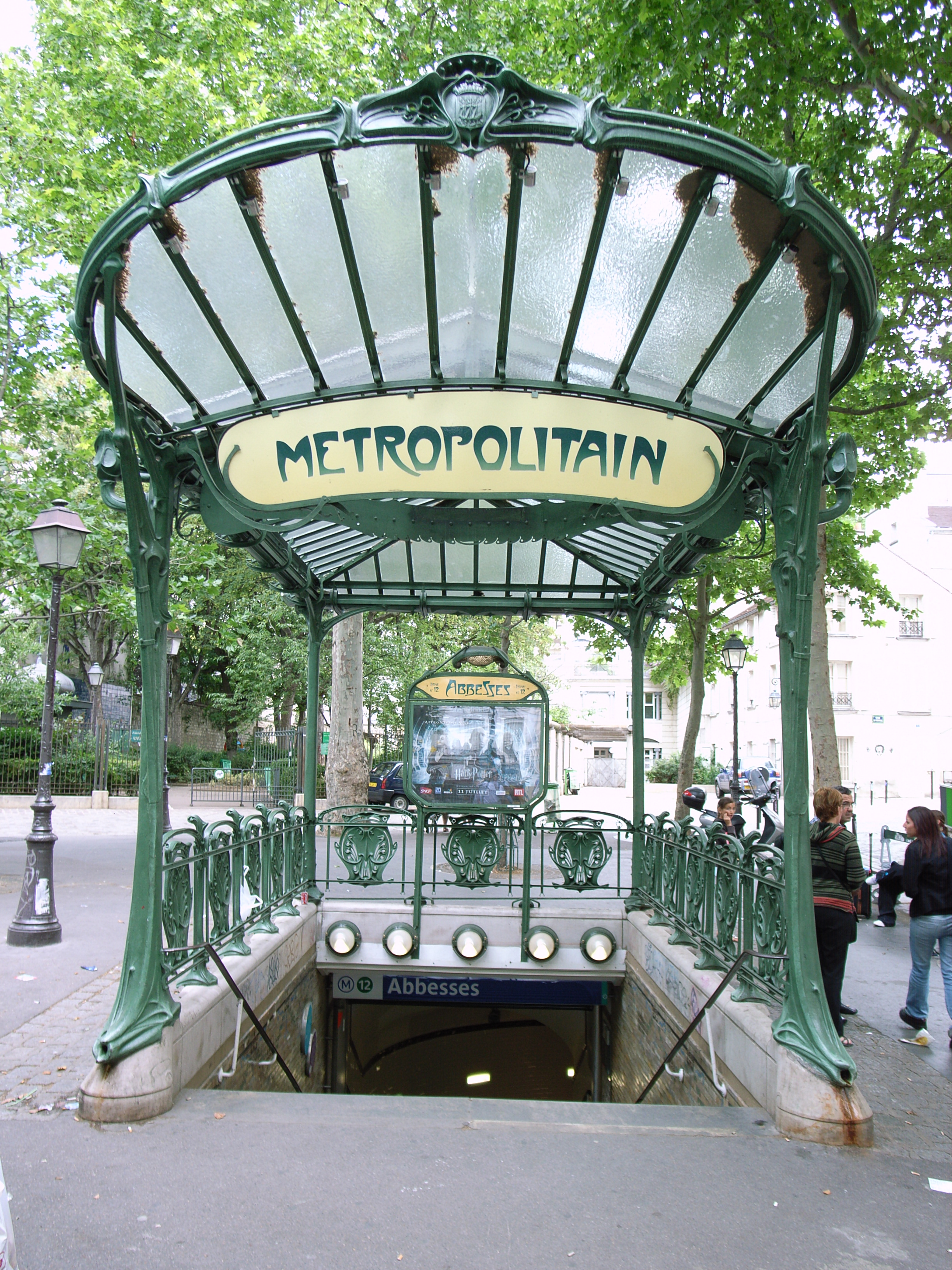
Entrada a la estación de metro Abbesses en París (1900-1913), de Hector Guimard
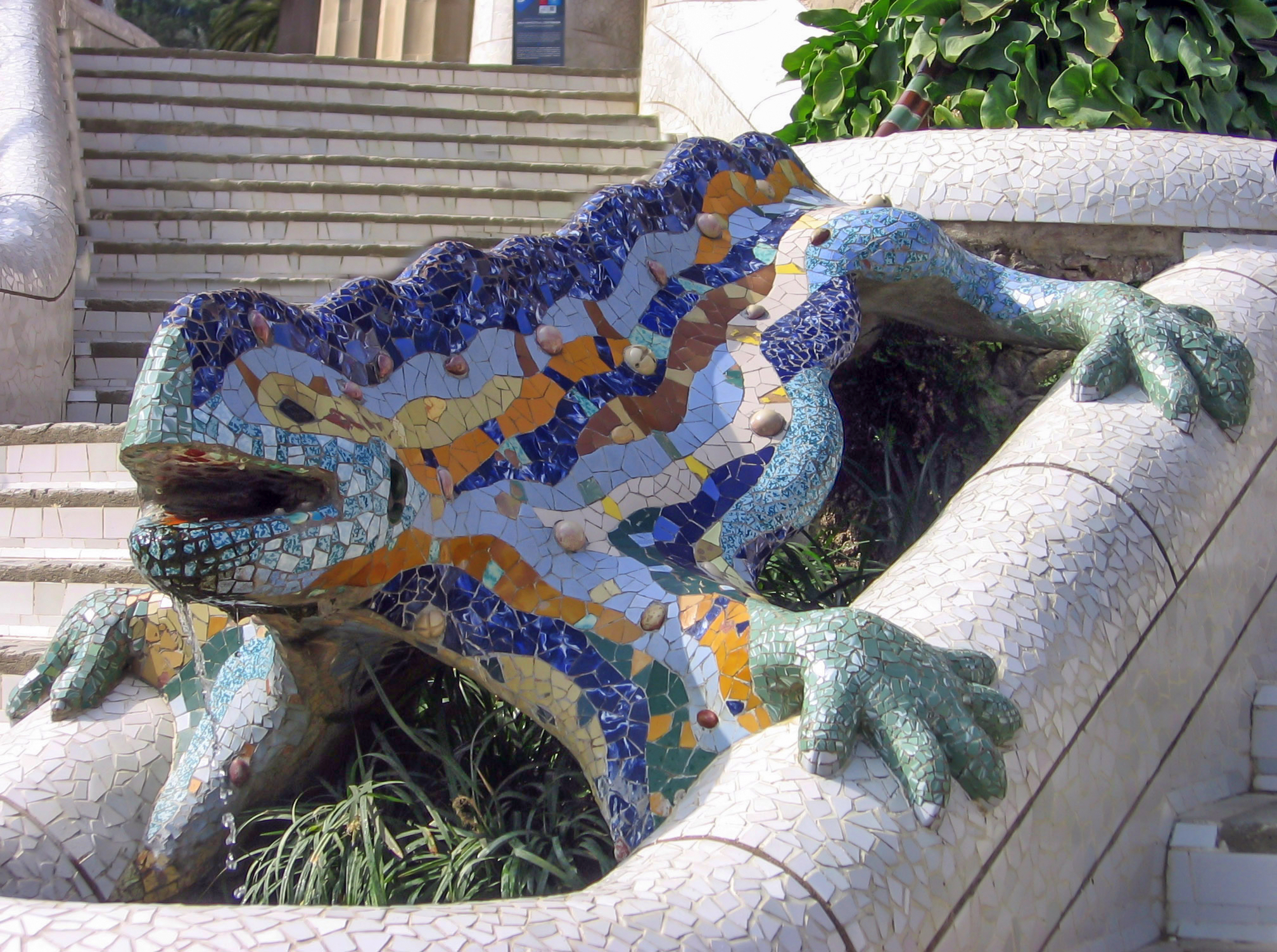
Dragón de trencadís del parque Güell (1900-1903), de Antoni Gaudí
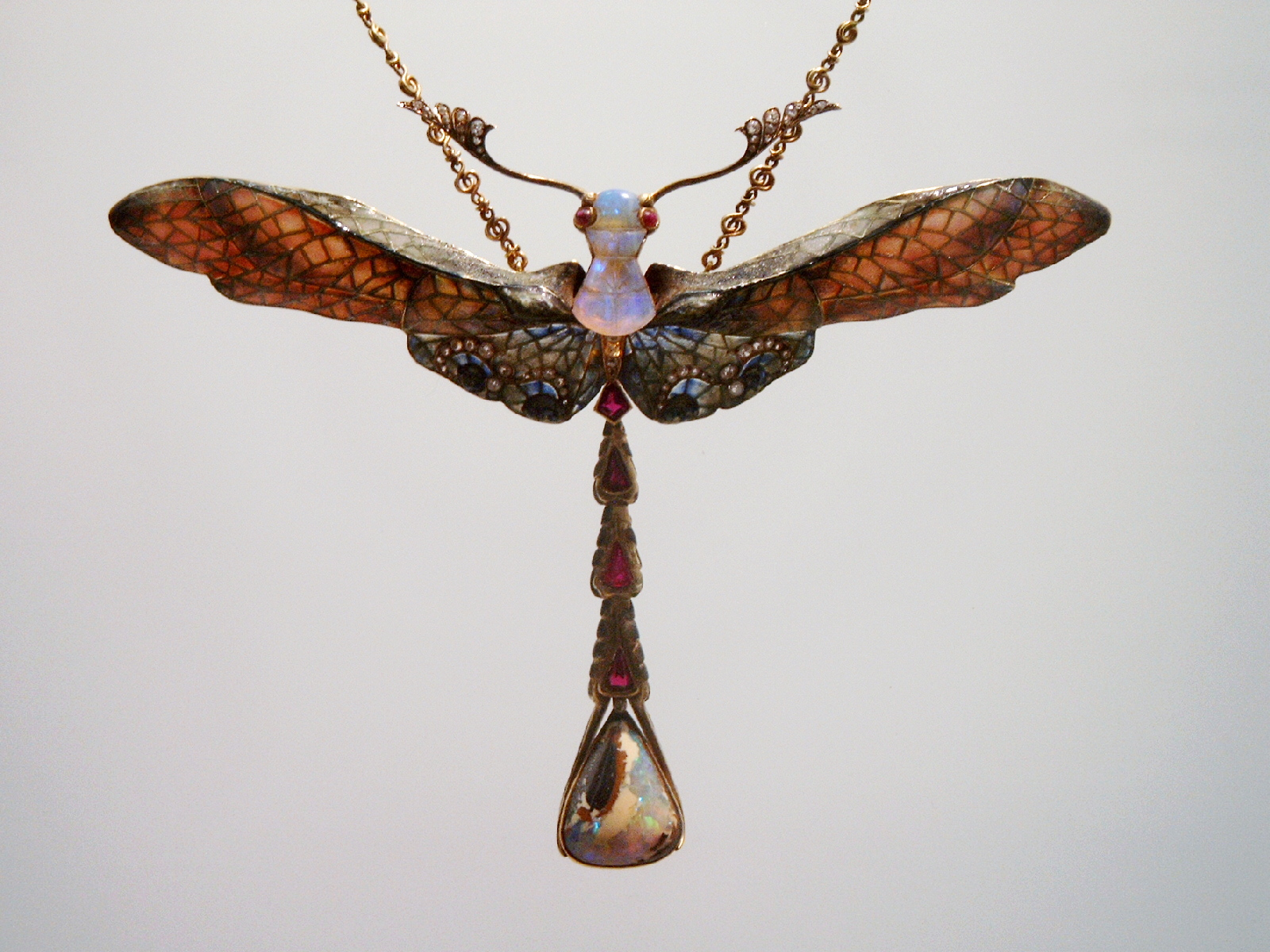
Libélula (1902), colgante y broche de esmalte, oro, rubí, ópalo y diamante, de Philippe Wolfers
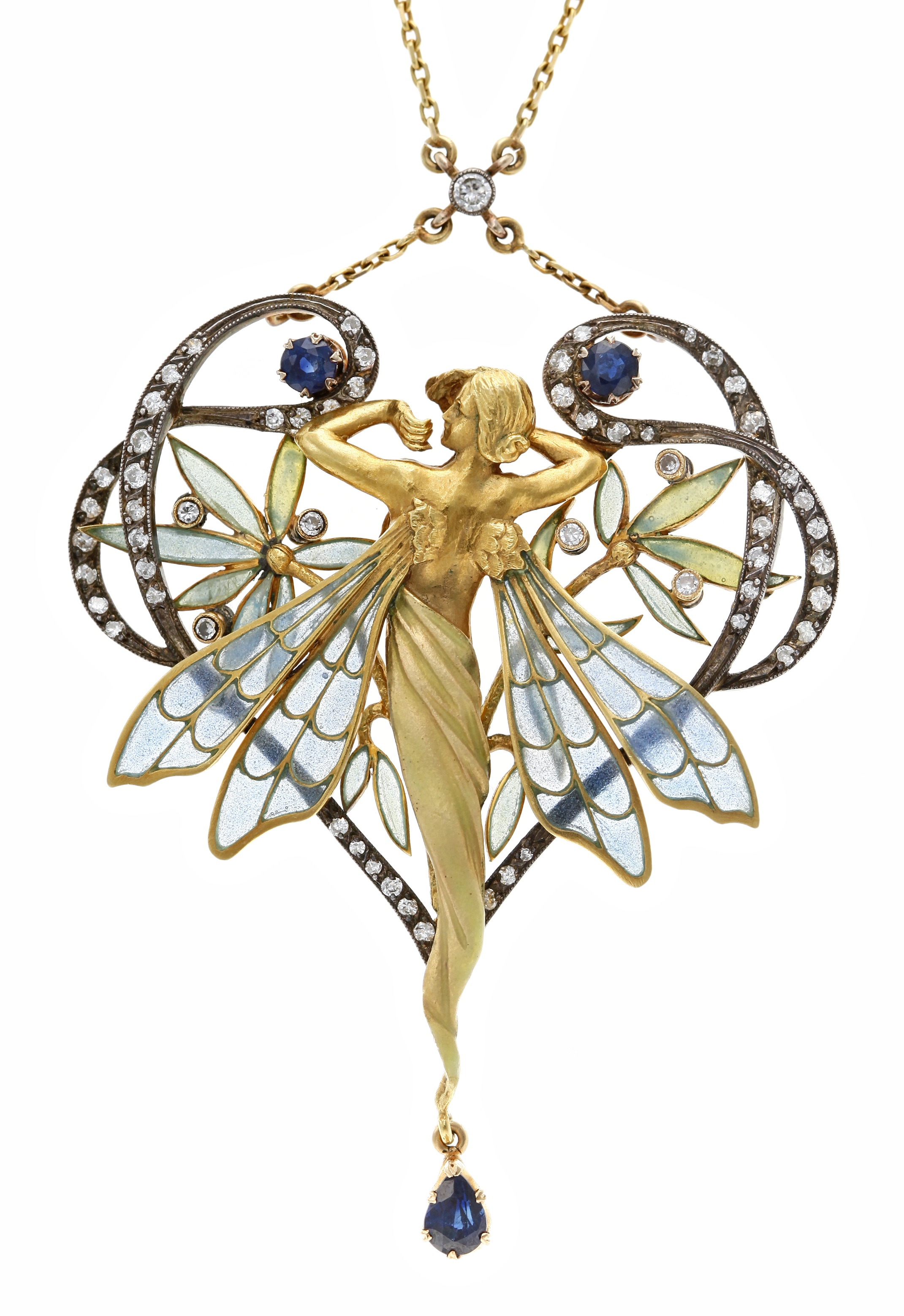
Colgante de oro y plata con esmalte y piedras preciosas, de Lluís Masriera

### SigloXX

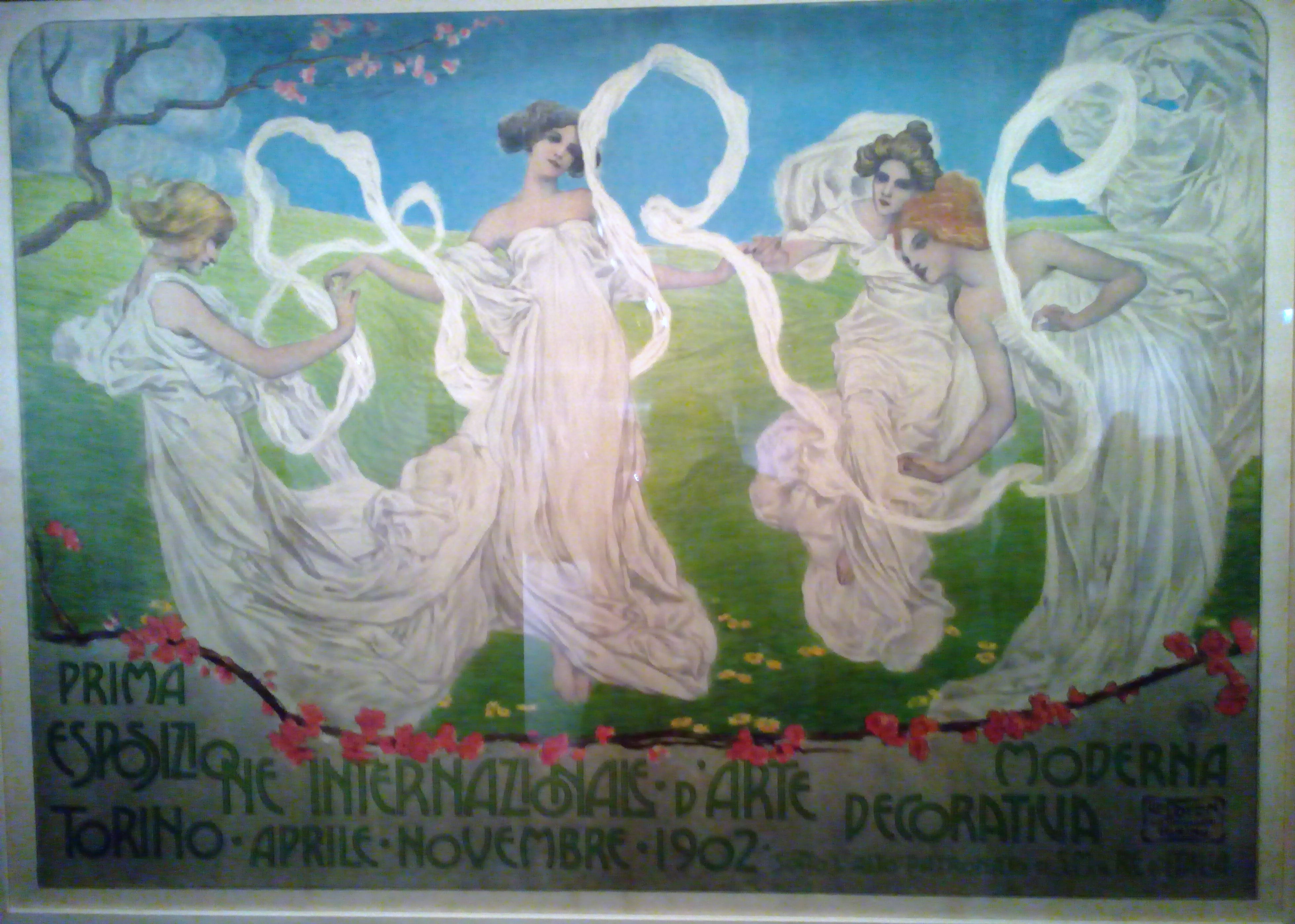
Póster de la Prima Esposizione Internazionale d'Arte Decorativa Moderna (Turín, 1902)

En el siglo XX las artes decorativas tuvieron una rápida evolución, marcada por el uso de nuevos materiales y tecnologías más avanzadas. Con una clara apuesta por el diseño como base creadora, en esta centuria se remarcó el aspecto intelectual de estas creaciones frente a la mera realización material otorgada tradicionalmente a la artesanía. Sin embargo, la producción en serie de los objetos ornamentales llevó a afirmar a expertos como Gérald Gassiot-Talabot que «las artes decorativas han muerto», circunstancia que sitúa en los años 1930, con movimientos como la Bauhaus y los primeros diseños industriales. Un elemento coadyuvante sería el factor moda resultante del consumismo como motor de cambio y evolución del nuevo diseño industrial, que resultaría en el nuevo concepto del styling —representado fundamentalmente por Raymond Loewy—, que incide en el aspecto comercial del producto.

#### Técnicas tradicionales

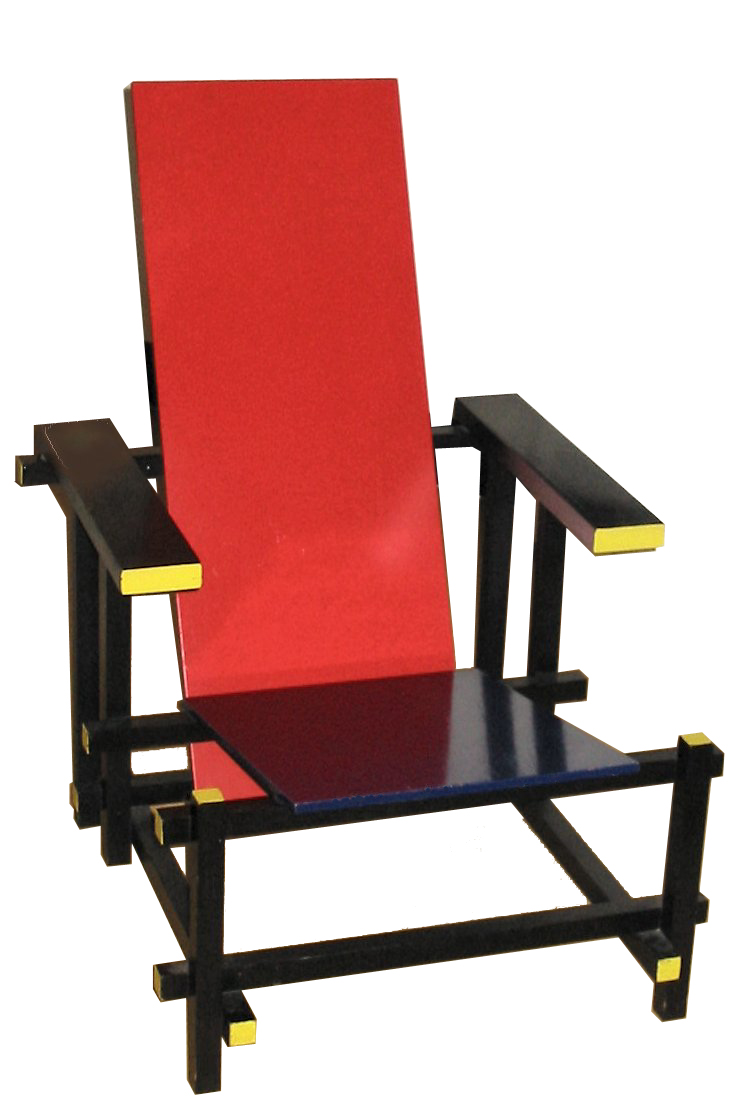
Silla roja y azul, de Gerrit Thomas Rietveld (1923)

Las artes decorativas tradicionales continuaron en más o menos medida, aunque a menudo relegadas al concepto de artesanía frente al nuevo diseño industrial. El mosaico tuvo un nuevo renacer en Italia gracias a la obra del escultor Gino Severini, quien fundó un taller en París en 1951 que posteriormente se convertiría en la Escuela de Bellas Artes Gino Severini; algunas de sus obras más remarcables son los mosaicos de la iglesia de Tavannes en Suiza (1930) y los de la Universidad de Padua (1930-1950).
En cerámica también se exploraron nuevas técnicas y materiales. Como en otros campos, se vinculó con artistas de reconocido prestigio, como Georges Rouault, Raoul Dufy, Pablo Picasso y Joan Miró. Este último, en colaboración con el ceramista Josep Llorens i Artigas, realizó grandes murales cerámicos como los de la sede de la Unesco en París, la Universidad de Harvard, la Fundación Maeght y el aeropuerto de Barcelona. Otro nombre destacado es Antoni Cumella, autor también de murales y de vasijas de gres de gran calidad. Cabe citar igualmente como ceramistas de renombre a Bernard Leach, Michael Cardew y Shōji Hamada.
La vidriera siguió dos vías: la tradicional y la que utiliza nuevas técnicas y materiales, como el cemento armado en vez del emplomado y el plástico o el poliéster en vez del vidrio. Sus representaciones también varían de la temática figurativa —ligada a menudo a obras de artistas actuales— o la abstracción, en la que se busca la combinación de luces y colores. Fueron figuras destacadas: Jean Bazaine, Nicolas Untersteller y Alfred Manessier.
En cuanto a cristalería, perduró el vidrio de Murano (Venecia), así como el de Bohemia, que hizo un esfuerzo de renovación a través del vidrio tallado. En Finlandia, Tapio Wirkkala fabricó vidrios con burbujas y, en Suecia, se elaboró vidrio con decoración grabada figurativa o abstracta. En el Reino Unido se creó un tipo de vidrio con tallas en motivos geométricos.
En la orfebrería el material más utilizado fue el diamante, así como las piedras preciosas. Las nuevas tendencias se decantaron por formas sobrias y geométricas, depuradas de toda ornamentación superficial, aunque esta línea convivió con otra de formas más barrocas. Cabe citar a Edmond Henri Becker, Niel Steenbergen, Raymond Templier, Georges Fouquet y Manuel Capdevila. El pintor surrealista Salvador Dalí también diseñó joyas, como El ojo del tiempo (1949), de esmalte, diamantes y rubíes; Los labios color rubí (1950), de rubíes, perlas y oro; y El corazón real (1953), de oro, rubíes, diamantes y esmeraldas.
El mobiliario siguió un diseño más funcional, con utilización de nuevos materiales como el acero, el aluminio y el plástico. Algunos exponentes, como la silla cantilever de Mart Stam, el sillón de acero tubular de Marcel Breuer o la silla-corola de plástico diseñada por Eero Saarinen, iniciaron el diseño industrial en mobiliario. Un claro ejemplo del nuevo mobiliario de diseño innovador fue la famosa silla roja y azul de Gerrit Thomas Rietveld (1923), de formas geométricas y colores primarios. La madera fue nuevamente revalorizada en los países nórdicos, con artífices como Alvar Aalto, Kaare Klint y Børge Mogensen, así como en Estados Unidos con Charles Eames. Salvador Dalí también diseñó algún mueble, como el famoso Mae West Lips Sofa (1936-1937), un sofá de armazón de madera y tapizado de color rosa inspirado en los labios de la actriz Mae West.
En hierro forjado destacó la obra de Raymond Subes, quien introdujo la soldadura autógena y otras técnicas modernas, combinando en ocasiones distintos metales en una sola pieza, como el hierro, el bronce y el acero; fue autor principalmente de apliques y rejas de gran sentido decorativo y perfección formal.
La tapicería se acercó notablemente a la pintura, ya que muchas obras de pintores como Georges Rouault, Pablo Picasso, Georges Braque, Raoul Dufy, Henri Matisse, Fernand Léger o Joan Miró fueron llevadas al telar. En cambio, Jean Lurçat renovó el tapiz y lo devolvió a su concepto inicial, ligado a la arquitectura —que es su marco original— y alejado de la pintura. Así, limitó los colores a los básicos de la lana, suprimió las orlas y eliminó los efectos de perspectiva o volumen. Sus obras se basan en su mundo interior, con un gran componente onírico y poético. A lo largo del siglo se fueron incorporando a la tapicería nuevos materiales como el nailon, el lino y los hilos sintéticos. También se han realizado tapices sin temática, donde se remarca la textura y la forma, con obras cercanas a la escultura, como en las obras de Magdalena Abakanowicz, Jagoda Buić y Josep Grau-Garriga.
El grabado fue practicado por numerosos pintores, como Pierre Bonnard, Maurice Denis, André Derain, Max Slevogt, Henri Matisse, Marc Chagall, Vasili Kandinski, Paul Klee, Pablo Picasso, Joan Miró, Salvador Dalí, Willem de Kooning, Jackson Pollock, Andy Warhol, Roy Lichtenstein, Eduardo Chillida y Antoni Tàpies. Los métodos más empleados fueron la xilografía, la litografía y el aguafuerte, y se desarrollaron nuevas técnicas como el aguatinta al color y la serigrafía, así como la impresión offset.

#### Art déco

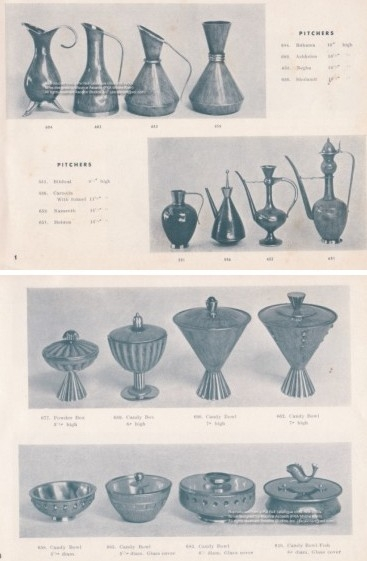
Diseño de objetos de uso art déco Pal-Bell, de Maurice Ascalon

En 1925 se celebró en París la Exposition Internationale des Arts Décoratifs et Industriels Modernes, que supuso el punto de arranque del art déco. En realidad, la exposición de 1925 fue la oficialización de un movimiento que se llevaba gestando hacía unos años —desde el fin de la Primera Guerra Mundial— como estilo sucesor del modernismo: en 1919 Louis Süe y André Mare crearon la Compagnie des Arts Français, caracterizada por un mobiliario de inspiración tradicional, pero exuberante decoración, como su sala de música para el pabellón Un Musée d'Art Contemporain de la exposición de 1925. Este estilo, que perduró hasta el inicio de la Segunda Guerra Mundial, supuso una revolución para el interiorismo y las artes gráficas e industriales. Se caracterizó por la predilección por la línea curva y el floreado simétrico en artes gráficas, y las formas cuadradas y geométricas en mobiliario y decoración interior. Dirigido principalmente a un público burgués, destacó por la ostentación y el lujo, y se desarrolló notablemente en ilustración publicitaria (Erté) y cartelismo (Cassandre). Sin embargo, el aspecto kitsch de muchas de sus producciones provocó que fuese denostado por las corrientes de vanguardia y no fue hasta los años 1960 cuando fue revalorizado por movimientos como el pop art, que buscó inspiración en algunas de sus obras.
Uno de los terrenos donde más floreció este estilo fue el mobiliario, donde destacó Jacques Émile Ruhlmann, decorador y diseñador de muebles de gran sentido comercial, siempre atento en captar lo último en tendencias de moda. Realizó piezas de aspecto chic, formas sencillas y materiales costosos, con predilección por el ébano y embutidos de marfil. Otros exponentes fueron Pierre Chareau, Paul Follot, André Groult, Eileen Gray, Pierre Legrain, Paul Iribe y Armand-Albert Rateau.
En orfebrería destacan algunas producciones del modernista René Lalique realizadas en esta época, mientras que otro nombre destacable fue Jean Puiforcat, que realizó piezas de platería de gran calidad, de aspecto austero, pero lujoso. En metalistería cabe citar a Jean Dunand, autor de piezas de metal y laca, con un diseño geométrico, generalmente jarrones incrustados de oro, plata, esmalte u otros materiales. En vidrio, Maurice Marinot realizó preferentemente cuencos y frascos de concepción más ornamental que práctica, con formas escultóricas de aspecto macizo, con o sin color, a veces esmaltados y, en ocasiones, con dibujos realizados al aguafuerte.
Cuando este estilo languidecía ya en Europa floreció con éxito en Estados Unidos entre finales de los años 1920 y principios de los 1930. Su mejor representante fue el diseñador Donald Deskey, autor de la decoración del Radio City Music Hall del Rockefeller Center de Nueva York (1930-1932), donde diseñó desde el mobiliario y el papel pintado hasta los apliques de luz, con utilización de nuevos materiales como la fórmica, la baquelita, el aluminio y el cromo.

#### Bauhaus

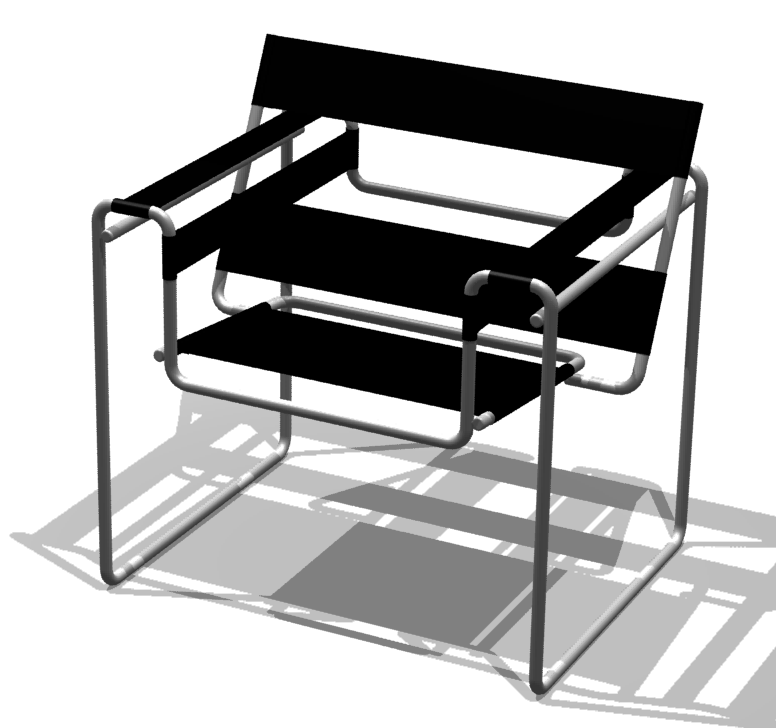
La silla Wassily, de acero cromado, diseñada por Marcel Breuer en 1925

Uno de los movimientos más innovadores en el terreno del diseño fue la Escuela de la Bauhaus que, frente a la excesiva ornamentación del art déco, introdujo un concepto de diseño más racional y funcional, más adaptado a las necesidades reales de la gente. Esta escuela pretendía romper las barreras entre arte y artesanía, con una clara apuesta por la producción industrial. Nació en 1919, cuando el arquitecto Walter Gropius asumió la dirección de la Escuela de Artes y Oficios de Weimar, que rebautizó como Das Staatliche Bauhaus Weimar. Su objetivo era «la obra de arte colectiva, el Edificio, dentro de la cual no haya barreras que separen las artes estructurales de las artes decorativas». Los estudiantes de la escuela aprendían teorías de la forma y del diseño, así como talleres de piedra, madera, metal, barro, vidrio, tejido y pintura. Gropius rechazaba la producción industrial, con una postura cercana al movimiento Arts & Crafts, y defendía el trabajo cooperativo, así como la responsabilidad social del diseñador. La Bauhaus se trasladó a Dessau en 1925 y a Berlín en 1932. A Gropius sucedió en la dirección Hannes Meyer en 1928 y, a este, Ludwig Mies van der Rohe en 1930. La escuela fue cerrada por los nazis en 1933.
Su diseño se basaba en la simplicidad, la abstracción geométrica y el uso de colores primarios y de nuevas tecnologías, como se hizo patente en el mobiliario de acero tubular creado por Marcel Breuer, la silla Barcelona de Ludwig Mies van der Rohe, los muebles de conglomerado de Alvar Aalto, o las lámparas diseñadas por Marianne Brandt. En esta escuela destacaron creadores como László Moholy-Nagy, Oskar Schlemmer, Johannes Itten, Paul Klee, Josef Albers, Vasili Kandinski, Lilly Reich, Gerhard Marcks o Wilhelm Wagenfeld.

#### Diseño industrial

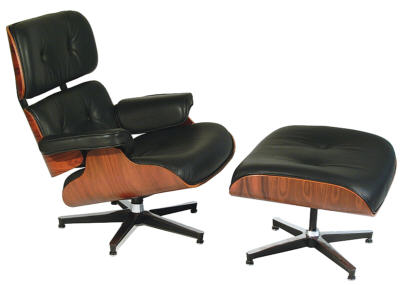
Sillón Eames Lounge, de Charles y Ray Eames (1955)

En el siglo XX el diseño industrial llevó al interiorismo a la vía de la creación intelectual y el diseño funcional, con un progresivo aumento de la experimentación con nuevos materiales (plástico, fibra de vidrio) y una mayor atención a las necesidades de mercado. Aunque no hay una definición unánimemente aceptada, por lo general se considera el diseño industrial como el diseño de productos concebidos para ser fabricados en serie mediante procesos mecánicos (cadenas de montaje). De forma intrínseca, un diseño industrial debe ser planificado en su totalidad antes de entrar en el proceso de fabricación, sin posteriores manipulaciones.
La base del diseño industrial se encuentra en el funcionalismo, teoría que argumenta que un objeto que cumple su función y está elaborado con economía de materiales es intrínsecamente bello. Ello excluiría la estética en el diseño de objetos, aunque tal extremo rara vez se lleva a la práctica en su totalidad. Uno de los precedentes de esta teoría fue el arquitecto Louis Sullivan, quien afirmaba que «la forma se sigue de la función», así como Otto Wagner, quien estipuló que «nada que no sea práctico puede ser hermoso». En Alemania, arquitectos y diseñadores como Peter Behrens, Richard Riemerschmid y Bruno Paul, y talleres y asociaciones como Deutsche Werkstätten y Deutscher Werkbund, sentaron las bases del diseño industrial en una primera fase. Tomó el relevo la Bauhaus, donde el diseño industrial pasó al ámbito académico, y sus postulados fueron igualmente adoptados por la arquitectura racionalista (o Estilo Internacional). Tras la clausura de la Bauhaus por los nazis en 1933 la mayoría de sus componentes se trasladó a Reino Unido o Estados Unidos, países que recogieron el testigo del diseño industrial. Tras la Segunda Guerra Mundial, los ideales de la Bauhaus fueron retomados en Alemania por Max Bill, fundador de la Hochschule für Gestaltung en Ulm (1951).

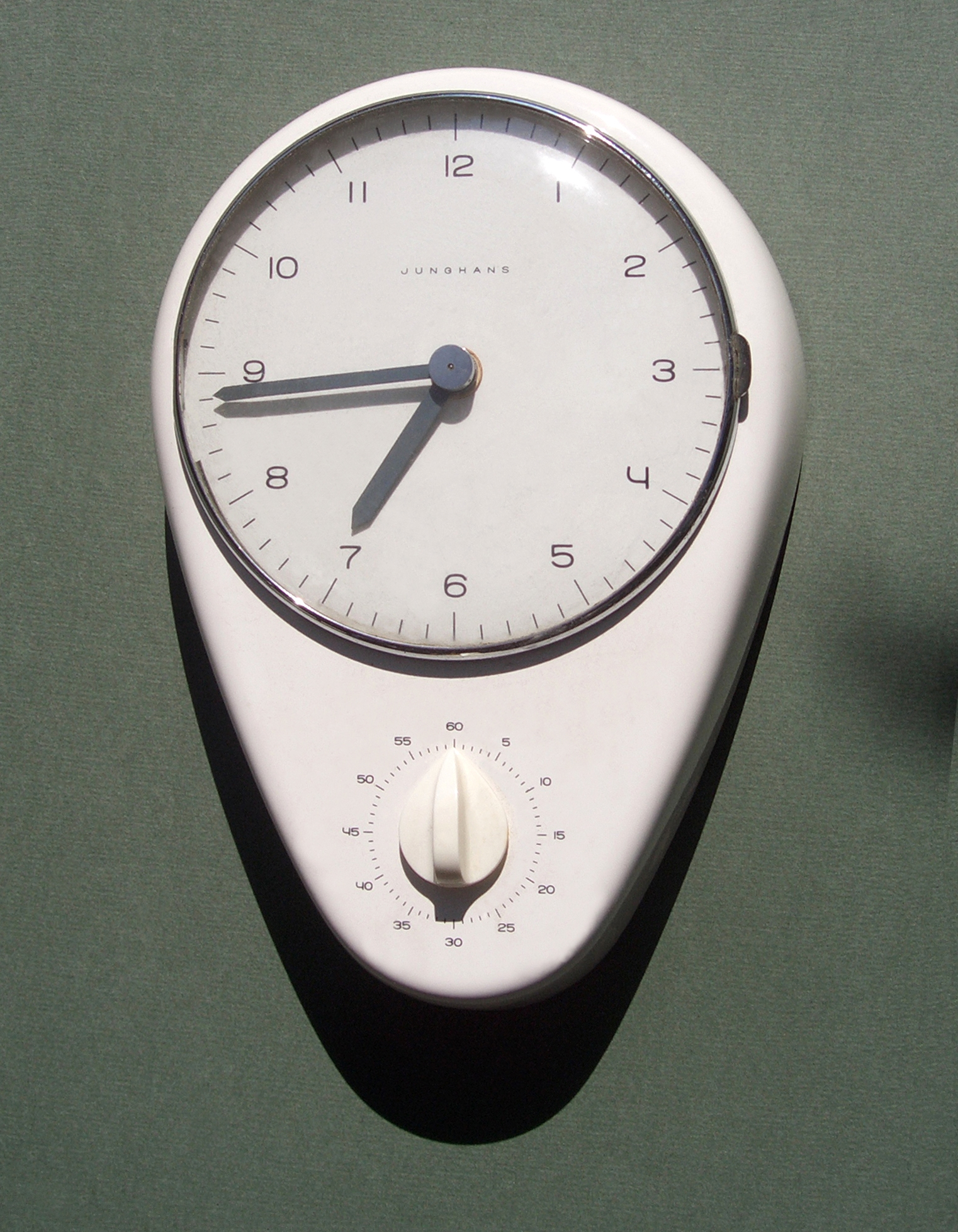
Reloj de cocina diseñado por Max Bill en la Hochschule für Gestaltung

En el Reino Unido el diseño tenía su precedente en los talleres de Arts & Crafts. En 1915 se fundó la Design and Industries Association con el objetivo de fomentar el diseño y, en 1930, se creó la Society of Industrial Artists para agrupar a los profesionales del sector. En Francia el pionero fue el arquitecto Le Corbusier, quien proclamó la «absoluta autonomía expresiva de los objetos producidos industrialmente» y señaló como aspectos básicos del nuevo diseño la pureza de líneas, la funcionalidad de los materiales y la luminosidad de las superficies. También cabe citar a Charlotte Perriand, colaboradora de Le Corbusier y una de las impulsoras de la arquitectura interior moderna. En la Unión Soviética, en 1920 se fundó el Vjutemás (Talleres de Enseñanza Superior del Arte y de la Técnica), una escuela de formación artística e industrial de corte multidisciplinar, mientras que en 1962 se creó el VNIITE (Instituto Científico y de Investigación de Estética Técnica), para la enseñanza del arte aplicado a la industria.
En Estados Unidos el pionero fue el arquitecto Frank Lloyd Wright, hasta la eclosión del diseño en los años 1930 con figuras como Henry Dreyfuss, Raymond Loewy y Walter Dorwin Teague. En esa década se establecieron también algunos maestros de la Bauhaus como Ludwig Mies van der Rohe, Walter Gropius y László Moholy-Nagy, quienes enseñaron a una nueva generación de diseñadores. Posteriormente destacaron Charles Eames, George Nelson y Harry Bertoia. En 1944 se fundó la Society of Industrial Designers, en 1948 la National Association of Schools of Design y, en 1957, la Industrial Design Educational Association.
Posteriormente, en Europa el diseño industrial tuvo dos corrientes principales: la escandinava y la italiana. La primera, representada por Arne Jacobsen, Alvar Aalto, Eero Saarinen y Poul Kjærholm, tenía sus raíces en el arte popular y se basaba en la naturalidad y sencillez de las formas como premisa fundamental del diseño, así como en la utilización de materiales naturales, aunque sin desdeñar el acero, que empleaban con asiduidad. Los principales campos tratados por el diseño escandinavo fueron el mobiliario, la cerámica, la orfebrería y el vidrio. Por su parte, el diseño italiano era más audaz y extravagante, con predilección por el colorido vivo, uso de materiales artificiales como la resina, el plástico y el conglomerado, así como el acero y materiales más «nobles» como el mármol, y con una libertad creativa que iba desde la austeridad de Ettore Sottsass, pasando por el racionalismo de Joe Colombo, hasta el refinamiento de Gae Aulenti.
En España, el principal centro del diseño industrial fue Barcelona, donde en 1903 se fundó el FAD (Fomento de las Artes Decorativas), una asociación de decoradores y artesanos que en 1959 impulsó una escuela y, al año siguiente, el ADIFAD (Agrupación de Diseño Industrial del FAD), que posteriormente creó sucursales en Madrid y Valencia. En los años 1930 el GATCPAC (Grupo de Artistas y Técnicos Catalanes para el Progreso de la Arquitectura Contemporánea), cuyo principal exponente fue Josep Lluís Sert, también se internó en el diseño de estilo funcionalista. En 1973 se fundó la Fundación Barcelona Centro de Diseño (BCD), más vinculada a la política industrial del estado. En 1977 se fundó la Asociación de Diseñadores Profesionales.

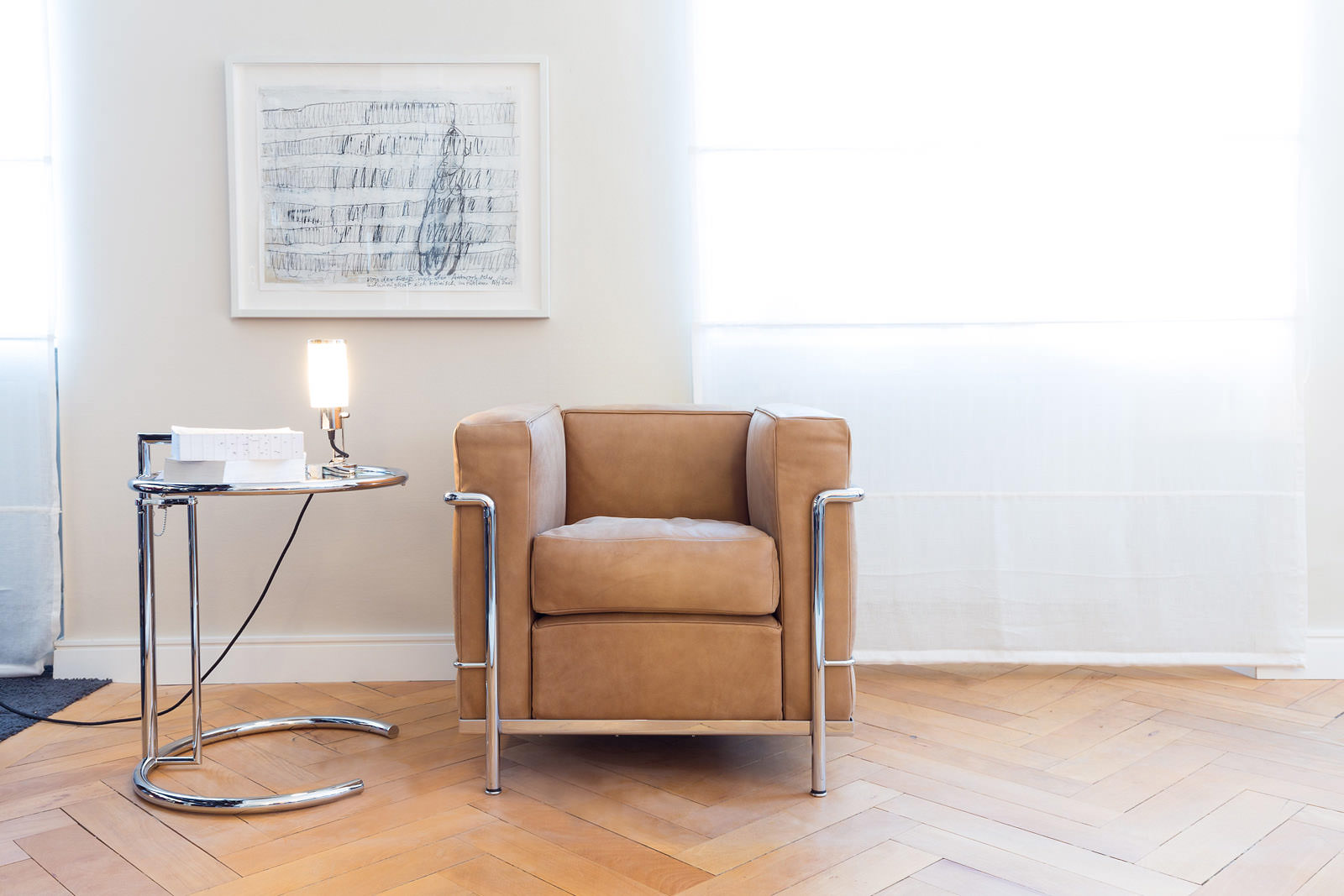
Sillón de Le Corbusier, Pierre Jeanneret y Charlotte Perriand (1928)
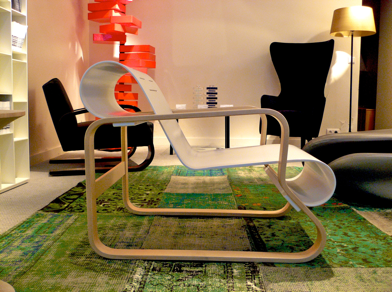
Silla Paimio, de Alvar Aalto (1929-1933)
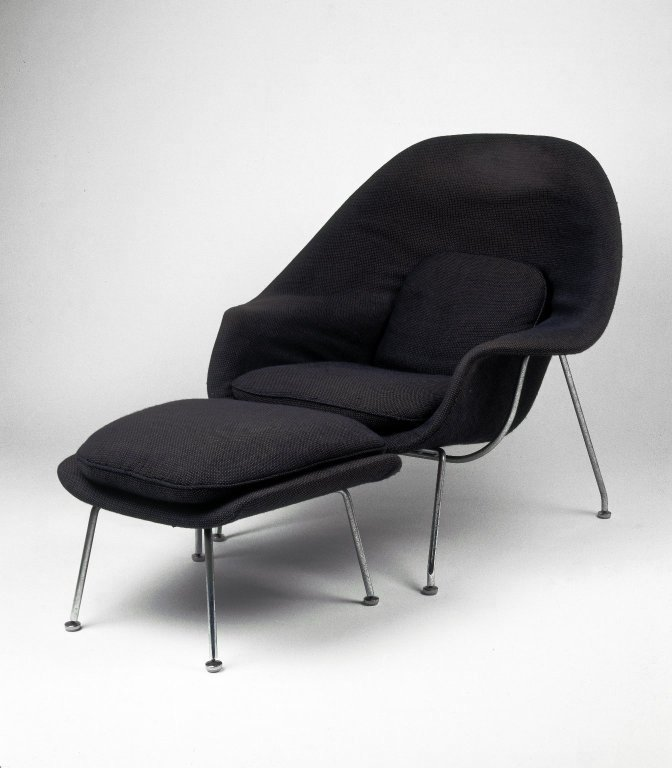
Silla Útero (1947-1948), de Eero Saarinen, Museo Brooklyn
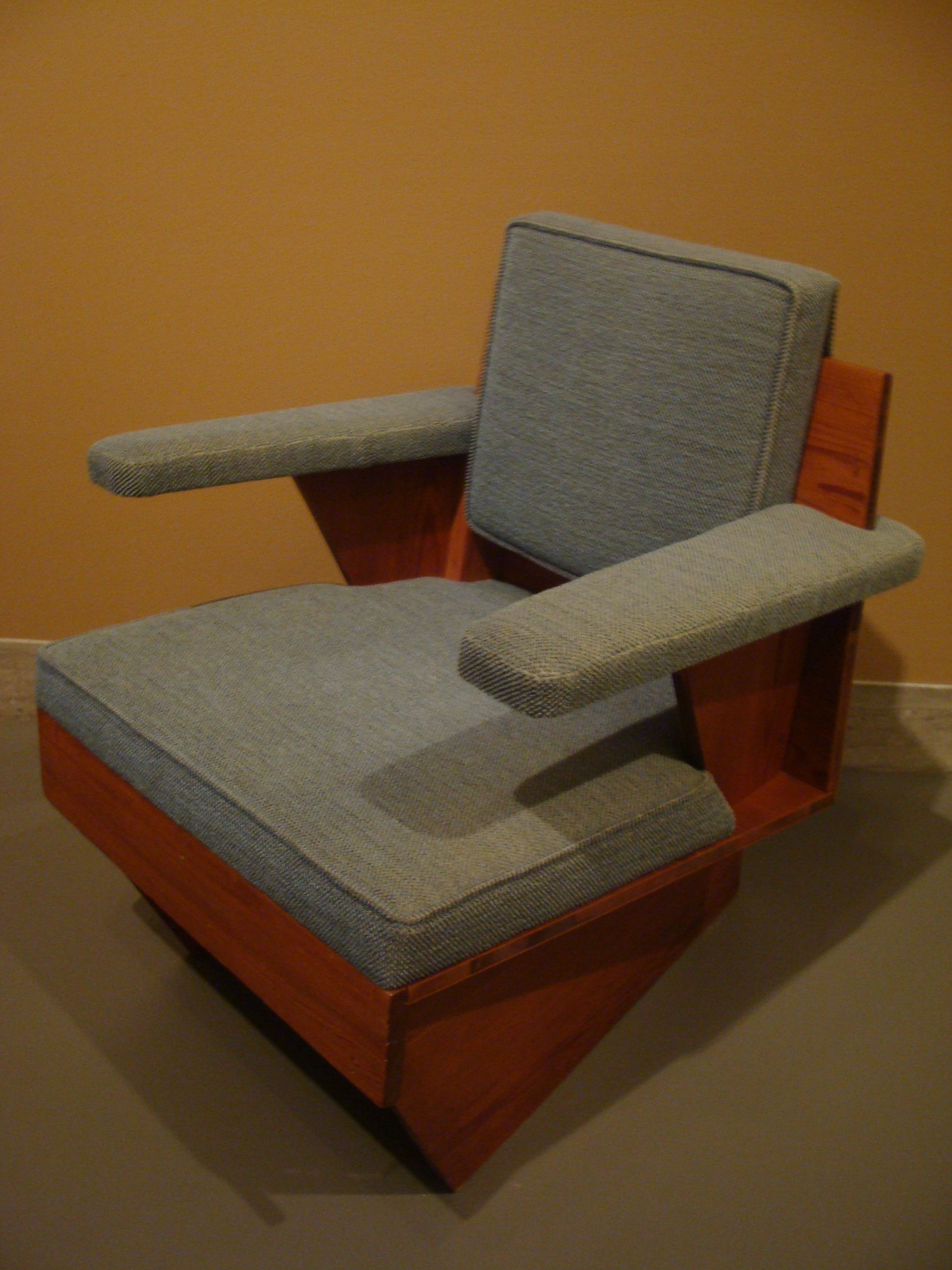
Sillón (1940), de Frank Lloyd Wright, Nelson-Atkins Museum of Art, Kansas City (Misuri)
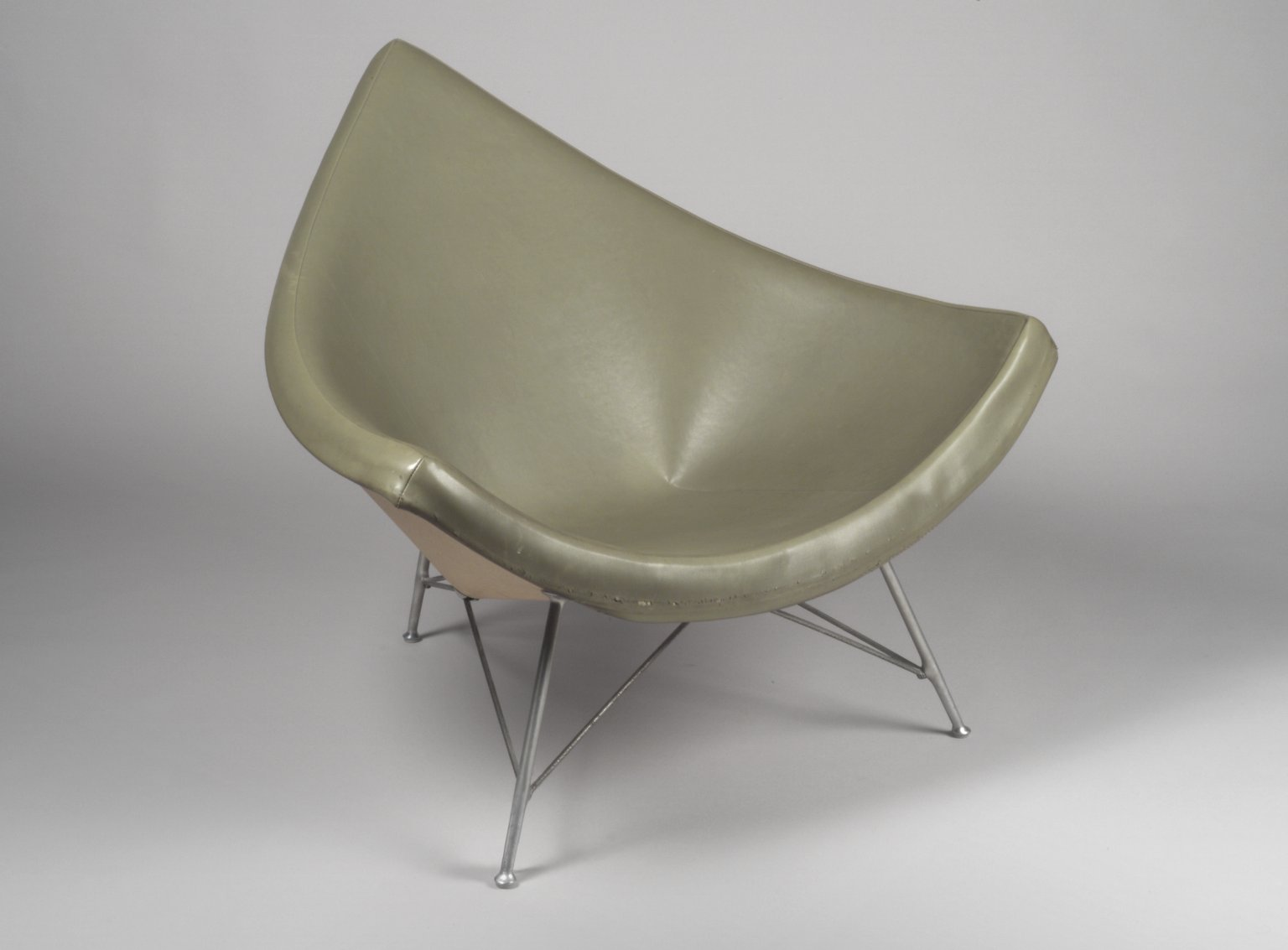
Coconut Chair (1958), de George Nelson, Brooklyn Museum, Nueva York
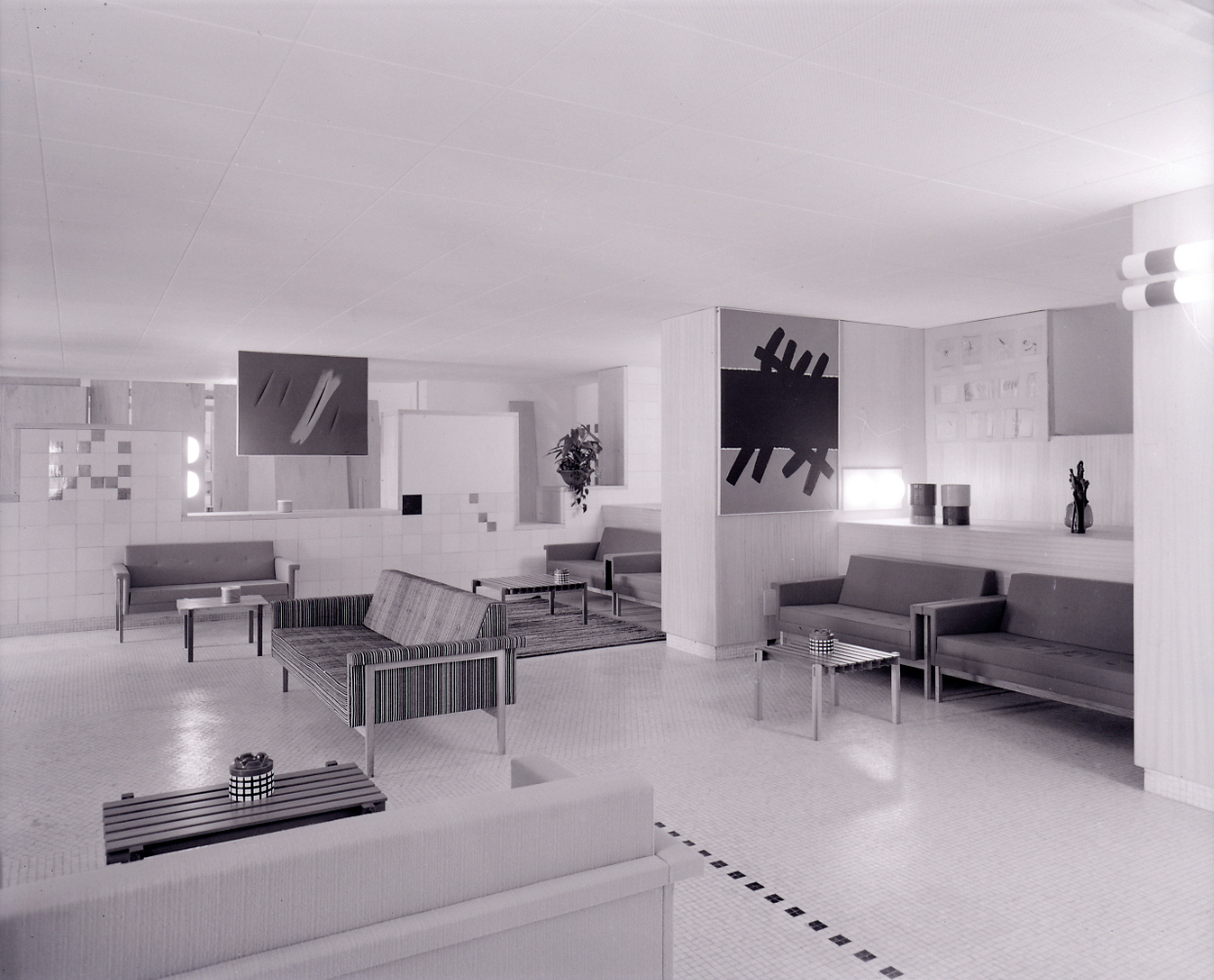
12.º Triennale de Milán (1960), muebles para interiores diseñados por Ettore Sottsass
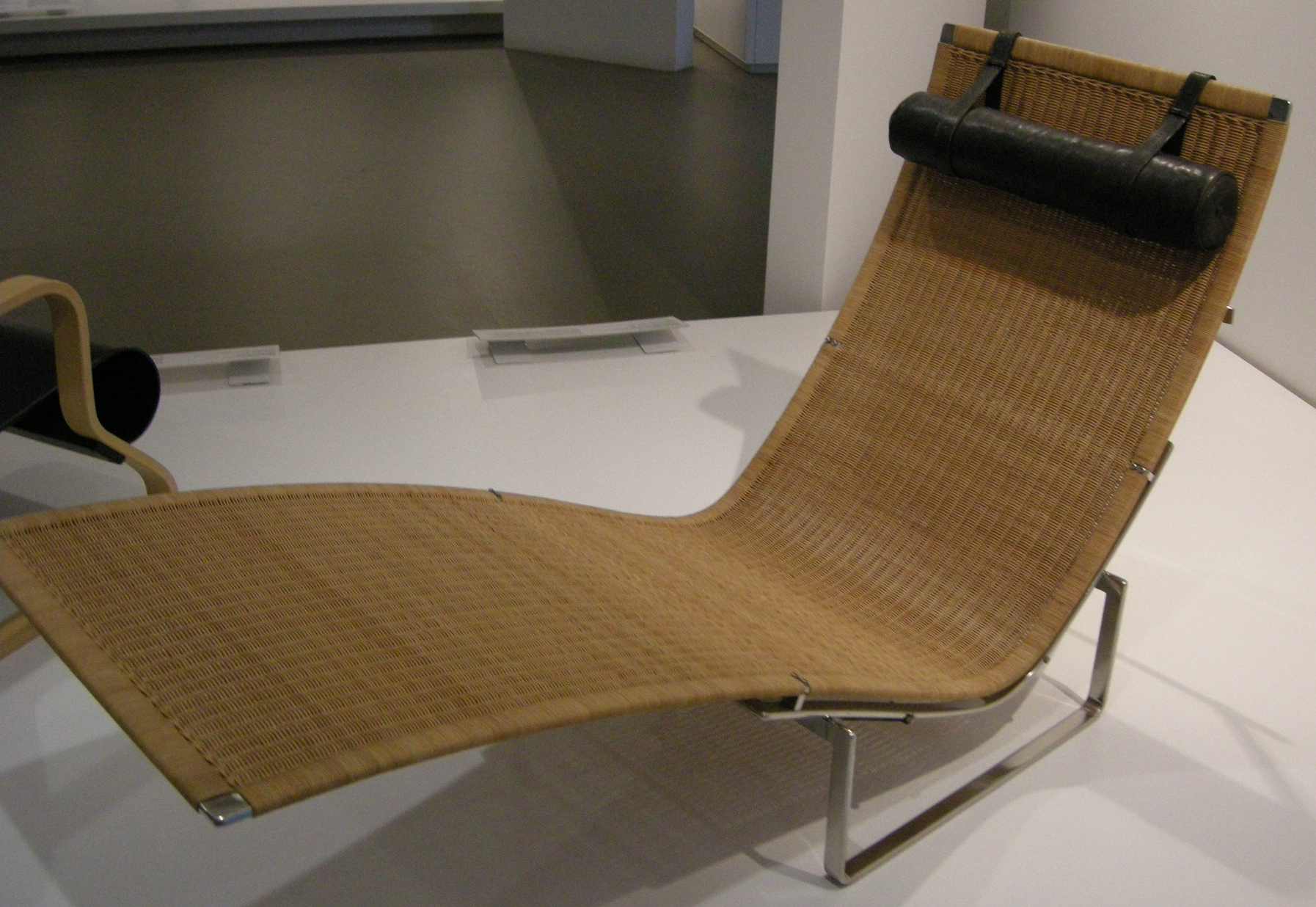
Silla de hamaca PK24 (1965), de Poul Kjærholm

#### Nuevas tendencias

Silla diseñada por Verner Panton (1960)

Desde la Segunda Guerra Mundial las artes decorativas tradicionales y el diseño industrial han convivido con nuevas corrientes de la vanguardia artística que, ocasionalmente, han hecho incursiones en el campo del diseño. Uno de los estilos artísticos que se internaron en este terreno fue el pop art, surgido en Reino Unido y Estados Unidos en torno a 1955 como movimiento de rechazo al expresionismo abstracto, con un marcado componente de inspiración popular (publicidad, fotografía, cómic, medios de comunicación de masas). Aunque su principal vía de expresión fue la pintura, también destacaron en artes gráficas —como las famosas serigrafías de Andy Warhol— y en diseño, con cierta influencia del Arts & Crafts y el art déco. Así, por ejemplo, destaca el mobiliario diseñado por Verner Panton o el del equipo italiano formado por Jonathan de Pas, Donato d'Urbino y Paolo Lomazzi, creadores de la silla inflable Blow (1967) y el Sofá de Joe (1971), con forma de guante de béisbol, inspirado en el jugador Joe DiMaggio.

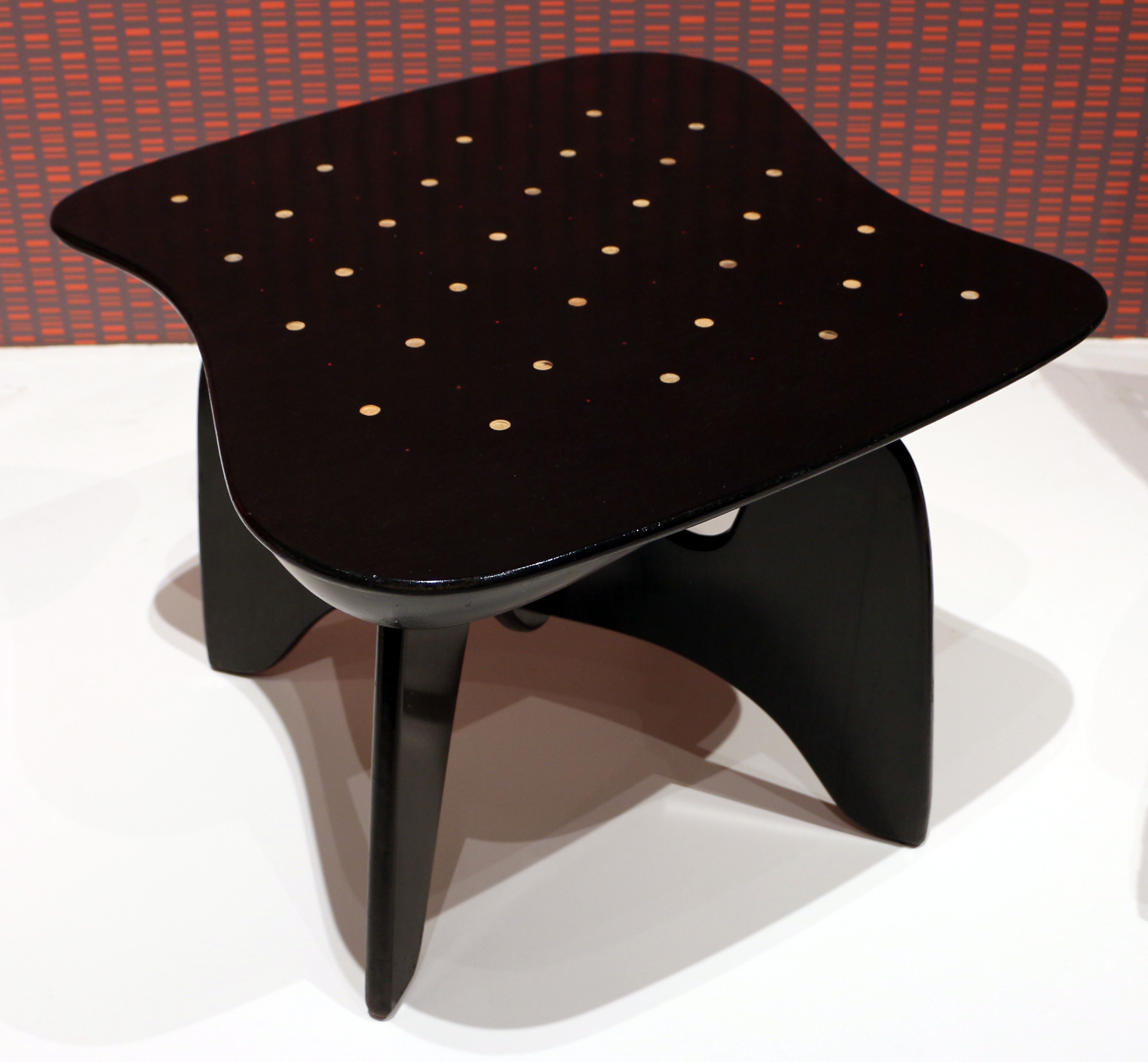
Mesita de Isamu Noguchi (1947-49), Milwaukee Art Museum

Otro movimiento interesado por el diseño fue el arte abstracto orgánico, que se caracteriza por la utilización de formas redondeadas inspiradas en la naturaleza. En realidad, no fue una escuela o estilo, sino una tendencia presente en artistas de distinto signo, remontable incluso a la obra de Vasili Kandinski o Constantin Brâncuși, pero que se suele aplicar a varios artistas de los años 1940 y 1950. Uno de sus principales representantes fue Isamu Noguchi, autor de muebles, lámparas y otros objetos elaborados con una concepción escultórica, como su famosa mesa de café con base madera y tablero de cristal (1947).

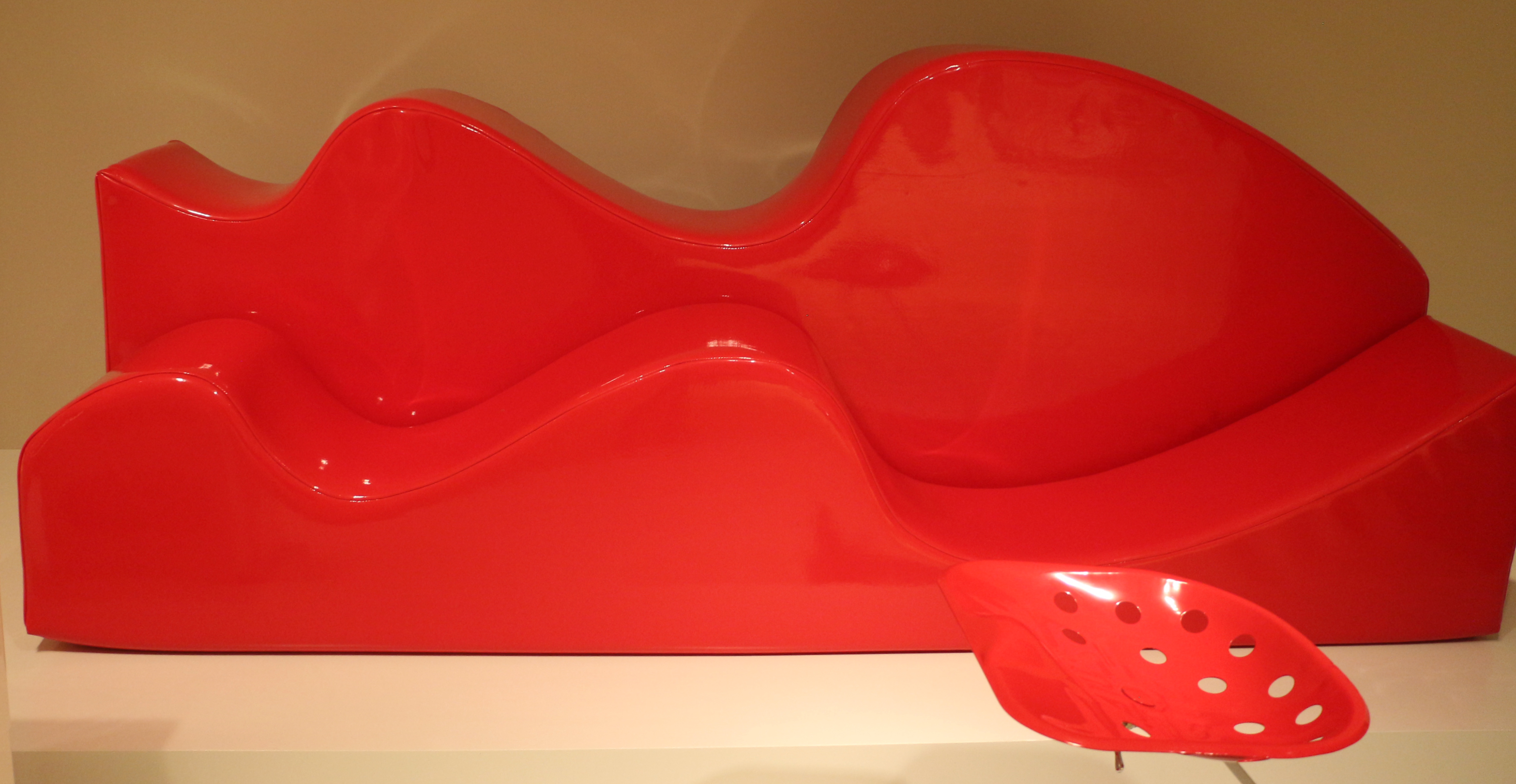
Sofá Superonda (1967), de Archizoom, Indianapolis Museum of Art

Entre las décadas de 1950 y 1960 se dio el Italia el estilo llamado Neoliberty —en alusión al modernismo italiano, llamado Liberty en ese país—, inspirado tanto en ese precedente como en el pop art, con predominio de las líneas curvas, representado por Gae Aulenti, Franco Albini, Vittorio Gregotti y Carlo Mollino. También en esas fechas se dio en Italia el llamado techno-chic, un estilo lujoso y brillante aplicado sobre todo al mobiliario y la iluminación, con empleo de materiales como el cuero, el cromo y el plástico.
Entre los años 1960 y 1970 hubo una tendencia en la arquitectura y el diseño conocida como «antidiseño» (también «contradiseño» o «diseño radical»), representada por el estudio británico Archigram y los italianos Archizoom y Superstudio. Influidos por el pop art y el kitsch, y con un antecedente en el art déco, rechazaban los principios del Estilo Internacional y el diseño estético por encima del funcional, así como la injerencia política o económica en el diseño. Una de sus mejores realizaciones fue la silla Mies de Archizoom (1969).
Desde 1975 predominó el arte posmoderno, llamado así por oposición al arte moderno, ya que se asume el fracaso de los movimientos de vanguardia como el fracaso del proyecto moderno. Este movimiento supone el retorno a las formas y estilos tradicionales del arte que, sin embargo, son reinterpretados y mezclados de forma libre y arbitraria. Se rechazan los postulados racionalistas derivados de la Bauhaus y se experimenta de nuevo con las texturas y los colores, así como se adoptan motivos ornamentales del pasado, una tendencia conocida igualmente como «adhocismo». Destacaron diseñadores como Ettore Sottsass, Alessandro Mendini, Michele de Lucchi y Philippe Starck, así como en las artes gráficas Wolfgang Weingart, Neville Brody y Javier Mariscal.

### SigloXXI

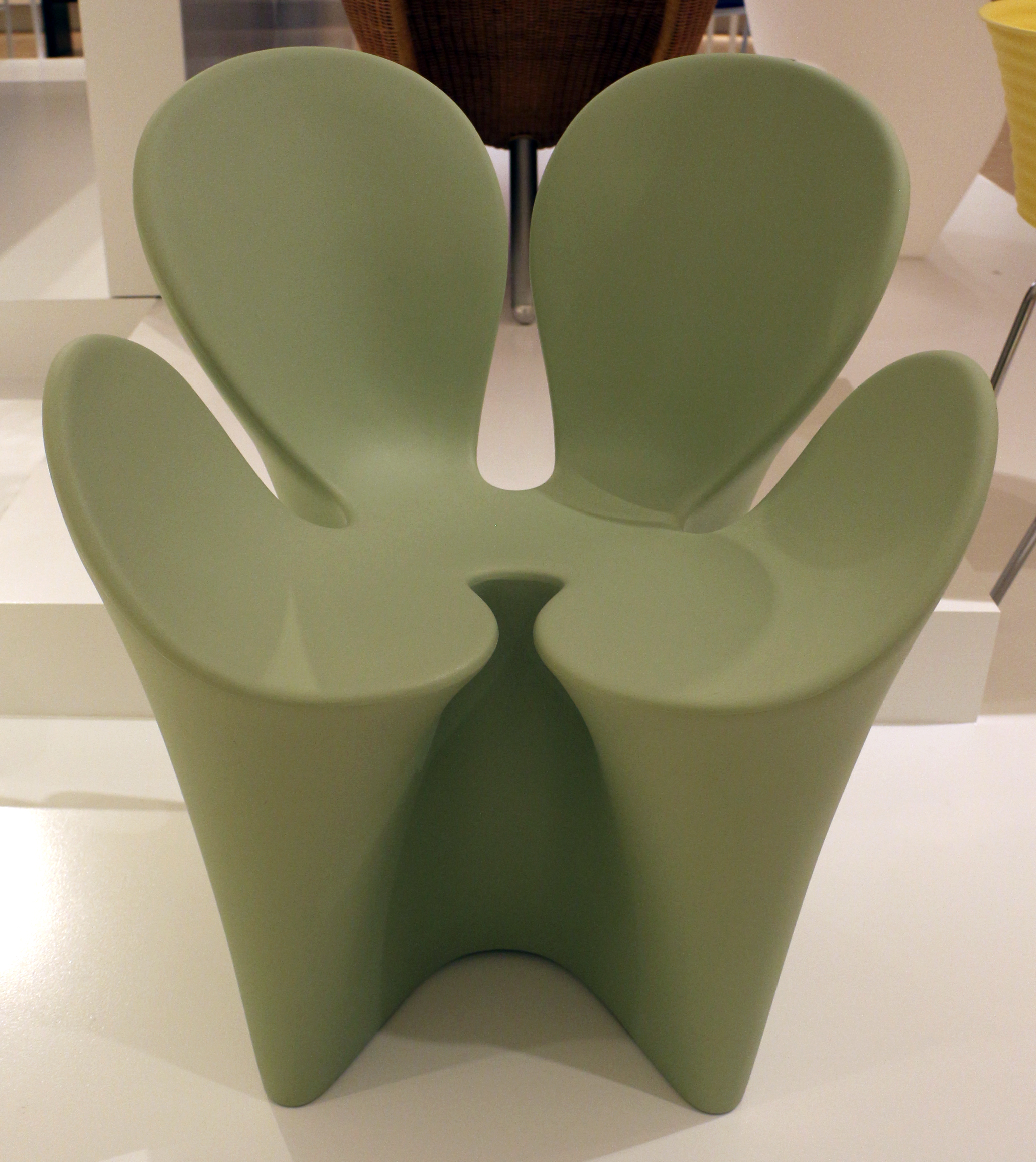
Silla Clover (2006), de Ron Arad, Indianapolis Museum of Art

El nuevo milenio se inició con un hilo de continuidad con la centuria anterior, tanto en la pervivencia de las técnicas tradicionales, cada vez más relegadas a la consideración de artesanía, como en la evolución del diseño industrial. Estilísticamente, al inicio del siglo continuó predominando el arte posmoderno, aunque también se notó la influencia de movimientos arquitectónicos como el high-tech y el deconstructivismo. Un fenómeno social de la transición de siglo fue el nuevo concepto de mobiliario automontable y venta de productos de diseño por catálogo o en grandes almacenes, que tuvo su paradigma en la empresa sueca Ikea, fundada en 1943 por Ingvar Kamprad. En general, la tendencia del nuevo milenio ha sido la del eclecticismo, la mezcla de estilos, así como la búsqueda de la sencillez y el confort. En el interiorismo se denotó asimismo una mayor preocupación por la sostenibilidad medioambiental y un gran auge del uso de nuevas tecnologías. Entre los diseñadores más destacados de la transición de siglo cabe citar a Ron Arad, cercano al deconstructivismo, quien elabora obras de materiales reciclados con una apariencia escultórica; y Andrée Putman, diseñadora de estilo ecléctico que mezcla elementos rococó, high-tech y posmodernos.

## Arte no occidental

### África

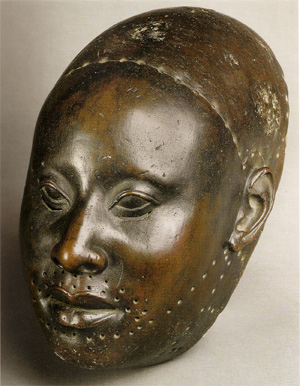
Cabeza moldeada en bronce, obra del pueblo yoruba, Ife, Nigeria

El arte africano ha tenido siempre un marcado carácter mágico-religioso, destinado más a ritos y ceremonias de las diversas creencias animistas y politeístas africanas que no a fines estéticos, aunque también hay producciones de signo ornamental. La mayoría de producciones en el terreno de las artes decorativas se han dado en cerámica, joyería y tejidos, así como objetos de metalurgia.
En la región sudanesa (desde la sabana de la costa hasta el Chad) destacan las urnas funerarias, vasos de terracota y joyas de bronce (pendientes, pectorales, brazaletes y anillos). El arte de la madera fue practicado por los dogon de Malí, los bobo de Burkina Faso y los senufo, especialmente unos taburetes con patas con forma de figuras humanas.
En la región guineana (Costa de Marfil, Ghana, Benín, Nigeria y Camerún) se han producido interesantes obras de cerámica, especialmente en Benín, con vasijas modeladas a mano y cocidas de forma precaria —por lo que son muy frágiles—, de color rojo o blanqueadas con cal y decoración lineal. También destaca en esta región la orfebrería, especialmente en las tribus ashanti, como la máscara funeraria del rey Kofi Kalkali (1870, Colección Wallace, Londres), de oro fundido a la cera perdida de 1,5 kg de peso, o un anillo con la figura en bulto redondo de un león conservado en el British Museum. Otros objetos eran pendientes, anillos, cascos, collares, brazaletes, platos, vasos, etc. También elaboraban objetos de hierro, cobre, bronce y latón. En cuanto a la madera, fue practicada en todo tipo de objetos y mobiliario, especialmente los tronos y asientos rituales de Camerún y Benín, como el trono del rey Glelé de Dahomey (Musée de l'Homme, París). Otras artes practicadas en la región fueron la eboraria, el tejido y la cestería.
En el área congoleña (República Centroafricana, Congo, República Democrática del Congo y Angola) se practicó la metalistería, en la que destacan los jarros mangbetu (Congo central) de forma globular y cuello en forma de cabeza humana femenina. Destacó también el trabajo de la madera, presente en máscaras, tambores, cabeceras, asientos, copas, peines, cofres, cubiletes y otros objetos. En el tejido Kuba destaca el llamado «terciopelo de Kasai» practicado por los bakuba, elaborado con palma y decorado con cuadrados, rombos y triángulos. En cestería son remarcables las canastillas para plátanos de los bakwele del Congo.

### Oceanía

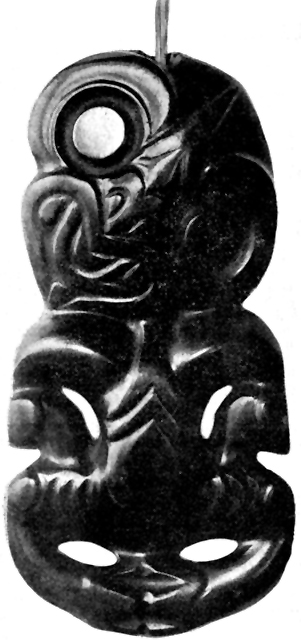
Hei tiki de Nueva Zelanda

El arte oceánico está marcado por la multiplicidad de territorios insulares que jalonan el océano Pacífico, donde destacan las islas de Australia y Nueva Zelanda, así como tres principales áreas de islas y archipiélagos: Polinesia, Melanesia y Micronesia. La primera cultura desarrollada en la zona fue la lapita (1500-500 a. C.), originada en Nueva Caledonia y extendida por Nueva Guinea y Polinesia occidental (islas Salomón, Vanuatu, Fiyi, Tonga y Samoa, principalmente). Se caracteriza por su cerámica decorada con motivos dentados hechos con peines o púas, así como objetos de obsidiana y conchas. Entre el 500 a. C. y el 500 d. C. continuó la colonización hacia Micronesia, Melanesia y Polinesia oriental (islas Sociedad, Marquesas, isla de Pascua, Hawái), aunque en estas primeras fases no se han hallado numerosos vestigios, excepto algunos utensilios y abalorios, principalmente de conchas.
Con posterioridad, cada área regional desarrolló distintas formas de arte: en Nueva Guinea se producía un tipo de cerámica decorada con espirales incisas, así como muebles de madera, mosaicos de plumas de ave, cajas de bambú y calabazas pirograbadas; en las islas Salomón se han encontrado pendientes de concha con incrustaciones de nácar, maderas talladas usadas como adorno en piraguas y vasos de madera con dibujos grabados; en Nueva Zelanda era característico en los objetos ornamentales el uso de espirales y el horror vacui, encontrados en maderas talladas usadas en piraguas, cajas y bajorrelieves de las casas, así como los pendientes de jade llamados hei tiki; en las islas Samoa destaca la producción de tejidos de corteza vegetal (tapa) decorados con dibujos, generalmente losanges o ajedrezados; en las islas Hawái se confeccionaban cuencos y platos de madera sostenidos por cariátides, así como vestidos y cascos adornados con plumas, como el manto del rey Kamehameha, de 3,50 m de largo por 2,50 m de ancho.
En sus viajes por el océano Pacífico (1768-1780), James Cook reunió una serie de obras de arte que incluían tejidos, esculturas, joyas, muebles, armas, herramientas, instrumentos musicales y otros productos manufacturados.

### Arte precolombino

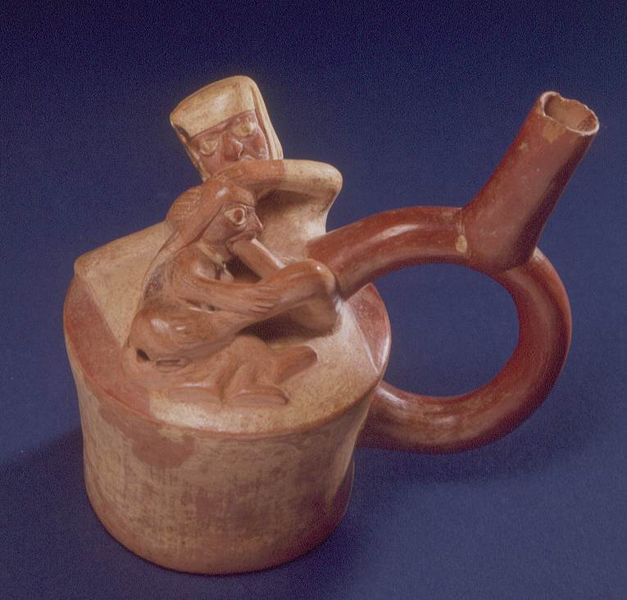
Cerámica escultórica con motivos eróticos de la cultura moche, Museo Larco Herrera, Lima, Perú

Se denomina arte precolombino al producido en el continente americano antes del descubrimiento de América por Cristóbal Colón en 1492. Aquí florecieron a lo largo del tiempo diversas culturas, entre las que destacan los mayas y aztecas en México y los incas en Perú. Estos pueblos trabajaron la piedra con finalidad ornamental, como se denota en el templo tolteca de Coatepantli, decorado con un friso de serpientes devorando hombres, o el templo mixteca de Mitla, con decoración de relieve en forma de grecas; también son remarcables los altorrelieves de Uxmal y Chichén Itzá. Estas culturas también trabajaron piedras preciosas y semipreciosas como turquesa, jade, ónice, ágata, jaspe, serpentina y cristal de roca, así como nácar, coral y obsidiana.

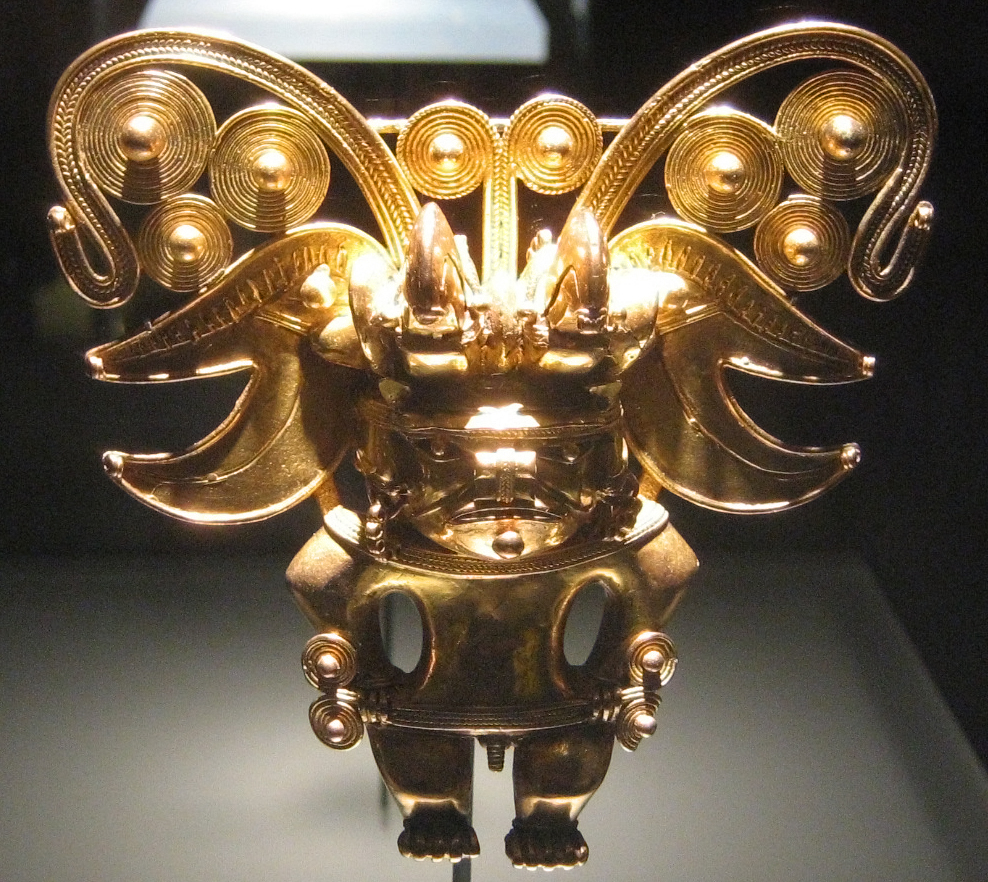
Colgante tairona de tumbaga (aleación de oro y cobre), Museo del Oro, Bogotá

Una de sus principales manifestaciones fue la cerámica, realizada sin torno, en modelado o vaciado. Presenta diversas morfologías —una de las más típicas la de trípode—, con decoración por incisión con punzón, mediante estampado con bloques de piedra o terracota grabados, pintada o bien mediante alveolado o ahuecado. En México se han hallado urnas funerarias y vasos con cabeza de forma caricaturizada entre los toltecas, vasos mixtecas, vasos y trípodes mayas o las máscaras de terracota totonacas. Pero las mejores realizaciones son del Perú, con unos primeros exponentes en la cultura de Chavín, en la de los mochicas, los chimús y en Nazca, hasta desembocar en los mayas, entre los que destacan las ánforas puntiagudas con dos asas, con decoración pintada de tipo geométrico.
La orfebrería tuvo gran relevancia en las culturas precolombinas, especialmente en Perú, donde está constatado el trabajo del oro desde el siglo IX a. C. y la plata desde el siglo V a. C. Dominaban diversos procedimientos, como el repujado, el batido en frío, el cincelado, el ahuecado, el recocido, el estampado sobre alma de madera y la soldadura. En México destaca el tesoro hallado en la tumba 7 de Monte Albán, donde se halló un pectoral de oro que representa al dios de los muertos Mictlantecuhtli, junto a un conjunto de unas quinientas piezas de oro. En Colombia, donde se halla una buena muestra en el Museo del Oro de Bogotá, floreció notablemente la orfebrería, donde destacan los pectorales antropomorfos de la cultura quimbaya, así como figuras zoomorfas, anillos, alfileres, collares, cascabeles, etc. También hacían piezas de tumbaga, una aleación de oro y cobre. En Ecuador se trabajó por primera vez el platino.

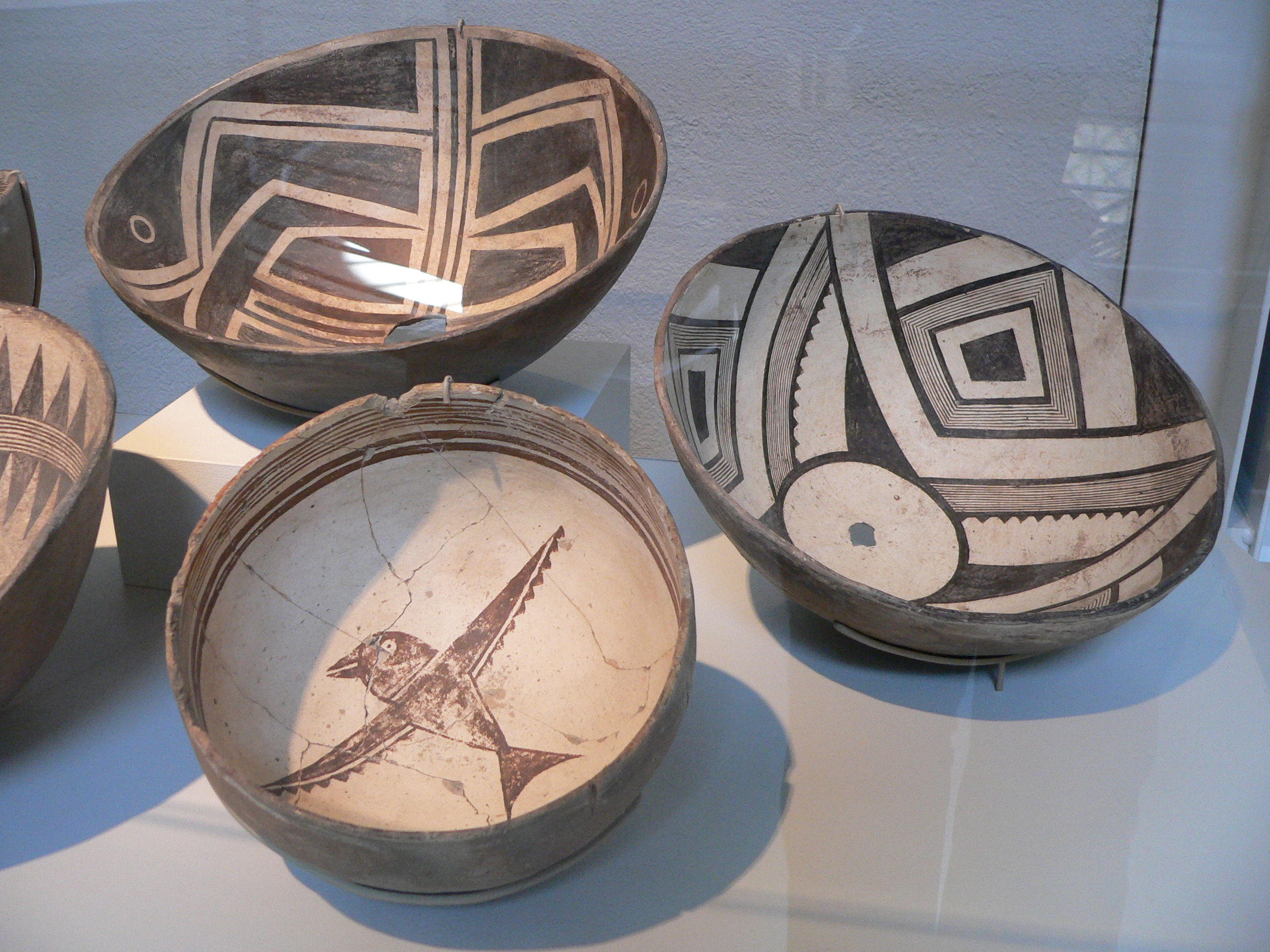
Cerámica mimbre

En Perú surgió una notable industria textil, quizá la primera del mundo —hay vestigios del siglo VII a. C.—, hilada con telar con hilos de casi doscientos colores distintos. En Paracas se elaboraban mantos de lana de guanaco, alpaca o vicuña, adornados con escenas mitológicas. Además de tejidos se elaboraban tapices, gasas y brocados. Los tapices eran de urdimbre de algodón y trama de lana, coloreados en tonos amarillos y pardos de base vegetal, azul de índigo y rojo de cochinilla, así como verde y violeta por combinación de los anteriores y negro por inmersión del rojo en barro. Los motivos ornamentales eran tanto figurativos como abstractos y geométricos. También se elaboraron obras notables de plumería, especialmente entre los olmecas, los mayas y los aztecas, por lo general mosaicos de plumas elaborados por costura o ensamblaje. Se conservan algunos regalos de Moctezuma a Carlos V, como un escudo ceremonial, un casco, un estandarte y un abanico.
En América del Norte vivieron diversas tribus adaptadas a los múltiples hábitats de este continente, tales como regiones árticas, selvas, desiertos, bosques y praderas. Aunque cada una de ellas tenía su propia idiosincrasia artística, en general practicaban un arte mobiliar confeccionado con materiales como pieles, fibras vegetales, plumas, piedra, madera, cobre, mica, conchas, púas de puerco espín, etc. Las principales técnicas practicadas eran la cerámica, el textil y la cestería. En Florida algunas tribus elaboraban delantales confeccionados de musgo y liquen. Uno de los elementos típicos de las tribus nómadas eran los tipis, unas tiendas realizadas generalmente de piel de búfalo y dibujadas con emblemas tribales y familiares. La cerámica se desarrolló especialmente en el suroeste americano, con piezas notables entre la tribu de los mimbres, autores de unos cuencos decorados con pinturas de pájaros, animales y seres humanos.

### Asia

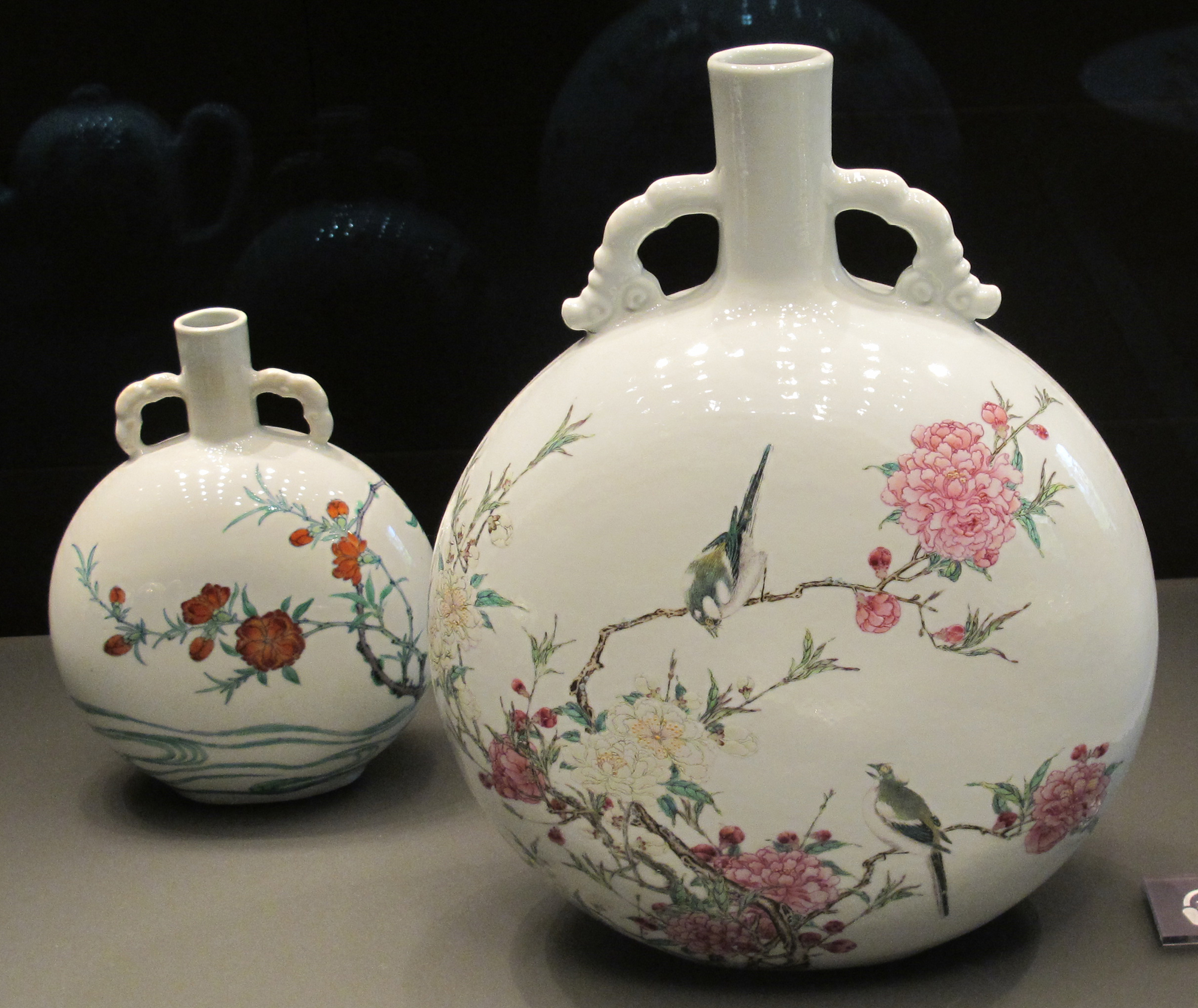
Vasija china de porcelana de la dinastía Qing (1723-1735), British Museum, Londres

#### China
El arte chino ha tenido una evolución más uniforme que el occidental, con un trasfondo cultural y estético común a las sucesivas etapas artísticas, marcadas por sus dinastías reinantes. Como la mayoría del arte oriental tiene una importante carga religiosa (principalmente taoísmo, confucianismo y budismo) y de comunión con la naturaleza. Al contrario que en Occidente, los chinos valoraban por igual la caligrafía, la cerámica, la seda o la porcelana, que la arquitectura, la pintura o la escultura, a la vez que el arte está plenamente integrado en su filosofía y cultura. Las artes decorativas chinas tienen en general ciertos rasgos comunes: gusto por el colorido y los materiales bellos, amor por el trabajo bien realizado, sentido del ritmo, estilización y persistencia de ciertas formas y motivos en todas las técnicas decorativas, generalmente de carácter simbólico: cielo, tierra, sol, estrellas, animales míticos como el dragón o el fénix, signos del zodíaco, flores y otros elementos de la naturaleza; los colores y algunos caracteres o palabras también pueden tener un significado simbólico. Cabe mencionar que las manufacturas chinas influyeron en la decoración del rococó europeo, las llamadas chinoiseries.
El arte en China se suele periodificar según sus dinastías gobernantes: Shang (1600-1046 a. C.), Zhou (1045-256 a. C.), Qin (221-206 a. C.), Han (206 a. C.-220 d. C.), período de las Seis dinastías (220-618), Tang (618-907), Song (960-1279), Yuan (1280-1368), Ming (1368-1644) y Qing (1644-1911).

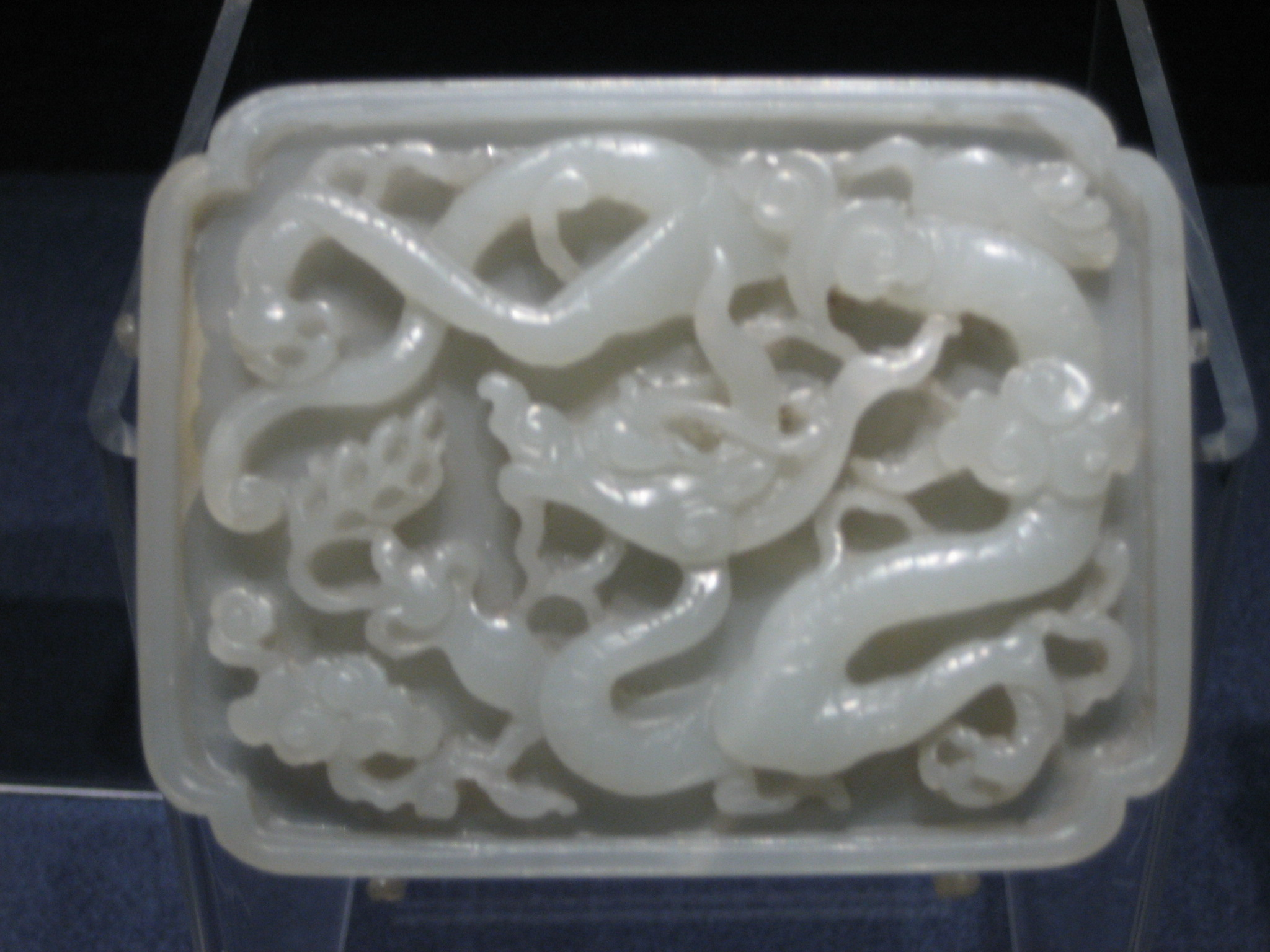
Placa de cinturón de jade con dragón, dinastía Yuan

Una de las principales expresiones de las artes decortivas chinas es la cerámica: los primeros vestigios son de época neolítica, alrededor del 2500 a. C., en que se elaboraban urnas y vasijas decoradas con pinturas de varios motivos, como espirales, triángulos y zigzags. En época Shang se hacían vasijas de arcilla fina decorada por incisión, con adornos generalmente de grecas. Durante la dinastía Zhou apareció una protoporcelana de gres vidriado con feldespato y un caolín impuro. En época Han se dio un tipo de cerámica esmaltada con un barniz plomífero y coloreada en verde con óxido de cobre, como el típico vaso hu, que se decora en su parte superior con un relieve de frisos. En el período Tang se elaboraban vasos, tiestos, jarros, ánforas y escudillas, algunos de influencia occidental, así como figurillas votivas, y surgió un tipo de porcelana blanca y gruesa. Durante el período Song destacan dos tipologías: la cerámica de esmalte blanco de Ting-cheu y la cerámica de esmalte rosa o azul de Kin-cheu. La época Yuan fue de mantenimiento de las formas anteriores, quizá con menos calidad; la principal innovación fue la introducción del azul cobalto. La dinastía Ming supuso un renacimiento de la cerámica y el arte en general, favorecida por la creación de la manufactura imperial de Jingdezhen. La porcelana se elaboró en grandes cantidades, un tipo de porcelana blanca translúcida de gran perfeccionamiento técnico, decorada con vivos colores. Por último, en época Qing continuó una producción abundante —en Jingdezhen había tres mil hornos trabajando continuamente—, y se recuerda a Tang Ying como el más grande ceramista de su tiempo, director de la fábrica imperial de 1736 a 1749. En este período se introdujo el azul zafiro, y se elaboraron piezas tanto monocromas como policromas, con una predilección temática por las escenas pintorescas.
El trabajo de las piedras duras está representado sobre todo por el jade, que se trabaja en China desde el milenio III a. C. Suele ser de color verde o azul, aunque hay variedades en amarillo o blanco. Se solía pulir con piedras abrasivas como el corindón, aunque su dureza conllevaba un trabajo de varios años para una sola pieza. El sello imperial chino, grabado en época Han, era de jade. Los jades eran usados como objetos rituales, como el disco Bi (símbolo del cielo) o el bloque Tsong (la tierra), o bien como ornamentos, generalmente joyas, amuletos, adornos de espadas o hebillas de cinturones.

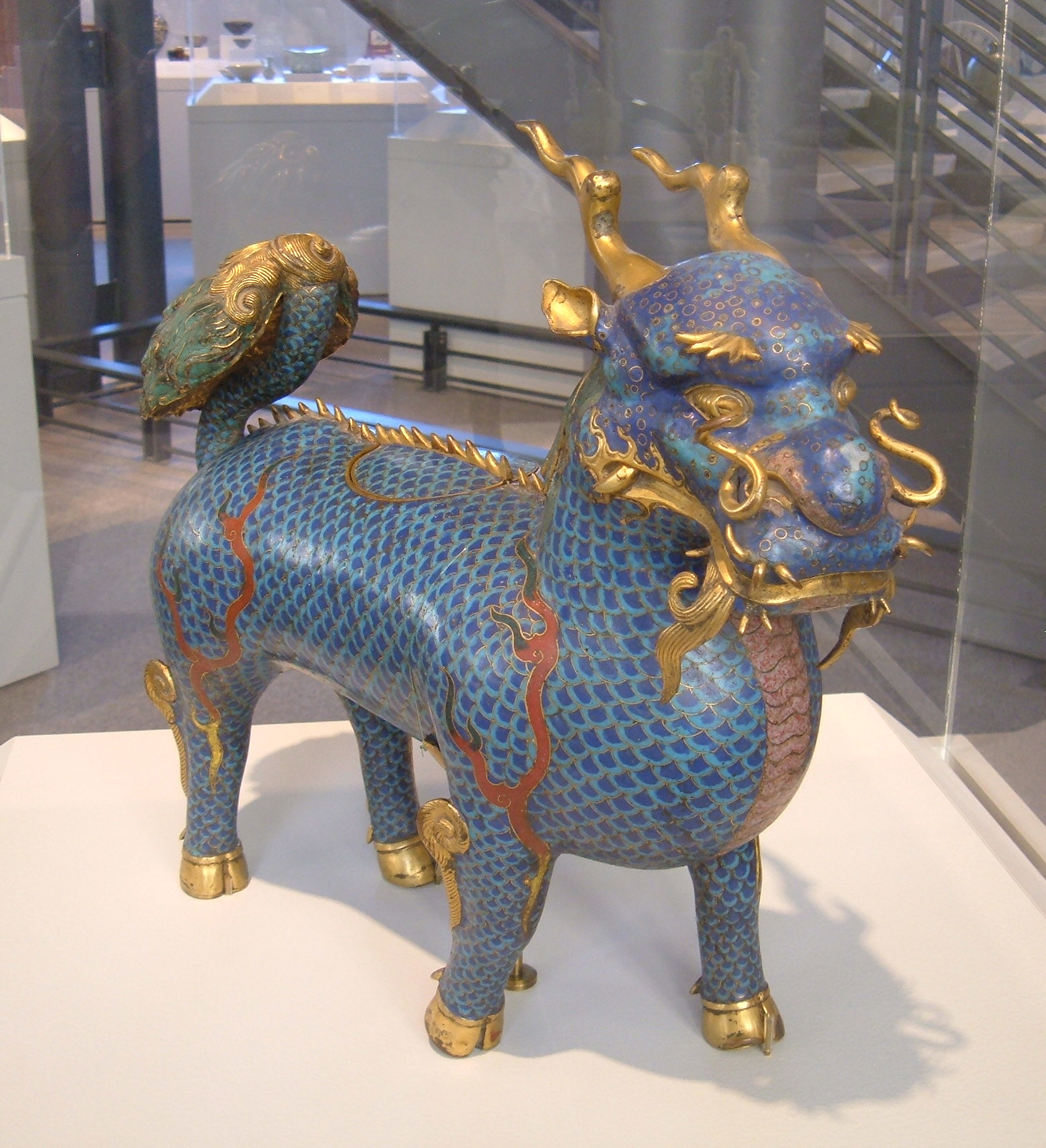
Incensario de cloisonné con forma de qilin, dinastía Qing

La orfebrería es escasa, debido a la pobreza del territorio chino en oro y plata. De época Zhou se conservan diversas piezas de plata, como copas y alfileres para el pelo. En época Han se hacían objetos de plata para uso ritual o doméstico, mientras que en oro destaca un broche de cinturón con turquesas incrustadas hallado en una tumba de Loland (Pionyang). Un punto álgido de la orfebrería china fue durante la dinastía Tang, donde se denota la influencia del Próximo Oriente debido a la llegada de orfebres sasánidas expulsados de Irán por los musulmanes; también se denota la influencia india en la introducción de la forma de flor de loto. Eran frecuentes los collares, pendientes y brazaletes con abundancia de perlas. De época Song destacó el uso de la filigrana, y los Yuan destacaron en platería. De época Ming destaca el tesoro hallado en la tumba del emperador Wanli (1572-1620). La dinastía Qing mantuvo los estilos anteriores, en piezas de gran suntuosidad con abundancia de perlas, jade, coral y otros materiales preciosos.

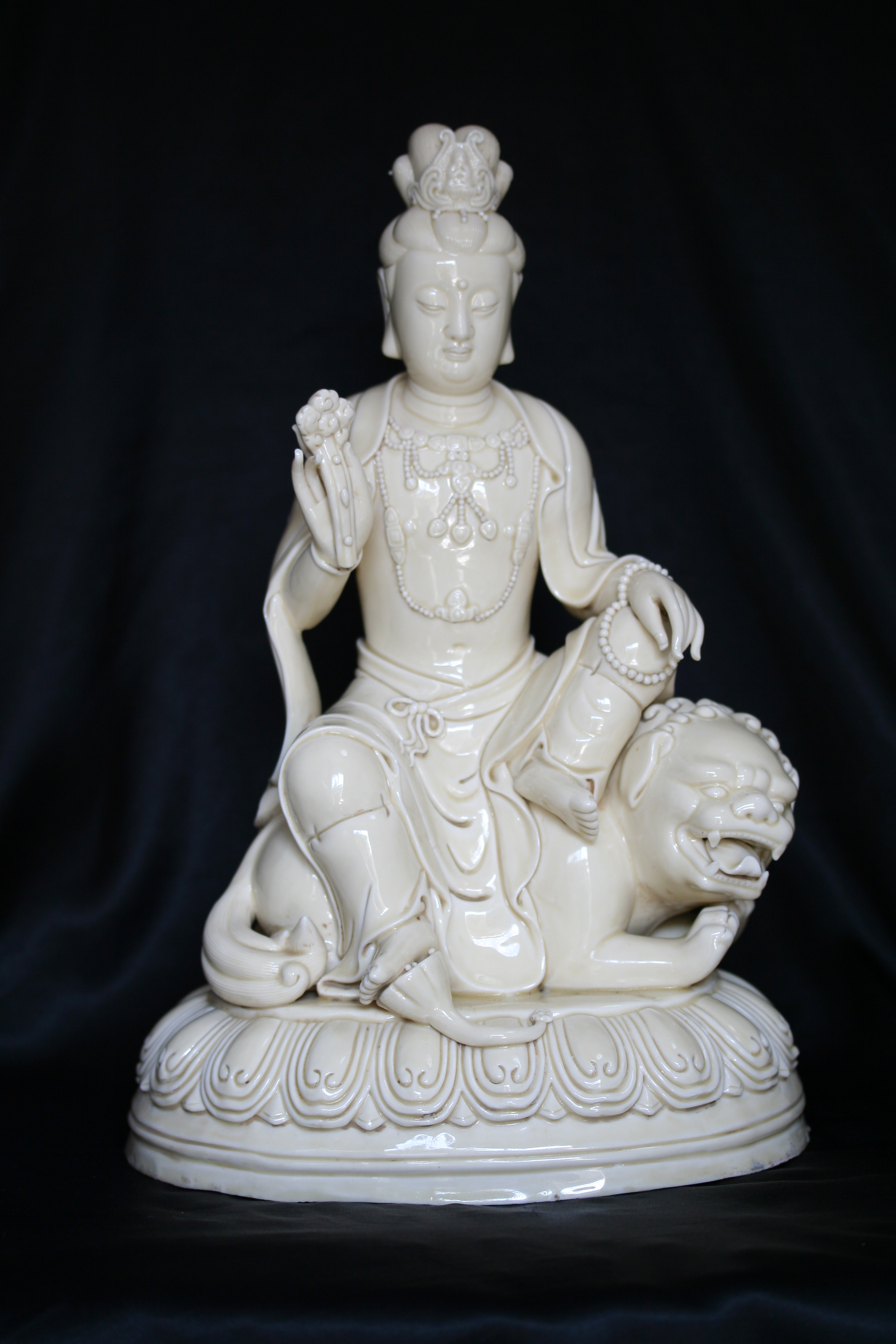
Bodhisattva Manjusri de porcelana, dinastía Ming

En el trabajo del metal sobresalen las obras en bronce, del que se crearon notables realizaciones ya desde el 1700 a. C. Durante la dinastía Shang se produjeron vasijas decoradas en relieve, como las halladas en la zona de Chengdu, en el alto Yangtsé, de alrededor del 1200 a. C. Además de vasos, se elaboraban cascos y armas, campanas, calderos-trípode (jue), espejos, cuchillos y cubiertos, con una rica decoración gráfica de la que destacan los motivos zoomorfos. En época Zhou proliferó el vaso hu, de grandes dimensiones, así como espejos redondos con decoración en el reverso. En época Han el bronce se volvió más suntuoso, con incrustaciones de oro, turquesa, malaquita y otros materiales preciosos. Durante la dinastía Ming comenzó la decoración de vasijas de bronce en esmalte cloisonné.
El mobiliario presenta dos tipologías principales: el cofre o caja y el bastidor, generalmente con un diseño de corte arquitectónico y estructura rectangular, de formas simples y austeras. En época Han se encuentran sillas, mesas, taburetes, camas y otros tipos de muebles, de formas sencillas y con decoración ocasional de motivos geométricos. Los Tang tenían un mobiliario más lujoso, con incrustaciones de oro, plata, nácar o marfil, en ocasiones lacados. Durante las dinastías Ming y Qing se emplearon maderas como el sándalo, la teca, el cedro y el palo de rosa, con utilización de ébano para incrustaciones.
Otro gran exponente de las artes decorativas chinas es la laca, que se remonta tradicionalmente al mítico emperador Shu (c. 2850 a. C.) Los objetos más antiguos conservados son de época Zhou, aunque el apogeo de la laca fue durante la dinastía Han, período en el que se perfeccionó la técnica, con barnizados de más de treinta capas que requerían semanas de trabajo. Se hacían lacados en color blanco, negro, rojo, verde, azul, amarillo, marrón y otras tonalidades, y se empleaban también el oro y la plata, así como incrustaciones de nácar. Se crearon varios talleres imperiales en los que trabajaron artesanos mcuhas veces conocidos, ya que solían firmar sus obras. La laca floreció también en época Song, período en el que se exportó al sudeste asiático y el Próximo Oriente, así como durante la dinastía Ming, en que las manufacturas imperiales llevaban un sello de oro incrustado.
En cuanto al arte textil destaca la seda, descubierta en China en el milenio III a. C., cuya invención se atribuye a Lei-Tsu, concubina del emperador Huang-Ti. La sedería floreció especialmente desde la dinastía Han, período en el que comenzó a exportarse a través de la ruta de la seda. Ya en aquel entonces había diversas técnicas, como el damasco, el muaré, el piqué, la gasa, el tapiz y el bordado. La decoración solía ser de losanges, celosías, motivos animales y vegetales, dragones y otros animales míticos, con policromía de ricos colores. La seda también destacó en las dinastías Tang, Song, Yuan y Qing.

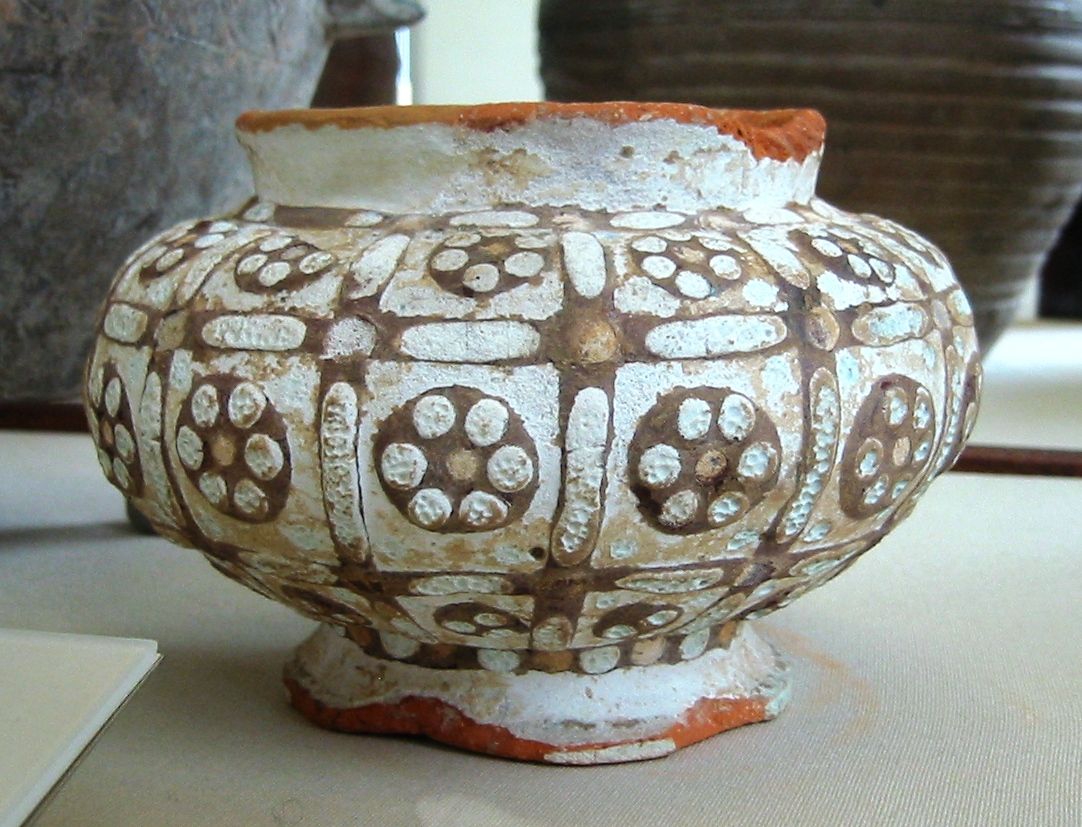
Vaso de cerámica Zhou, siglos iv-iii a. C.
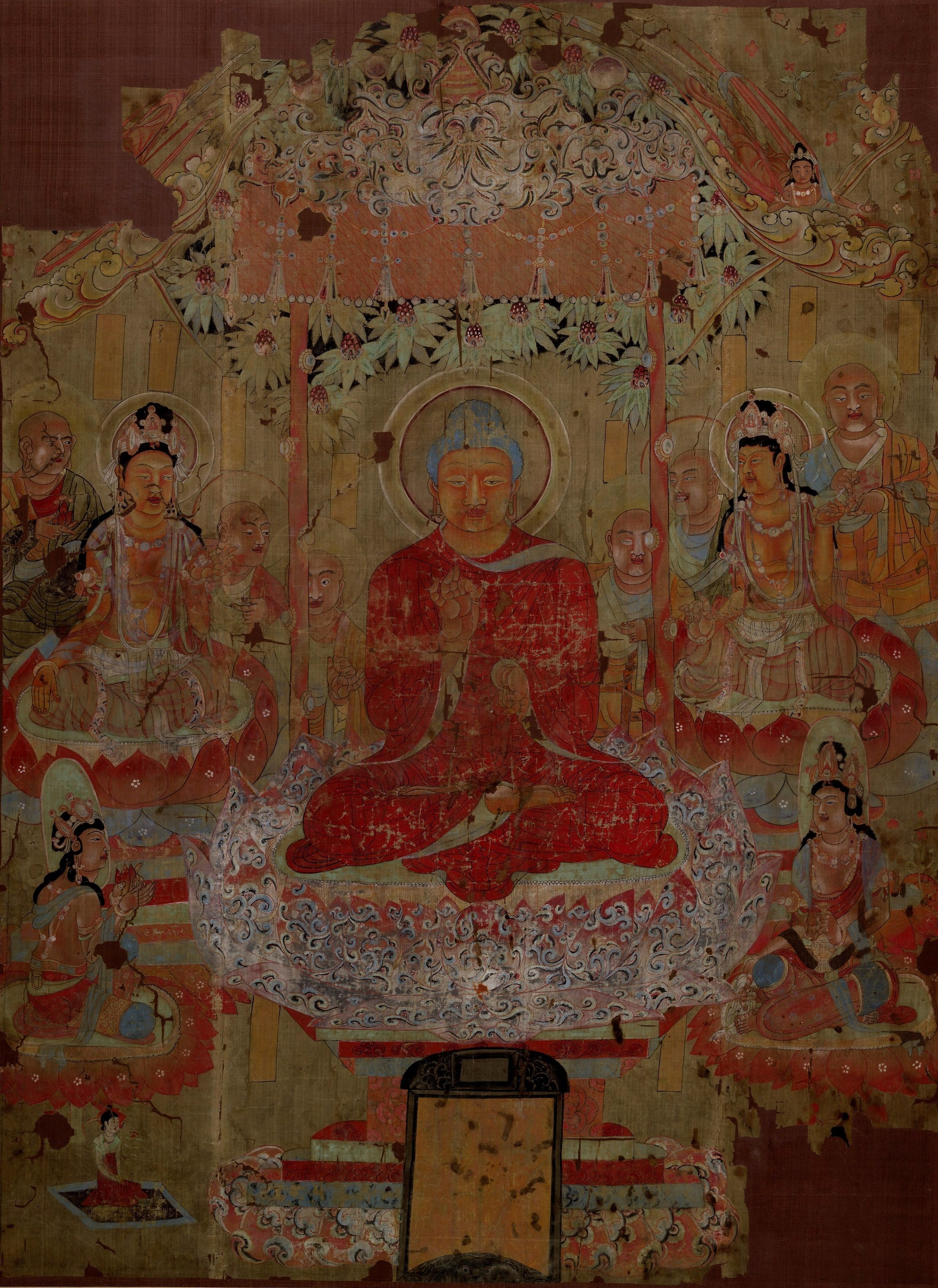
Describiendo la doctrina bajo un árbol, pintura sobre seda (siglo VIII), British Museum
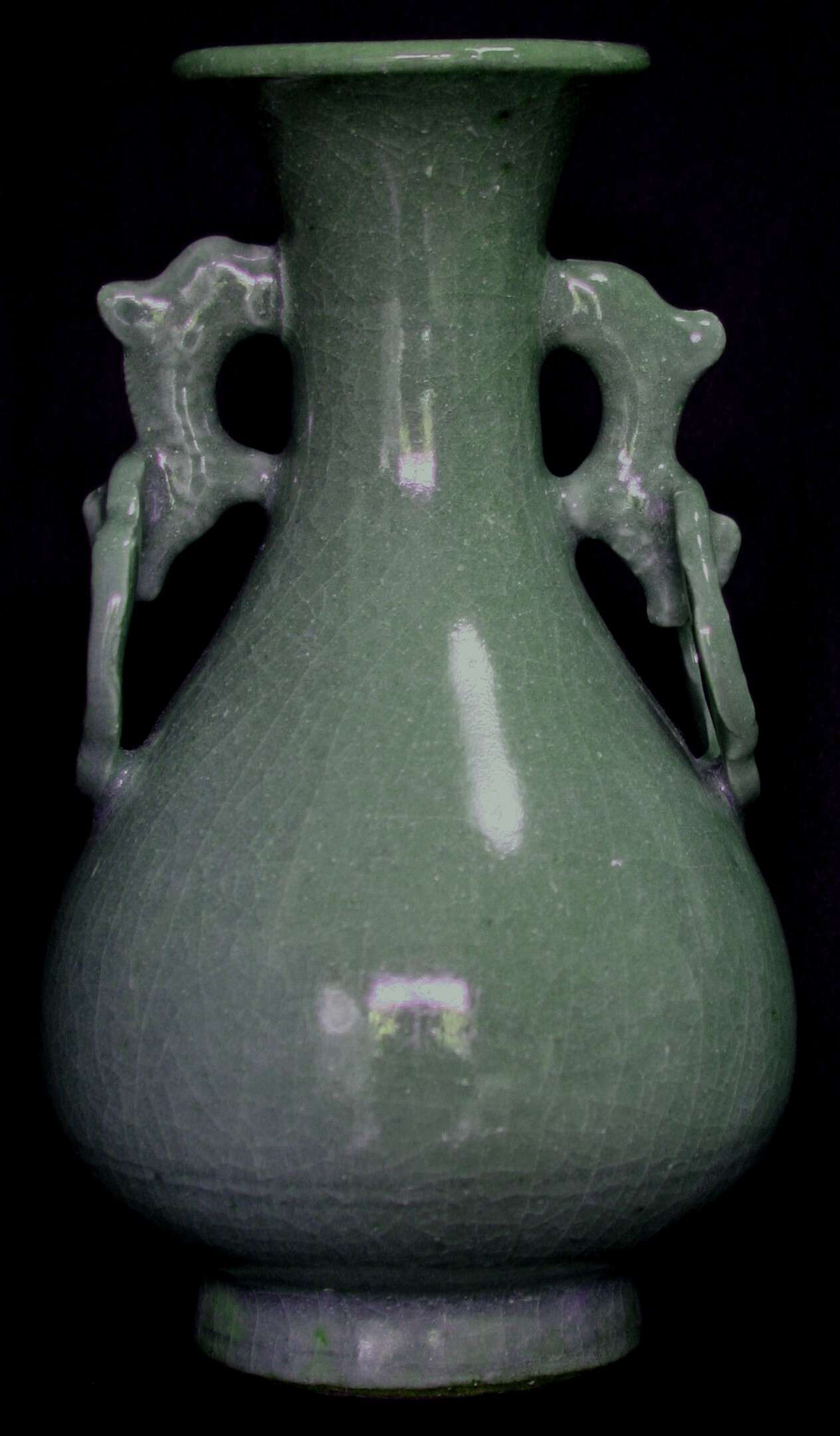
Celadón de la dinastía Song (siglo XIII), colección Nantoyōsō, Japón
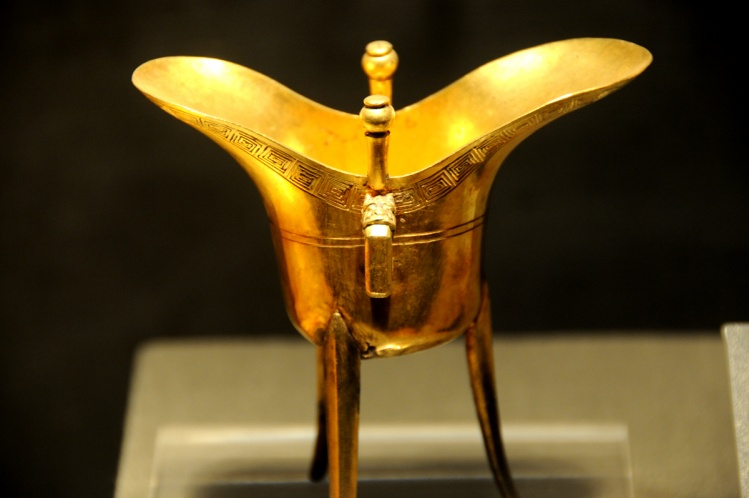
Jue dorado de la dinastía Ming (1411-1441)
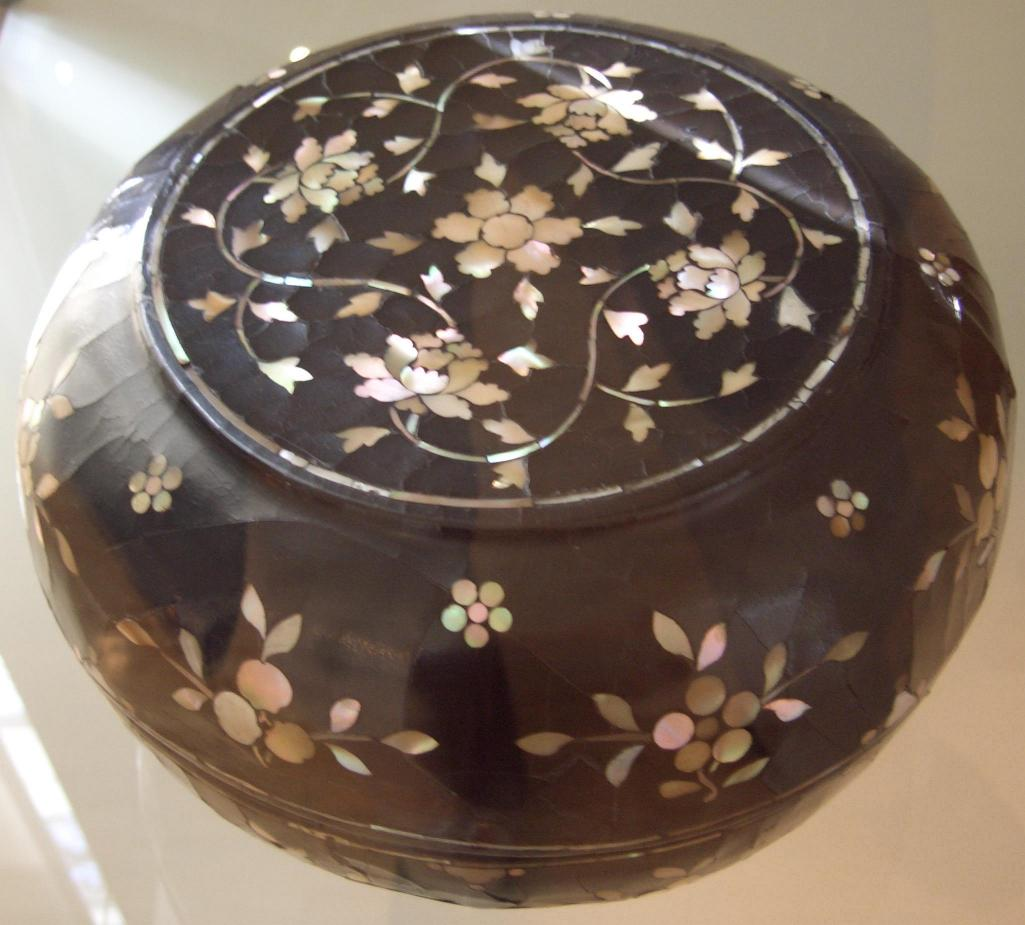
Caja de laca con incrustaciones de nácar, dinastía Ming
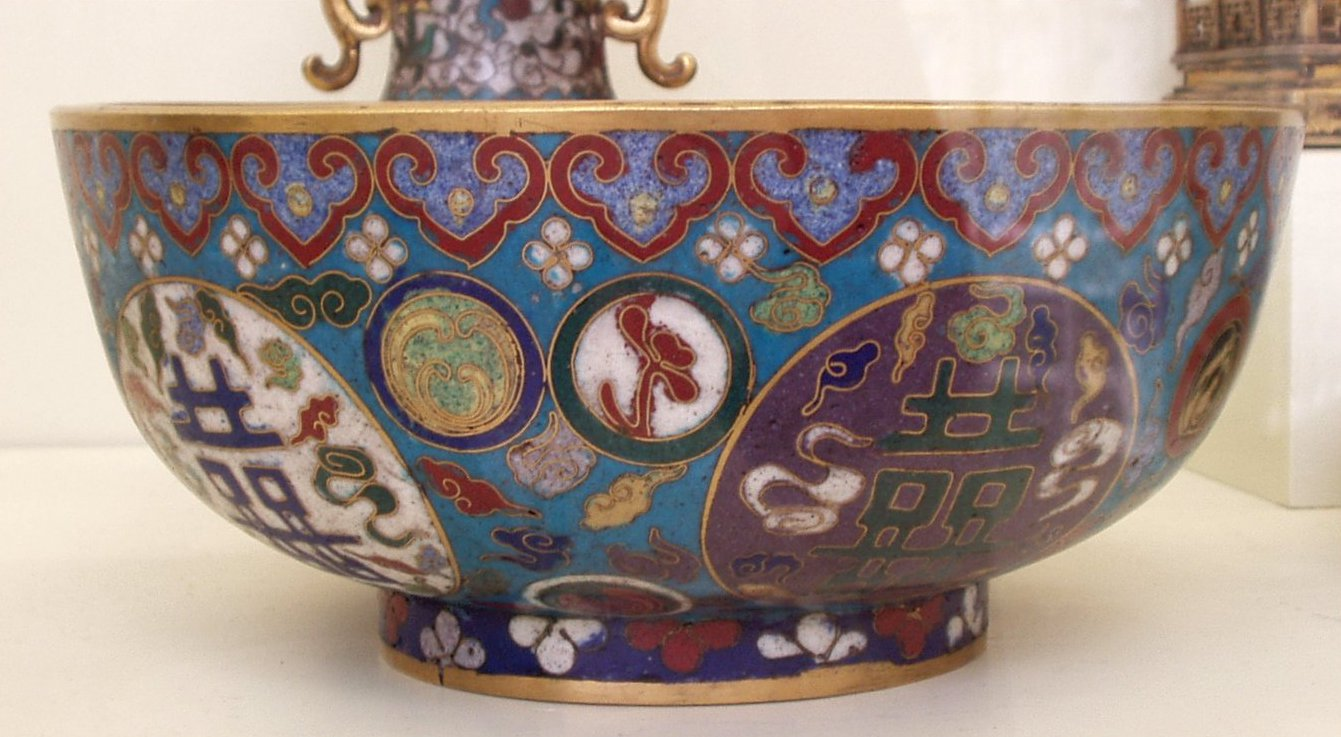
Cuenco de cloisonné, dinastía Ming
Cama de la dinastía Ming
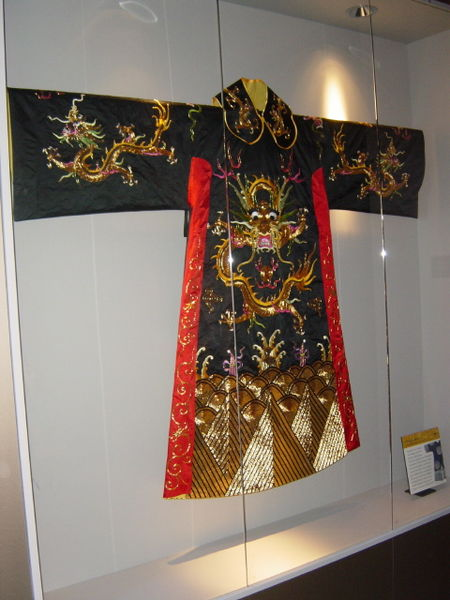
Túnica imperial de la dinastía Qing

#### Japón

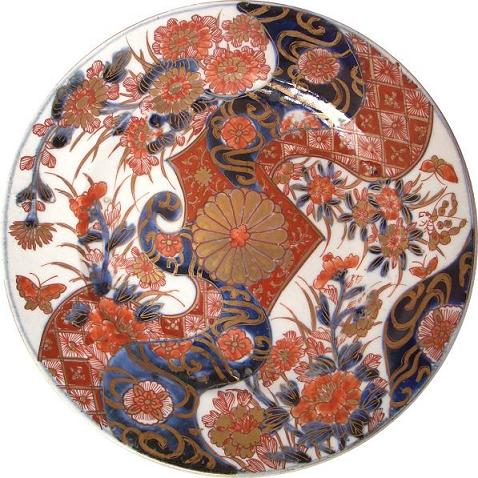
Porcelana de Imari

El arte japonés ha estado marcado por su insularidad, aunque a intervalos ha ido recibiendo la influencia de las civilizaciones continentales, sobre todo de China y Corea. Gran parte del arte producido en Japón ha sido de tipo religioso: a la religión sintoísta, la más típicamente japonesa, formada alrededor del siglo I, se añadió el budismo en torno al siglo V, forjando un sincretismo religioso que aún hoy perdura. Como el arte chino, el japonés está imbuido de un profundo amor a la naturaleza, lo que se ha traducido en ocasiones en algunos objetos artísticos en una austeridad decorativa motivada por su imitación de los objetos naturales. Otras muestras son el gusto por la jardinería y el arte del ikebana. Otros elementos perceptibles en las artes decorativas son el gusto por materiales bellos, la repetición de motivos ornamentales y la ausencia de profundidad.
El arte japonés se divide en períodos históricos: Jōmon (5000-200 a. C.), Yayoi (200 a. C.-200 d. C.), Kofun (200-600), Asuka (552-646), Nara (646-794), Heian (794-1185), Kamakura (1185-1392), Muromachi (1333-1573), Momoyama (1573-1615), Edo (1615-1868) y Meiji (1865-1911).

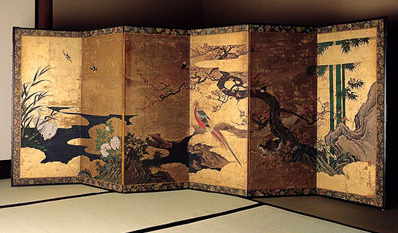
Biombo de seis paneles del

En Japón, durante el período Jōmon, se produjo la cerámica más antigua producida por el ser humano (7000 a. C.), hecha a mano y decorada con incisiones o impresiones de cuerda. En época Kofun (hacia el siglo V) aparece el trabajo en torno, probablemente por influencia coreana. En época Asuka aparece la cerámica Sue, elaborada con esmalte ceniciento. Del período Nara son características las piezas de tres colores, copiadas de la cerámica china Tang. Durante el período Kamakura se inició la producción de la que sería la cerámica más típicamente japonesa, con un centro productor de gran relevancia, el taller Seto en Owari. En época Muromachi los conflictos bélicos con Corea provocaron la llegada a Japón de numerosos alfareros coreanos, que llevaron la cerámica japonesa a cotas de gran calidad. En ese período la influencia del budismo zen y la estética wabi-sabi conllevaron a la creación de la ceremonia del té, que motivó un gran auge de la cerámica: para esa ceremonia se utilizan cuencos, botes, jarras de agua, platos, floreros, cajas y quemadores de incienso. En el período Momoyama la cerámica alcanzó un momento de gran apogeo: Seto continuó siendo uno de los primeros centros de producción, mientras que en Mino nacieron dos escuelas muy importantes: Shino y Oribe. Como autor destaca Ōgata Kenzan. En el período Edo la cerámica tuvo uno de sus mayores centros de producción en Kioto, con influencia del arte chino y coreano; su principal artista es Nonomura Ninsei. En este período se produjeron las primeras porcelanas, con un primer centro productor en Arita; destacan las escuelas de Kakiemon, Nabeshima y Kutani.

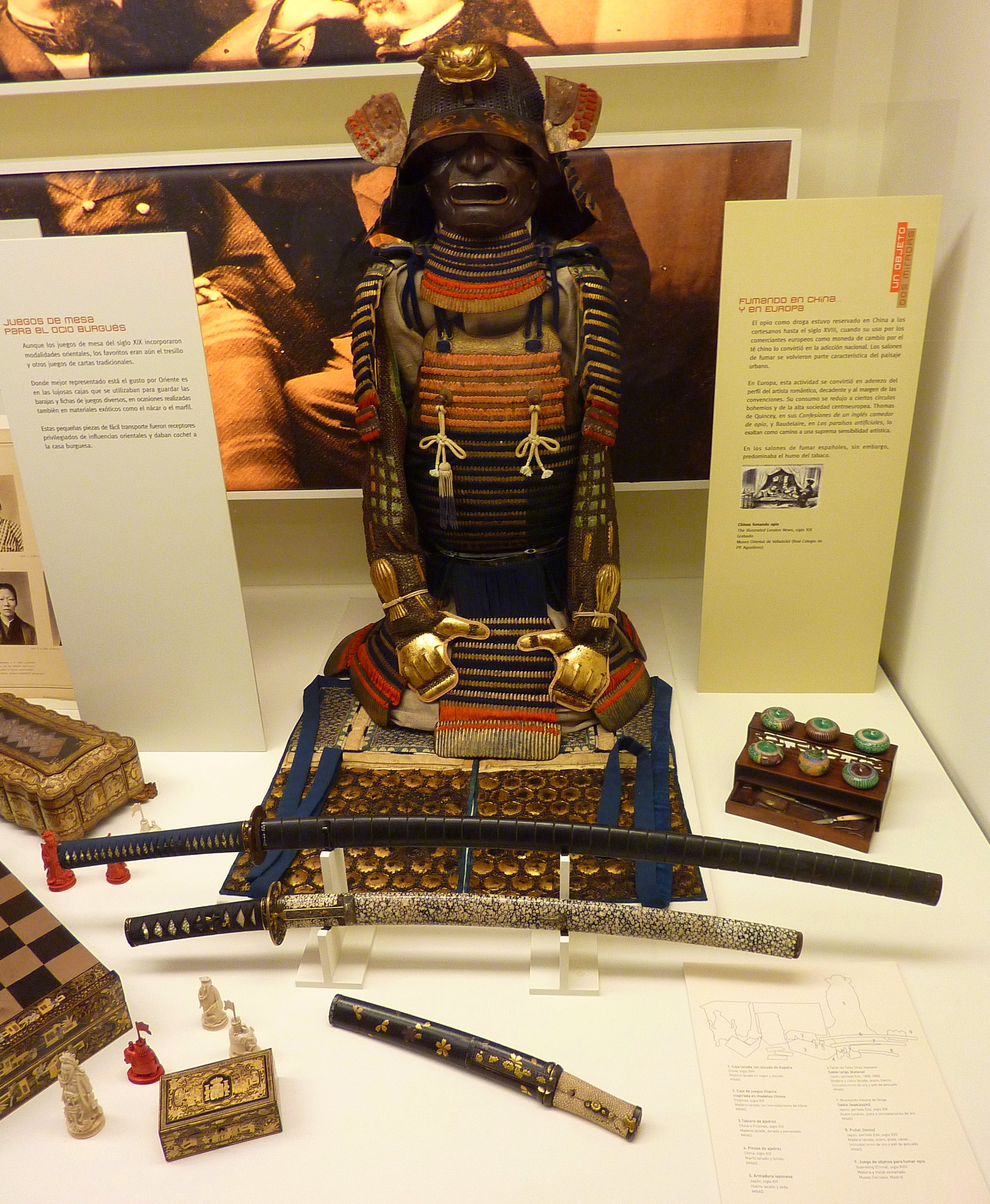
Armadura samurái datada entre la segunda mitad del y la primera del xix, con kabuto del, hierro lacado con aplicaciones de bronce, seda y algodón

En orfebrería, los japoneses utilizaron el oro y la plata principalmente para dorar o platear el bronce, ya que lo tenían en pequeñas cantidades. En época Nara se utilizó la plata para confeccionar aureolas de estatuas búdicas. En cambio, destacaron notablemente en el trabajo del bronce, empleado desde la época Yayoi en la elaboración de campanas, armas, espejos y otros objetos litúrgicos y utilitarios. En los períodos Asuka y Nara se empleó preferentemente en objetos dedicados al culto budista. En esta época apareció una aleación llamada shakudo, compuesta por un 95 % de cobre, un 4 % de plata y un 1 % de oro. El trabajo del hierro se dio principalmente en armas: florecieron especialmente en el período Kamakura, en que se elaboraban armaduras y espadas (katana) confeccionadas con dos capas de hierro y acero sometidas a ignición e inmersión, con una característica marca templada al vapor denominada ni-e. Algunos de los principales fabricantes fueron los Goto, los Myochin y los Humetada. Las épocas Momoyama y Edo marcaron el apogeo del hierro, cada vez más ornamentado, con decoración por calado, cincelado o con incrustación de cobre, oro, plata o esmalte.
La madera se usó escasamente para muebles, ya que la tradición japonesa es sentarse o estirarse en esteras de paja de arroz, aunque se dan mesas de escasa altura, cofres, estanterías, escritorios y otras modalidades menores. Un elemento relevante es el biombo, una mampara movible de armazón de madera y paneles de tapicería, papel, cuero, laca u otros materiales, decorados con pinturas de paisajes o escenas costumbristas. Como en China, el arte japonés destacó en la laca, confeccionada generalmente con una madera recubierta de cáñamo (en ocasiones metal, cuero, barro o papel) sobre la que se aplica una laca basta y, sobre esta, unas treinta capas de barniz fino; posteriormente se decora con diversas técnicas: dorado (maki-e), espolvoreado (togidashi maki-e), relieve (taka maki-e), incrustación de nácar (raden), metal (hypomon) o pintura (shitsuga). Aplicadas sobre la laca húmeda, estas técnicas crean dibujos de gran finura y sutil tonalidad. Se solían elaborar armarios, relicarios, biombos, cajas y cofres, máscaras, instrumentos musicales, etc. Como autores, en época Momoyama destaca el nombre de Honami Kōetsu y, en el período Edo, Ōgata Kōrin.
En arte textil destaca el trabajo de la seda. Aunque se introdujo procedente de Corea hacia el año 200, parece ser que hacia el siglo XI se perdió la técnica y no se recuperó hasta el xvi, importándose entre mientras sedas chinas. El principal centro productor se estableció en Nishijin, un suburbio de Kioto. La principal tipología es el kimono. Hay que citar también en Japón el abanico, donde ya en el siglo XII se decoraban con pinturas o poemas. Durante el período Heian se decoraban con textos de los sūtras budistas y con escenas de género. Posteriormente, el abanico pasó a China y, en el siglo XVI, a España y Portugal, desde donde pasó a toda Europa.

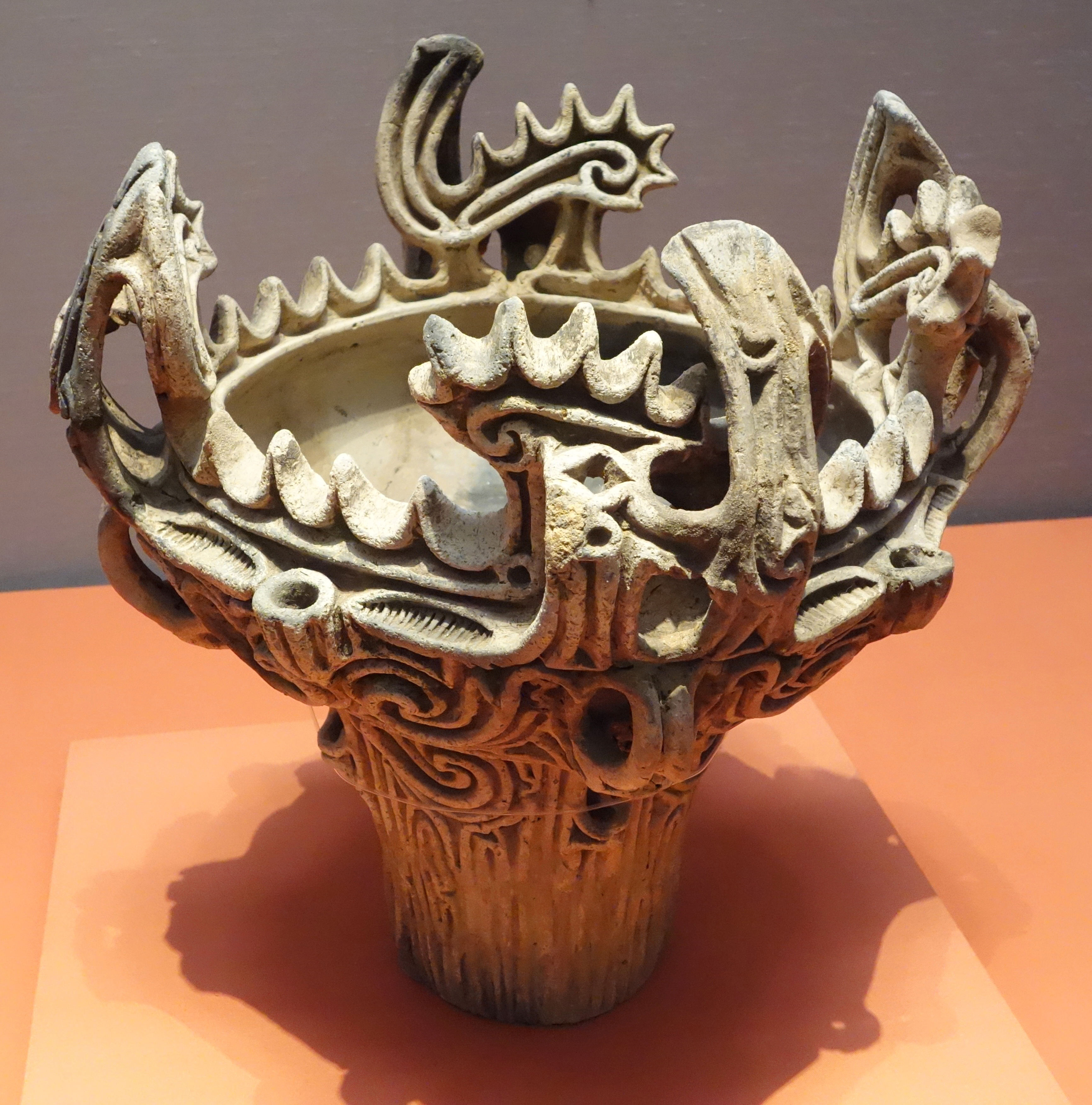
Recipiente de terracota del período Jōmon (hacia 3000-2000 a. C.)
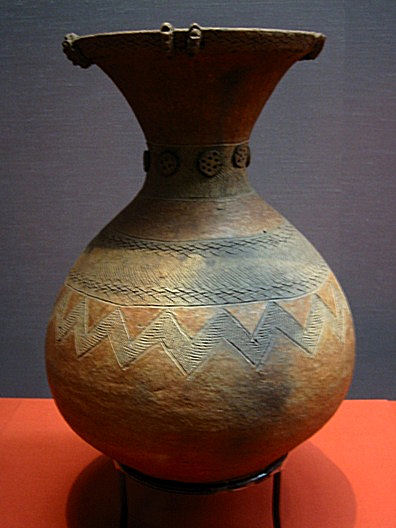
Vaso Yayoi (c. siglos i-iii), Museo Nacional de Tokio
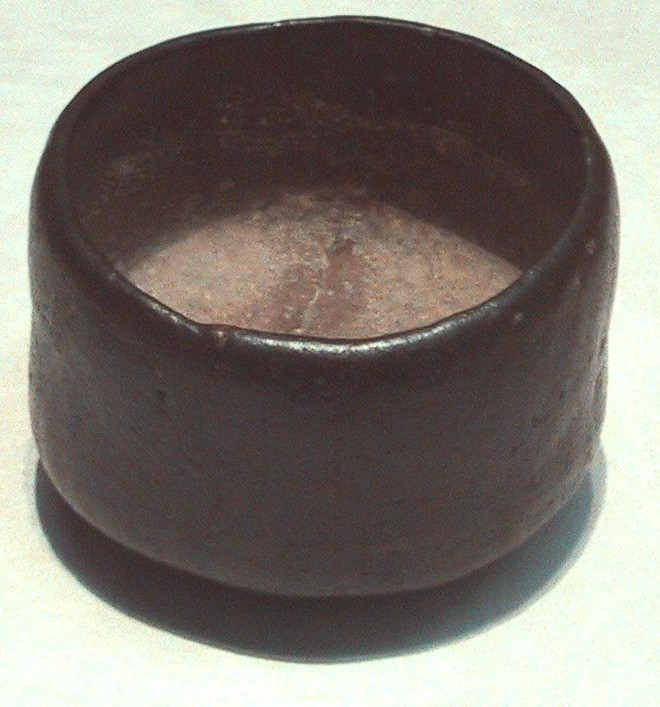
Vasija negra chawan estilo raku utilizada para té grueso (siglo XVI), Museo Nacional de Tokio
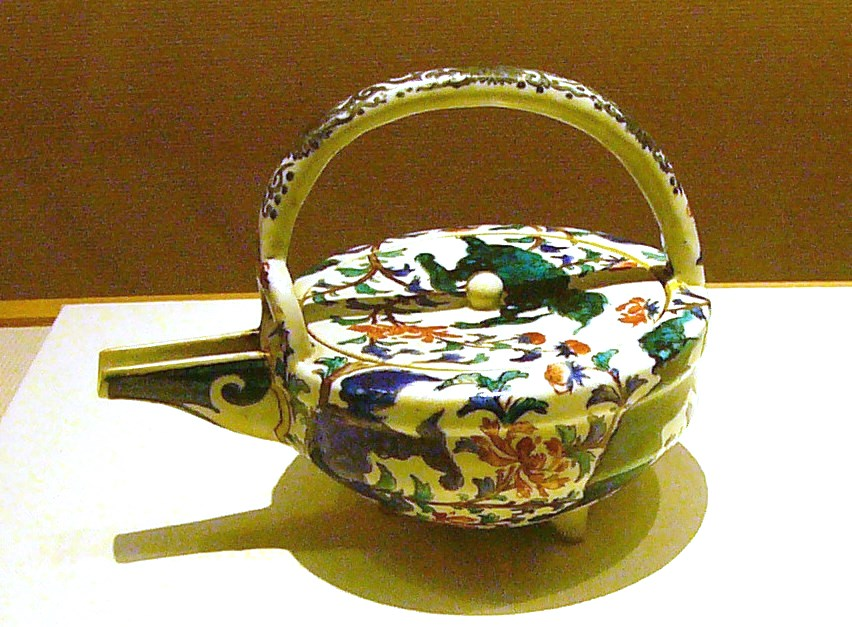
Porcelana de Kutani (siglo XVII)
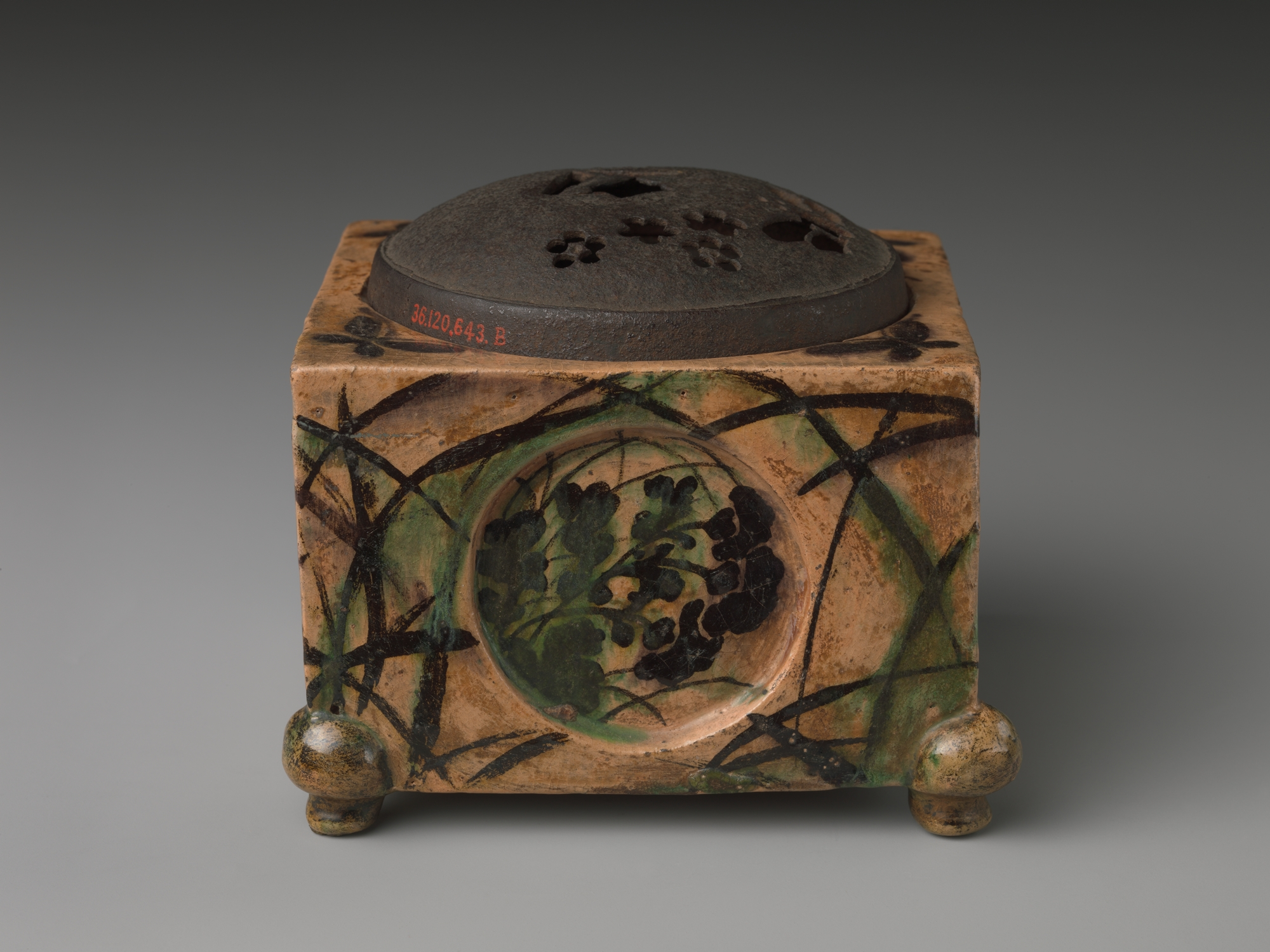
Incensario de cerámica esmaltada con decoración de flores, hierbas y mariposas, de Honami Kōetsu (siglo XVII), Museo Metropolitano de Arte
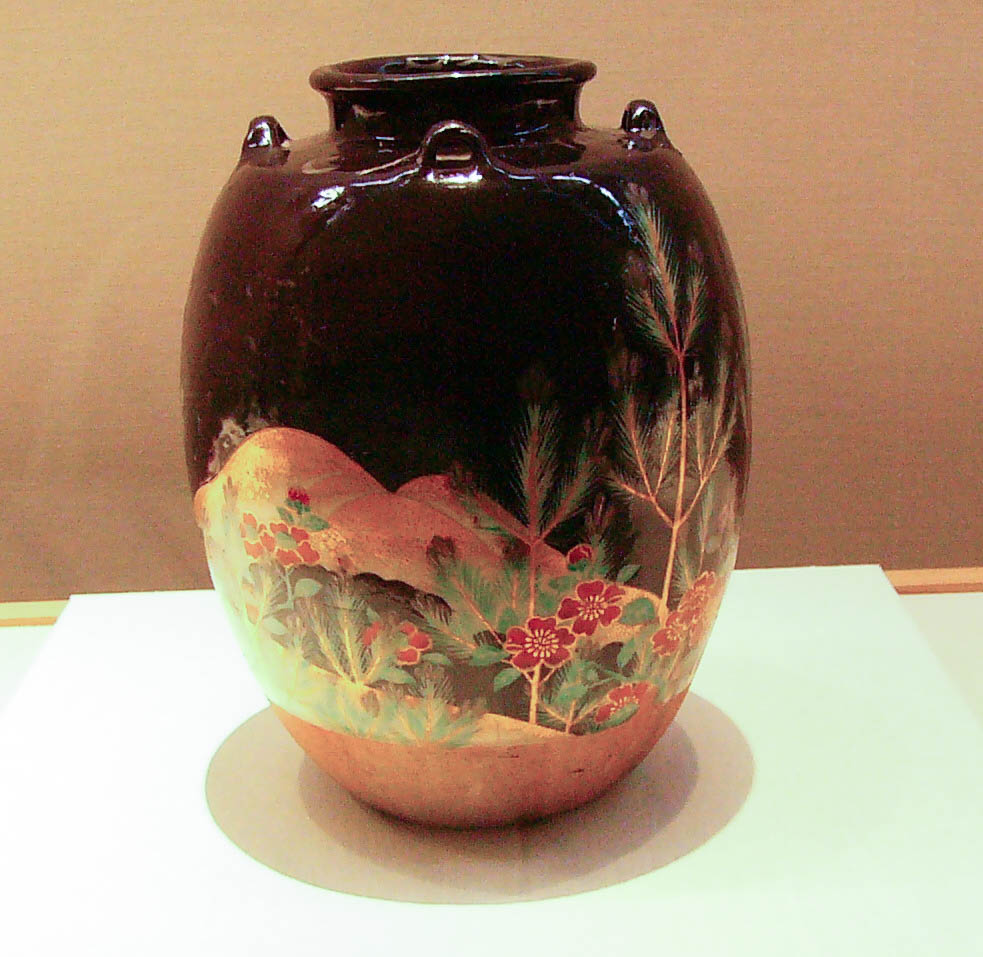
Tarro de té de Nonomura Ninsei (c. 1660-1670)
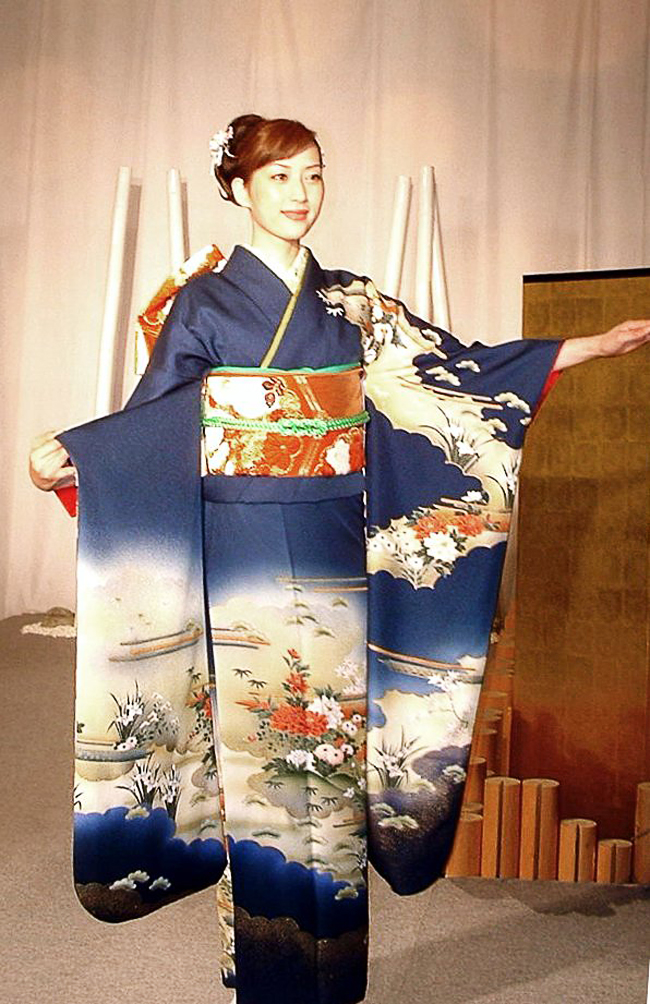
Kimono Furisode

#### Corea

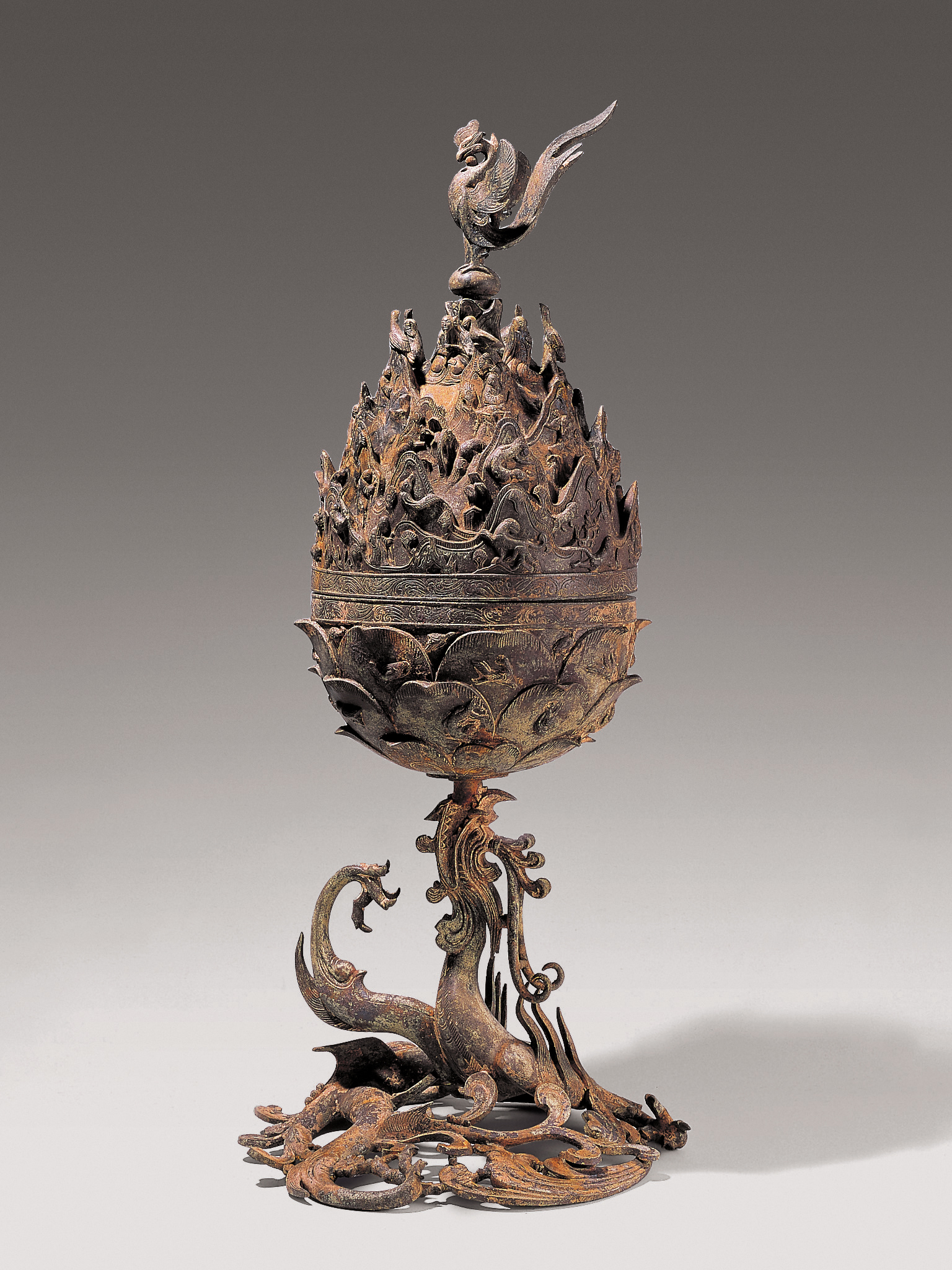
Incensario de cobre y oro del antiguo reino de Baekje (c. 538-660), Museo Nacional de Buyeo

El arte coreano ha recibido en numerosos períodos de su historia la influencia china, aunque también ha dado pruebas de gran maestría en la producción autóctona. Su mejor aportación a las artes decorativas ha sido en el terreno de la cerámica, con unas primeras muestras de relevancia en el reino Silla entre los siglos v y viii, tanto en tejas y baldosas como en urnas funerarias, vasos y lámparas, generalmente con decoración floral. La mejor producción fue durante la dinastía Koryo (936-1392), con obras de gran refinamiento comparables a la cerámica Song, tales como celadones, vasos, boles, teteras y pebeteros, a veces con forma de flores o frutos. En esta época se inventó una técnica ornamental de incrustación por vaciado de la pasta y relleno de arcilla blanca llamada punch'ong (en Japón, donde fue muy admirada, la llamaron mishima). Durante la dinastía Joseon se inició la producción de porcelana (siglo XVII), de color opaco y formas macizas, un tanto rudas, con decoración de tipo abstracto.
En orfebrería hubo una copiosa producción de piezas de oro, relativamente abundante en el país. En las tumbas reales se han encontrado coronas, pendientes, cinturones, collares, alfileres, brazaletes, pomos de espada y otras piezas de gran habilidad técnica, con motivos ornamentales en los que predominan flores, pájaros y dragones. También trabajaron el bronce, especialmente en estatuillas budistas, espejos, coronas y campanas.

#### Sudeste asiático
En el sudeste asiático el arte estuvo a caballo entre la tradición hinduista y budista, así como el islamismo, introducido en el siglo XV principalmente en Indonesia. En las culturas autóctonas de la Edad del Bronce y del hierro —de las que se conservan escasos restos— se denota la influencia china, mientras que a partir del siglo VI comienza progresivamente la influencia india.
- Arte indonesio: se recibió una primera influencia india, principalmente gupta. En la decoración arquitectónica se dieron bajorrelieves que denotan un gran detallismo y amor a la naturaleza, como en el templo de Borobudur. En metalistería destacan las campanas y tambores de bronce, así como los puñales kris, de hoja adamascada y mango tallado, a veces con incrustaciones de oro, plata, marfil o piedras preciosas. En orfebrería se practicó especialmente el oro cincelado, como el adorno de tres ruedas, el sol y la serpiente nāga de la dinastía Madjapahit (Java, siglo XIV). Quizá la principal manifestación de las artes decorativas indonesias sea la textil: aquí se inventó el batik, realizado con un tejido impregnado de cera al que luego se le da un baño de colorante, preservando el fondo o el dibujo para conseguir distintos efectos y combinaciones cromáticas. Otra técnica, usada principalmente en Bali y Sumatra, es el ikat, en que se tiñen los hilos que luego se tejen en forma de dibujo. Cabe mencionar también las marionetas wayang, en tres modalidades: wayang golek, de madera; wayang kulit, de piel; o wayang klitik, de madera con brazos de piel.[286]

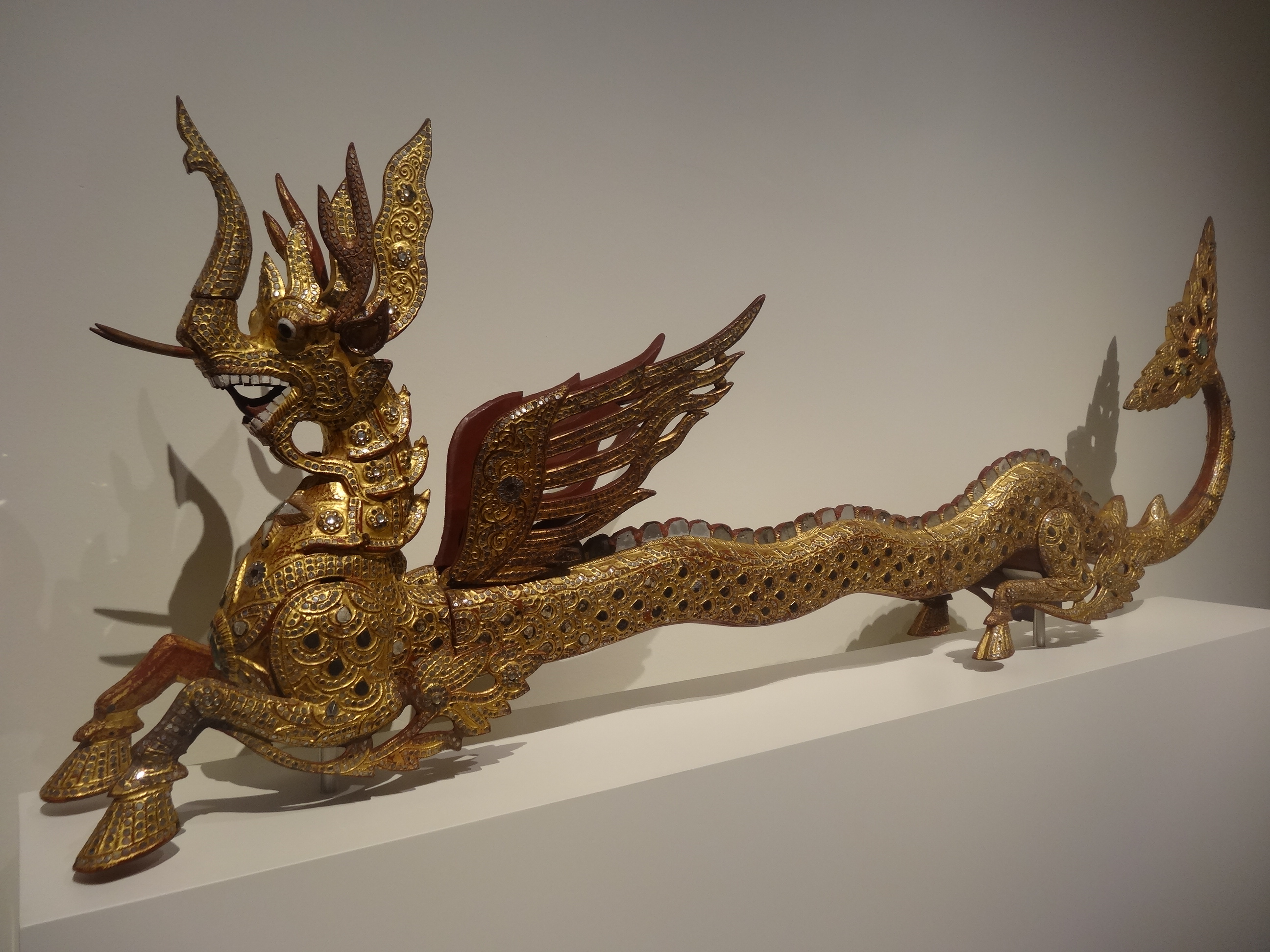
Soporte de gong, Mandalay, Birmania, Museu de Cultures del Món, Barcelona

- Arte thai: es el desarrollado en Siam (Tailandia), de corte principalmente budista. La cerámica fue inicialmente monocroma, en tonos blanco, verde, gris y marrón, mientras que posteriormente pasó a la policromía. Se dieron varios tipos: Ban Chiang, de época prehistórica, cocida sin horno y con decoración elaborada con cuerdas; Sawankhalok (siglos xiv-xv), de influencia china y vietnamita, realizada con gres duro recubierto a veces de un vidriado de celadón de tono verde o azul; Sukhothai, contemporánea de la anterior y bastante parecida, aunque de calidad inferior; y Bencharong, de los siglos xviii-xix, elaborada en China para comercializarse en Siam, generalmente con motivos budistas.[287] Destacó la orfebrería, en la que se elaboraron notables obras como adornos de Buda, principalmente coronas. En el Museo de Bangkok se conserva el tesoro de la pagoda de Ayuhya (siglo XV), que contiene sortijas, brazaletes y pectorales formados por tablillas de oro, plata y estaño con formas de animales (cisne, caballo, vaca y elefante). En el trabajo del bronce se dieron objetos ceremoniales y estatuillas de Buda. En madera se elaboraron en el siglo XVIII armarios y cofres de laca negra con decoración de flores y personajes en oro.[288]
- Arte jemer: el reino jemer se situó en Camboya y tuvo su apogeo entre los siglos viii-xii. Su principal manifestación es el magnífico conjunto de Angkor Wat (1113-1150), una ciudadela-templo dedicada a Vishnú, de la que destaca la decoración esculpida en relieve. También se dieron objetos de bronce como adornos de carros, cascabeles de elefante y estatuillas de dioses hindúes. En orfebrería destacan los collares de apsaras con ornamentación floral de Angkor Wat. En el textil destaca la tipología del sampot, un tipo de vestido realizado en ikat de aspecto suntuoso.[289] La cerámica destacó entre los siglos xi-xii, contemporáneamente a la cultura de Angkor, época en que se dieron unos jarros con forma de cabeza de elefante y barniz de color chocolate.[290]
- Arte cham: se dio en el reino de Champa (Vietnam). En los siglos viii-ix recibió la influencia hindú, mientras que en el siglo XII predominó la influencia jemer. Destacó la cerámica, de influencia china, pero con una fuerte personalidad propia: los primeros vestigios son de los siglos i-iii, aunque su mejor época fue entre los xiv-xvii, con varios tipos de gres y semiporcelana en tonos azul y blanco o con colores al esmalte en rojo y verde, de gran refinamiento.[291]
- Arte birmano: en Birmania es más palpable la influencia china, así como del budismo Theravada. Destacaron especialmente en orfebrería, al ser un país con abundancia de oro y piedras preciosas, sobre todo zafiros, esmeraldas y rubíes. Pese a la austeridad budista, la nobleza birmana gustaba de hacer ostentación de joyas y abalorios, como se denota en el fabuloso tesoro del reino de Mandalay. También cabe mencionar los recipientes esmaltados, las tallas de madera, las latas lacadas y las marionetas yokthe-pwe, realizadas en madera y ataviadas con ricos tejidos y metales preciosos.[292]

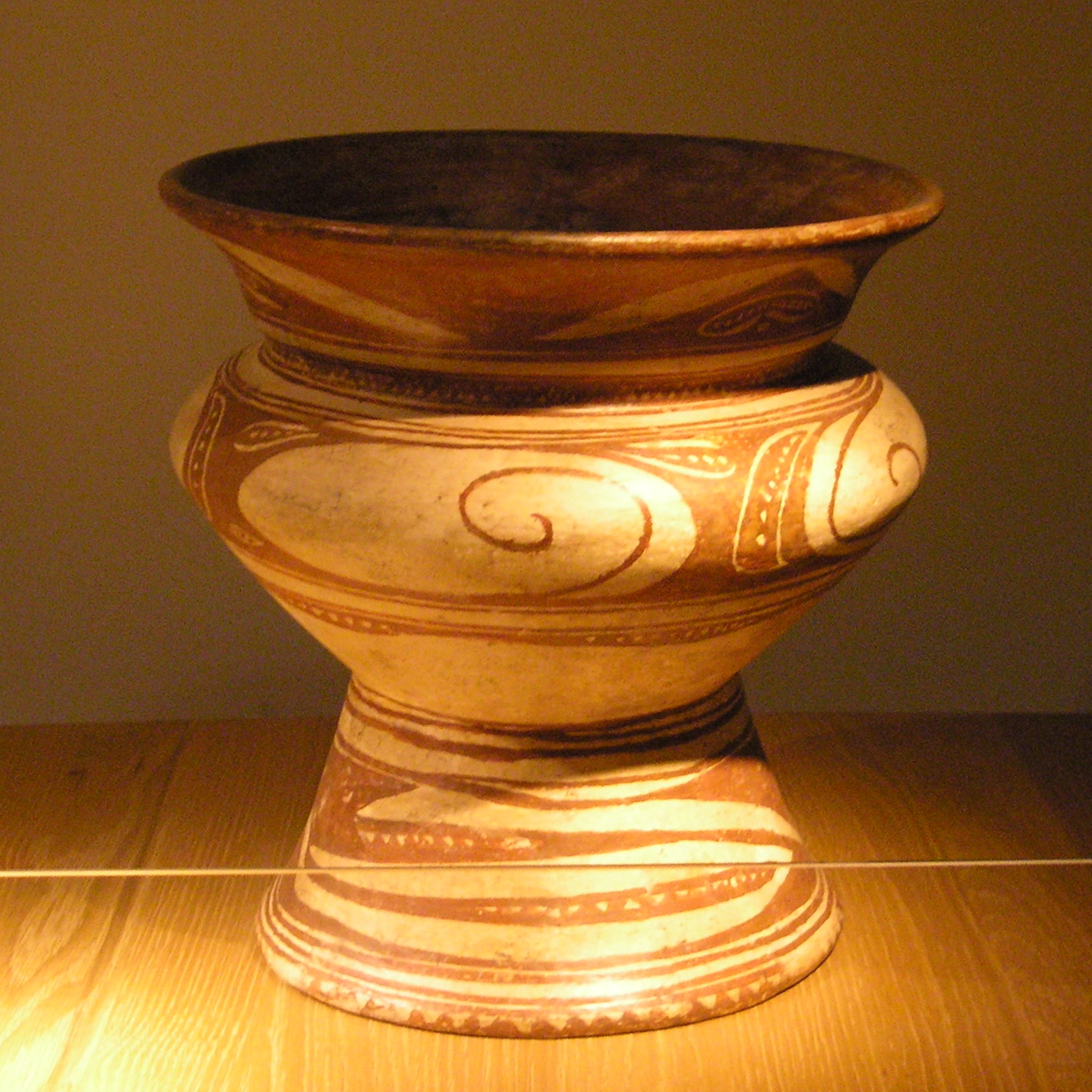
Cerámica de Ban Chiang, Tailandia (2300 a. C.), Museum für Indische Kunst, Dahlem (Berlín)
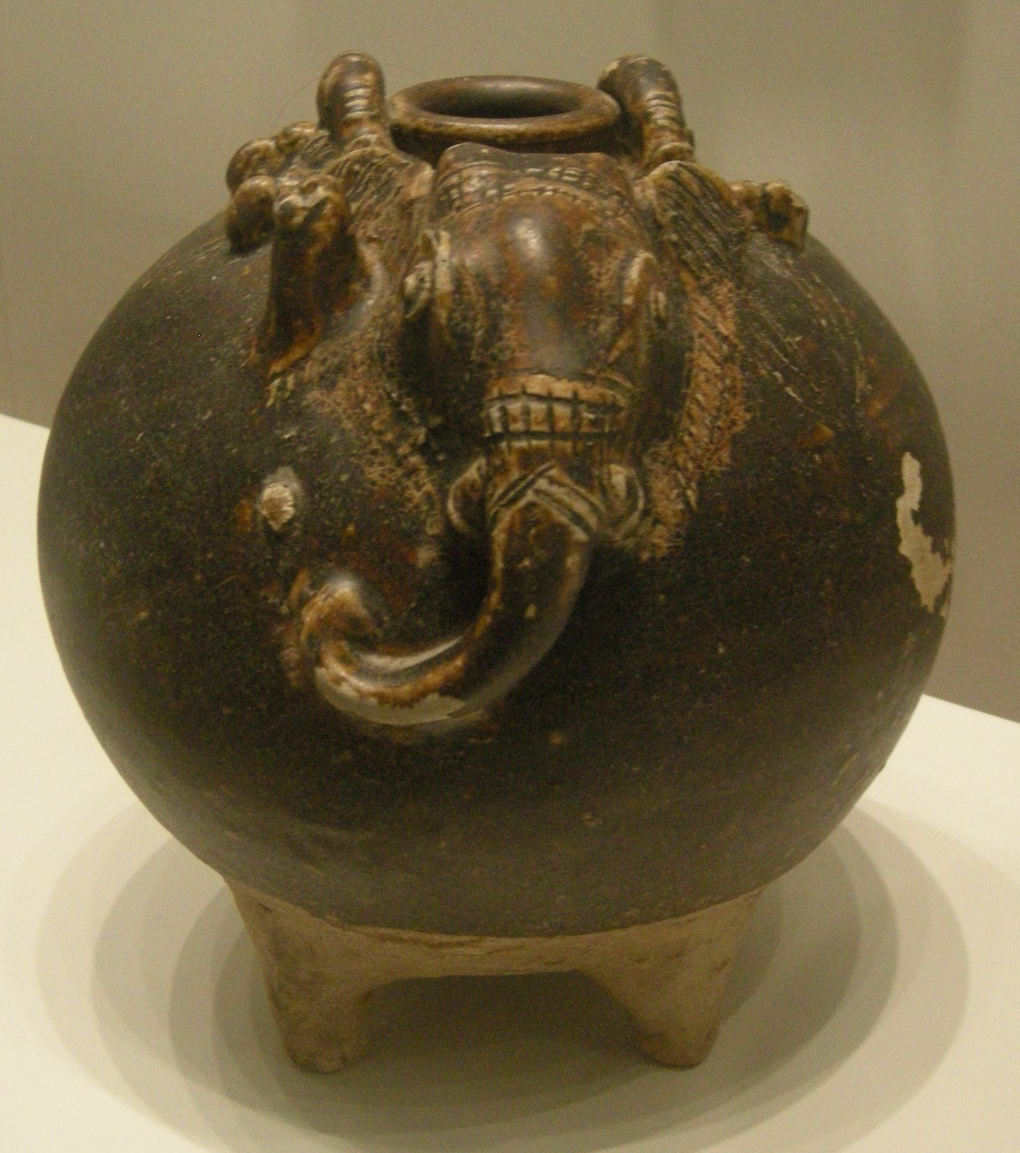
Jarra con forma de elefante, Camboya (siglos xi-xii), Art Gallery of New South Wales
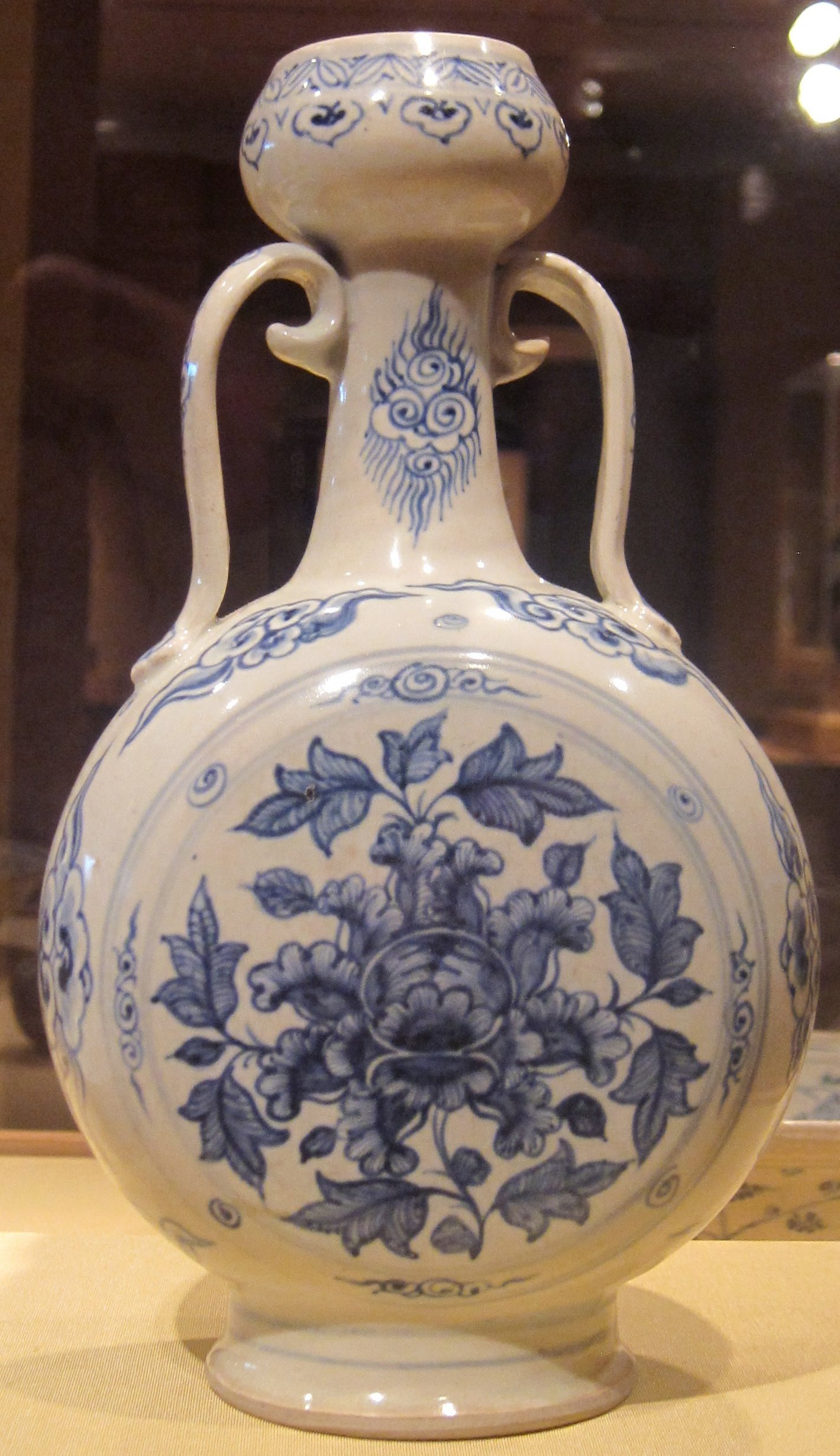
Matraz de peregrino de Vietnam (siglo XV), gres con vidriera azul, Honolulu Academy of Arts
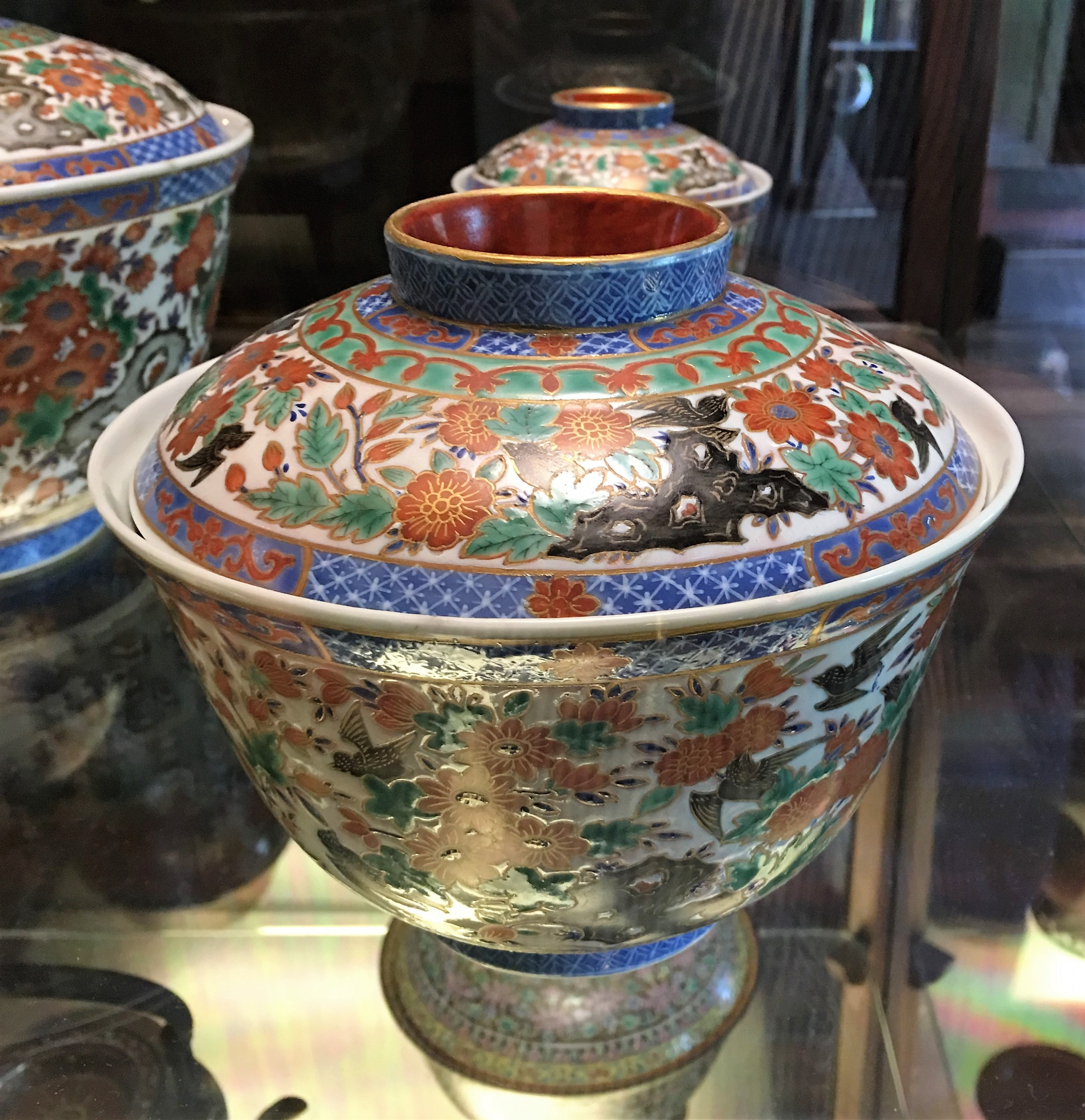
Porcelana de Bencharong, Tailandia (siglo XIX), Jim Thompson Museum, Bangkok
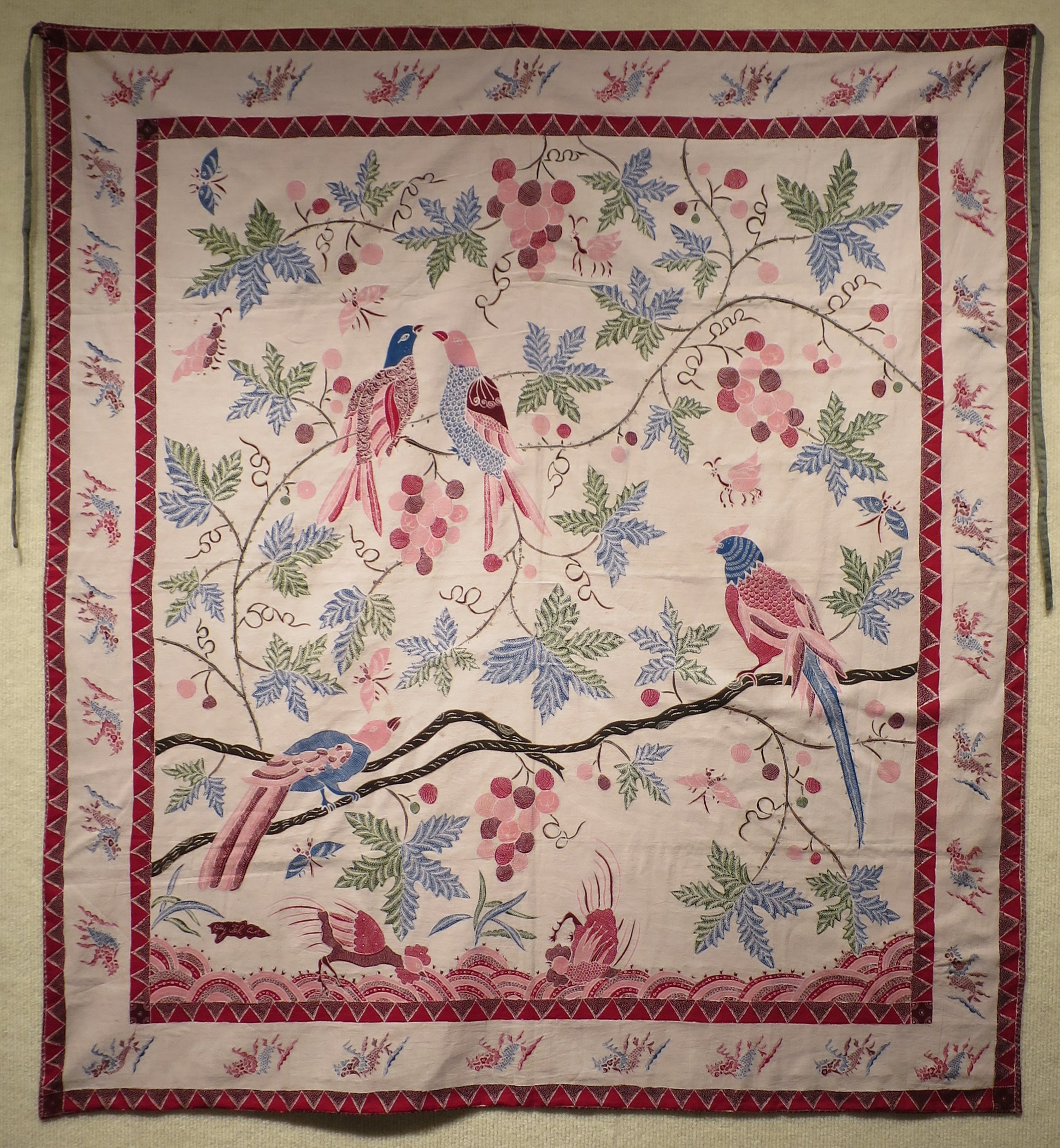
Paño del altar de batik de Peranakan, Indonesia (finales del siglo XIX)
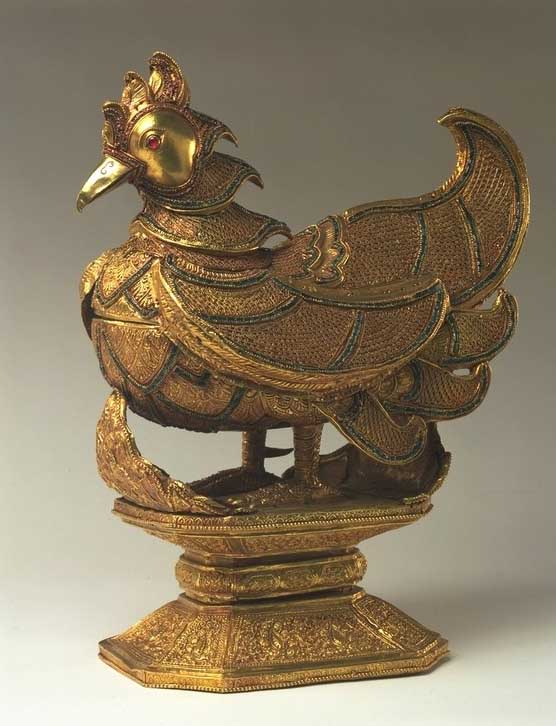
Contenedor de nueces, oro con rubíes y esmeraldas, Mandalay (Birmania, siglo XIX), Victoria & Albert Museum, Londres
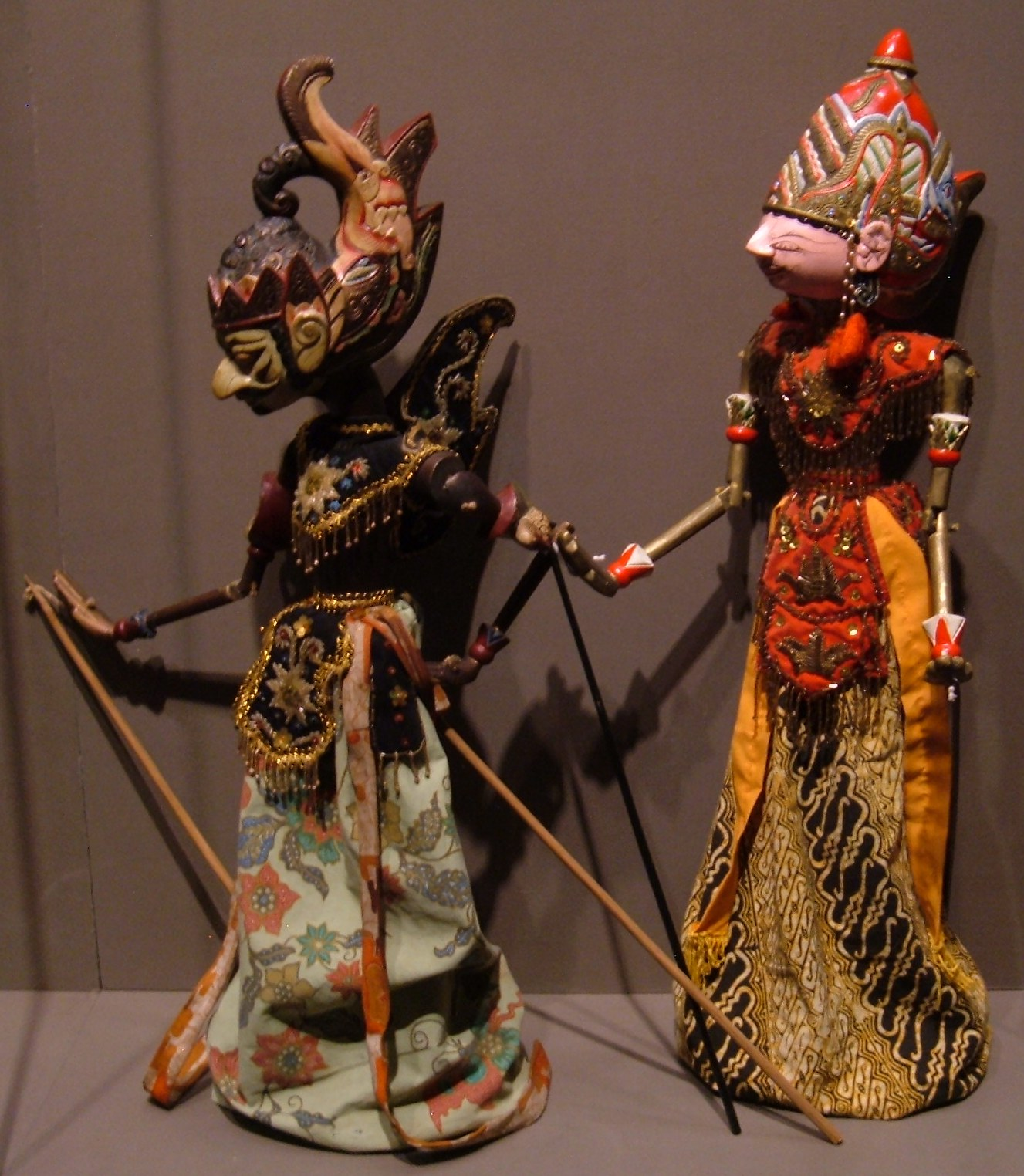
Marionetas wayang golek de Java (Indonesia), Asian Art Museum, San Francisco (California)
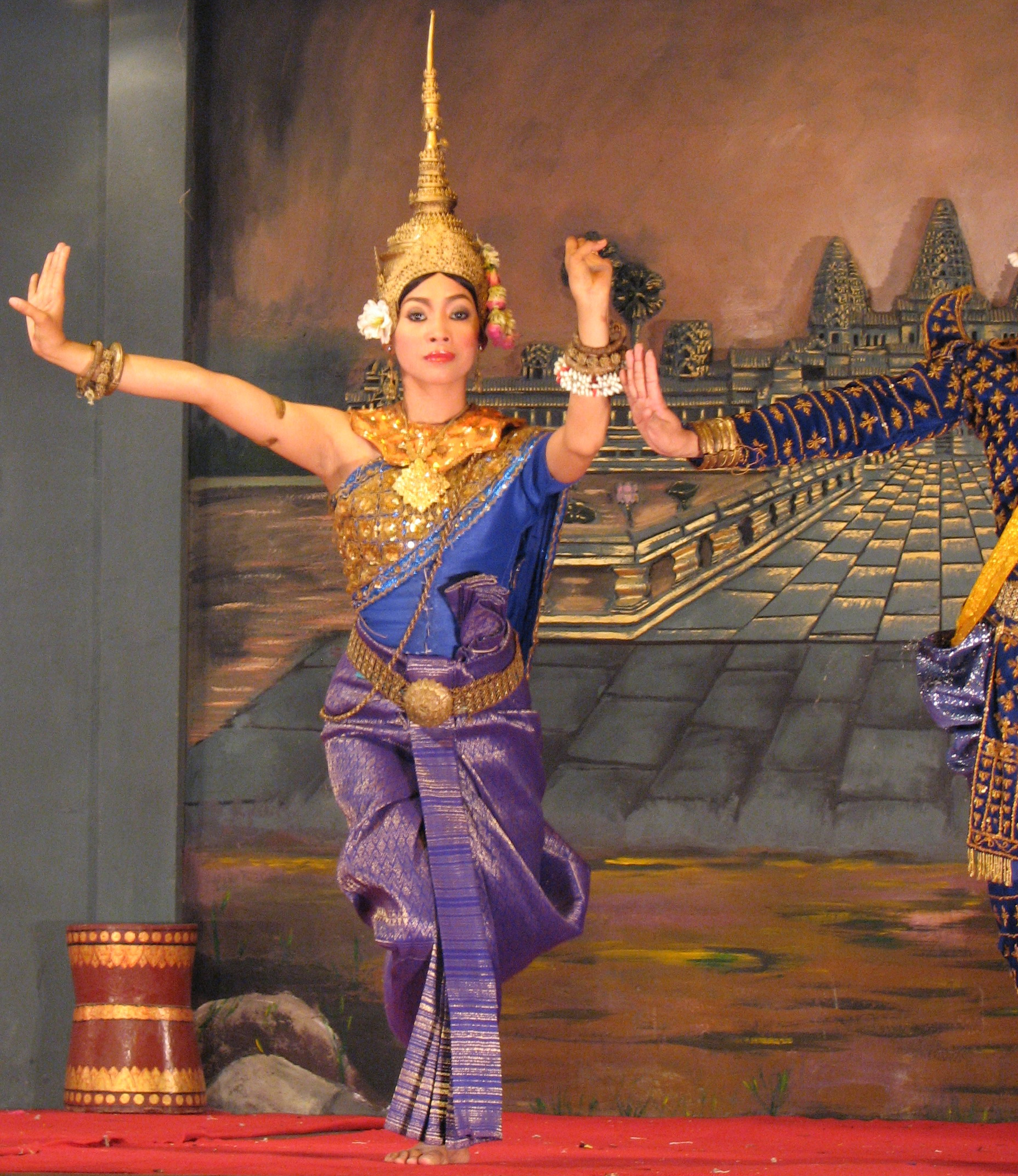
Bailarina jemer vestida con un sampot

#### India

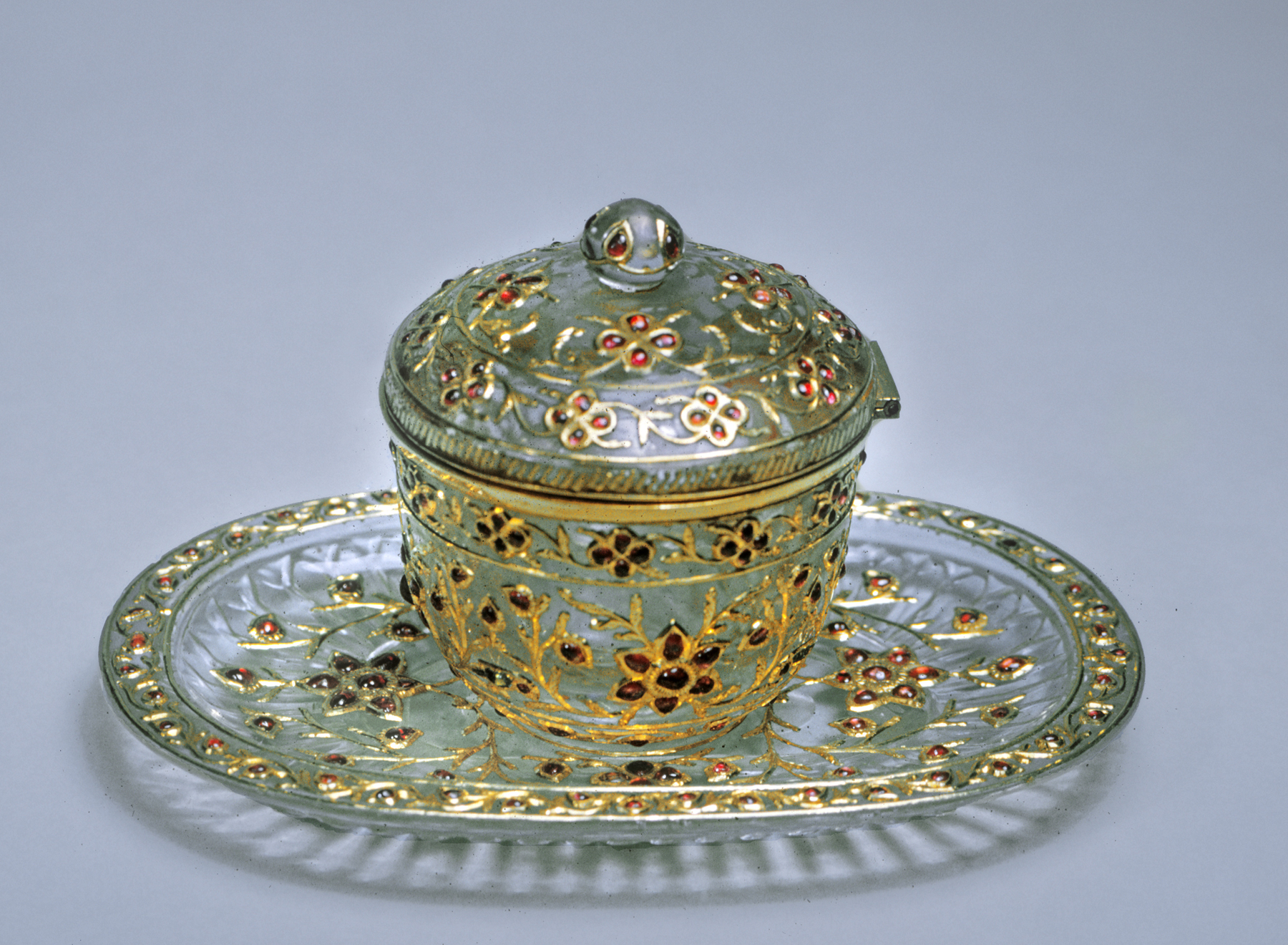
Olla y bandeja con estampado de flores, cristal de roca, oro y gemas (c. 1800), Museo Walters, Baltimore

El arte indio tiene un carácter principalmente religioso, que sirve como vehículo de transmisión de las distintas religiones que han jalonado la India: hinduismo, budismo, islamismo y cristianismo, principalmente. El subcontinente indio no ha dado una producción tan copiosa en artes decorativas como las vecinas China o Japón, por un lado por su historia de división en pequeños reinos, a menudo con ocupaciones extranjeras, así como el hecho de que la mayoría de la población no podía permitirse la posesión de productos suntuosos, reservados a una élite aristocrática; y, por otro lado, por el carácter perecedero de muchas de sus producciones, especialmente madera y tejido, en unas condiciones climatológicas no muy favorables, debido a los monzones.
La cerámica es de escasa relevancia, principalmente utensilios de barro de carácter utilitario. Lo más renombrable son los vasos pintados de la cultura del Indo (Harappa, Mohenjo-Daro), con una decoración en friso de motivos geométricos o animales. En época Gupta se dieron relieves y baldosas de terracota para decorar templos. Ya en época mogol se introdujo la porcelana de tipo islámico.

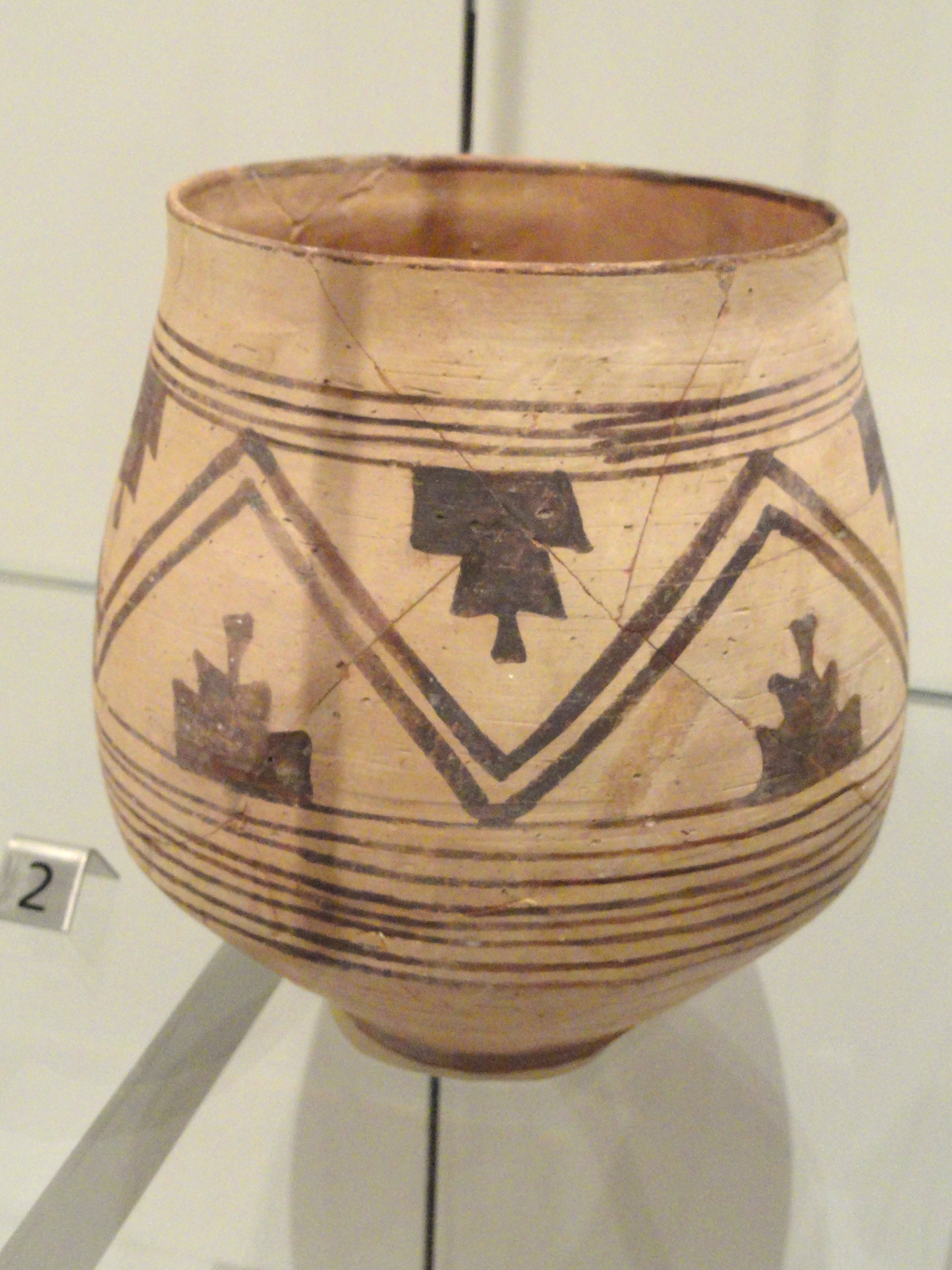
Jarra de la cultura del Indo (c. 2500-), Royal Ontario Museum

Destacó más la orfebrería: en la cultura del Indo se hallan collares y brazaletes de oro y perlas; era frecuente adornar las estatuas de la diosas con collares, pendientes y cinturones de oro y plata. Las joyas y piedras preciosas eran usadas con abundancia porque, según la tradición, protegían de los malos espíritus, especialmente cinturones, brazaletes y diademas. También se hacían objetos domésticos de metales preciosos, como vasos, espejos, abanicos y palmatorias. En Gandhāra se han encontrado joyas de influencia helenística, realizadas por incisión, repujado, alveolado, incrustación o filigrana. En la India también hubo una gran producción de jade que, a diferencia del chino, suele llevar incrustaciones de esmalte o piedras preciosas con una montura de oro.
El bronce fue trabajado desde la época de la cultura del Indo: en Mohenjo-Daro se halló una estatuilla de bailarina de bronce vestida de joyas. Desde el siglo II a. C. se trabajó también el acero, principalmente en armas, a veces damasquinadas de oro y plata. En época Gupta se elaboraban estatuillas de Buda de bronce, a veces con aleaciones de plomo, cinc, antimonio, oro y plata. Otros objetos habituales eran vasos, lámparas y peines.

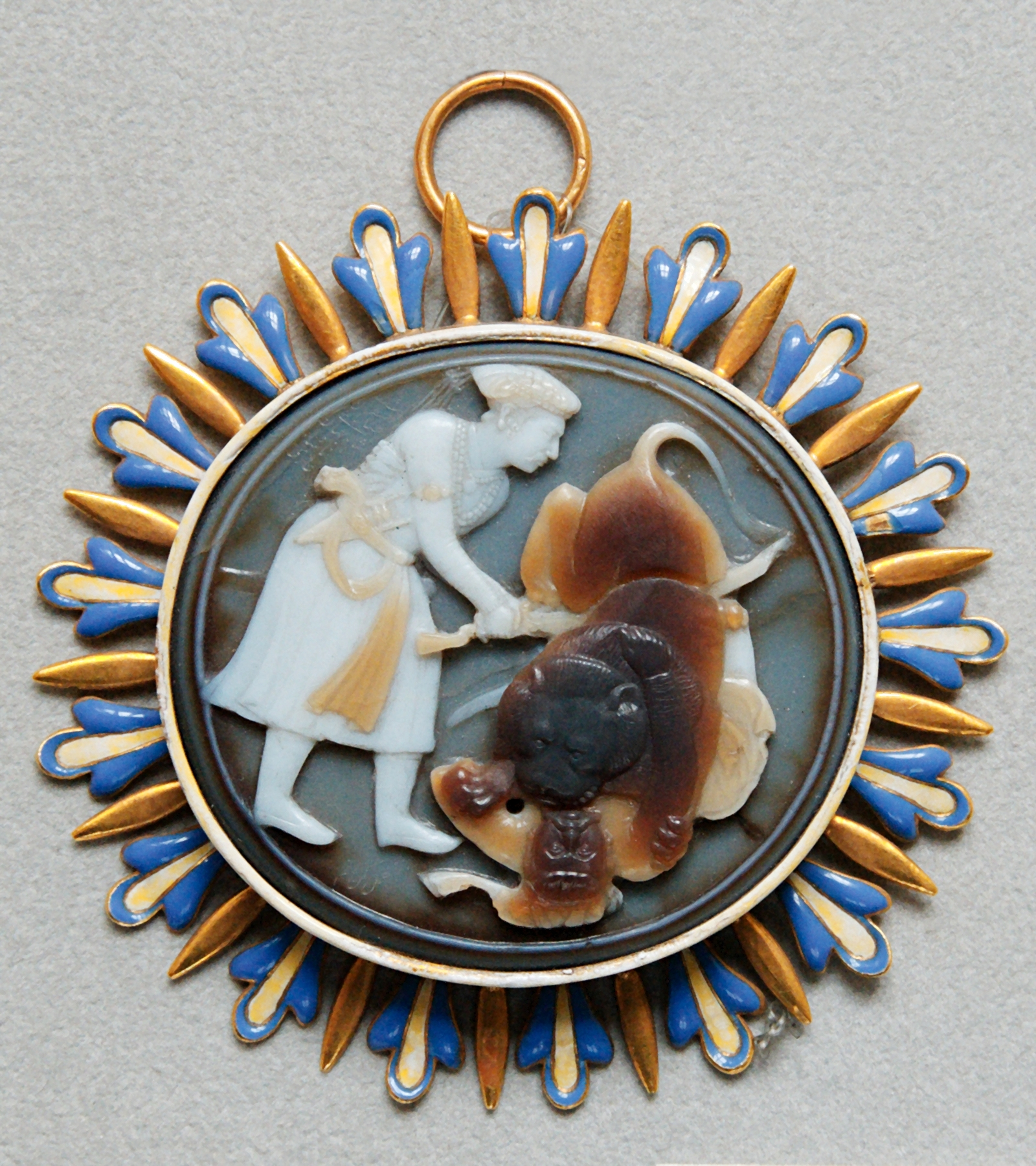
Shah Jahan cazando un león, camafeo de ónice, oro y esmalte,

La madera se empleó poco en mobiliario, ya que eran más habituales las esteras o los asientos de caña o bambú. La presencia del mueble se dio más en el ámbito religioso, especialmente mesas y cofres, donde se denota una cierta influencia del Oriente Próximo. En época Gupta destacan los tronos, de teca, ébano o sándalo, con incrustaciones de oro, plata, marfil o gemas. Durante la dinastía mogol la madera se dio sobre todo en puertas, ventanas y paneles de madera calada, con taraceas o incrustaciones de nácar o latón. En época colonial se dio un tipo de mobiliario de estilo indoportugués, caracterizado por el empleo de maderas oscuras con incrustaciones de oro o marfil, así como el indoholandés, de ébano y maderas claras lacadas, también en ocasiones con incrustaciones de oro. También se practicó la eboraria, especialmente placas para cofres y asientos, trabajados en alto o bajorrelieve, con representación de plantas y monstruos, así como escenas cortesanas. También se hacían en marfil estatuillas, cofrecillos, piezas de ajedrez, mangos de espejo y otros objetos.
En cuanto al tejido, se trabajó la lana y el algodón para vestidos y tapices, mientras que la seda se importaba de China. También se hacían bordados, en ocasiones con incrustaciones de hilos de seda, plata y oro. Los tejidos se solían teñir, con batik o con algodón grabado por impresión con planchas de madera. En el arte textil se denota la influencia irania, especialmente saris y chales de Cachemira con adornos florales.
Cabe destacar también de época mogol la miniatura, que se desarrolló en libros lujosamente decorados, que eran considerados objetos de gran valor. Por lo general se dibujaba sobre el papel con grafito o con tinta, se recubría con una capa de pintura blanca translúcida y se aplicaba la pintura, confeccionada con pigmentos vegetales o minerales mezclados con aglutinante o goma arábiga. Uno de los mejores miniaturistas fue Basawan, creador del estilo clásico de la miniatura mogol, de corte narrativo. El emperador Akbar fue un gran mecenas de la miniatura, especialmente de crónicas e historias ilustradas, como las 1400 ilustraciones del Hamzanama (Historias de Hamza). Más adelante, Abu'l Hasan creó un estilo más refinado y aristocrático, de menor tamaño. También aparecieron entonces las escenas de género y la representación de animales y plantas, donde destacó la princesa Sahifa Banu, autora por ejemplo de un Retrato del shah Tahmasp (principios del siglo XVII).

### Arte islámico

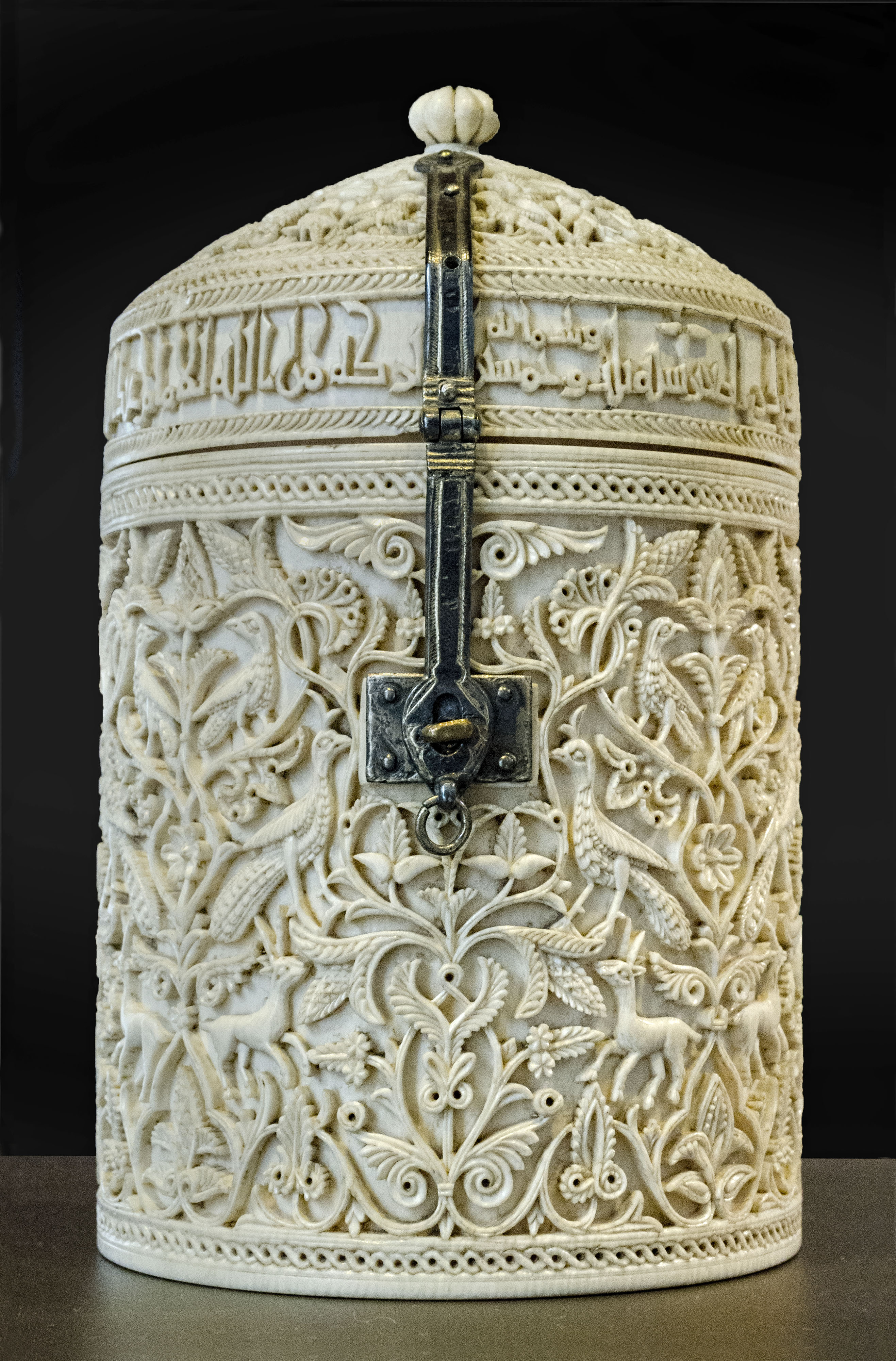
Bote de Zamora (964), píxide de marfil omeya, Museo Arqueológico Nacional, Madrid

Con la Hégira de Mahoma en el año 622 surgió una nueva religión, el islamismo, que tuvo una rápida difusión desde el Próximo Oriente por el norte de África hasta la península ibérica, así como por la zona de los Balcanes tras la caída del Imperio bizantino en 1453. Con el tiempo, la nueva religión aglutinó a una gran diversidad de pueblos y culturas, por lo que su arte fue el reflejo de esta disparidad, lo que produjo numerosas manifestaciones y variantes estilísticas según la región donde se produjese. Los principales períodos históricos y artísticos dentro del Islam fueron el omeya, abásida, selyúcida, timúrida, safávida y otomano en Próximo Oriente; tuluní, fatimí, ayubí y mameluco en Egipto; y omeya, almorávide, almohade y nazarí en al-Ándalus.
En el arte islámico tuvieron un gran desarrollo las artes decorativas, debido principalmente a la prohibición de la representación de seres vivos, que restó uno de los motivos principales de la pintura y la escultura. A ello se añade la consideración de la arquitectura como un mero oficio, no como un arte, por lo que las artes decorativas se convirtieron en la principal manifestación artística islámica. Por otro lado, el arte islámico sigue la premisa de que «solo Dios permanece», por lo que sus realizaciones artísticas tienen una cierta apariencia de fragilidad, debido a lo cual se suelen emplear únicamente materiales modestos; por ello, apenas existe orfebrería o piezas suntuosas. Los motivos decorativos islámicos se centran en la representación geométrica o vegetal, frecuentemente abstractizada (arabesco), o en la epigrafía —generalmente versos coránicos—, con dos modalidades: caligrafía cúfica (formas rectas) y nasji (formas curvas). Todos estos motivos suelen repetirse de forma rítmica y simétrica, con un sentido lineal que excluye los efectos plásticos, y con una cierta tendencia al horror vacui, lo que da por resultado un cierto recargamiento y abarrocamiento de las artes. En cambio, se persiguen efectos estéticos como el brillo y los reflejos de luz, y se valora positivamente la policromía y el contraste de colores.

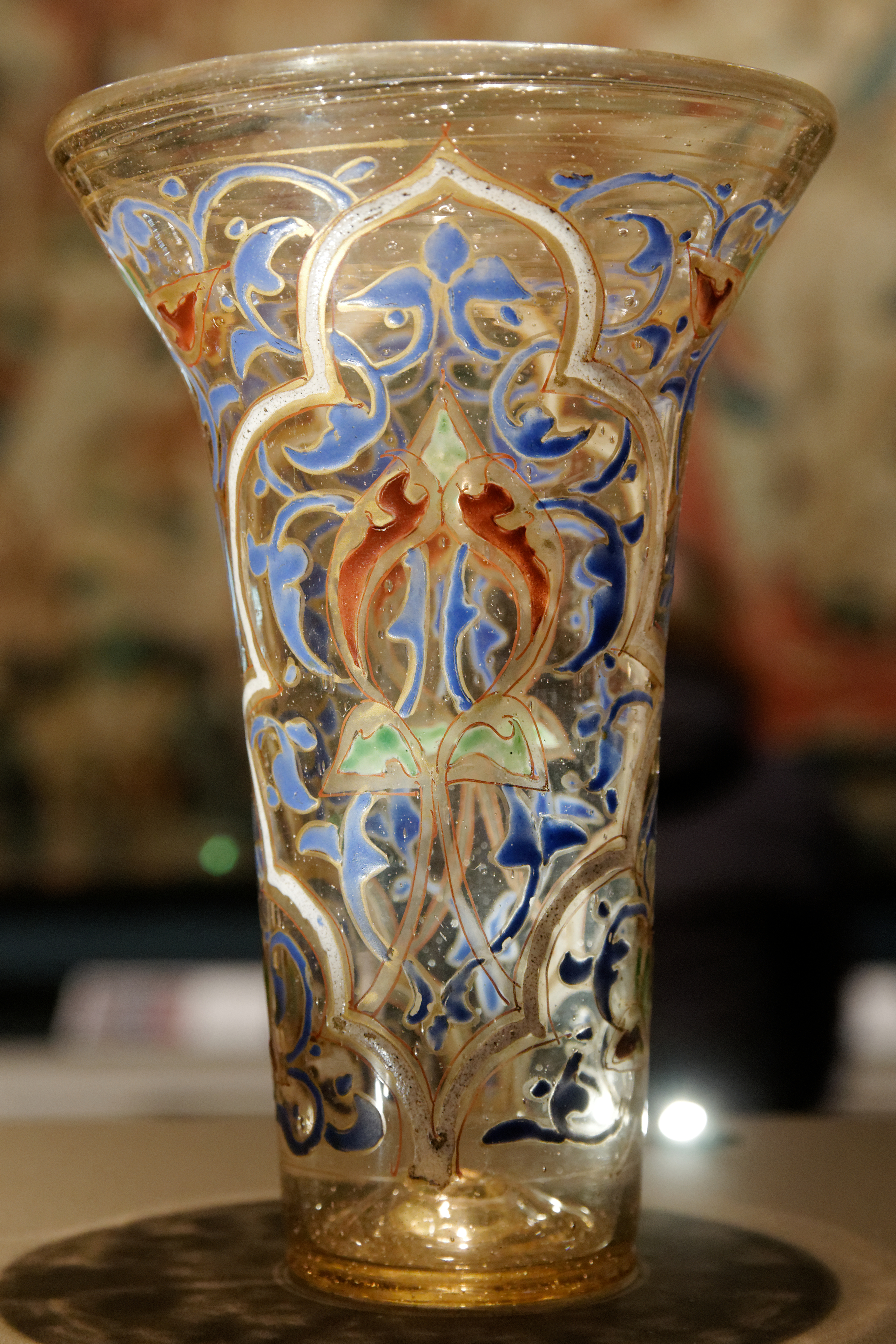
Vaso sirio o egipcio de vidrio, dorado y esmalte (c. 1350), Victoria & Albert Museum, Londres

En arquitectura se empleó mucho el estuco, que llegó a cotas de gran perfección técnica, especialmente en la época abásida y en el norte de África, así como en la España musulmana, donde se encuentra en la Aljafería de Zaragoza y en la Alhambra de Granada, y donde influyó en el arte mudéjar.
La cerámica fue heredera del ladrillo esmaltado del Próximo Oriente, al tiempo que también denota la influencia china. Los abásidas importaron cerámica Tang y Song, e impulsaron un tipo de cerámica monocroma y brillante, de reflejos metálicos conseguidos con esmalte de estaño y una decoración de arabescos, follaje o palmetas. En época safávida se hizo más evidente la influencia china, con tonos azules y blancos y motivos ornamentales de dragones y aves fénix. Dentro del arte otomano la cerámica es heredera de la irania: en el siglo XV se dio una loza fina con decoración de flores o inscripciones cúficas, seguida en el xvi por una cerámica de rica policromía con motivos florales. Destaca también la azulejería, empleada profusamente en las mezquitas de Estambul. En al-Ándalus se da una loza fina de reflejo metálico, con una especial calidad en los talleres de Málaga de los siglos xiii-xiv. Destacan también los platos de Paterna y Manises, centros de producción activos entre los siglos xiv-xv, donde se entronca con el arte mudéjar.

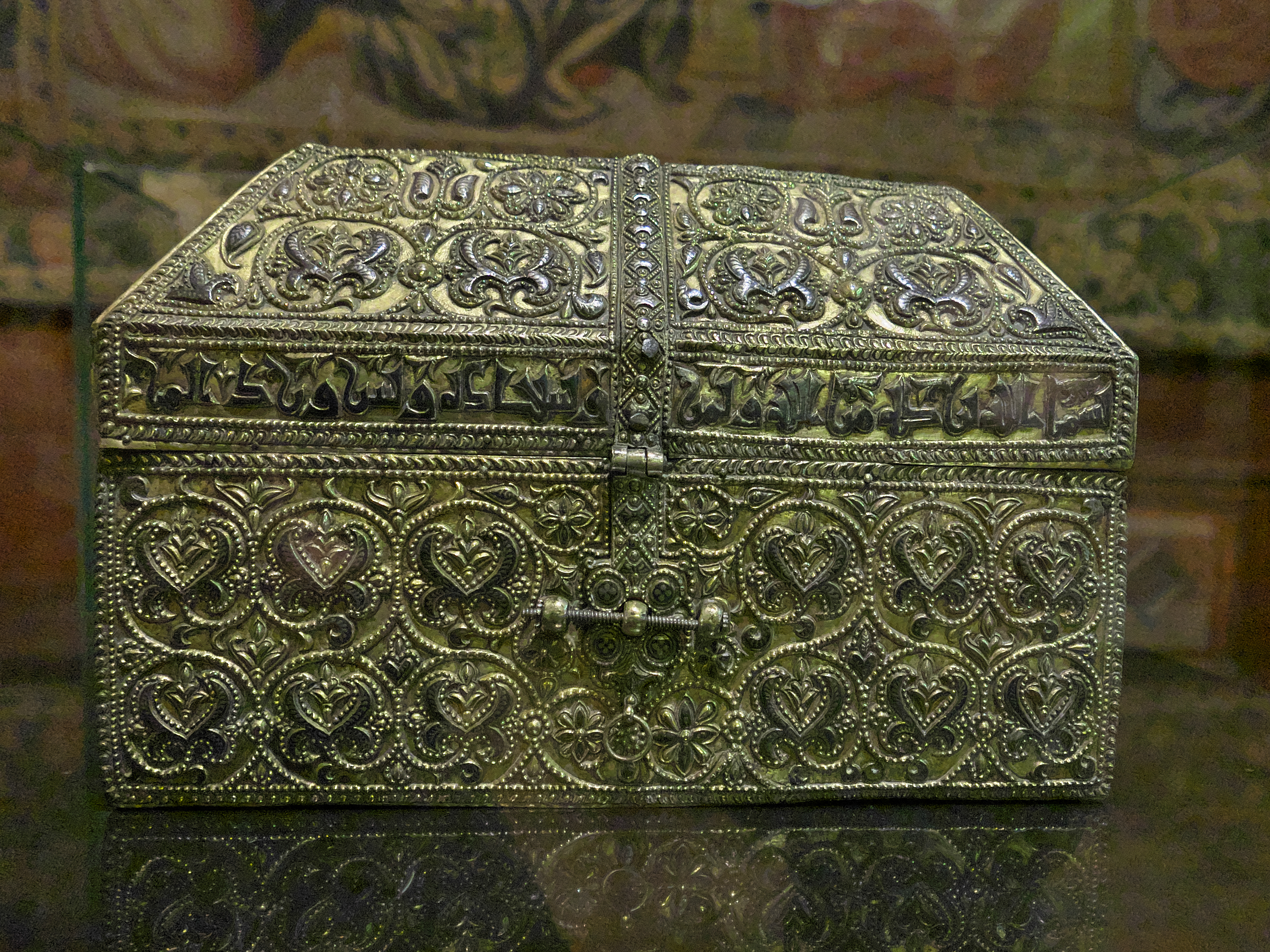
Arqueta de Hišām II (976), de madera recubierta de plata repujada, nielada y dorada, catedral de Gerona

El vidrio islámico fue de mucha mayor calidad que el elaborado coetáneamente en la Europa medieval, al ser heredero de los talleres de soplado de Egipto y Siria, de tradición helenística. Se elaboraban vasos, copas, botellas, lámparas y frascos para perfume, translúcidos o esmaltados de colores, con decoración pintada o incisa. También se hacían jarrones de cristal de roca, como el llamado de al-Aziz del Tesoro de San Marcos (Venecia), del siglo X.
La orfebrería fue escasa, principalmente sortijas y pendientes, de influencia irania. En platería se elaboraban cofres de plata dorada sobre madera, como el conservado en la catedral de Gerona, confeccionado para Hišām II en 976. También se dio el esmalte, como la jofaina de cobre esmaltada en alveolado del Museo de Innsbruck (siglo XII). La metalistería se dio principalmente en cobre y bronce, en menor medida en hierro. En cobre se elaboraban lámparas, vasos, jarras, cajas, bandejas, pies de candelabro y jofainas. En bronce destacan los espejos, cofres, lámparas y aguamaniles, a veces con incrustaciones de plata. El hierro se usó principalmente para las armas, como la espada de Boabdil, con pomo de oro esmaltado y marfil, y funda de cordobán con esmalte, plata, seda y oro.
El mobiliario ha sido escaso en el ámbito musulmán, debido a su predilección por la alfombra. La mayoría de muebles eran para el ámbito religioso, como mesas, pupitres para la lectura del Corán y púlpitos (almimbares). La madera también se trabajaba para el ámbito arquitectónico (puertas, paneles), generalmente con forma de lacerías. También se practicó la eboraria, especialmente en cofres y urnas, como el llamado bote de Zamora (964, Museo Arqueológico Nacional, Madrid).
Otra de las artes de relevancia en el mundo islámico fue la textil, heredera del arte bizantino y sasánida. Desarrollaron y perfeccionaron numerosas técnicas, como el damasco, el tiraz, el terciopelo y la muselina. Elaboraban vestidos, alfombras, tapices, telas estampadas y otros tejidos, con decoraciones generalmente geométricas, epigráficas, medallones con forma de media luna o motivos de origen vegetal o animal, pero llevados casi a la abstracción. En Siria también elaboraban brocados de seda. En Bagdad —antiguamente Baldac— se creó el baldaquín, un dosel hecho de seda. También destacó la seda de al-Ándalus, como el tiraz de Hišām II (Real Academia de la Historia, Madrid) o un tapiz de seda y oro originario de Almería conservado en el Museo Cooper Union de Nueva York. Otro terreno de relevancia fue la corioplastia, especialmente en Córdoba, donde se creó la técnica del cordobán, que junto al guadamecí fueron las principales modalidades producidas en la España musulmana y exportadas a toda Europa.

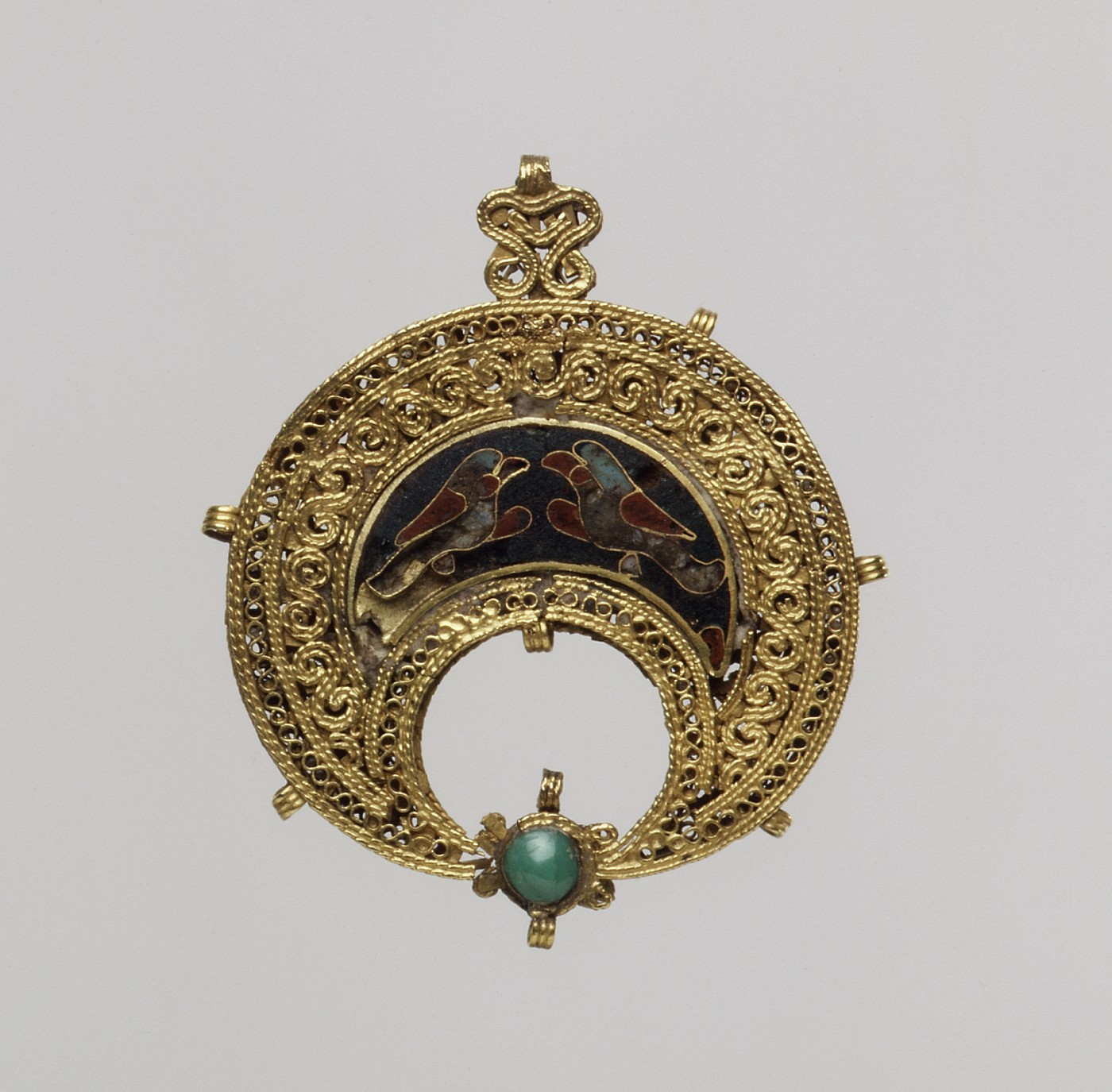
Colgante en forma de media luna con pájaros enfrentados, oro, esmalte cloisonné, turquesa y filigrana (siglo XI)
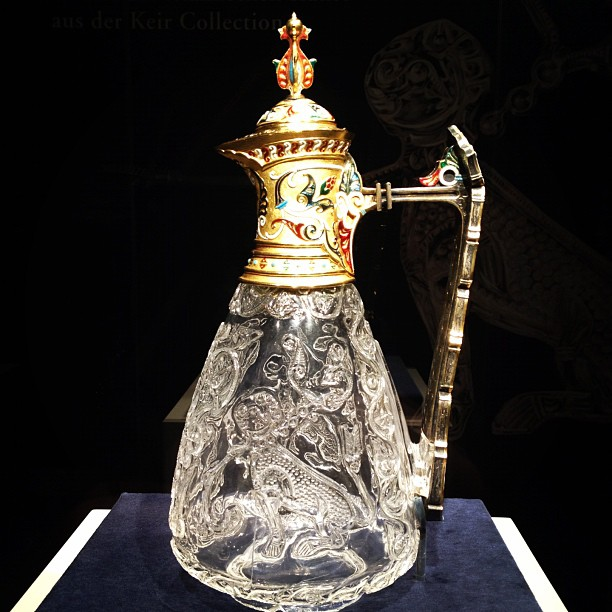
Aguamanil fatimí con leones, cristal de roca y oro esmaltado (siglos x-xi), Museo de Pérgamo
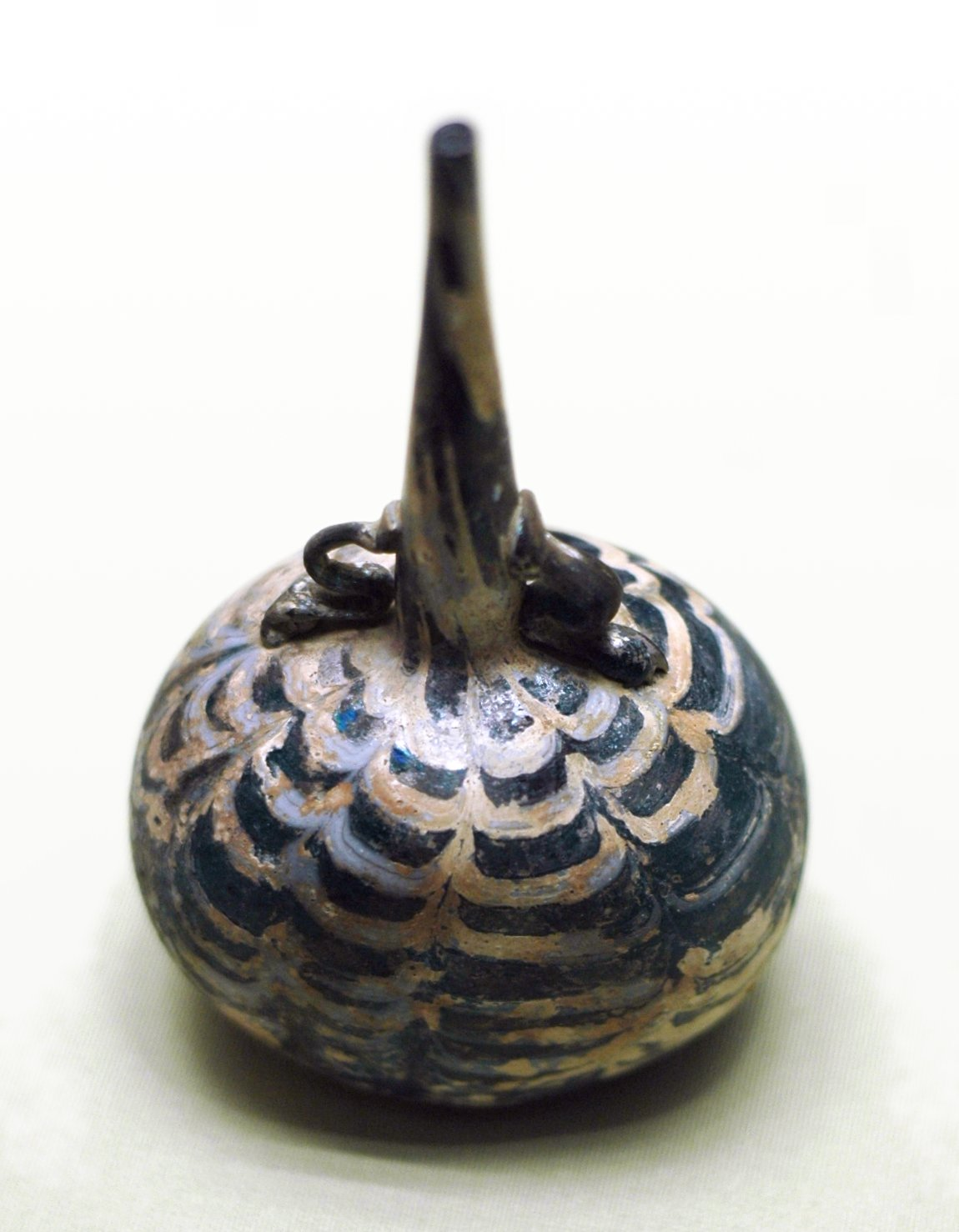
Aspersorio de vidrio soplado ayúbida (siglos xii-xiii), Museo del Louvre, París
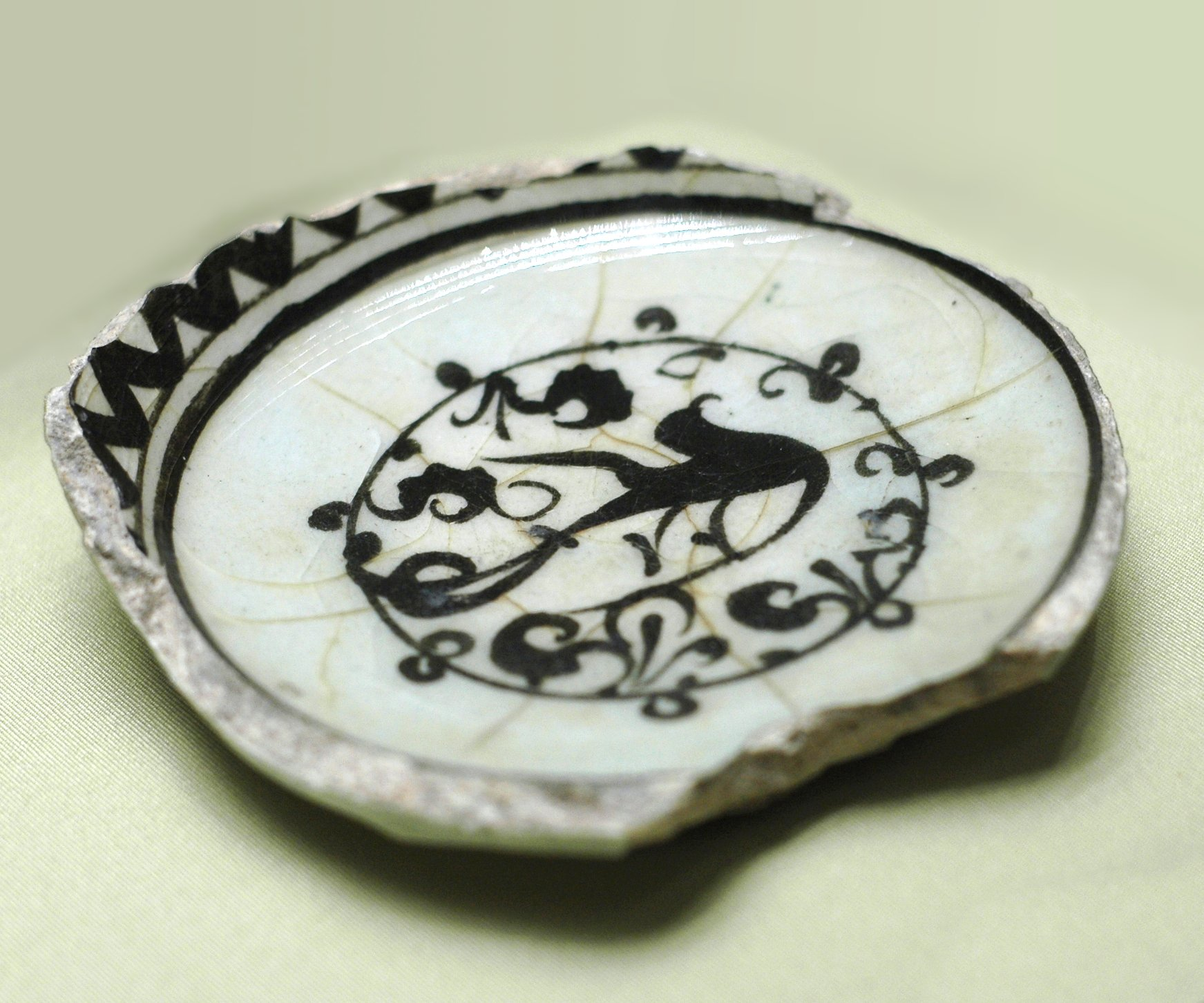
Tiesto de las aves, Siria (principios del siglo XIII), Museo del Louvre, París
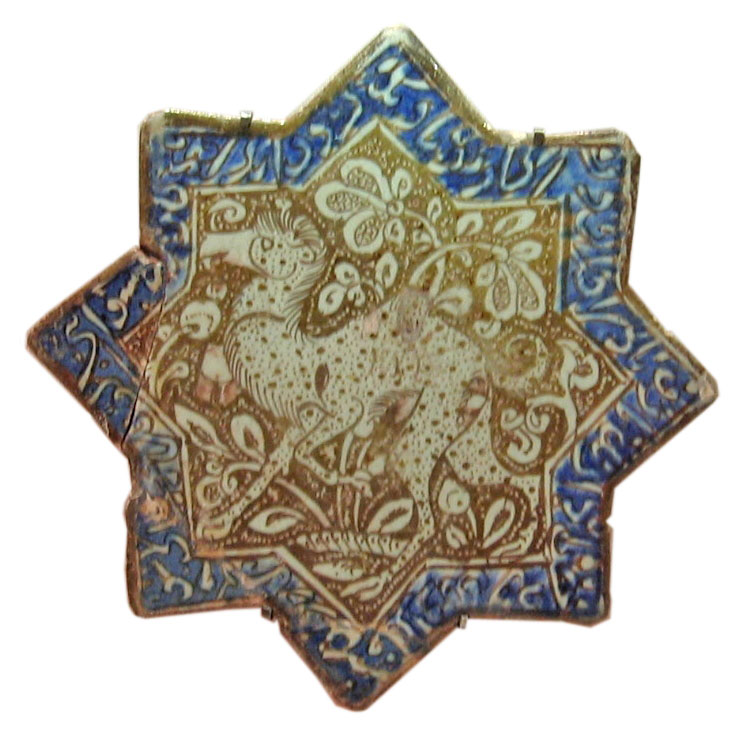
Azulejo esmaltado del camello, Irán (siglo XIV), Museo del Louvre, París
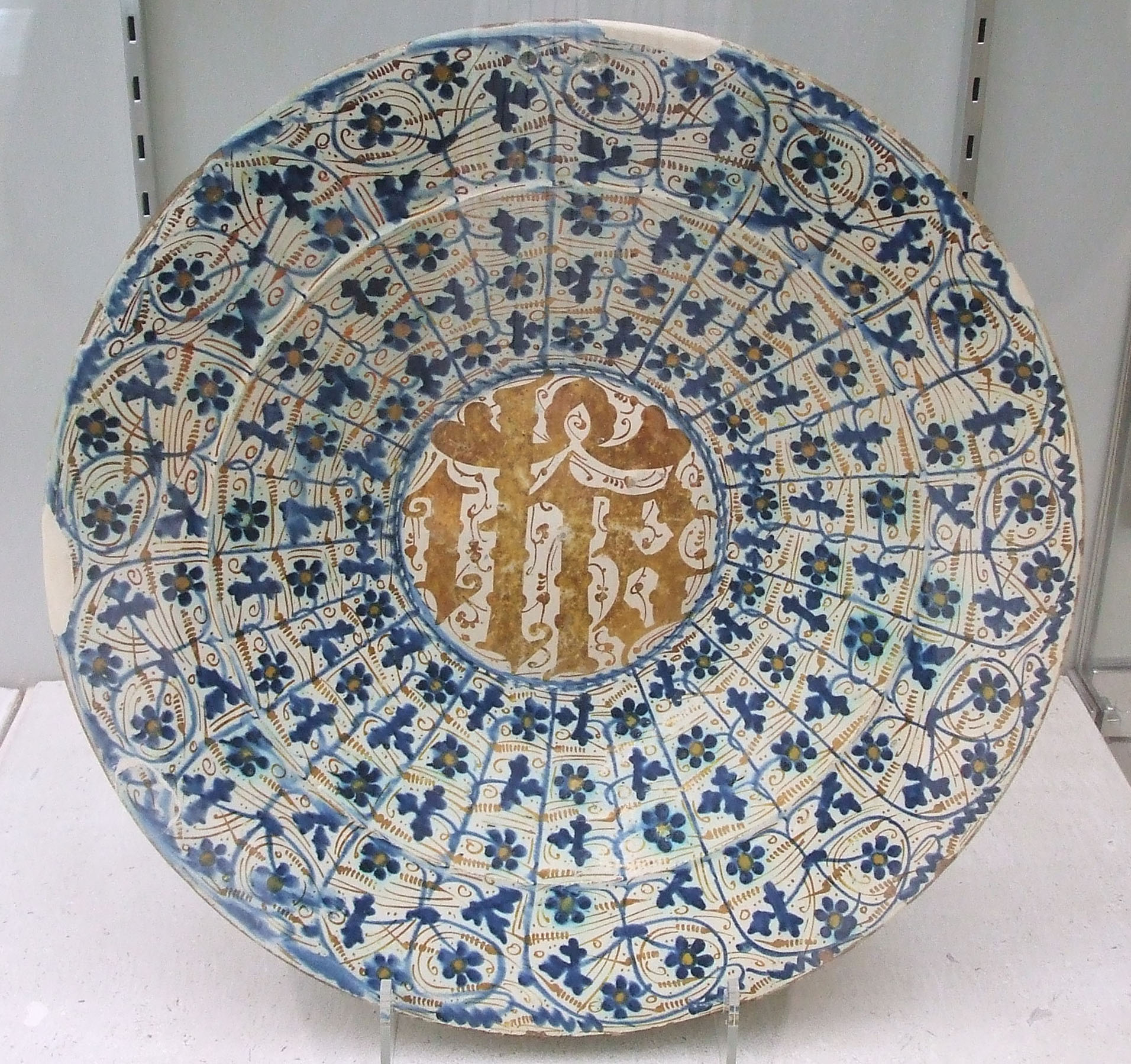
Plato mudéjar del siglo XV, Burrell Collection, Glasgow
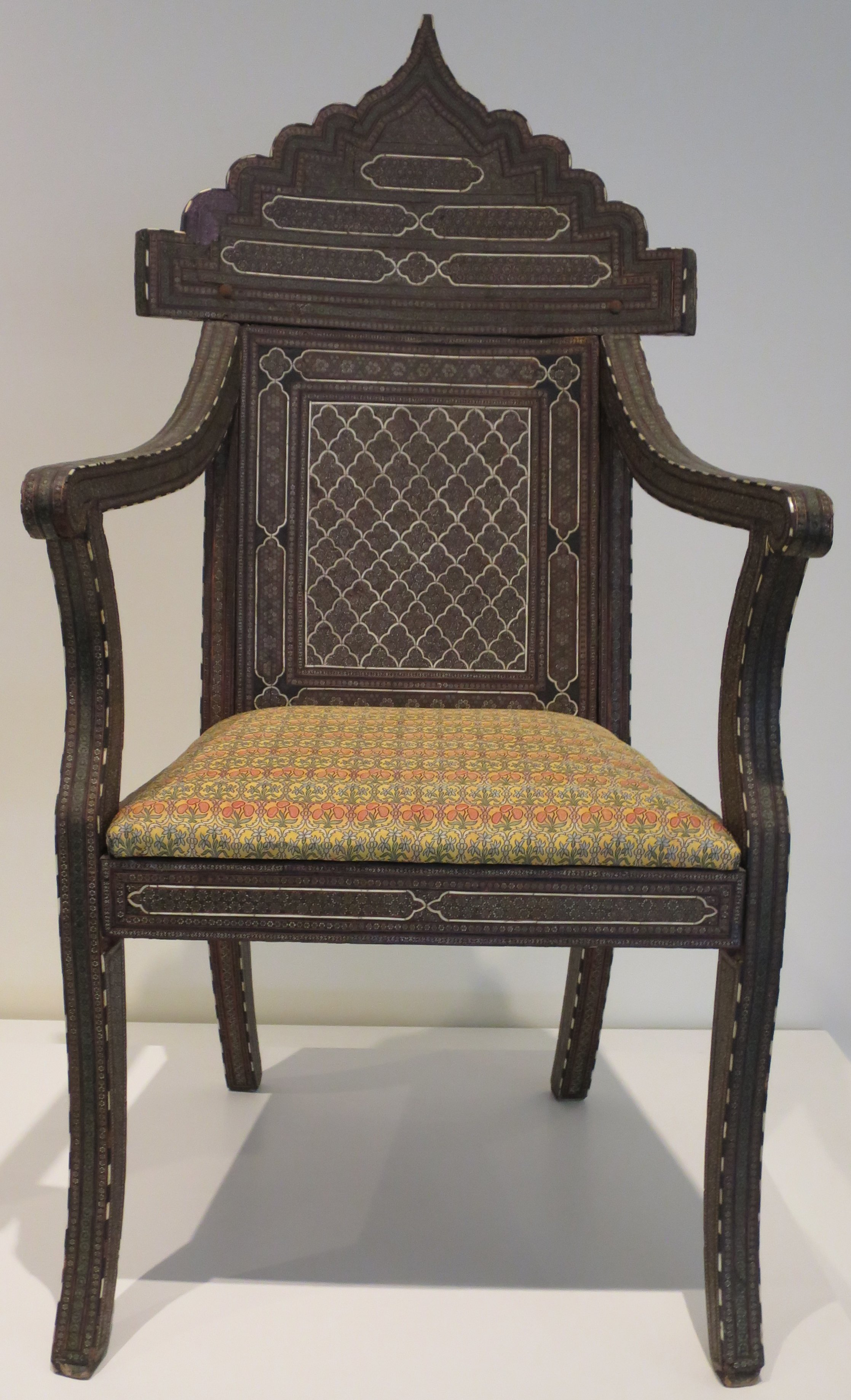
Silla persa del siglo XIX, Doris Duke Foundation, Diamond Head (Hawái)
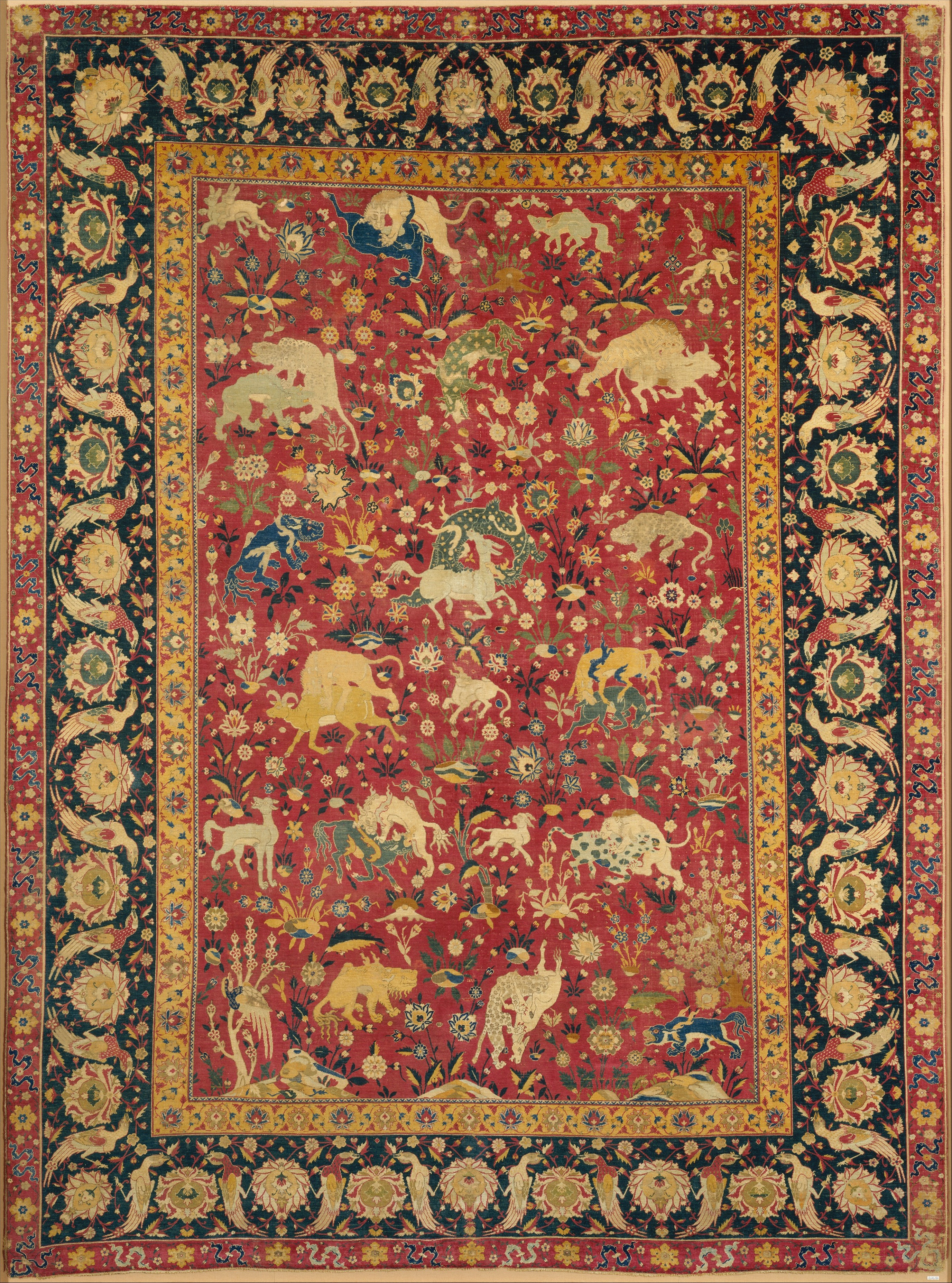
Alfombra persa de seda, Museo Metropolitano de Arte, Nueva York